# آيا صوفيا
آيا صوفيا (باليونانيَّة القديمة: Ἁγία Σοφία؛ باللاتينيَّة: Sancta Sophia أو Sancta Sapientia)، أو جامع آيا صوفيا (بالتركية: Ayasofya Camii)، عُرف في العصر العُثماني باسم الجامع الكبير الشريف لآيا صوفيا، (بالتركية العثمانية: آيا صوفيا كبير جامع شريف)، وكان في العصر البيزنطي يُسمى كنيسة آيا صوفيا، التي تعني كنيسة الحكمة الإلهيّة، هو مبنى تاريخي للعبادة، يقع على الضفة الأوروبيَّة في مدينة إسطنبول، أُنشئ في العصر البيزنطي ليكون كاتدرائيةً للبطريركية المسيحية الأرثوذكسية، ثم تحول إلى كاتدرائية رومانية كاثوليكية، وبعد فتح القسطنطينية تحول إلى مسجد عثماني، وبعد قيام الجمهورية التركية تحول إلى متحف، وأخيرًا أُعلن عن إعادته مسجدًا اعتبارًا من 24 يوليو عام 2020، بعد إصدار حُكم المحكمة الإدارية العليا بتركيا بذلك.

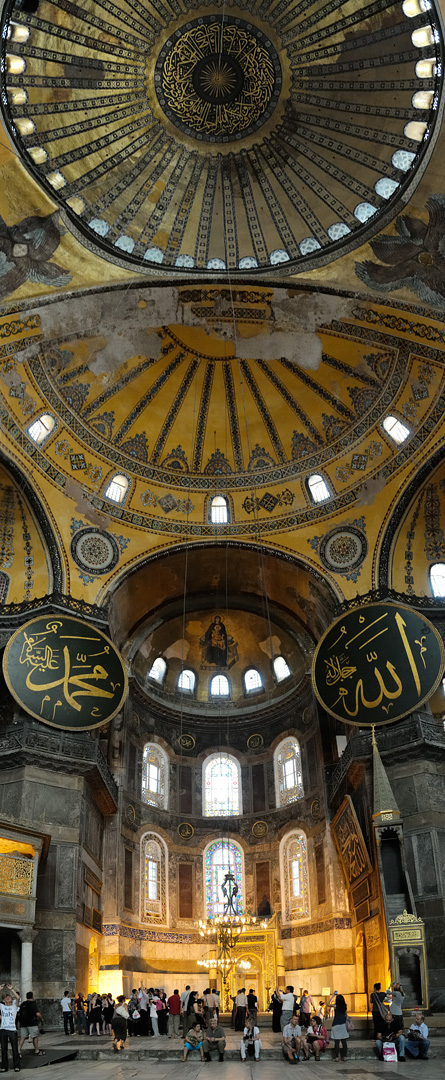
منظر داخلي لآيا صوفيا، يُظهر العناصر المسيحية والعناصر الإسلامية على القبة الرئيسية والمثلثات (الشروح).

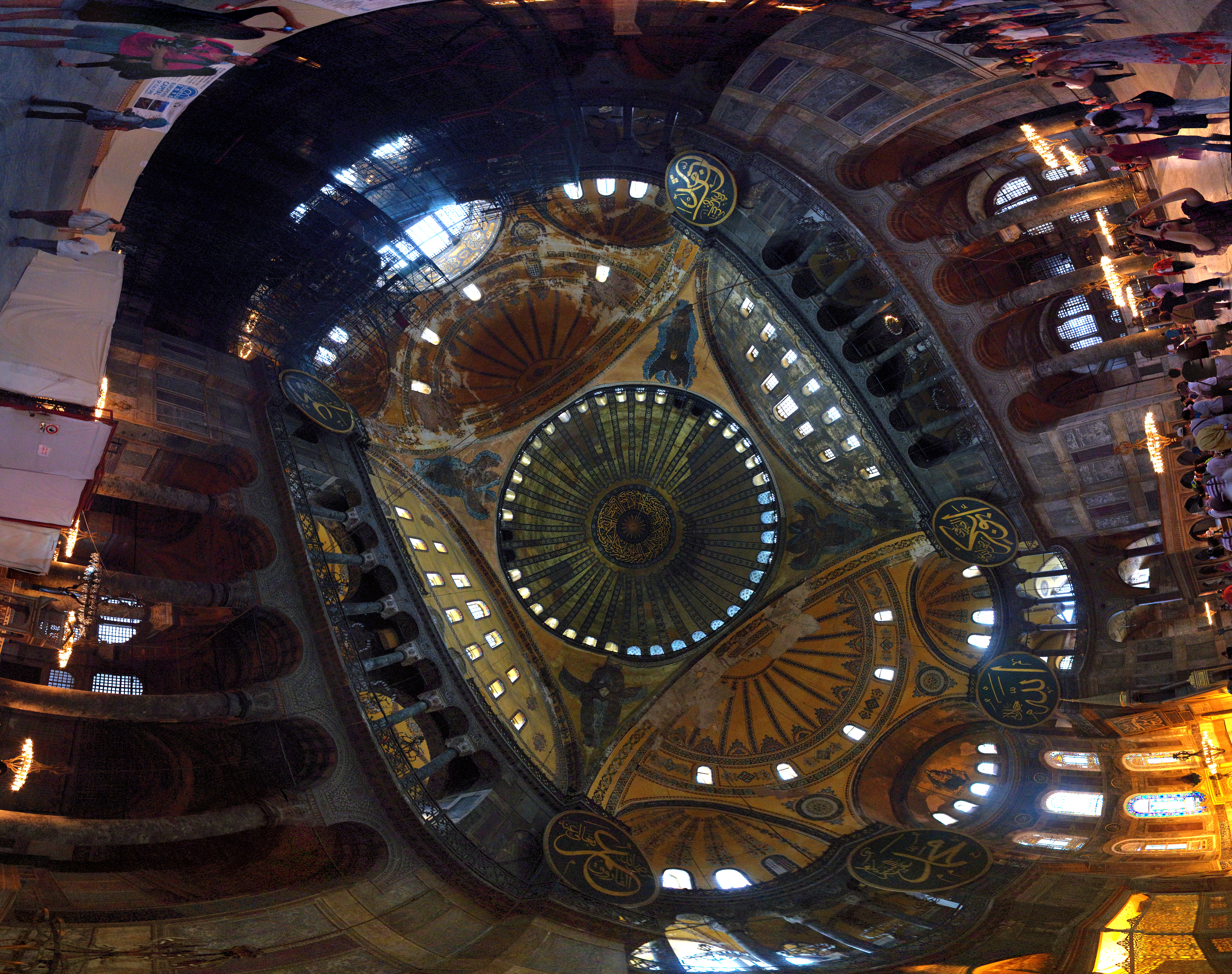
بانوراما القبة وداخلها (الشروح).

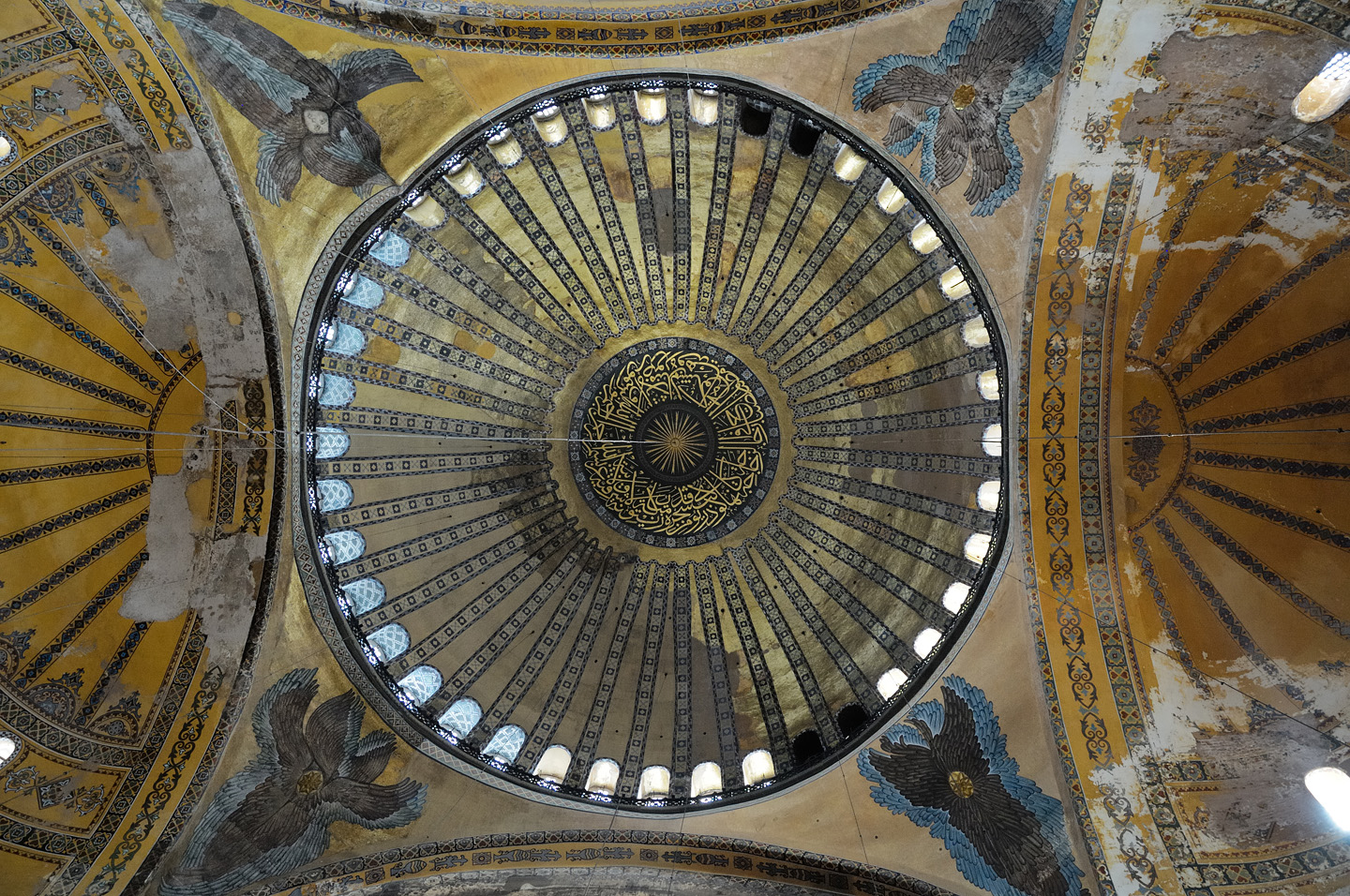
السداسي الرحمي (ملاك بستة أجنحة) على المثلث الشمالي الشرقي (أعلى اليسار)، تم اكتشاف وجهه واستعادته من قبل الأخوين فوساتي، وتم الكشف عنه في عام 2009 (الشروح).

في البداية بُني المبنى ليكون كاتدرائية مسيحية في عام 537م، في عهد الإمبراطور الروماني جستينيان الأول، وكان في ذلك الوقت أكبر مبنى في العالم وأول من استخدم قبة معلقة بالكامل. اعتُبر المبنى جوهرة العمارة البيزنطية، وقيل أنه «غيَّر تاريخ العمارة». ووصفه عدد من الكُتَّاب بأنه «يحتل مكانة بارزة في العالم المسيحي»، وبأنه «أعظم من جميع الكنائس المسيحية». ويُشير المؤرخون إلى أنَّ آيا صوفيا اعتُبرت رمزًا ثقافيًا ومعماريًا وأيقونة للحضارة البيزنطية والحضارة المسيحيَّة الأرثوذكسيَّة.
كانت الكاتدرائية تُمثِّل الكنيسة المركزية للقسطنطينية، وقد أمر ببنائها الإمبراطور الروماني جستنيان الأول، واستغرق بناؤها حوالي خمس سنوات بين عام 532 وعام 537، حيث افتُتحت رسمياً عام 537م، ولم يشأ جستينيان أن يبني كنيسة على الطراز المألوف في زمانه بل كان دائم الميل إلى ابتكار كل ما هو جديد. فكلف المهندسين المعماريين «إيزيدور الملاطي» (باليونانية: Ισίδωρος ο Μιλήσιος) و«أنتيميوس الترالسي» (باليونانية: Ἀνθέμιος ὁ Τραλλιανός) ببناء هذا الصرح الديني الضخم، وكلاهما من آسيا الصغرى، ويعد ذلك دليلاً واضحاً على مدى تقدم دارسي البناء في آسيا الصغرى في عهد جستينيان بحيث لم يعد هناك ما يدعو إلى استدعاء مهندسين من روما لإقامة المباني البيزنطية. كان المبنى الجستنياني الحالي هو الكنيسة الثالثة التي تحمل نفس الاسم على نفس الموقع، حيث دُمرت الكنيسة السابقة في أعمال شغب نيقية. كانت الكاتدرائيَّة المقر الأسقفي لبطريرك القسطنطينية المسكوني، وظلّت أكبر كاتدرائية مسيحية في العالم لما يقرب من ألف عام حتى بناء كاتدرائية إشبيلية في عام 1520.
في عام 1204، أثناء الحملة الصليبية الرابعة حوَّل الإفرنج الكاتدرائية الأرثوذكسيَّة إلى كاتدرائية كاثوليكية تتبع الإمبراطورية اللاتينية، لكنها عادت إلى كاتدرائية أرثوذكسية شرقية عند استرداد الإمبراطورية البيزنطية أراضيها من الصليبيين عام 1261.
كانت الكنيسة مُكرسة لـ«حكمة الله»، وهي من ألقاب الأقنوم الثاني في الثالوث، وذكرى الشفاعة مكرس في يوم 25 ديسمبر (عيد الميلاد)، وهو ذكرى تجسدَّ الأقنوم الثاني يسوع المسيح وفق المُعتقد المسيحي. كلمة «صوفيا» هي الإملاء الصوتي اللاتيني للكلمة اليونانية «الحكمة» وعلى الرغم من الإشارة إليها أحياناً (باللاتينيَّة: Sancta Sophia، نقحرة: سانكتا صوفيا) أو «القديسة صوفيا»، إلا أنها لا ترتبط بالقديسة صوفيا الشهيدة. الاسم الكامل (باللغة اليونانيَّة: Ναός της Αγίας του Θεού Σοφίας) أي «ضريح حكمة الله المقدسة». احتوت الكنيسة على مجموعة كبيرة من القطع الأثرية والأيقونات. شهدت الكنيسة حرمان البطريرك ميخائيل الأول سيرولاريوس رسمياً من قبل هامبرت من سيلفا كانديدا، المبعوث البابوي للبابا ليون التاسع في عام 1054، وهي حركة تُعتبر بداية الانشقاق بين الشرق والغرب المسيحي. دُفن دوق البندقية الذي قاد الحملة الصليبية الرابعة ونهب القسطنطينية عام 1204، إنريكو داندولو، في الكاتدرائيَّة ذاتها.
في عام 1453 فتح المُسلمون القسطنطينية تحت الراية العثمانية بقيادة السلطان محمد الثاني الذي لُقب بـ «الفاتح»، فأمر برفع الآذان في الكنيسة إيذاناً بجعلها مسجداً جامعاً. وانتقل مقر بطريركية القسطنطينية المسكونية إلى كنيسة الرسل المقدسة، والتي أصبحت كاتدرائية المدينة. على الرغم من أن بعضًا من أجزاء مدينة القسطنطينية كانت بحالة سيئة، فقد حُوفِظ على الكاتدرائية بأموال مخصصة لهذا الغرض. غُطيت اللوحات الفسيفسائية الموجودة بداخل الكنيسة بطبقةٍ من الجص لكونها لا تناسب استخدام المبنى كمسجد، واستمر ذلك عِدَّة قرون، ومع الوقت أُضيفت السمات المعمارية الإسلامية لآيا صوفيا، مثل المنبر، وأربعة مآذن، والمحراب. ظل مسجد آيا صوفيا المسجد الرئيسي لإسطنبول مُنذ تحويله حتى بناء جامع السلطان أحمد القريب، والمعروف أيضاً بـ المسجد الأزرق، في عام 1616. شَكَّل نمط العمارة البيزنطيَّة لآيا صوفيا مصدر إلهام لبناء العديد من المساجد العثمانية الأخرى، بما في ذلك المسجد الأزرق ومسجد سليمان القانوني وجامع رستم باشا وجامع قلج علي باشا.
ظلّ المبنى مسجداً قرابة 500 عام منذ فتح القسطنطينية حتى عام 1931، وبعد قيام الجمهورية التركية العلمانية أُغلق المسجد أمام المُصلين طيلة أربع سنوات، ثم جرى تحويله في عام 1935 إلى متحف للجمهورية الوليدة. كان متحف آيا صوفيا اعتباراً من عام 2014، ثاني أكثر المتاحف زيارة في تركيا، حيث جذب ما يقرب من 3.3 مليون زائرًا سنوياً. وفقًا للبيانات الصادرة عن وزارة الثقافة والسياحة التركية، كان متحف آيا صوفيا أكثر مناطق الجذب السياحي زيارة في تركيا في عام 2015 وعام 2019.
في أوائل يوليو 2020، ألغى مجلس الدولة التركي قرار مجلس الوزراء عام 1934 بتحويل المسجد إلى متحف، معللًا بأن مرسوم 1934 «غير قانوني» وفق كل من القانونين العثماني والتركي لأن آيا صوفيا «وَقفٌ إسلامي»، أوقفه السلطان محمد الفاتح، وقد حدد الموقع مسجدًا، وذَكر مؤيدو القرار أن آيا صوفيا كانت ملكية شخصية للسلطان. لاقت تلك الخطوة جدلًا عالميًا واسعًا ما بين مؤيد ومعارض، فقد صدرت انتقادات واسعة وشديدة من اليونان وفرنسا وألمانيا والنمسا والاتحاد الأوروبي والولايات المتحدة واليونسكو ورؤساء الطوائف المسيحيَّة مثل بطريرك القسطنطينية المسكوني وبطريرك الكنيسة الروسية الأرثوذكسية وغيرهم، في حين رحبت بها عدد من الدول والهيئات الإسلامية مثل سلطنة عمان وإيران وقبرص الشمالية واتحاد المغرب العربي والإخوان المسلمون وحركة حماس والرابطة الإسلامية الباكستانية ومجلس القضاء الإسلامي في جنوب أفريقيا وأُقيمت صلوات واحتفالات في موريتانيا، بينما اعتبرتها روسيا «شأن تركي داخلي».

## التاريخ

### كنيسة قسطنطين الثاني (360 - 404)
عُرفت أول كنيسة في الموقع باسم الكنيسة الكبرى (باليونانيَّة: Μεγάλη Ἐκκλησία)، بسبب أبعادها الكبيرة مقارنةً بالكنائس المعاصرة لها في المدينة. افتُتحت الكنيسة في 15 فبراير عام 360 في عهد قسطنطين الثاني من قِبَل الأسقف الآريوسي أوكودوكيوس من أنطاكية، وبُنيت الكنيسة بجوار المنطقة التي جرى فيها تطوير القصر الإمبراطوري. وكان قد انتهى بناء كنيسة آيا إيرين القريبة («السلام المقدس») في وقت سابق، والتي عملت كاتدرائية حتى انتهى بناء الكنيسة العظمى. عملت كلتا الكنيستين معًا ككنائس رئيسية للإمبراطورية البيزنطية. وفقاً للمؤرخ الكنسي في القرن الخامس سقراط القسطنطيني، كان الإمبراطور قسطنطين الثاني في حوالي عام 346 قد «شيَّد الكنيسة العظيمة جنباً إلى جنب مع ما يسمى بكنيسة آيا إيرين والتي كانت كنيسة صغيرة جداً، وكان والد الإمبراطور [قسطنطين] قد قام بتوسيعها وتجميلها». بينما تشير وثيقة تعود إلى القرن السابع أو الثامن، إلى أنَّ الصرح بناه قسطنطين العظيم. يوفق المؤرخ جوان زوناراس بين الرأيين، حيث ذكر أن قسطنطين الثاني قد أصلح الصرح المكرس من قبل يوسابيوس النيقوميدي، بعد أن انهار، وكان يوسابيوس النيقوميدي أسقف القسطنطينية من عام 339 إلى عام 341، وتوفي قسطنطين العظيم في عام 337، ويبدو أنه من الممكن أن تكون الكنيسة الأولى قد باشر ببنائها الأخير.
لا يوجد سجل لأي كنائس رئيسيَّة في وسط المدينة قبل أواخر القرن الرابع غير «آيا إيرين». وذكر رولاند ماينستون بأن كنيسة القرن الرابع لم تكن معروفة بعد باسم آيا صوفيا بل عُرفت باسم الكنيسة العظيمة، وأشار إلى أنها كانت أكبر من كنائس القسطنطينية الأخرى، إلا أن الكنائس الرئيسية الأخرى الوحيدة في القرن الرابع كانت كنيسة القديس موسيوس، والتي كانت تقع خارج أسوار القسطنطينية وربما كانت مرتبطة بمقبرة مسيحيَّة، وكنيسة الرسل المقدسة.
بُنيَ الصرح ليكون كنيسة مسيحيَّة ذات أعمدة لاتينية تقليدية مع مَعارض وسقف خشبي، وقد سبقها ردهة. قيل أنها واحدة من أبرز المعالم الأثرية في العالم في ذلك الوقت. ومن المحتمل أنَّ الكنيسة ضمت رواق، ويوصف بأنه على شكل سيرك روماني. قد يعني هذا أنها قد بُنيت على مثال بازيليك سان مارسيلينو إي بيترو وسانت أغنيس فيوري لو مورا في روما. ومع ذلك، ربما كانت أيضاً كنيسة بازيليك تقليدية، تشبه كنيسة القيامة الأصلية في القدس أو كنيسة المهد في بيت لحم. ومن المحتمل أنه كان يسبق المبنى ردهة، كما هو الحال في الكنائس اللاحقة في الموقع. وفقًا لكين دارك وجان كوستينيك، قد توجد بقايا أخرى من الكاتدرائية التي تعود إلى القرن الرابع في جدار من الطوب المبني والبناء الحجري المترابط إلى الغرب من كنيسة جستنيان الحاليَّة. بُنيَ الجزء العلوي من الجدار بالطوب المختوم بختم الطوب الذي يعود تاريخه إلى القرن الخامس، ولكن الجزء السفلي مصنوع من الطوب النموذجي والذي يعود إلى القرن الرابع. ربما كان هذا الجدار جزءًا من البروبيلايوم في الجبهة الغربية لكل من الكنيسة العظيمة وكنيسة ثيودوسيوس الثاني.
وفقاً للروايات المبكرة، بُنيت آيا صوفيا الأولى على موقع معبد وثني قديم، على الرغم من عدم وجود قطع أثرية لتأكيد ذلك الادعاء. وتُظهر الحفريات على الجانب الغربي من موقع الكنيسة الأولى تحت جدار البروبيلايوم أنَّ الكنيسة الأولى بُنيت على طريق بعرض 8 أمتار (26 قدمًا). دخل بطريرك القسطنطينية يوحنا ذهبي الفم في صراع مع الإمبراطورة إيليا يودوكسيا، زوجة الإمبراطور آركاديوس، مما أدى إلى نفيه في 20 يونيو عام 404. خلال أعمال الشغب اللاحقة، أُحرقت هذه الكنيسة الأولى إلى حد كبير. ولم يبق شيءٌ من آثار الكنيسة الأولى اليوم.

### كنيسة ثيودوسيوس الثاني (415 - 532)

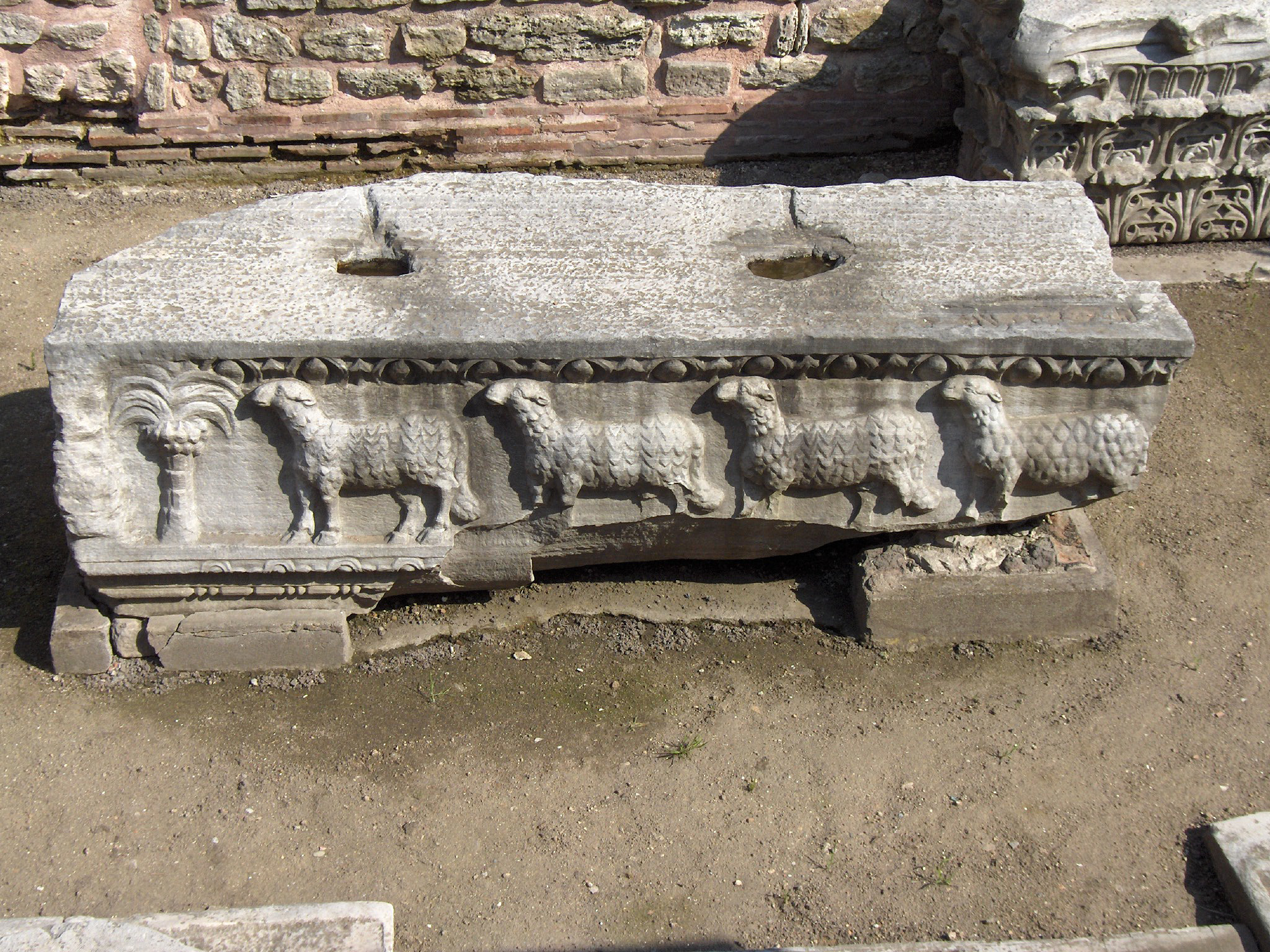
نقوش تصور 12 خاروفًا يمثلون رسل المسيح الاثنا عشر.

بعد حرق الكنيسة الأولى، بُنيت كنيسة ثانية في نفس الموقع من قِبَل ثيودوسيوس الثاني، والذي أشرف على افتتاحها في 10 أكتوبر عام 415. حيثُ بُنيت الكاتدرائية بسقف خشبي وأشرف على بنائها المهندس المعماري روفينوس. يذكر سقراط القسطنطيني في حوالي عام 440 أنه «أُحِيطَت كلتا الكنيستين [الكنيسة العظمى وآيا إيرين] بجدار واحد وكان يخدمهما نفس رجال الدين». وبالتالي كان المجمع يشمل مساحة كبيرة بما في ذلك موقع مستشفى سامسون البيزنطي اللاحق. كان لدى الكاتدرائية مدخل رئيسي بأبواب مذهّبة من الجهة الغربيَّة، ومدخل إضافي من الشرق. كان هناك منبرًا مركزيًا للوعظ، بالإضافة لمعرض علوي، وقد يكون عملَ كقسم مخصص للنساء. زُيّنَ الجزء الخارجي بنقوش متقنة مع تصميمات غنية من العصر الثيودوسي، والتي بقيت بعض شظاياها حتى الآن، في حين تم تزيين الأرضية داخل الرواق بالفسيفساء متعددة الألوان. وخلال اضطراب ثورة نيقا اندلع حريق وأُحرقت كنيسة آيا صوفيا الثانية في يومي 13 و14 يناير من عام 532. لا تزال العديد من الكتل الرخامية للكنيسة الثانية باقية حتى الوقت الحاضر؛ من بينها نقوش تصور 12 خاروفًا يمثلون رسل المسيح الاثنا عشر؛ وعلى عكس كنيسة جستنيان في القرن السادس، كان لكنيسة ثيودوسيوس الثاني فسيفساء أرضية ملونة ونحت زخرفي خارجي.
كشفت منطقة المدخل الغربي لآيا صوفيا الحالية عن البقايا الغربية للمبنى الثيودوسي، وكذلك بعض أجزاء الكنيسة الأولى. بدأت عالمة الآثار الألمانية ألفونز ماريا شنايدر بإجراء حفريات أثرية خلال منتصف ثلاثينيات القرن العشرين، ونشرت تقريرها النهائي في عام 1941. كشفت الحفريات في المنطقة التي كانت ذات يوم فناء للكنيسة الجستنيانية في القرن السادس عن المدخل الغربي الضخم، إلى جانب الأعمدة والشظايا النحتية من كل من كنائس القرنين الرابع والخامس. توقفت عملية الحفر خوفًا من التأثير على سلامة المبنى الجستنياني الحالي، لكن أجزاءً من خنادق الحفر لا تزال مكشوفة، مما يُبرز أسس مبنى ثيودوسيوس الثاني.

آثار كنيسة آيا صوفيا الثانية
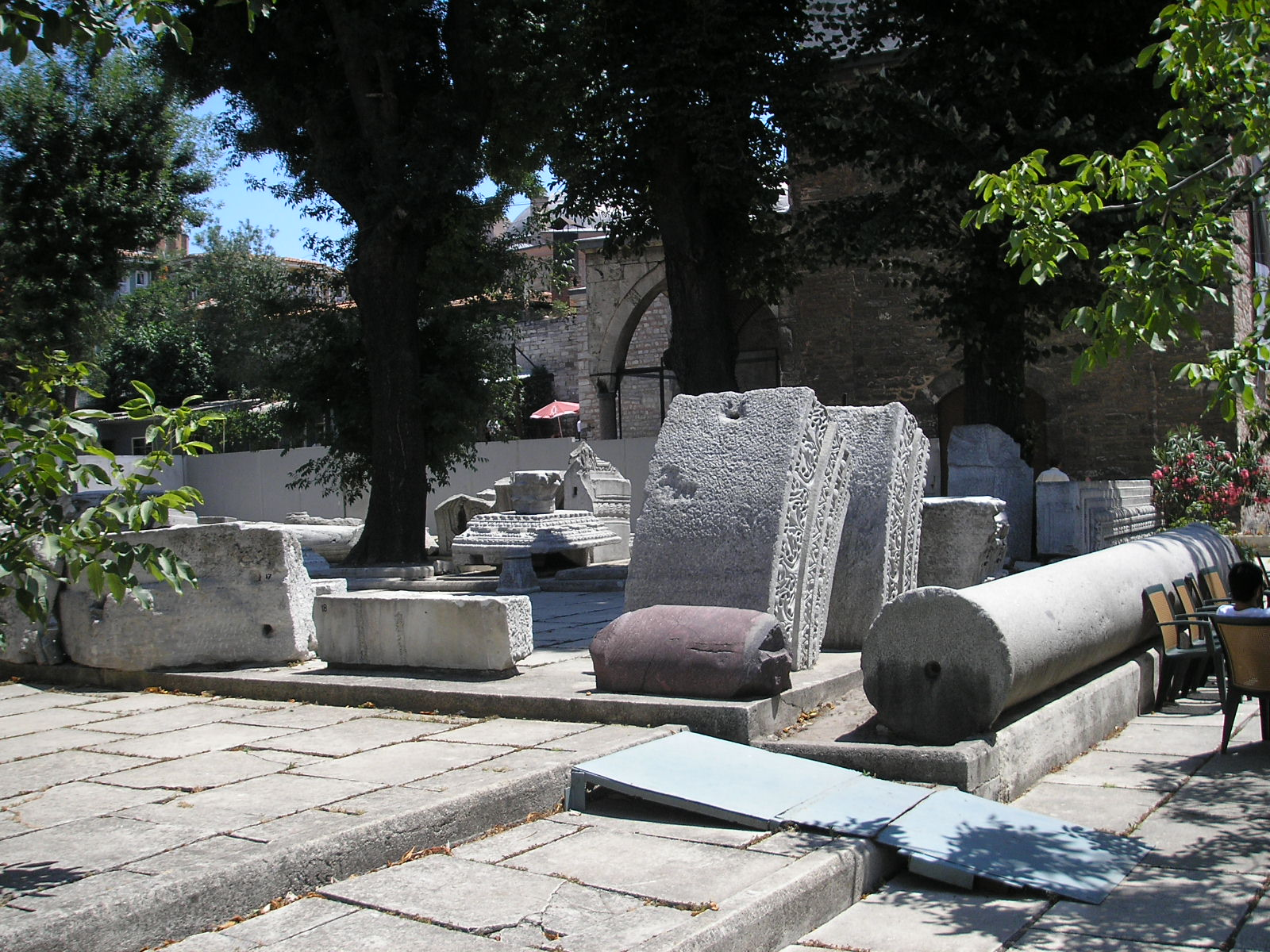
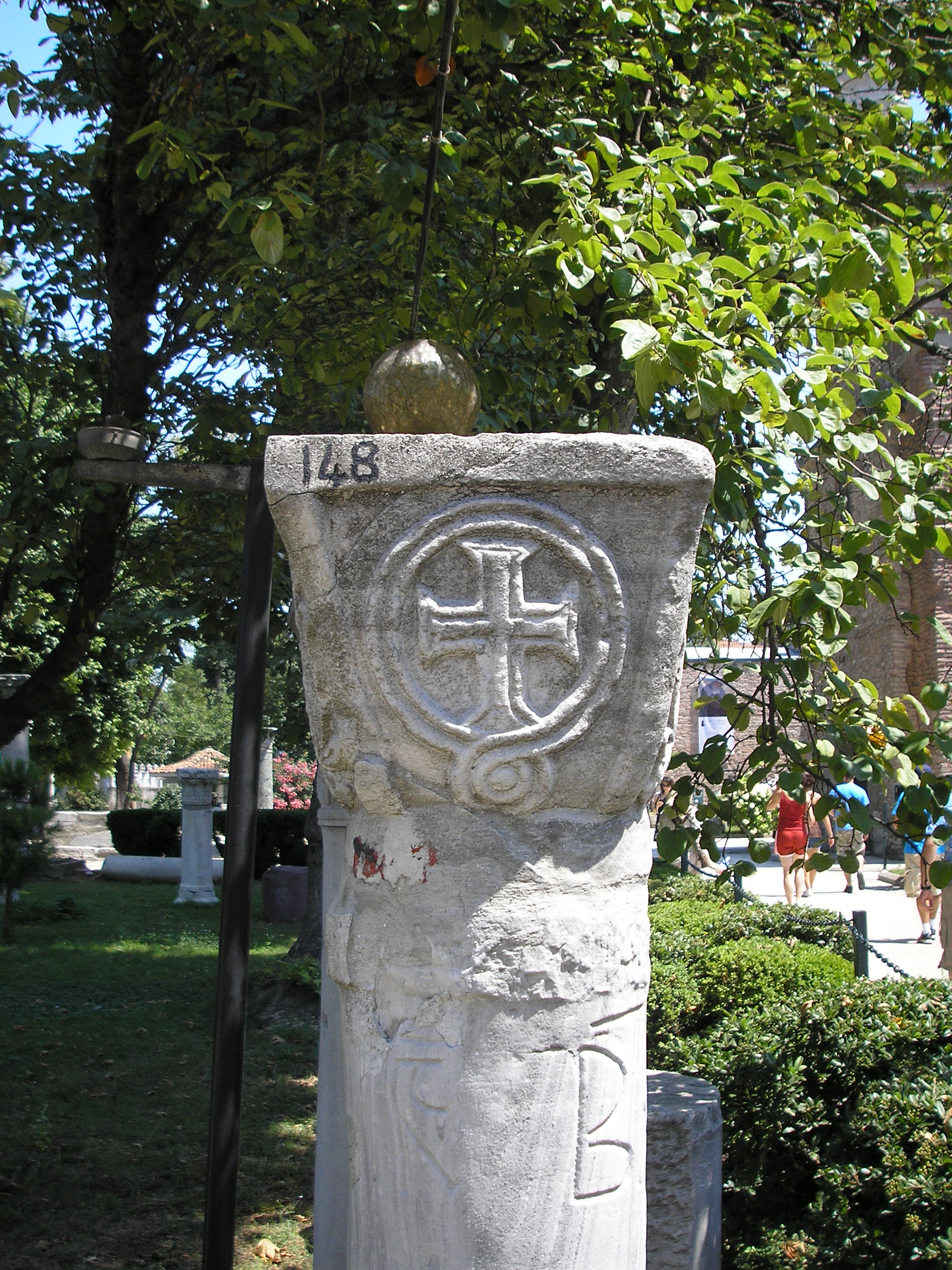
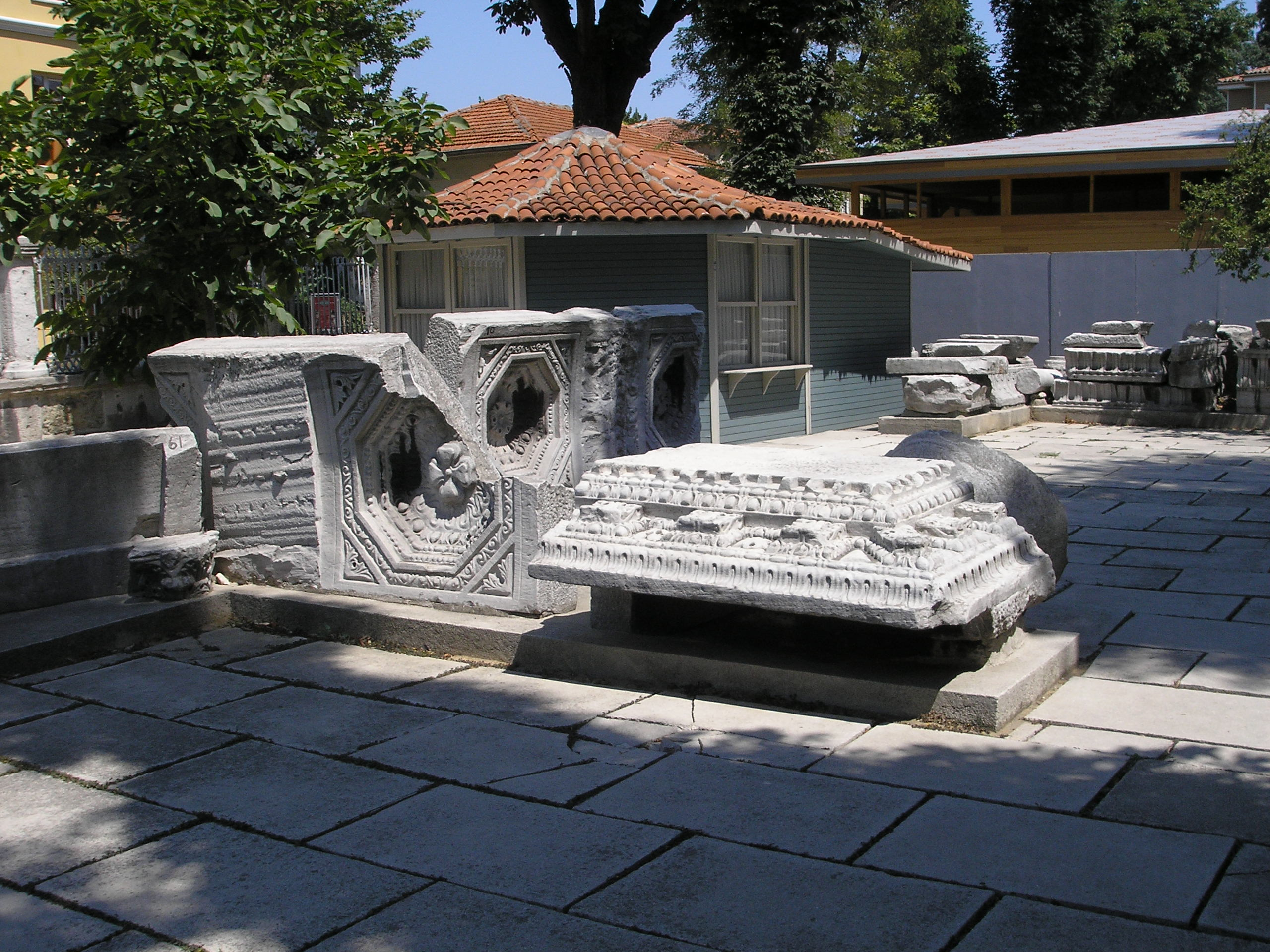
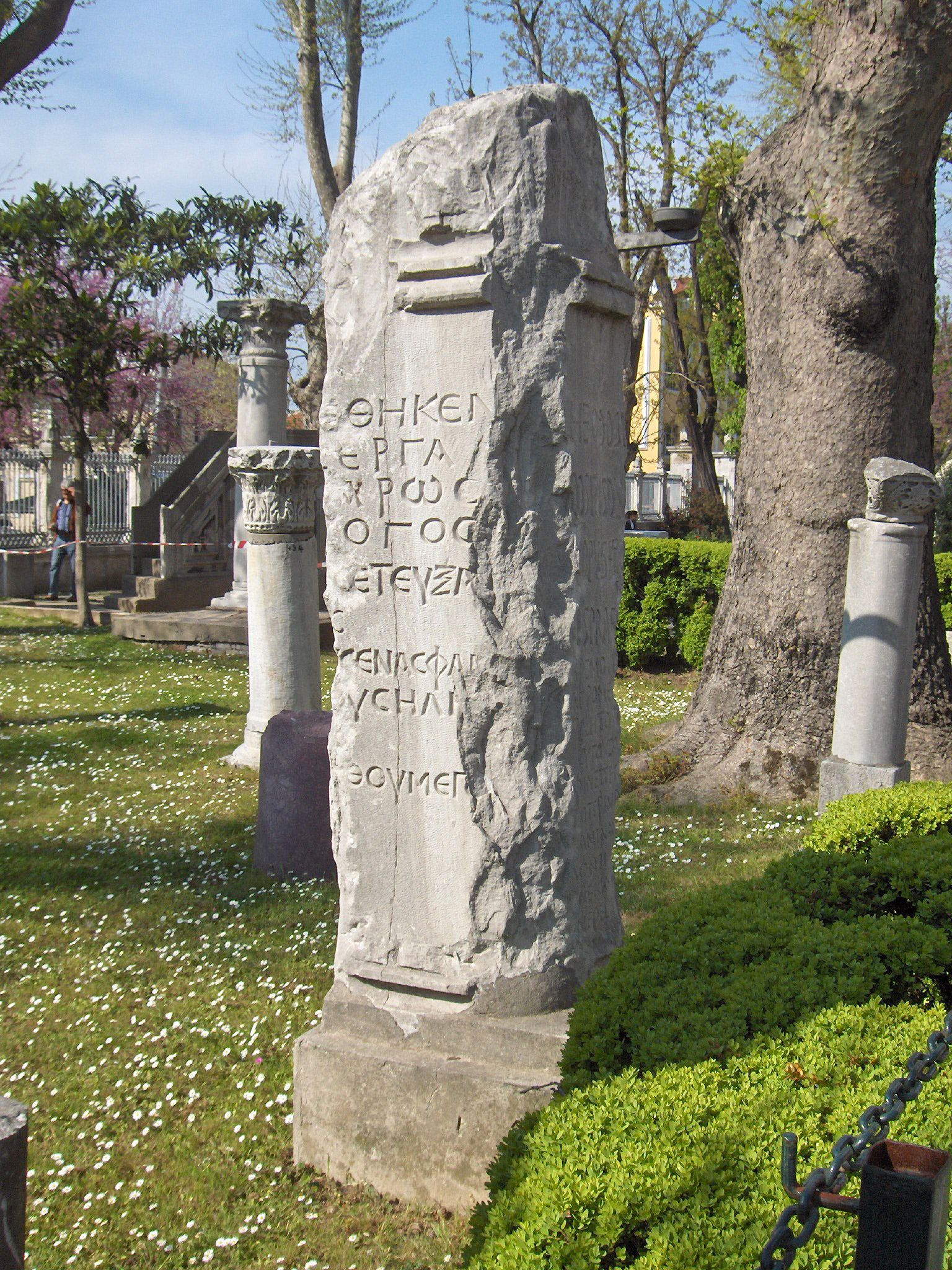

### كنيسة آيا صوفيا (537 - 1453)

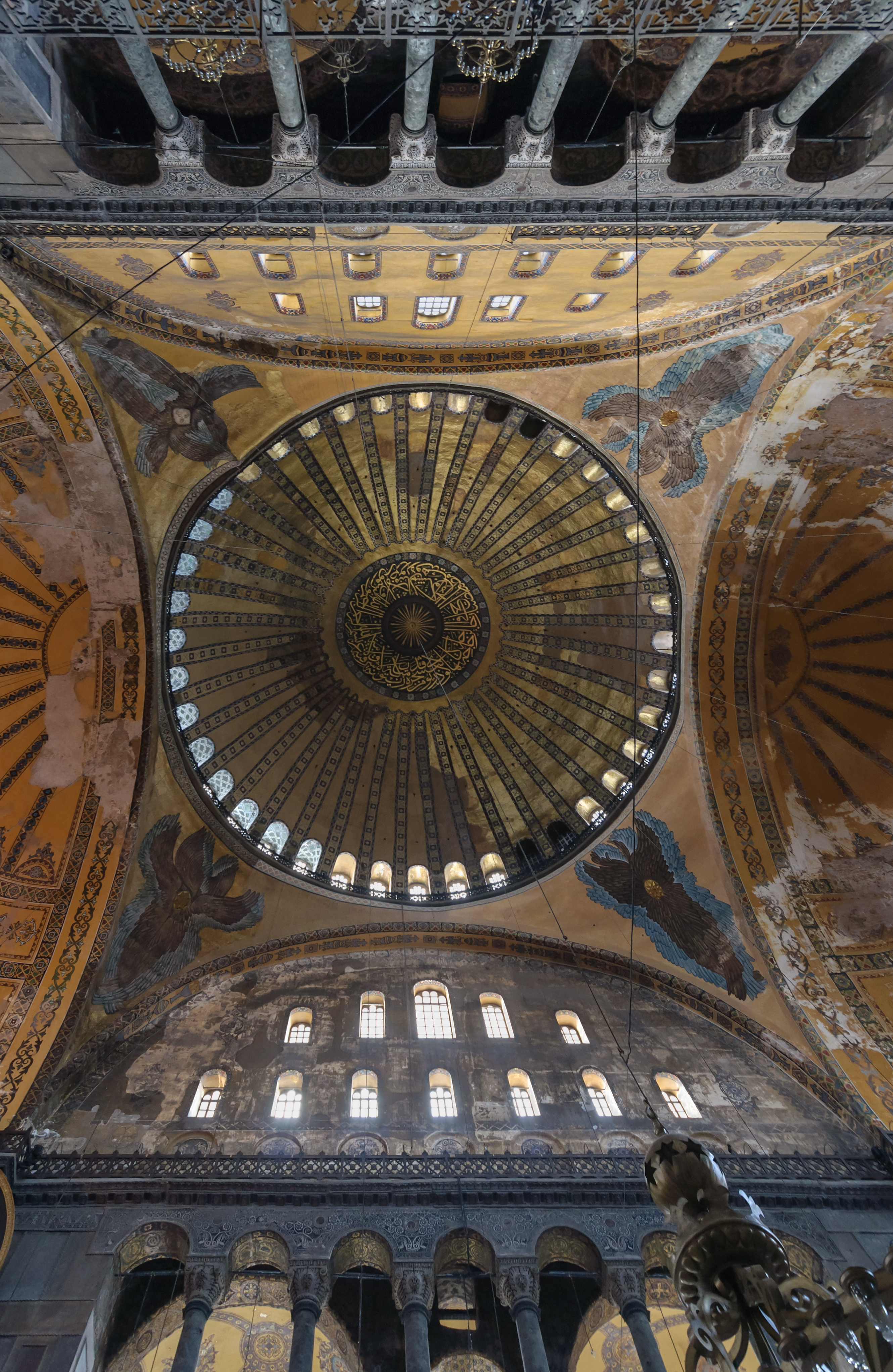
لقطة داخلية للقبة والحنيات الكروية.

بعد الحريق الذي قضى على مبنى آيا صوفيا للمرة الثانية قرر الإمبراطور جستينيان الأول (527-565)م أن يبني بناءً أكبر وأعظم لآيا صوفيا، فكلف أشهر معماريّي ذلك العصر وهم أيسيدروس الميليتوس وعالم الرياضيات أنتيميوس الترالليسي ببنائه، والصرح القائم في يومنا هذا هو الصرح الذي بُنيَ في المرة الثالثة وقد طالت مدة بنائه منذ 532 إلى 537م أي خمسَ سنوات متتالية دون الانتهاء من الزخارف. جُلبَت الأعمدة والرخام من جميع أنحاء الإمبراطورية، والمناطق التابعة لها في جميع أنحاء البحر الأبيض المتوسط. بينما قيل لاحقًا أن هذه الأعمدة غنائم قد جُلبت من مدن مثل روما وأفسس. وعلى الرغم من أنها صنعت خصيصًا لآيا صوفيا، إلا أن الأعمدة تُظهر اختلافات في الحجم. وقد وُظِّف أكثر من عشرة آلاف شخص للعمل في بناء الكنيسة. وتُعد هذه الكنيسة الجديدة عملًا معماريًا رئيسيًا، ويعتبر ذلك الصرح اليوم أحد المعالم الرئيسية في تاريخ الهندسة المعمارية البيزنطية. خارج الكنيسة كانت هناك مجموعة من المعالم الأثرية التي جرى بناؤها وتطويرها، والتي تضمنت عمود جستنيان المطلي بالبرونز، وقد نُصِب في الجانب الغربي من ميدان أوغستايوم الكبير، وهي ساحة مفتوحة تقع خارج الكنيسة وربطته بمجمع القصر الكبير عبر باب الدولة. كما أنشئَ قرب ميدان أوغستايوم الكبير حمامات القسطنطينية الهائلة (ثرمي)، وحمامات زاكبيكوس البيزنطيَّة، والكنيسة المدنية جستنيانيك التي كان يقع تحتها الخزان الأرضي المعروف باسم صهريج البازيليك. على الجانب الآخر من آيا صوفيا كانت تقع الكاتدرائية الرئيسية السابقة للمدينة، آيا إيرين. وقد أنفق الإمبراطور كل أمواله تقريباً، وعمل 10,000 شخص في بناء هذا الصرح، لتصبح الكنيسة رمزًا مجيدًا للإمبراطورية البيزنطية وأكبر كنيسة في العالم المسيحي.
افتتحت الكنيسة رسمياً للعبادة عام 537م، إذ افتتح كل من جستينيان الأول والبطريرك ميناس الكاتدرائية الجديدة في 27 ديسمبر عام 537 -بعد خمسة سنوات وعشرة أشهر من بدء البناء- مع الكثير من مظاهر الاحتفال والأبهة. ويُشير المؤرخون إلى أنَّ صرح آيا صوفيا الحالي يرى الناظر له بجلاء الخطوط الأساسية لفن العمارة البيزنطية المبكرة وكذلك تقاليد العمارة الرومانية بالإضافة للبصمة المسيحية الشرقية والفن المسيحي الشرقي. ولأكثر من 900 عام، كانت آيا صوفيا أهم مبنى في العالم المسيحي الشرقي: مقر البطريرك الأرثوذكسي، نظيراً للبابا الروماني الكاثوليكي، وكذلك الكنيسة المركزية للأباطرة البيزنطيين، ويقول المؤرخ روجر كراولي عن آيا صوفيا «لخصت كل ما كان عليه الدين الأرثوذكسي.. بالنسبة لليونانيين، كانت ترمز إلى مركز عالمهم. كان هيكلها ذاته صورة مصغرة من السماء، استعارة للأسرار الإلهية للمسيحية الأرثوذكسية». وقال أيضًا «كانت آيا صوفيا هي الكنيسة الأم، فهي ترمز إلى أبدية القسطنطينية والإمبراطورية».
كان مبنى كنيسة آيا صوفيا على طراز البازيليكا المقبب، ويبلغ طول هذا المبنى الضخم 100 متر وارتفاع القبة 55 متر أي أنها أعلى من قبة معبد البانثيون، ويبلغ قطر القبة 30 متر. وبالإضافة إلى الذهب، اُسْتُخْدِمَت القطع الحجرية مثل الفضة والزجاج الملون والطين النضيج والرخام الملون في بناء الفسيفساء التي تستخدم الكثير من الذهب. ضمت الكنيسة لوجيا الإمبراطورة فوق الباب الإمبراطوري ومقابل الحنية مباشرة، حيث كانت الإمبراطورة وسيدات البلاط يشاركن في الإجراءات الدينيَّة من هذه المنطقة. وأضيف للكنيسة بعد ذلك مجموعة من المباني الدينية الملحقة بها والتي كانت تتصل بطريقة ما بالمبنى الرئيسي، منها مجموعة من الكنائس الصغيرة التي تحيط بالمبنى والعديد من الحجرات والمصليات سواء كانت لرجال الدين أو لخدمة أغراض الصلاة. كان لآيا صوفيا 361 باباً منها 101 باب كبير وعليه طلاسم، واستُخدم الباب الإمبراطوري من قبل الإمبراطور وعائلته فقط بالإضافة إلى حارسه الشخصي وحاشيته، وهو أكبر باب في آيا صوفيا ويعود تاريخه إلى القرن السادس. وبلغ طوله حوالي 7 أمتار وتقول المصادر البيزنطية إنه مصنوع من خشب من سفينة نوح. يقع باب الرخام داخل آيا صوفيا في الضميمة العلوية الجنوبية. وكان يستخدمه المشاركون في السينودس، لدخول ومغادرة غرفة الاجتماعات. وكان الباب يُفتح في مكان لعقد الاجتماعات الرسمية والقرارات المهمة لمسؤولي البطريركية.

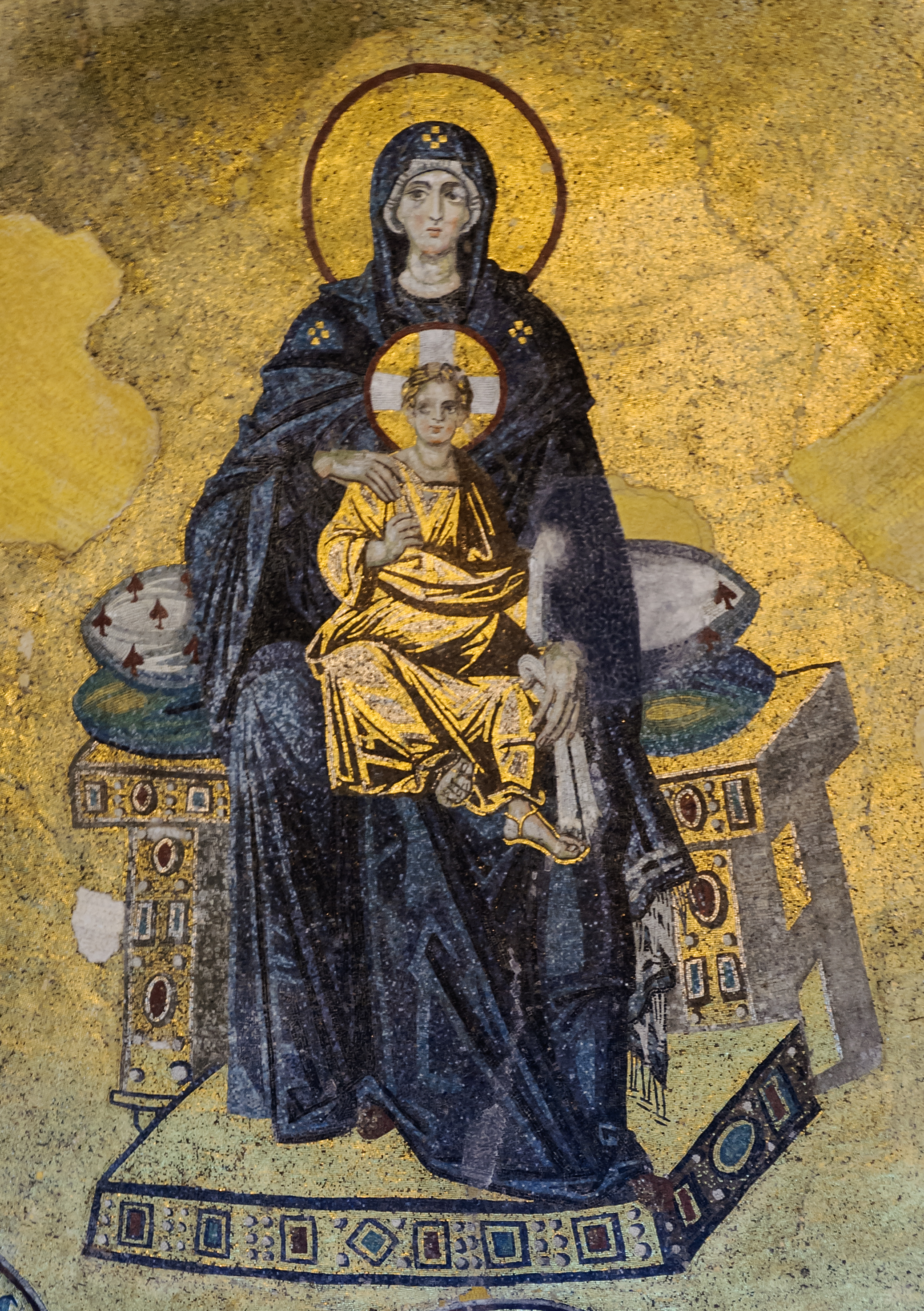
فسيفساء كرسي الحكمة، وتصور مريم العذراء والطفل يسوع.

كانت قبة كاتدرائية آيا صوفيا رائعة الجمال والتطور في ذلك الوقت فقد كانت قبة ضخمة ليس لها مثيل من قبل، حيث تبدو كأنها معلقة في الهواء. ويصف المؤرخ بروكوبيوس (باللاتينية: Procopius) وهو أحد مؤرخي عصر جستينيان أنه من شدة إعجاب جستينيان بالمبنى لم يطلق عليه اسم أيٍ من القديسين بل أطلق عليه اسم الحكمة الإلهية أو المقدسة «سان صوفيا»، ونُقل أيضًا عن جستنيان إنه قال «يا سليمان الحكيم لقد تفوقت عليك» ويقصد بذلك أنه تفوق ببنائه على النبي سليمان الذي كان يُسَخِّر الجن لبناء الأبنية العظيمة. غير أنه بعد حوالي عشر سنوات فقط من إقامة المبنى تصدع الجزء الشرقي من المبنى نتيجة حدوث هزة أرضية في القسطنطينية وسقط جزء كبير من القبة الضخمة فأمر جستينيان بإعادة بنائها مرة أخرى ووكلها إلى إيزيدوروس الأصغر، ابن أخ إيزيدور من ميليتوس، بحيث أصبحت أكثر ارتفاعا من السابقة، وقام بتدعيم الأساسات التي ترسو عليها القبة وهي القبة التي ما زالت قائمة حتى الآن، والتي استطاعت أن تصمد أمام كافة الأحداث منذ بنائها.
أصبحت آيا صوفيا الجديدة، بمصلياتها ومزاراتها العديدة، والقبة المثمنة والمذهبة، والفسيفساء، مركزًا وصرحًا تاريخيًا للأرثوذكسية الشرقية في القسطنطينية. كانت آيا صوفيا مقر بطريركية القسطنطينية المسكونية وكانت تتم فيها الاحتفالات الرئيسيَّة في عهد الإمبراطورية البيزنطية، مثل تتويج الأباطرة البيزنطيين. كانت الكاتدرائية ملاذًا من الاضطهاد للخارجين عن القانون، مثل الكنائس الأخرى في جميع أنحاء العالم المسيحي. وقام الشاعر البيزنطي بولس السيلاني بتأليف قصيدة ملحمية طويلة (لا تزال موجودة)، من أجل إعادة الإشراف على الكاتدرائية برئاسة البطريرك يوتيسيوس في 23 ديسمبر من عام 562.
في عام 726 أصدر الإمبراطور ليو الثالث الإيساوري سلسلة من المراسيم ضد تبجيل الأيقونات، وأمر الجيش بإزالة جميع الأيقونات إيذاناً بفترة حرب الأيقونات البيزنطية. في ذلك الوقت، أُزيلت جميع الصور والتماثيل الدينية من آيا صوفيا. بعد فترة توقف قصيرة خلال حقبة الإمبراطورة أيرين أثينا (797-802)، عادت الأيقونات إلى المبنى. وقام الإمبراطور ثيوفيلوس من الأسرة العمورية (829-842) بإضافة أبواب من البرونز بجناحين ومثبتة حروفه عند المدخل الجنوبي للكنيسة. وتعرضت الكاتدرائية لأضرار متكررة، كان أولها في حريق كبير في عام 859، ومرة أخرى في زلزال في 8 يناير من عام 869، والذي تسبب في انهيار نصف القباب. أمر الإمبراطور باسل الأول لاحقاً بترميم شامل للكنيسة. بصرف النظر عن الفسيفساء، تمت إضافة العديد من الزخارف التصويرية خلال النصف الثاني من القرن التاسع مثل: صورة ليسوع في القبة المركزية. والقديسين الأرثوذكس الشرقيين والأنبياء وآباء الكنيسة في الطبلة أدناه؛ بالإضافة إلى شخصيات تاريخية مرتبطة بهذه الكنيسة، مثل البطريرك إغناطيوس؛ وبعض المشاهد من الأناجيل.

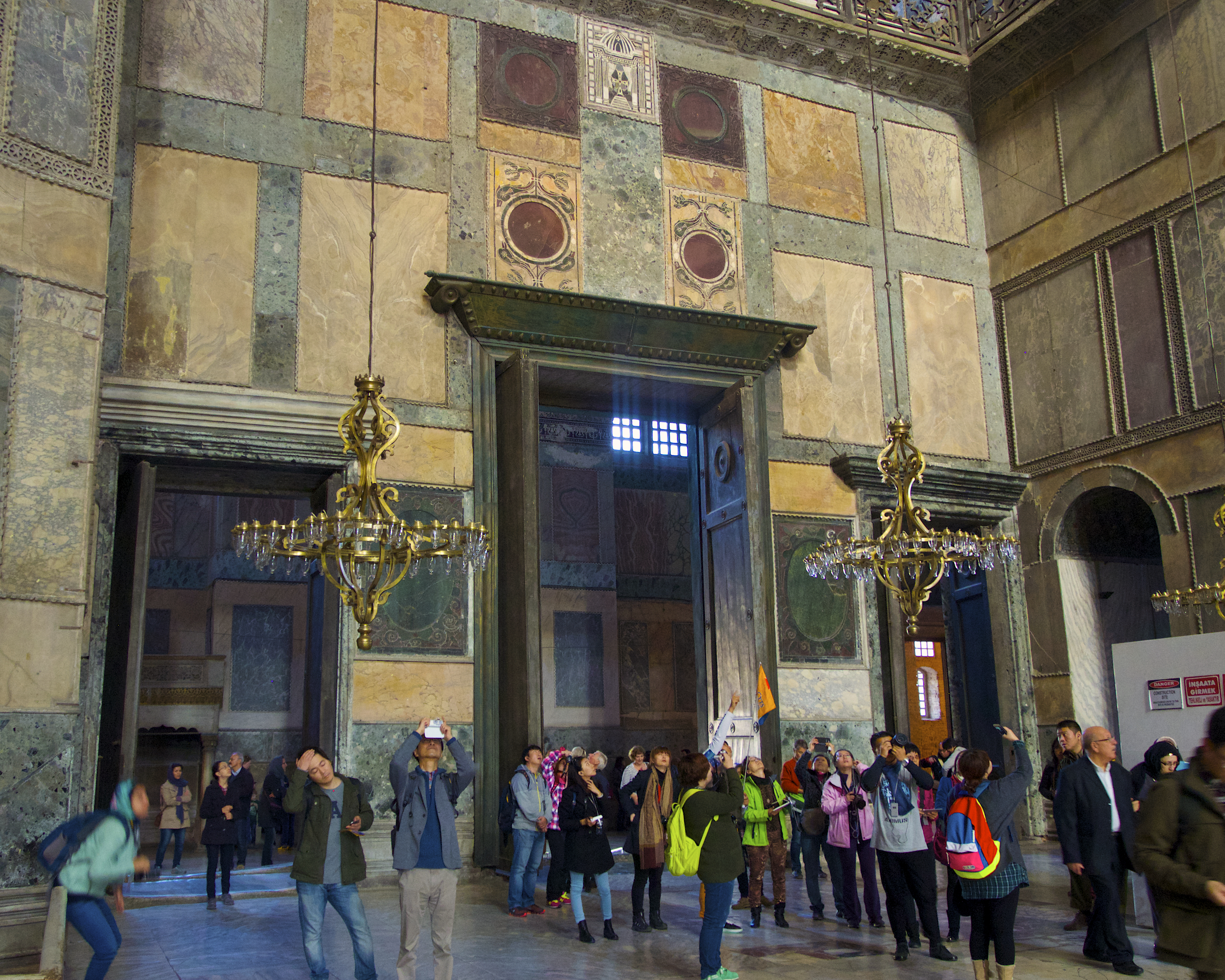
الباب الإمبراطوري.

بعد الزلزال الكبير في 25 أكتوبر في عام 989، والذي تسبب بانهيار قوس القبة الغربية، طلب الإمبراطور باسيل الثاني من المهندس المعماري الأرمني تردات، والذي أشرف سابقاً على بناء كاتدرائية آني وأرجينا، أن يبدأ بعمليات الإصلاح اللازمة لترميم الكنيسة. شملت عمليات الإصلاح تعزيز قوس القبة الساقطة، وإعادة بناء الجانب الغربي من القبة بخمسة عشرة ضلعًا من القبة. استمرت أعمال الإصلاح والترميم للأجزاء المتضررة حوالي ست سنوات؛ وأُعيد فتح الكنيسة للعامة من جديد في 13 مايو 994. في نهاية إعادة الإعمار، جُدّدَت زخارف الكنيسة، بما في ذلك إضافة أربع لوحات ضخمة من الكروب. أُضيفت أيقونة جديدة ليسوع على القبة؛ وعلى الحنية تم إضافة أيقونة جديدة لمريم العذراء تحمل الطفل يسوع وتتوسط كل من بطرس وبولس. وُضعت رسومات الأنبياء وملفاني الكنيسة على الأقواس الكبيرة. وكتب الإمبراطور قسطنطين السابع (913-919) وصفاً مفصلاً للاحتفالات التي أقامها الإمبراطور والبطريرك في آيا صوفيا في كتاب المراسيم (باللاتينيَّة:De caerimoniis aulae Byzantinae).
وفقا للمؤرخ الإغريقي نيكيتاس شونيتس، في عام 1203 خلال الحملة الصليبية الرابعة، قام الإمبراطورين إسحاق الثاني وألكسيوس الرابع أنجيلوس بتجريد آيا صوفيا من جميع الحلي الذهبيَّة وجميع مصابيح الزيت الفضية من أجل دفع المال للصليبيين كرد جميل على إطاحتهم بألكسيوس الثالث أنجيلوس ومساعدتهم إسحاق على العودة إلى العرش. عند الاستيلاء على القسطنطينية خلال الحملة الصليبية الرابعة، تعرضت الكنيسة للنهب من قبل الإفرنج، وفقاً للمؤرخ الإغريقي نيكيتاس شونيتس، على الرغم من أنه لم يشهد الأحداث شخصيًا. تضرر جزء كبير من المناطق الداخلية ولم يجري إصلاحه حتى عودتها إلى السيطرة الأرثوذكسية عام 1261. ظلَّ سقوط آيا صوفيا والقسطنطينية بشكل عام على يد الإفرنج، نقطة مؤلمة في العلاقات الكاثوليكية والأرثوذكسية الشرقية. وأثناء السيطرة اللاتينية على القسطنطينية (1204-1261) تحولت الكنيسة إلى كاتدرائية رومانية كاثوليكية. تُوِّج بالدوين الأول، إمبراطور القسطنطينية اللاتينية في 16 مايو عام 1204 في آيا صوفيا، في حفل تبع عن كثب الممارسات البيزنطية. ودُفن فيها إنريكو داندولو دوق البندقية الذي قاد عملية غزو المدينة من قبل الصليبيين اللاتينيين في عام 1204، في القرن التاسع عشر، وأُزيل ذلك القبر -لاحقًا- من قِبل العثمانيين عند تحويل الكنيسة إلى مسجد.

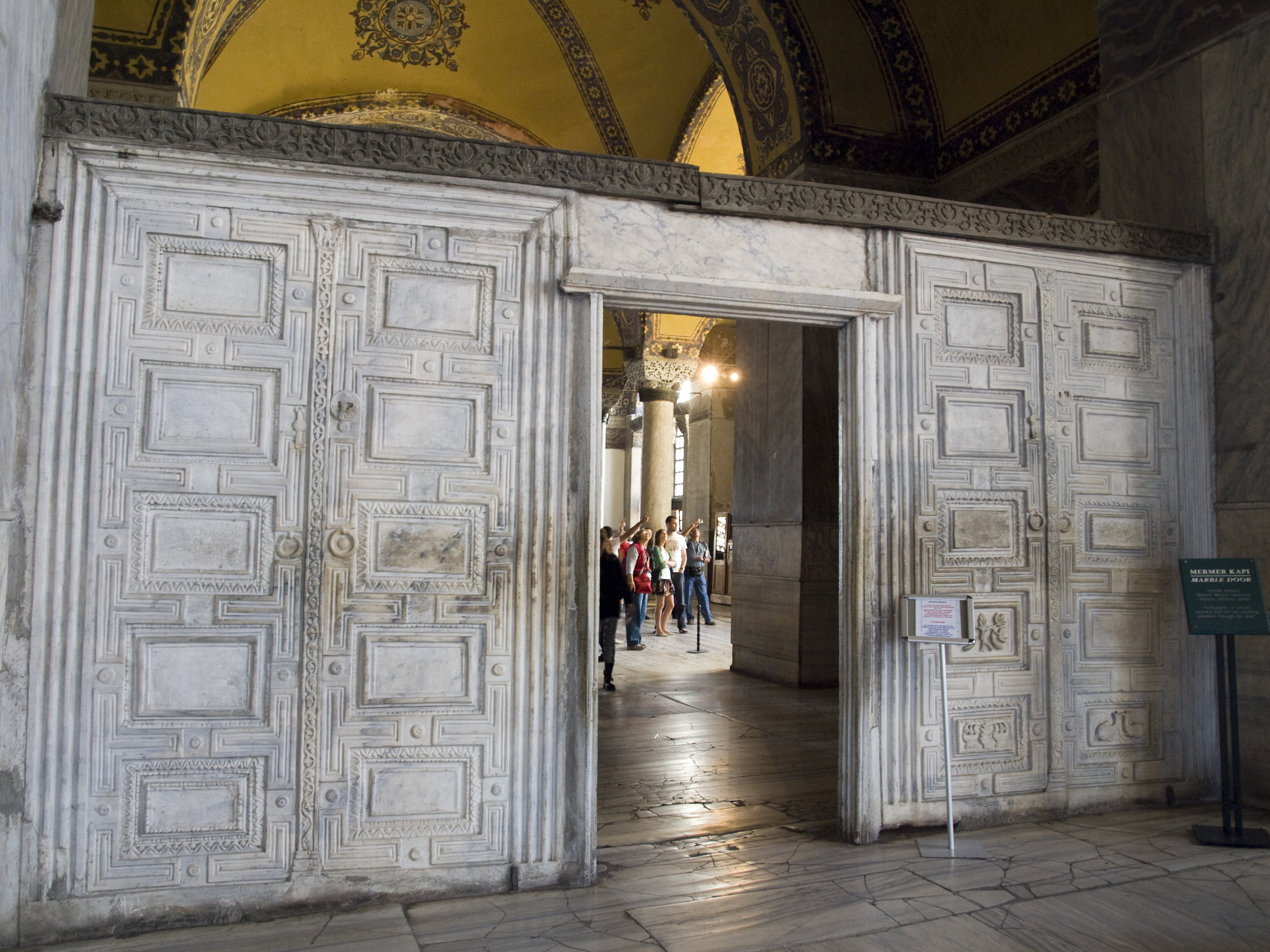
الباب الرخامي.

عند استعادة السيطرة البيزنطيَّة على القسطنطينية في عام 1261 من قبل إمبراطورية نيقية والإمبراطور ميخائيل الثامن باليولوج، كانت الكنيسة في حالة متداعية. في عام 1317 أمر الإمبراطور أندرونيكوس الثاني باليولوج ببناء أربعة دعامات جديدة (باليونانيَّة: "Πυραμίδας") في الأجزاء الشرقية والشمالية من الكنيسة، وتمويلها بميراث زوجته المتوفاة، إيرين. وظهرت تشققات جديدة في القبة بعد زلزال أكتوبر عام 1344، وانهارت أجزاء عديدة من المبنى في 19 مايو عام 1346؛ وبالتالي أُغلقت الكنيسة أمام العامة حتى عام 1354، عندما أُجريت الإصلاحات وترميم الأجزاء المتضررة في الكنيسة التي أشرف عليها المهندسين المعماريين جورج آستراس وبيرالتا.

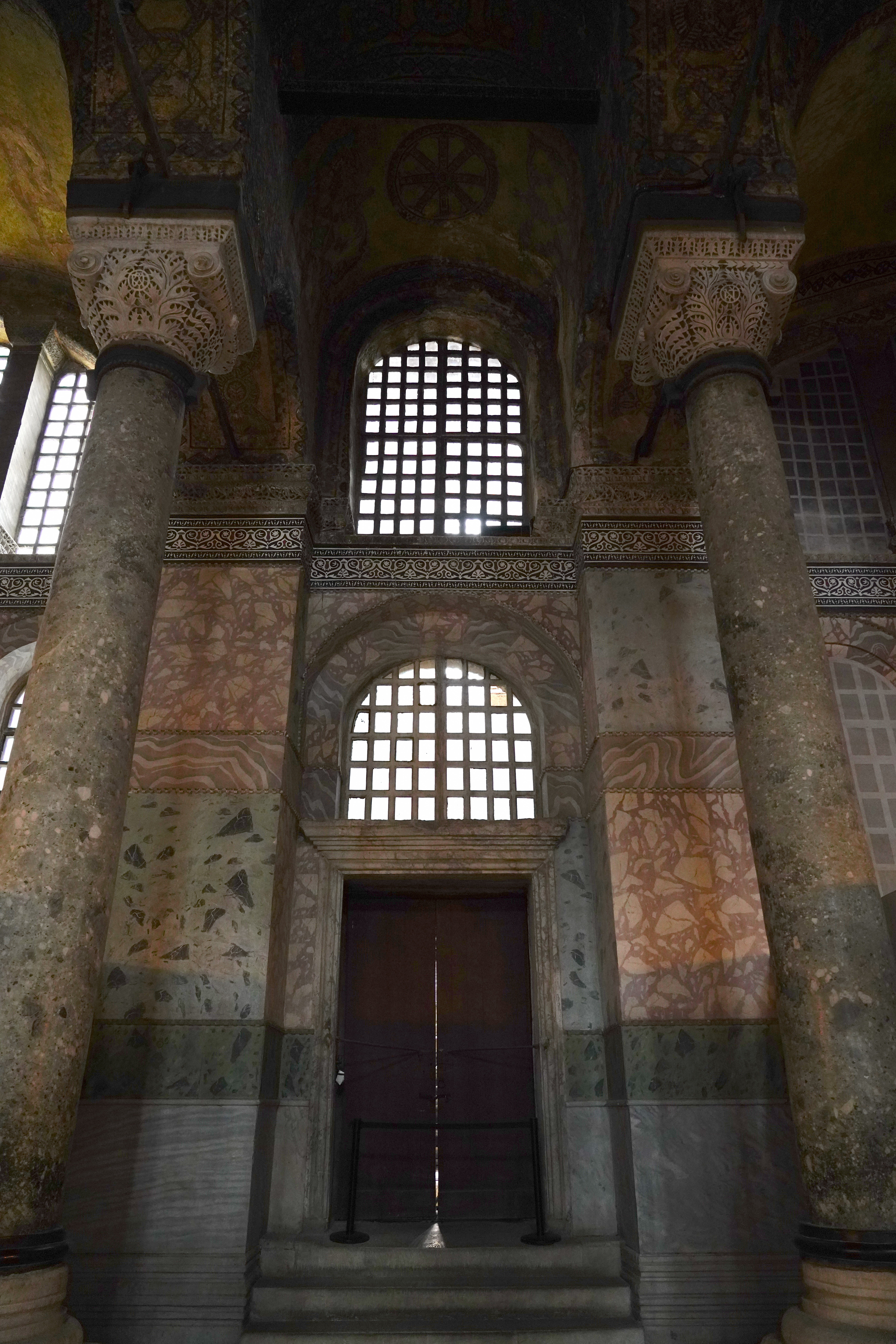
الرخام المتعدد الألوان على جدار الصرح.

في عام 1053، اتُّخذت أول الخطوات التي أدّت إلى الانشقاق العظيم الرسمي: إذ عُرِض على الكنائس الإغريقية في جنوب إيطاليا إمّا أن أن تلتزم بالممارسات الكنسيّة اللاتينية أو تُغلَق. ردّاً على ذلك، أمر بطريرك القسطنطينية المسكوني ميخائيل سرولاريوس الأول بإغلاق جميع الكنائس اللاتينية في القسطنطينية. في العام 1054، سافر وفد أرسله البابا ليو التاسع إلى القسطنطينية لأسباب تتعلق برفض منح البطريرك سرولاريوس لقب «البطريرك المسكوني» والإصرار على انتزاع اعترافه بسلطة بابا روما على جميع الكنائس. أُرسل المندوب البابوي ردّاً على رسالتَين، إحداهما من الإمبراطور طلبًا للمساعدة في تنظيم حملة عسكرية مشتركة بين الإمبراطوريّتين الشرقية والغربية ضد النورمانديين، والأخرى من سرولاريوس. بعد رفض سرولاريوس ما طُلب منه، قام رئيس الوفد البابوي، الكاردينال همبرت سيلفا-كانيدا، بحرمانه كنسيّاً في كاتدرائية آيا صوفيا عام 1054، وبالمقابل ردّ سرولاريوس بمعاقبة همبرت سيلفا-كانيدا وباقي الوفد البابوي بالحرمان الكنسي. كان هذا النزاع هو أول فِعل في عملية دامت لقرون طويلة نجم عنها الانشقاق الكامل.
من وجهة النظر الكنيسة الأرثوكسية تبقى شرعيّة فعل الوفد البابوي موضع شكّ، إذ إن البابا كان قد توفّي، والحرمان الكنسي الذي عُوقب به سرلاريوس جاء منهم شخصيّاً وليس من البابا. في العام 1965، ألغى كلّ مِن البابا بولس السادس وبطريرك القسطنطينية المسكوني أثيناغوراس الأول أناثيما حرم عام 1054. صعّب عملية المصالحة أحداث مثل الاستيلاء على القسطنطينية ونهبها في الحملة الصليبية الرابعة في العام 1204، وفرض بطاركة لاتينيين. عشية سقوط القسطنطينية كان الإمبراطور البيزنطي قسطنطين الحادي عشر «واقعيًّا حين أقنعته المحنة أنَّ الأُخوَّة المسيحيَّة والتعاون الأرثوذكسي - الكاثوليكي هو أحد الوسائل الأساسيَّة لإنقاذ العاصمة من خاتمةٍ مُروَّعة»، وأبدى البابا نقولا الخامس استعداده للمُساعدة، شرط أن تتحد الكنيستان الشرقيَّة والغربيَّة. وافق قسطنطين على هذا الشرط، على الرغم من عمق جُذور العداوة التاريخيَّة بين الأرثوذكس والكاثوليك، ورُغم أنَّهُ كان هو نفسه حاميًا للمذهب الأرثوذكسي وحاميًا للبطريرك المسكوني، ومن ثُمَّ فإنَّه من غير المُمكن أن يتبع بابا روما من الناحية المذهبيَّة. لكن رُغم ذلك، حاول الإمبراطور إظهار إيجابيَّته للبابا، فقبل أن يُرسل الأخير مندوبًا عنه إلى القسطنطينيَّة ليُتمَّ إجراءات الاتحاد، وبالفعل أرسل البابا الكاردينال إيزيدور إلى عاصمة الروم الشرقيَّة حيثُ ترأّس قدَّاسًا احتفاليًّا في كاتدرائيَّة آيا صوفيا وفقًا للأصول الكاثوليكيَّة يوم 12 يناير سنة 1452م، دعا فيه للبابا وأعلن توحيد الكنيستين. أدى هذا إلى انقسام بين مؤيد ومعارض. وفقاً للمؤرخ الكنسي أسد رستم ضغط الفسيلفس على كبار الإكليروس وأقام قداساً حافلاً بموجب الطقس اللاتيني في كنيسة آيا صوفيا ضجت المدينة بالإحتجاج وتزعمها جورجيوس سكولاريوس. وهكذا حال معارضة الشعب دون تقديم المُساعدة البابويَّة. أمَّا الدُول الأوروپيَّة الأُخرى فلم تُحرِّك ساكنًا لمُساعدة الروم. في 12 ديسمبر عام 1452، أعلن إيزيدور من كييف في آيا صوفيا الاتحاد الكنسي الذي طال انتظاره وقصير العمر بين الكنائس الكاثوليكية الغربية والكنيسة الأرثوذكسية الشرقيَّة على النحو الذي تقرر في مجمع فلورنسا والمرسوم البابوي (باللاتينيَّة: Laetentur Caeli). لم يحظى الاتحاد بشعبية بين الروم البيزنطيين، والذين قاموا بطرد بطريرك القسطنطينية غريغوري الثالث، بسبب موقفه المؤيد للاتحاد مع الكنيسة الرومانية الكاثوليكية. ولم يتم تثبيت بطريرك جديد إلا بعد الفتح العثماني.
توفي البطريرك غريغوريوس الثالث موالي الاتحاد مع روما عام 1453 فرأى محمد الفاتح أن يوصل إلى السدة البطريركية شخصاً معارضاً لا يرضى الاتحاد مع البابوية، فأنتخب جورجيوس سكولاريوس وأعلن بطريركياً مسكونياً. وعاد عدد كبير من الروم إلى القسطنطينيَّة وأستقروا حول البطريركية، وكان لهم من ثروتهم القائمة على التجارة وبراعتهم في السياسة ما ضمن لهم مركزاً رفيعاً في الدولة العثمانية.
هناك عِدة أساطير تُروى حول فتح العثمانيين للمدينة، فوفقاً لحكاية نيستور اسكندر حول الاستيلاء على تسارجراد، حدث في آيا صوفيا ظاهرة فُسِّرَت على أنَّ الروح القدس تخلى عن مدينة القسطنطينية في 22 مايو من عام 1453، حيث حصل خسوفٌ كاملٌ للقمر اعتُبر نذير شؤم وإشارة إلى أنَّ نهاية المدينة قد حلَّت. وبعد أربعة أيَّام تغطَّت المدينة بضبابٍ كثيف، وهذه ظاهرة مُناخيَّة غير مألوفة في هذه الناحية من العالم، وبعد أن انقشع الضباب ذلك المساء، لاحظ عددٌ من الناس ضوءًا غريبًا يتلألأ على قبَّة آيا صوفيا، وفسَّرهُ البعض على أنَّ الروح القدس تُغادرُ المدينة، بينما فسَّره آخرون تفسيرًا أكثر تفاؤلًا، فقالوا أنَّ هذه ما هي إلَّا انعكاسٌ لنيران مُعسكر حاكم المجر يوحنا هونياد الذي أتى لإنقاذ المدينة التعيسة. يقترحُ بعض الباحثين تفسيرًا علميًّا مُعاصرًا لهذه الظاهرة، فقالوا أنَّ تلك الأضواء ليست إلَّا ظاهرة مُناخيَّة طبيعيَّة تُسمى شرر القديس إلمو، يتسبب بها التيَّار الكهربائي المُختزن بالضباب.
كذلك يروي عددٌ من الروم حكاية مُفادها أنَّ كاهنين كانا يتلوان القدَّاس الإلهي بحضور بعض أبناء المدينة في آيا صوفيا عندما دخل العُثمانيّون المدينة، فانشق حائط الكاتدرائيَّة واختفيا فيه مع الأيقونات المُقدَّسة، وفي اعتقادهم أنَّ الحائط سينشق ثانيةً عندما يخرج المُسلمون من القسطنطينيَّة وترجع إلى كنف العالم المسيحي. ومن الأساطير الأُخرى أُسطورةٌ تُشيرُ إلى «الملك الرُخامي» وهو قسطنطين الحادي عشر، وفي هذه الأُسطورة أنَّ ملاكًا ظهر ما أن دخل العُثمانيّون المدينة وأنقذ الإمبراطور بأن حوَّله إلى تمثالٍ رُخاميّ ووضعهُ في كهفٍ تحت الأرض على مقرُبة من البوَّابة الذهبيَّة حيثُ ينتظرُ أن يوقظه أحد.

معالم آيا صوفيا البيزنطية
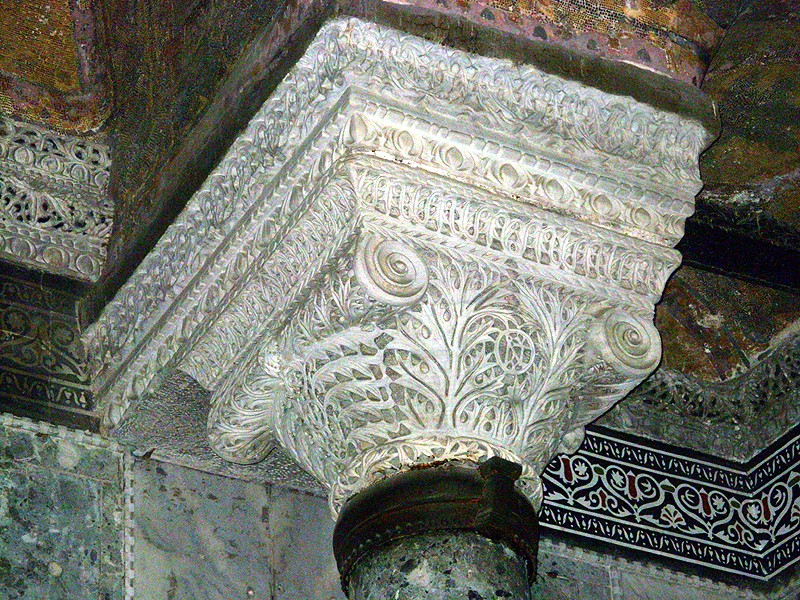
آثار بيزنطية داخل آيا صوفيا
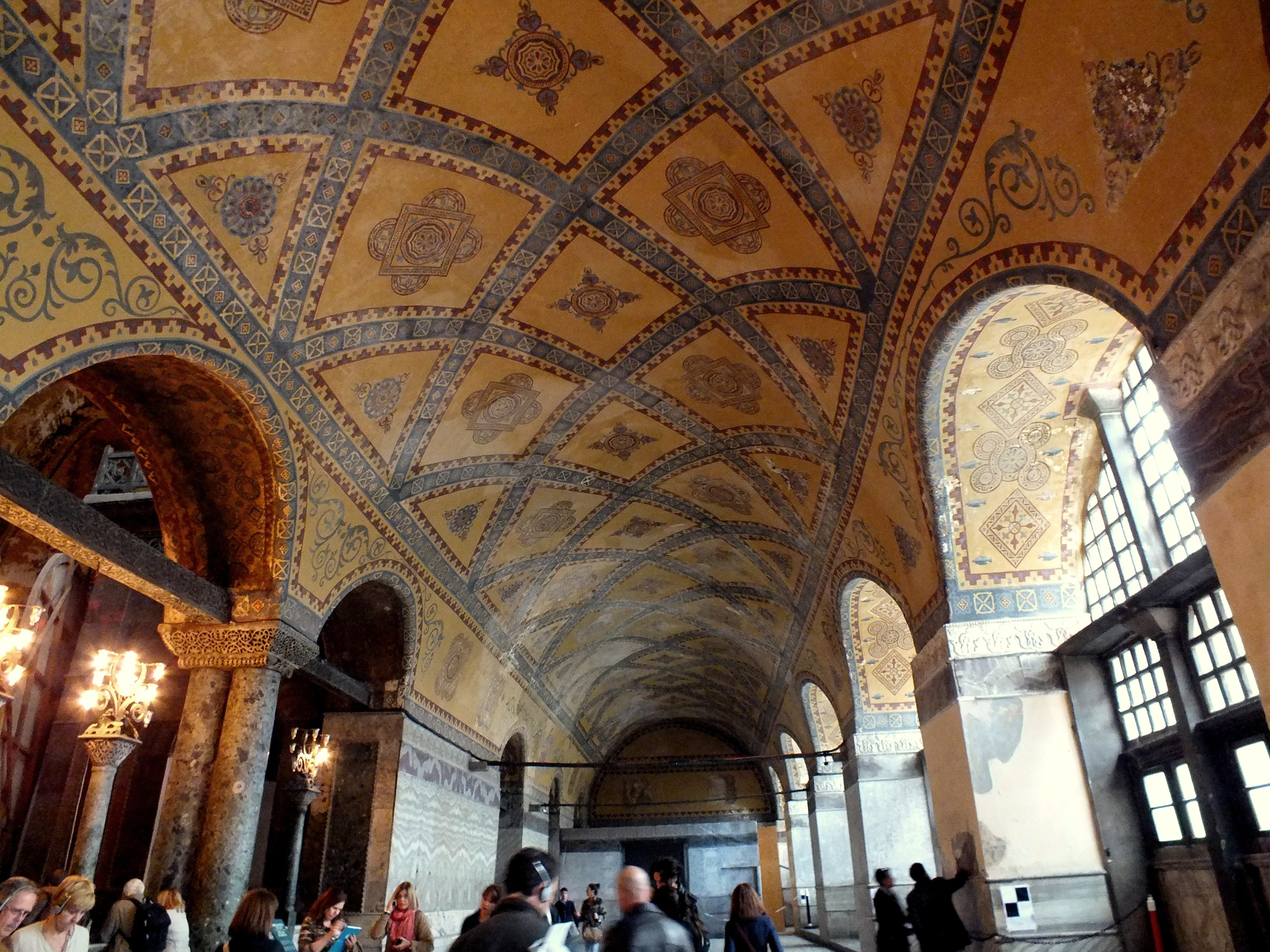
لوجيا الإمبراطورة
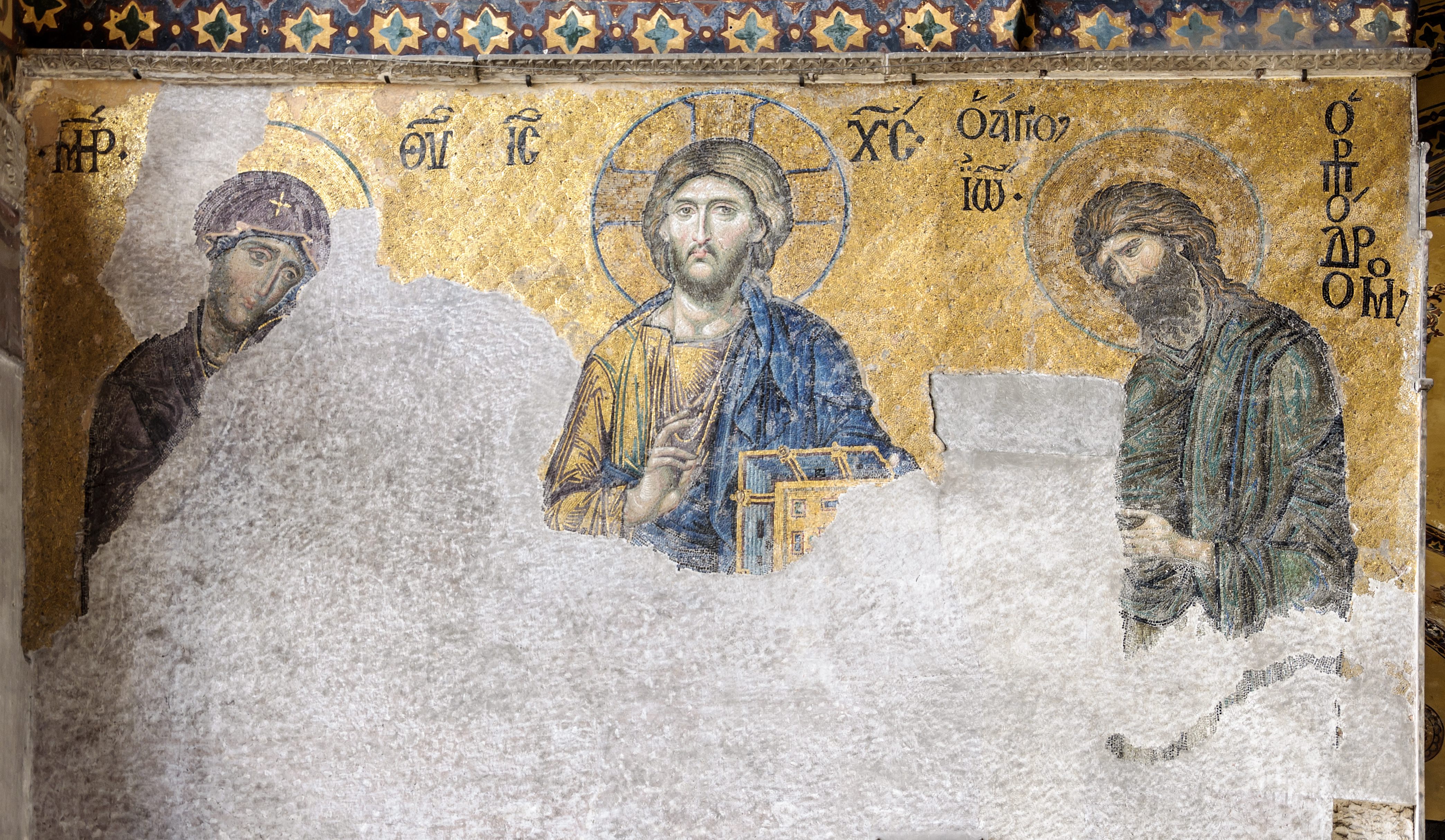
فسيفساء تصور يسوع ومريم العذراء ويوحنا المعمدان
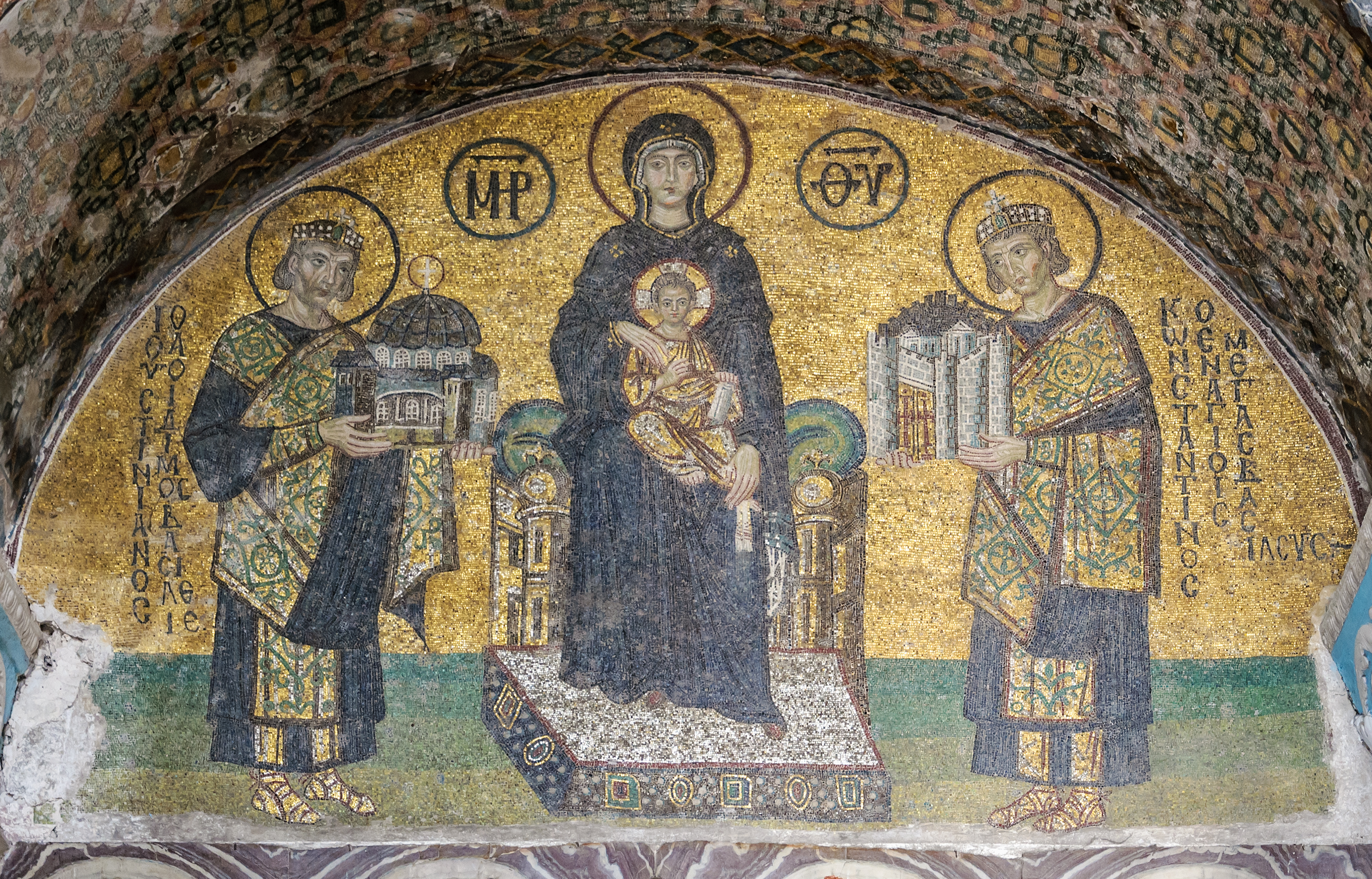
فسيفساء تصور مريم العذراء والطفل يسوع وقسطنطين العظيم
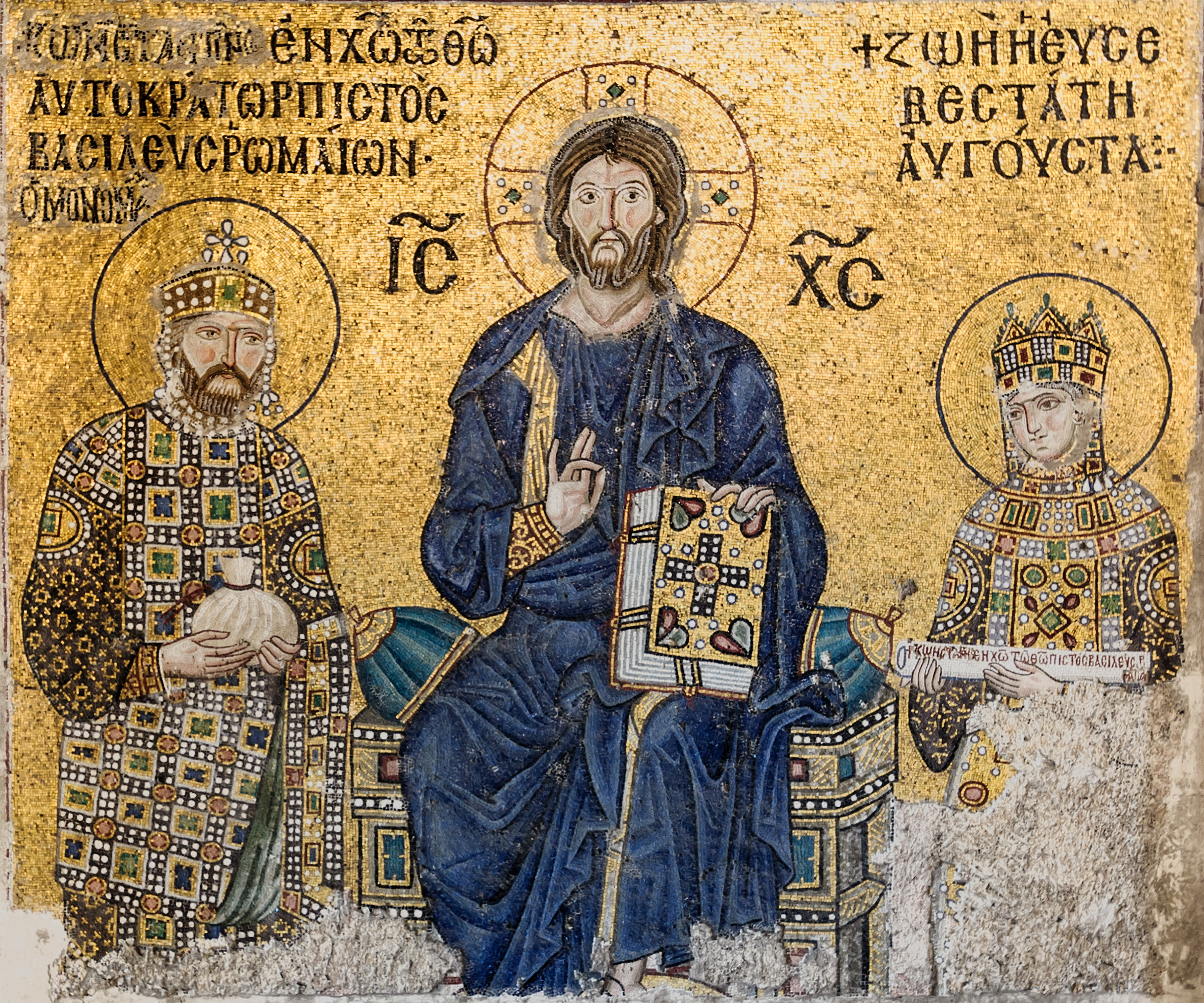
فيسيفاء تصوّر يسوع يتوسط زوي بورفيريوجينيتا وقسطنطين الثامن

### جامع آيا صوفيا (1453 – 1935)

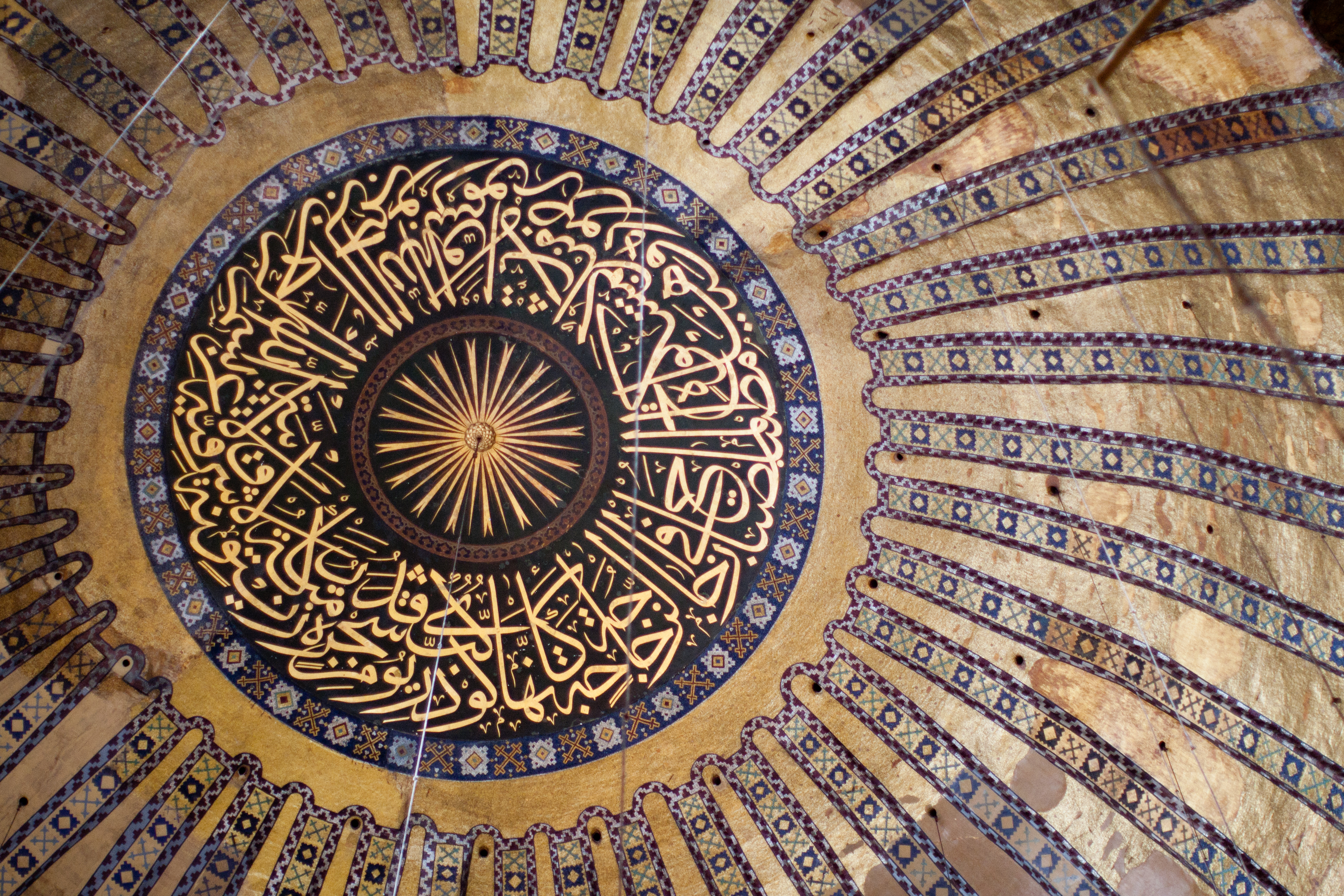
صورة للقبة الرئيسية وبها آيات من سورة النور.

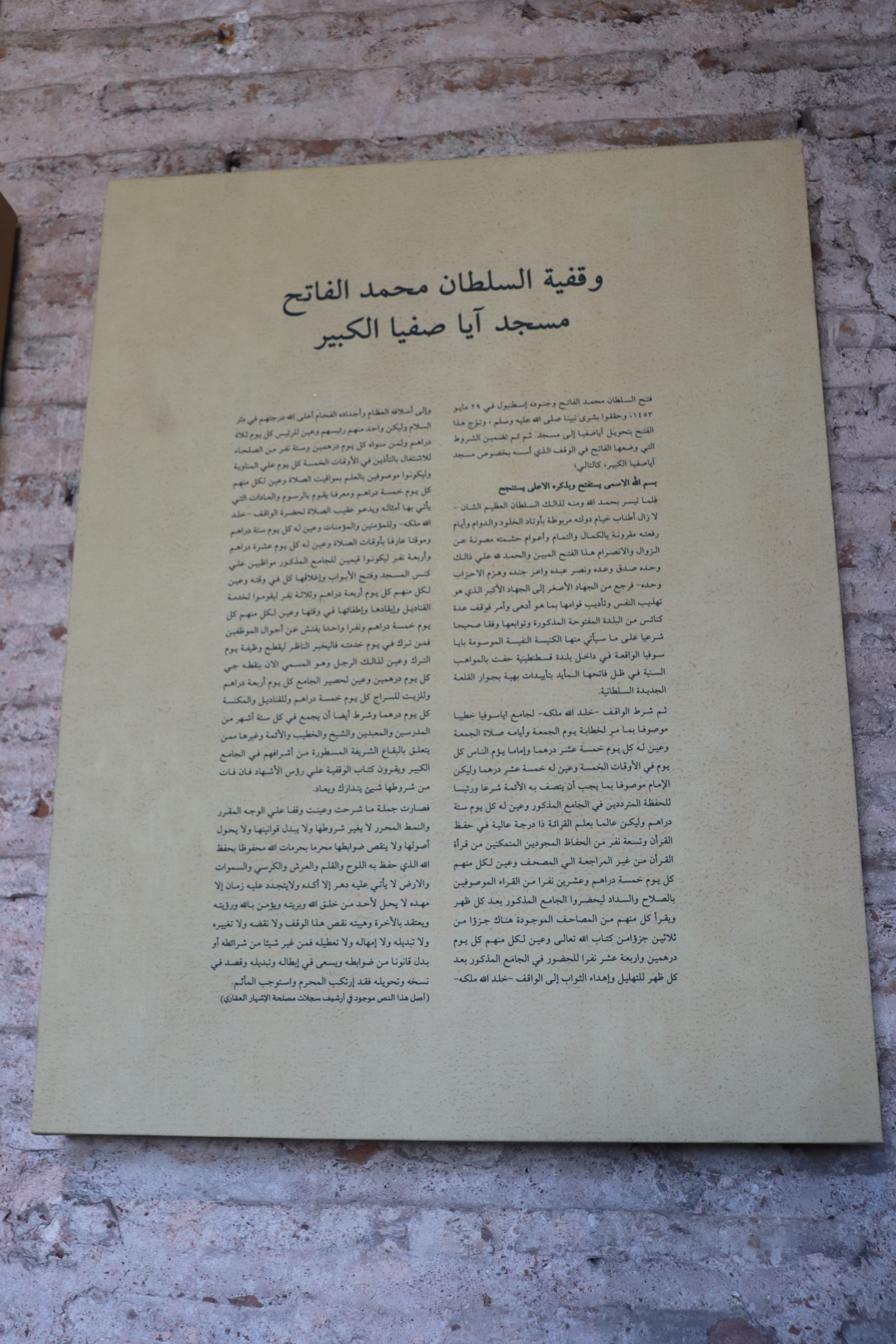
وقفية السلطان محمد الفاتح في مسجد أيا صوفيا الكبير

عام 1453، فتح العُثمانيون القسطنطينية بقيادة السلطان محمد الثاني العثماني الذي لُقِّب بـ«الفاتح»، ولما كان الفتح عنوة، أي بالقتال، فإن ملكية مرافق المدينة انتقلت إلى أيدي الفاتحين الجدد بحسب ما كان سائداً في ذلك الزمان، وبناءً عليه فقد أمر السلطان بِإفراغ الكنيسة ورفع الآذان فيها، إعلانًا بِجعلها مسجدًا جامعًا لِلمُسلمين. وتذكر روايات مؤرخين مسلمين عاصروا الحدث، مثل المؤرخ عاشق باشا وآق شمس الدين وطورسون بك وآخرين، أنه عندما سار محمد الفاتح إلى كاتدرائيَّة آيا صوفيا حيثُ تجمَّع خلقٌ كثيرٌ من النَّاس فأمَّنهم على حياتهم ومُمتلكاتهم وحُرِّيتهم، وطلب منهم العودة إلى بيوتهم. بعد ذلك توجَّه إلى مذبح الكاتدرائيَّة وأمر برفع الآذان فيها، وأدّى صلاة العصر داخلها إيذانًا بجعلها مسجدًا جامعًا للمُسلمين، على الجانب الآخر يُشير مؤرخون غربيون معاصرون أنه عند دخول القوات العثمانية المدينة فتحاً، واستناداً لتقارير لشهود عيان على الحدث مثل نقولا باربارو وليونارد من خيوس ودوكاس والمؤرخ مايكل كريتوبولوس وجورج سفرانتز وغيرهم، قام أفراد الجيش العثماني باستباحة المدينة وقتل أعداد كبيرة من المسيحيين فيها وسُبي بعضهم كأسرى.(1) ويروي عدة مؤرخين لاحقين منهم فيليب مانسيل ومايكل دوكاس وأندرو ويتكروفت وستيفين رونسيمان وكينيث سيتون وغيرهم أنَّ العساكر العُثمانيَّة استباحت المدينة وكنائسها ومن ضمنها آيا صوفيا وقتَّلت وسبت من لجأ إليها. وقدّر مانسيل(2) عدد القتلى من المدنيين بالآلاف وعدد من تمَّ استعبادهم أو تهجيرهم بحوالي 30,000. بينما حسب المؤرخ الغربي ديفيد نيكول، فإن سكان المدينة عوملوا بشكل أفضل من قبل العثمانيين مقارنة بمن سبقهم من الصليبيين الذين احتلوا المدينة سنة 1204، مؤكداً في الوقت ذاته على أن مجموع من قتل من الروم لم يتجاوز 4000 فردٍ بالإجمال منذ بدء حصار القسطنطينية وحتى تمام الفتح، ومجموع من أُخذوا كأسرى حوالي 50,000. ويضيف نيكول أنه عند دخول القوات العثمانية إلى كنيسة آيا صوفيا اقتيد الرجال والنساء -ومن ضمنهم أعضاء النخبة البيزنطية- والذين التجؤوا إليها للعبودية أو الفدية، وحُطّمَت التماثيل الدينية باعتبارها «أوثان»، وأُخذَت المجوهرات المزينة على الأيقونات والملابس الليتورجية كغنائم، وورد أن الصليب الرئيسي في الكنيسة قد غُطّيَ بقبّعة إنكشارية. كذلك تورد الموسوعة البريطانية في مقالتها عن الفتح رأيًا بأن العثمانيين أظهروا رباطة جأش عالية بعد سقوط المدينة وأحجموا بشكل كبير عن قتل العامة والنبلاء، سامحين بدلا من ذلك بأن يتم افتداؤهم، وأنهم قاموا فقط بقتل من قاوم بعد دخول المدينة. وتقول أنه على الرغم من أن السلطان محمد الفاتح حاول منع حدوث نهب كامل للمدينة، إلا أنه سمح بفترة أولية من النهب شهدت تدمير العديد من الكنائس الأرثوذكسية. بعد تأمين المدينة، سارَ السلطان محمد بنفسه في شوارع المدينة إلى كاتدرائية آيا صوفيا، وحولها إلى مسجد. وقد توقف للصلاة ثم طالب بوقف جميع أعمال النهب على الفور.
وهناك جدل وروايات مختلفة حول ما إذا كان السلطان محمد الفاتح قد اشترى آيا صوفيا وأوقفها مسجدًا أو أنه قد حولها مسجدًا بحكم أنه السُلطان والحاكم الفعلي للمدينة التي جرى فتحها قِتالا وليس صُلحا.
ذكرت بعض المواقع الإخبارية العربية والتركية -عند إعادة آيا صوفيا إلى مسجد سنة 2020- أن السلطان محمد الفاتح اشترى المبنى والأرض المحيطة من مالكيها، ودفع الثمن كاملا من حرّ ماله للرهبان الأرثوذكس، ورفض دفع قيمتها من بيت مال المسلمين، وأوقفه والأراضي المحيطة به وما عليها من مبانٍ لصالح المسلمين في كافة أنحاء العالم الإسلامي، أو تذكر أنه أمر بتحويل «آيا صوفيا» إلى جامع، ثم بعد ذلك قام بشرائها بالمال، وأمر كذلك بتغطية رسومات الموزاييك الموجودة بداخلها ولم يأمر بإزالتها، حفاظًا على مشاعر المسيحين، وذكرت أن وثيقة الطابو موجود في دائرة المديرية العامة للسجل العقاري في أنقرة، وأن هناك نسخة أخرى منها في متحف الآثار التركية الإسلامية في إسطنبول تحمل رقم تصنيف: 2182.
إلا أنه على الجانب الآخر يذكر المؤرخ أحمد بن يوسف القرماني الشاهد على عصر محمد الفاتح أن محمد الفاتح أمر بتحويل الكاتدرائية إلى مسجد ولم يشتريها، وذكر هذا في كتابه أخبار الدول وآثار الأول في التاريخ. ويتفق غالبية المؤرخين على أنَّ السلطان لم يشترِ المبنى، بل حولها لمسجد بناءاً على أنه الآمر الناهي وحامل لقب قيصر الروم وصاحب السيادة الكاملة، وباعتبارها رمزاً سياسياً للإمبراطورية البيزنطية. ويشير المؤرخون إلى أنَّ سند الطابو المذكور ليس فعلياً سند شراء، فالسلطان محمد الفاتح أوقف المكان في وقفيته باعتباره قيصراً للروم وصاحباً للسيادة وللسلطة العليا في الدولة العثمانية وبالتالي صاحب الحق المطلق في التصرف بممتلكات الدولة حسب المعمول به في ذلك الزمان. كما يضيف المؤرخون أن الكنيسة الأرثوذكسية دينياً لم تكن تُجيز على مر التاريخ لأحدٍ بيع وشراء المواقع والمباني ذات الصبغة الدينية، وبالتالي فإنَّ فكرة بيع آيا صوفيا تُعتبر خارج الحسابات من الناحية الدينية لدى الكنائس الأرثوذكسيَّة.

#### الإضافات المعمارية الإسلامية

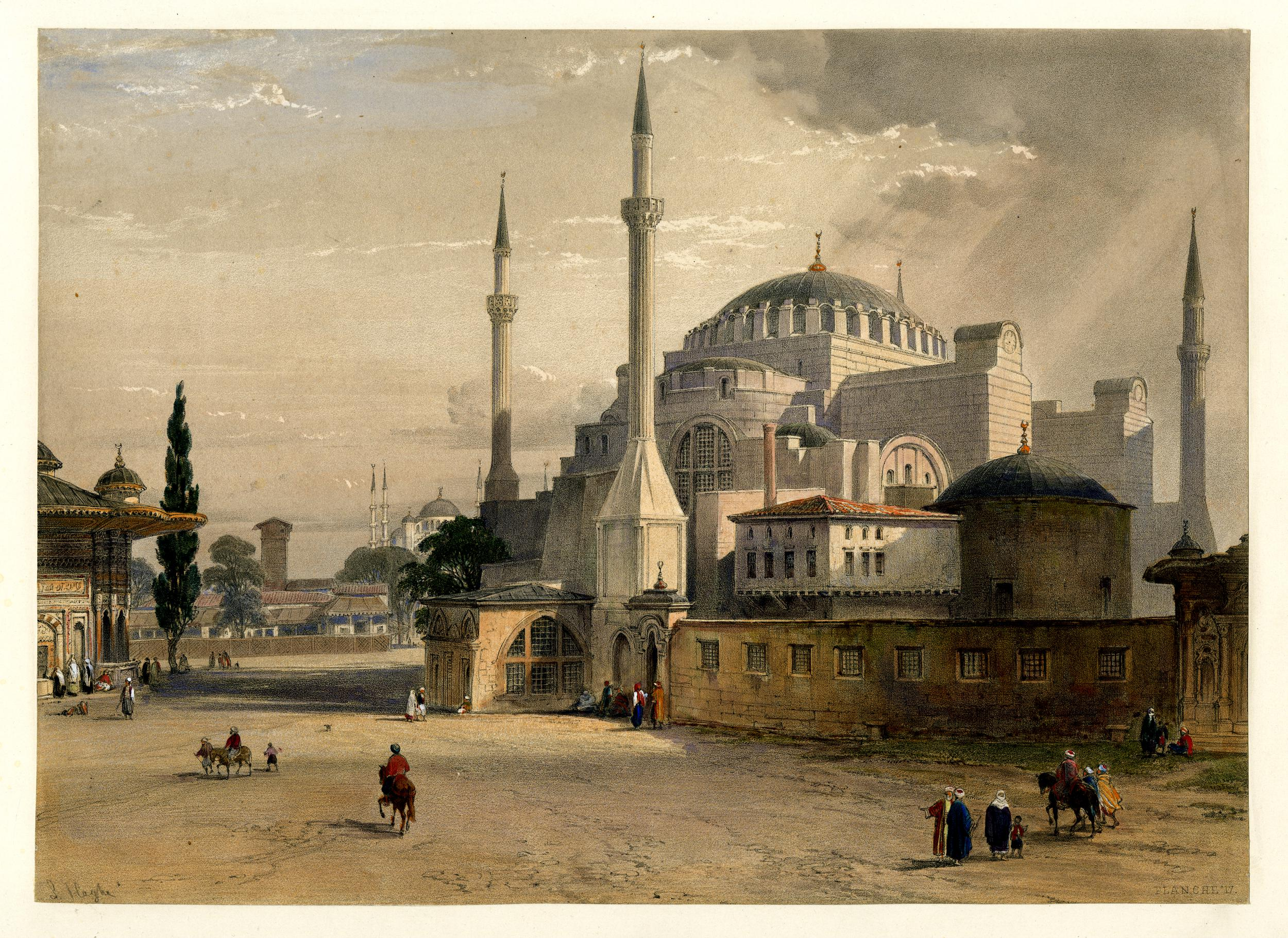
الجانب الجنوبي الشرقي، يُرى من البوابة الإمبراطورية لقصر توبكابي، مع نافورة أحمد الثالث على اليسار ومسجد السلطان أحمد في المسافة. ليثوغراف من قبل لويس هاغي بعد غاسبار فوساتي (1852).

أوضح الزوار الغربيين قبل 1453، مِثل النبيل بيرو تافور من قرطبة، والجغرافي كريستوفورو بونديلمونتي من فلورنسا، أن الكنيسة كانت في حالة مزرية، وقد سقط العديد من أبوابها من مفصلاتها. أمر السلطان الفاتح بتجديد المبنى، وحضر صلاة الجمعة الأولى في المسجد في 1 يونيو 1453. أصبح جامع آيا صوفيا أول مسجد عثماني في إسطنبول. وأنشأ الفاتح وقفًا إسلاميًا يضم معظم المنازل القائمة في المدينة ومنطقة قصر توبكابي الذي أُقيم لاحقًا. واعتبارًا من 1478، كان هناك 2360 متجرًا، و1300 منزلًا، و4 خانات، و30 متجرًا للبوظة، و23 متجرًا للأغنام والخيول يتوزع دخلها على مؤسسة الوقف. ووفقا للمراسيم السلطانية لعام 1520 (926 هـ) و1547 (954 هـ) جرى إضافة متاجر وأجزاء من البازار الكبير والأسواق الأخرى إلى مؤسسة الوقف.
قبل عام 1481، أقيمت مئذنة صغيرة في الزاوية الجنوبية الغربية من المبنى، فوق برج الدرج. وفي وقت لاحق، بنى السلطان بايزيد الثاني (حكم بين عام 1481 إلى عام 1512) مئذنة أخرى في الزاوية الشمالية الشرقية. وانهارت إحدى هذه المآذن بعد زلزال عام 1509، وفي حوالي منتصف القرن السادس عشر جرى استبدالهما بمئذنتين متقابلتين قطريتين بنيتا في الزوايا الشرقية والغربية من المبنى. في عام 1498 كان برناردو بونسينوري آخر زائر غربي لآيا صوفيا يُبلغ عن رؤيته للطابق الجستيني القديم، فبعد ذلك بوقت قصير، غُطيت الأرضية بالسجاد ولم يُرى مرة أخرى حتى القرن التاسع عشر. في القرن السادس عشر، أحضر السلطان سليمان القانوني (حكم من عام 1520 إلى عام 1566) شمعتين صخمتين من غزوه لمملكة المجر ووضعهما على جانبي المحراب. خلال فترة حكم سليمان القانوني، غُطِّيَت الفسيفساء الموجودة فوق الباب الإمبراطوري والتي تصور يسوع ومريم العذراء والعديد من الأباطرة البيزنطيين بالجص، وقد أُزيل الغطاء -لاحقًا- في عهد الجمهورية التركية عام 1930. في عهد سليم الثاني (حكم من عام 1566 إلى عام 1574) ظهرت علامات التداعي على المبنى، فقاموا بتعزيزه بشكل كبير بإضافة دعامات هيكلية إلى الخارج من قِبل المهندس المعماري العثماني سنان، والذي كان أيضًا مهندس زلازل. وبالإضافة إلى تعزيز الهيكل البيزنطي التاريخي، بنى سنان المئذنتين الكبيرتين الإضافيتين في الطرف الغربي من المبنى، ونُزُل السلطان الأصلي وضريح سليم الثاني إلى الجنوب الشرقي من المبنى بين الأعوام 1576 إلى 1577. وللقيام بذلك، هُدم أجزاء من البطريركية في الزاوية الجنوبية من المبنى. علاوة على ذلك، قام بتركيب الهلال الذهبي على قمة القبة، في حين استُحدثت منطقة بعرض 35 أرسين (حوالي 24 م) حول المبنى، مما أدى إلى هدم جميع المنازل التي كانت متداخلة حولها في هذه الأثناء. وفي وقت لاحق، أُضيفت 43 مقبرة تضم رفات الأمراء العثمانيين. وأضيفت خلال عهد مراد الثالث (حكم من عام 1574 إلى 1595) جرتين كبيرين من المرمر الهيليني تم نقلهما من بيرغامون (برجاما) ووضعهما على جانبين من صحن المبنى.

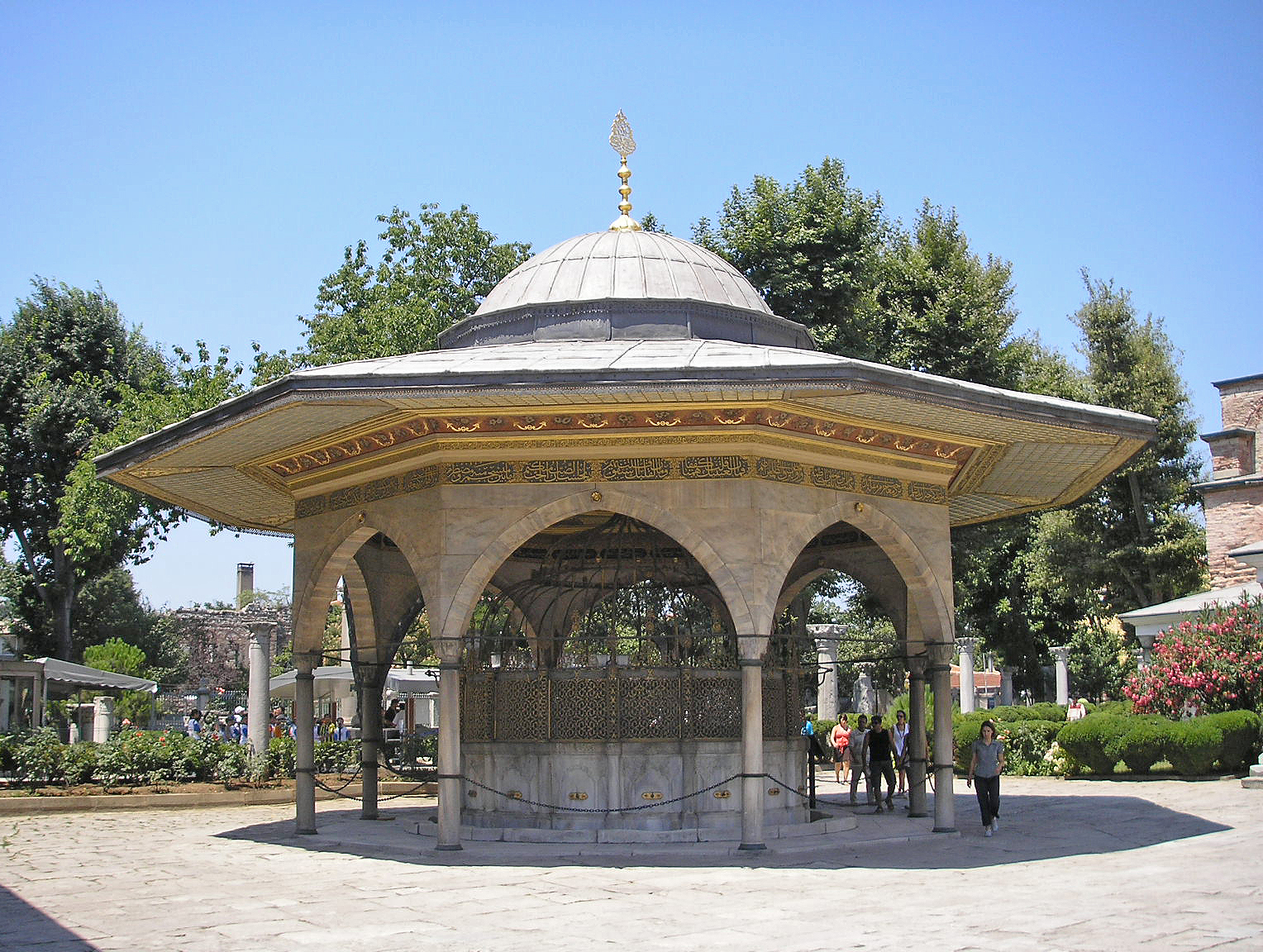
نافورة (adırvan) للوضوء

في عام 1594 (1004 هـ) قام المعماري داوود آغا ببناء ضريح مراد الثالث، حيث دفن فيه لاحقًا السلطان ووالدته صفية سلطان. وفي عام 1608 (1017 هـ) بنى المهندس المعماري الملكي دالجاك محمد آغا بجواره ضريح ابنهم محمد الثالث (حكم: 1595-1603) ووالدته. أما ابنه مصطفى الأول (حكم: 1617-1618، 1622–1623) فقد حول مكان المعمودية إلى قبر له.
في عام 1717، في عهد السلطان أحمد الثالث (حكم: 1703-1730)، قاموا بتجديد الجص المتهالك من الداخل، مما ساهم بشكل غير مباشر في الحفاظ على العديد من الفسيفساء. أمر السلطان محمود الأول بترميم المبنى عام 1739، وأضاف مدرسة إسلامية (مدرسة قرآنية، وصارت لاحقًا مكتبة المتحف)، وأضاف مطعم للفقراء (مطبخ الحساء لتوزيعها على الفقراء)، ومكتبة، وفي عام 1740 أُضيفت Şadirvan (نافورة للوضوء)، وبالتالي جري تحويله إلى «كلية»، أي مجمع اجتماعي. وفي الوقت نفسه جرى بناء نُزُلًا جديدًا للسلطان ومحرابًا جديدًا في الداخل.

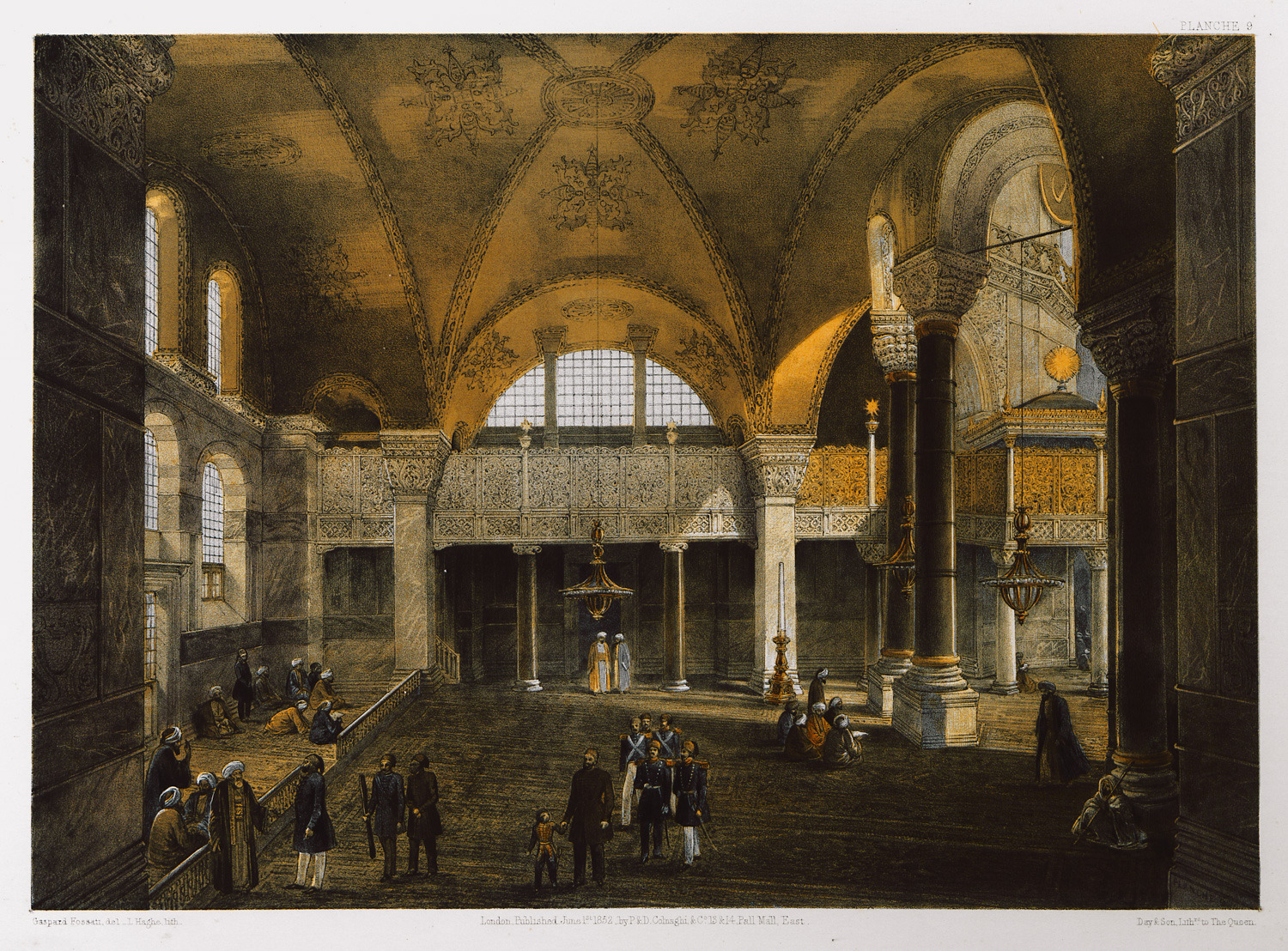
نُزُل السلطان (1850)

#### تجديد المبنى (1847 - 1849)
أمر السلطان عبد المجيد الأول (حكم: 1823-1861) بتجديد المبنى، فقام ثمانمائة عامل بين عامي 1847 و1849 بإنجاز العمل، تحت إشراف الأخوين المعماريين السويسريين الإيطاليين غاسباري وجوزيبي فوساتي. قام الأخوان بتقوية القبة بسلسلة حديدية تقييدية وتقوية الأقبية وتقويم الأعمدة وتعديل الزخارف الخارجية والداخلية للمبنى. وكُشفت الفسيفساء الموجودة في الرواق العلوي وجرى تنظيفها.
وعُلِّقت ثمانية أقراص أو رصائع جديدة عملاقة ذات إطارات دائرية، على كل من الأعمدة الأربعة وعلى جانبي الحنية والأبواب الغربية. رسمها الخطاط قاضي عسكر مصطفى عزت أفندي (1801-1877)، واحتوت تلك الأقراص على: لفظ الجلالة الله، واسم النبي محمد، وأسماء الخلفاء الراشدين الأربعة أبو بكر وعمر وعثمان وعلي، وحفيدي النبي محمد: الحسن والحسين ابنا علي. وجرى استبدال الثريات القديمة بأخرى جديدة معلقة.
في عام 1850 بنى المهندسان المعماريان فوساتي مقصورة جديدة أو مقصورة الخلافة في أعمدة بيزنطية جديدة وشبكة رخامية على الطراز العثماني على الطراز الروكوكو، متصلة بالجناح الملكي خلف المسجد. بُنيت المقصورة الجديدة في أقصى الطرف الشرقي من الممر الشمالي، بجوار الرصيف الشمالي الشرقي. هُدمت المقصورة الموجودة في الحنية قرب المحراب. وشُيد مدخل جديد للسلطان (محفل السلطان) (بالتركية: Hünkar Mahfili). كما قام الأخوان فوساتي بترميم المنبر والمحراب.
خارج المبنى الرئيسي قاموا بترميم المآذن وتعديلها لتكون متساوية الارتفاع. وأُقيم مبنى الساعة، (بالتركية: Muvakkithanesi) لاستخدامه لمعرفة مواقيت الصلاة، وأُقيمت مدرسة جديدة (مدرسة إسلامية) (بالتركية: Kasr-ı Hümayun). عند الانتهاء من الترميم أعيد افتتاح المسجد باحتفالية كبيرة بها الكثير من الأبهة في 13 يوليو 1849. نُشرت في لندن عام 1852 طبعة من المطبوعات الحجرية والرسومات التي أُضيفت أثناء تجديد آيا صوفيا، بعنوان: آيا صوفيا من القسطنطينية كما تم ترميمها مؤخرًا بأمر من السلطان عبد المجيد.

ترميمات آيا صوفيا. (مطبوعات حجرية بواسطة لويس هاجي)
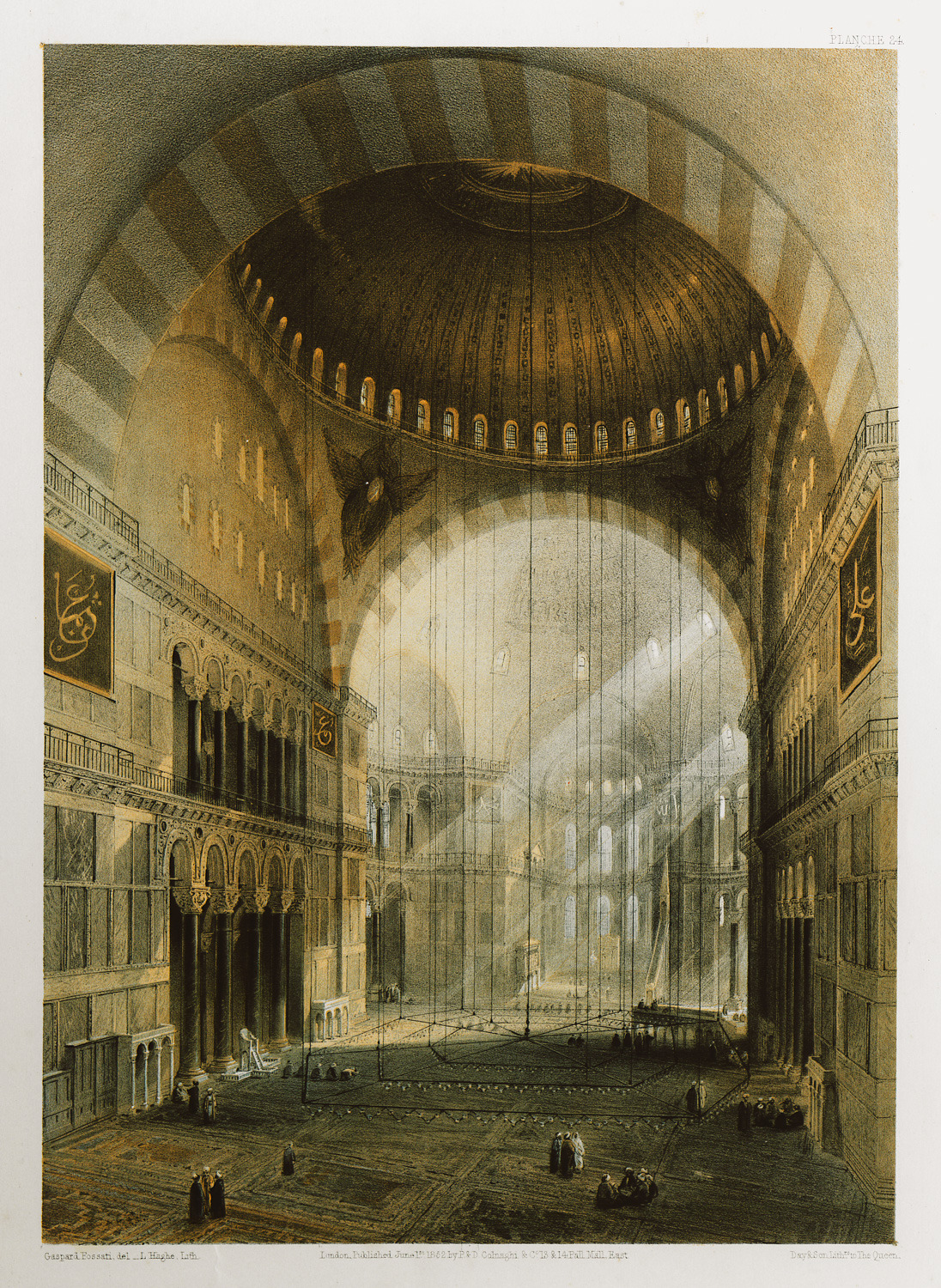
الصحن قبل الترميم، باتجاه الشرق.
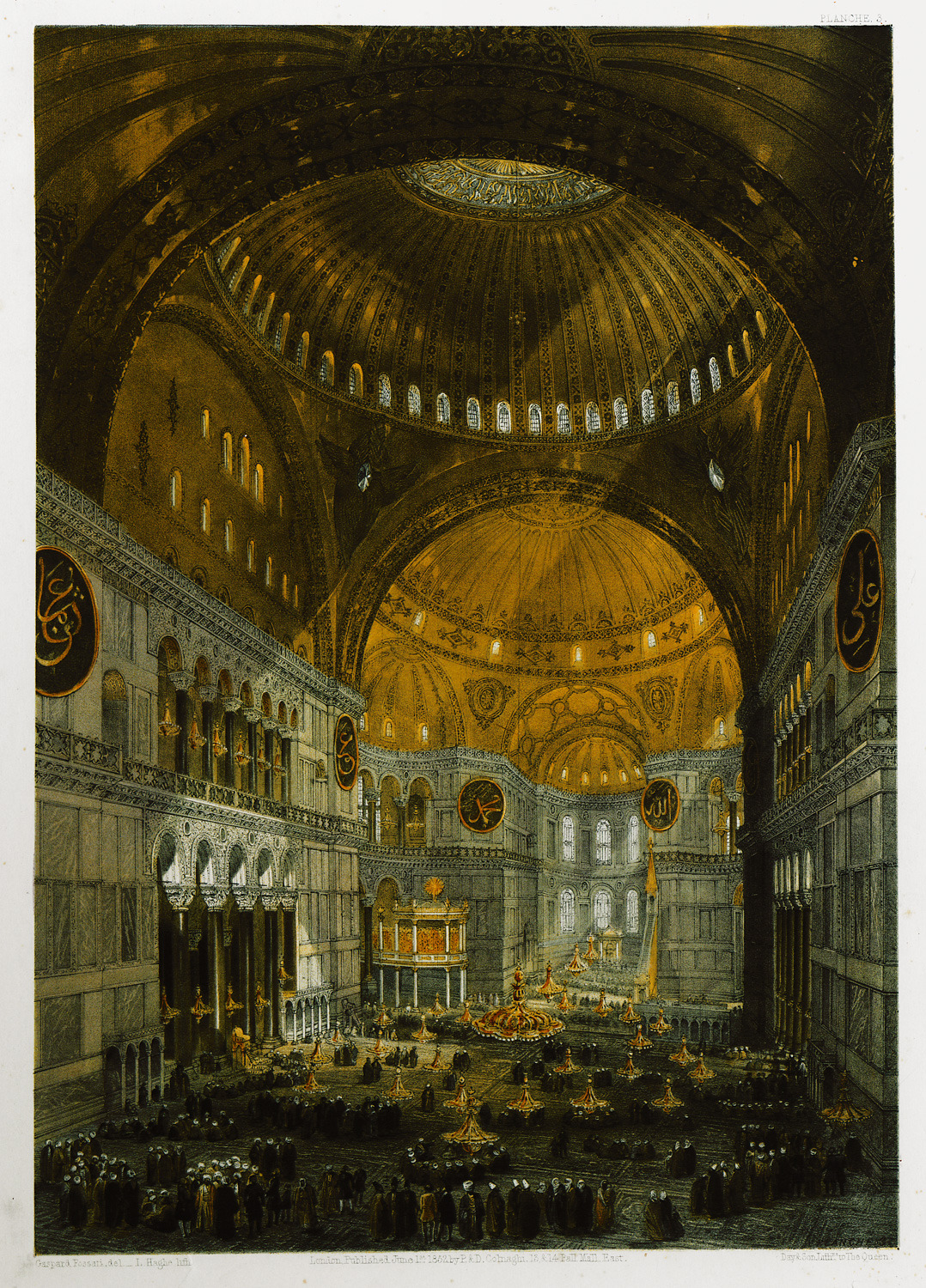
الصحن والحنية بعد الترميم، باتجاه الشرق.
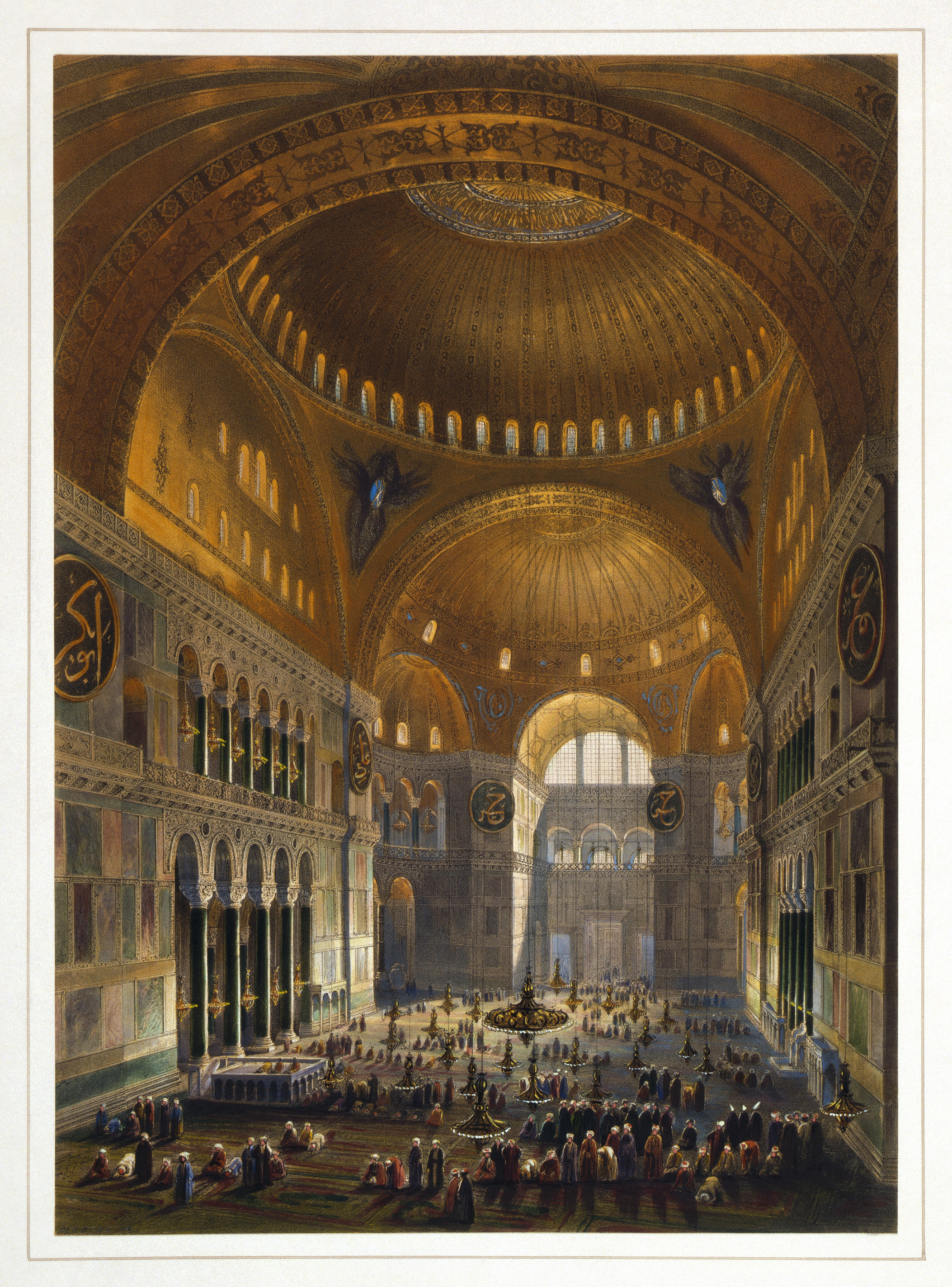
الصحن والمدخل بعد الترميم، باتجاه الغرب.
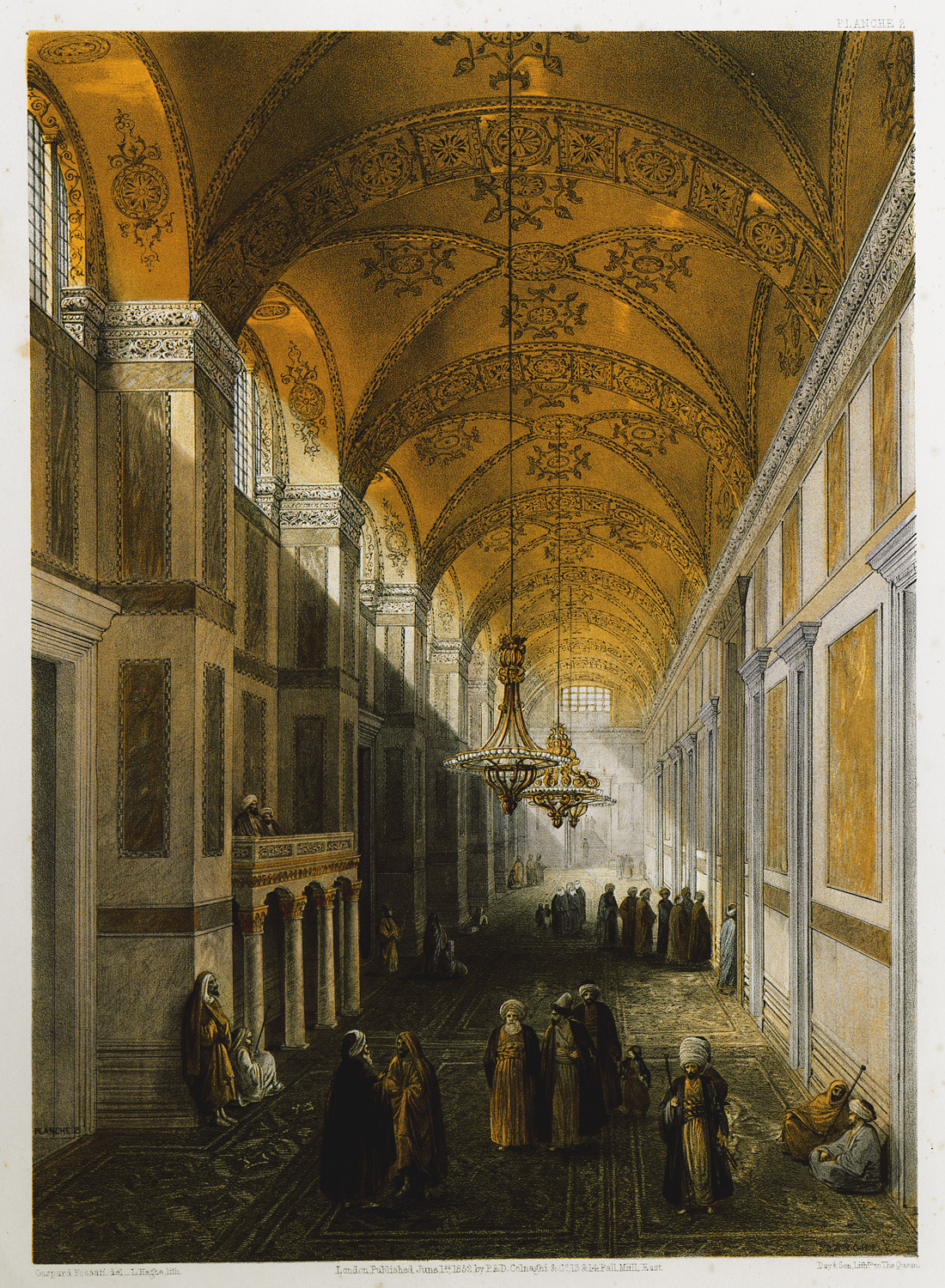
Narthex، باتجاه الشمال.
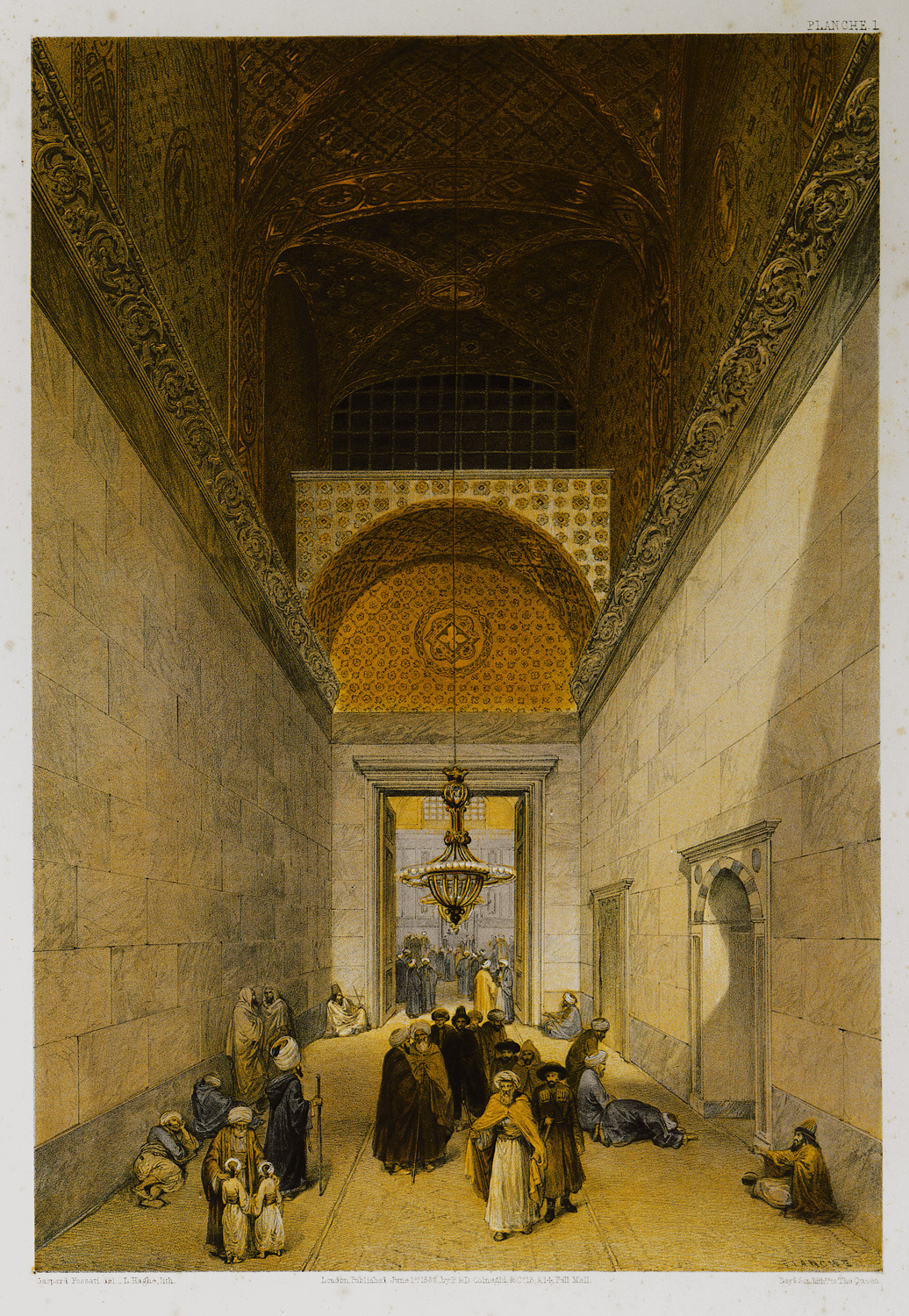
Exonarthex، باتجاه الشمال
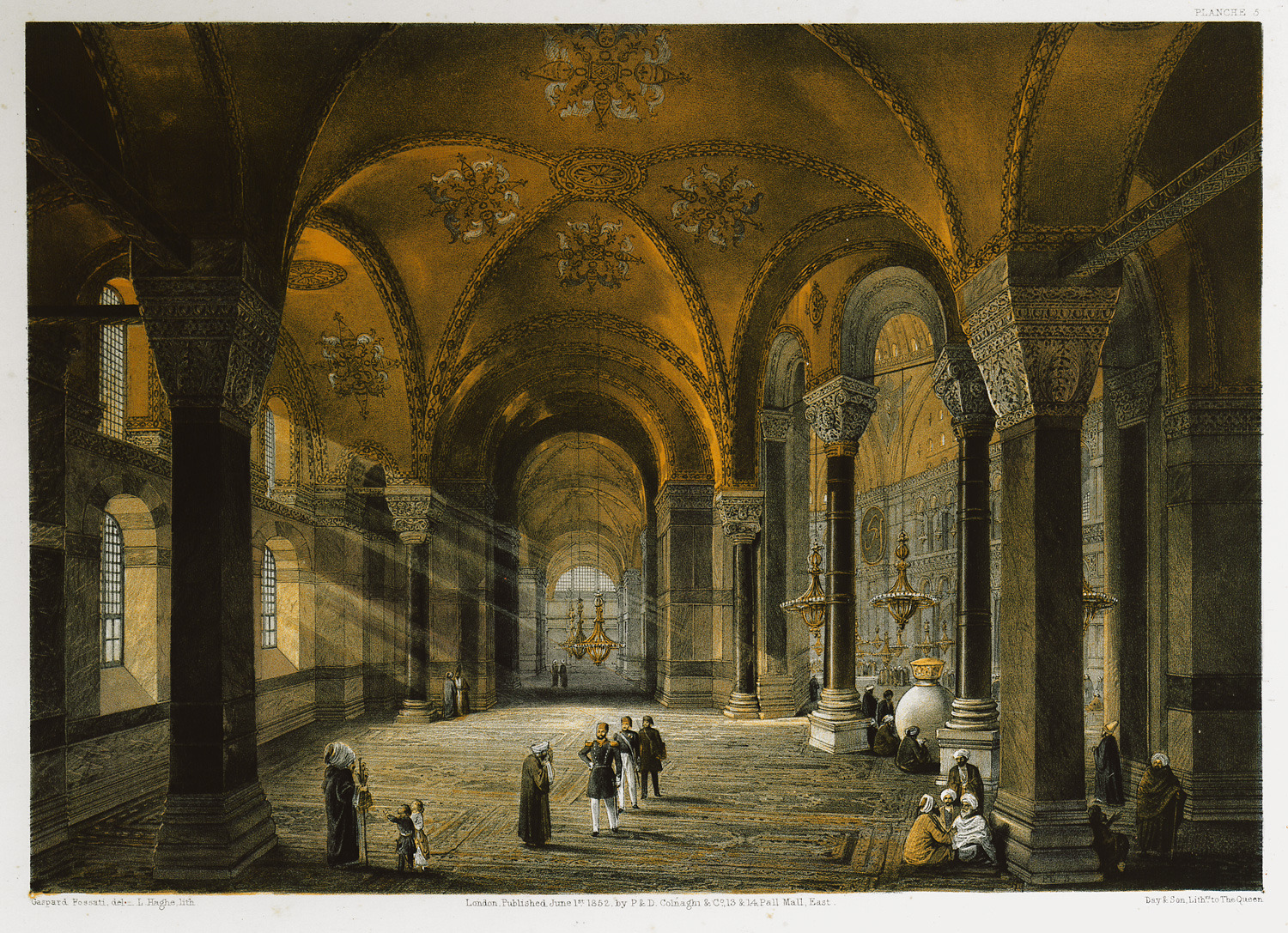
الممر الشمالي من المدخل باتجاه الشرق
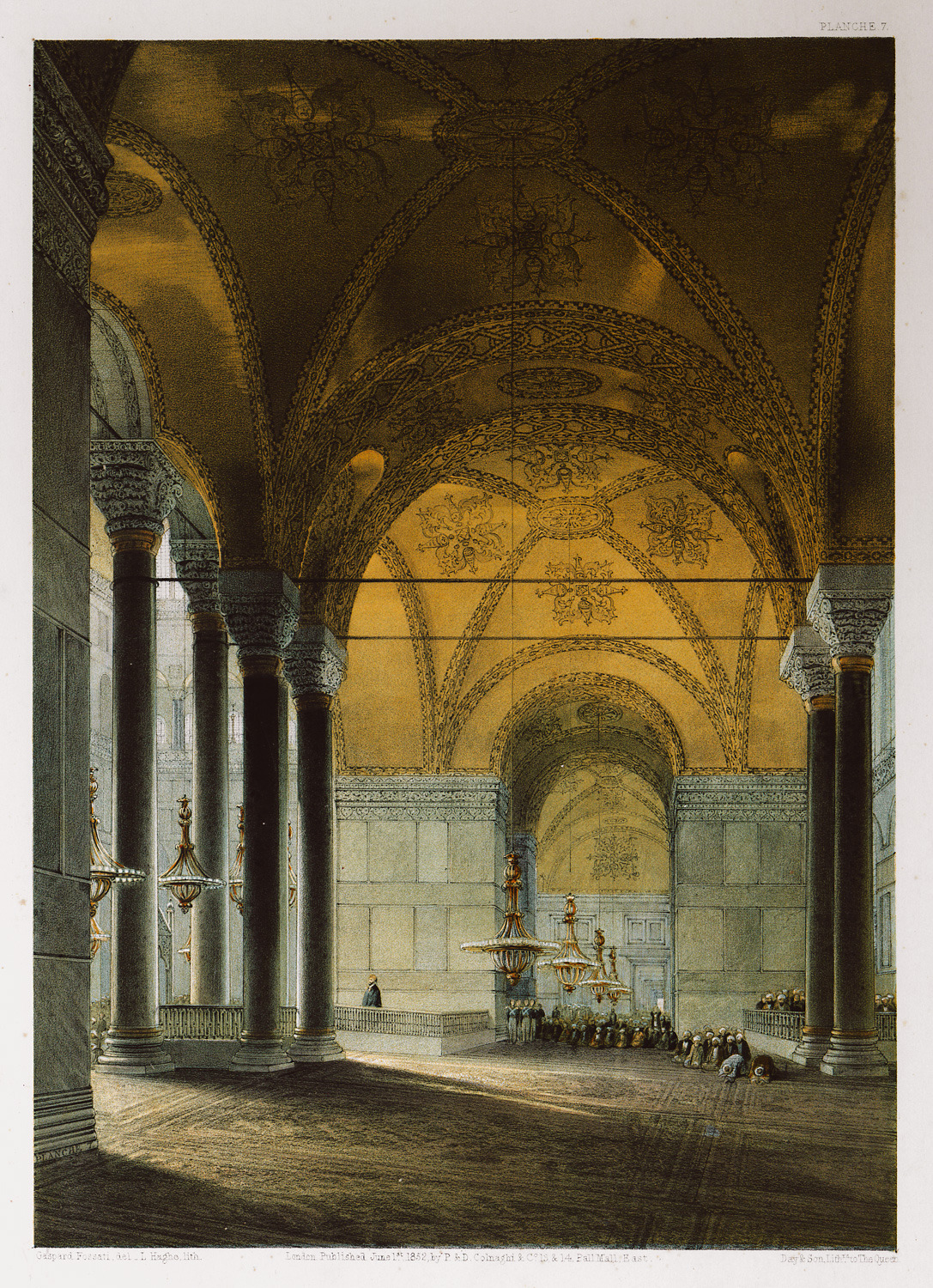
الممر الشمالي باتجاه الغرب.
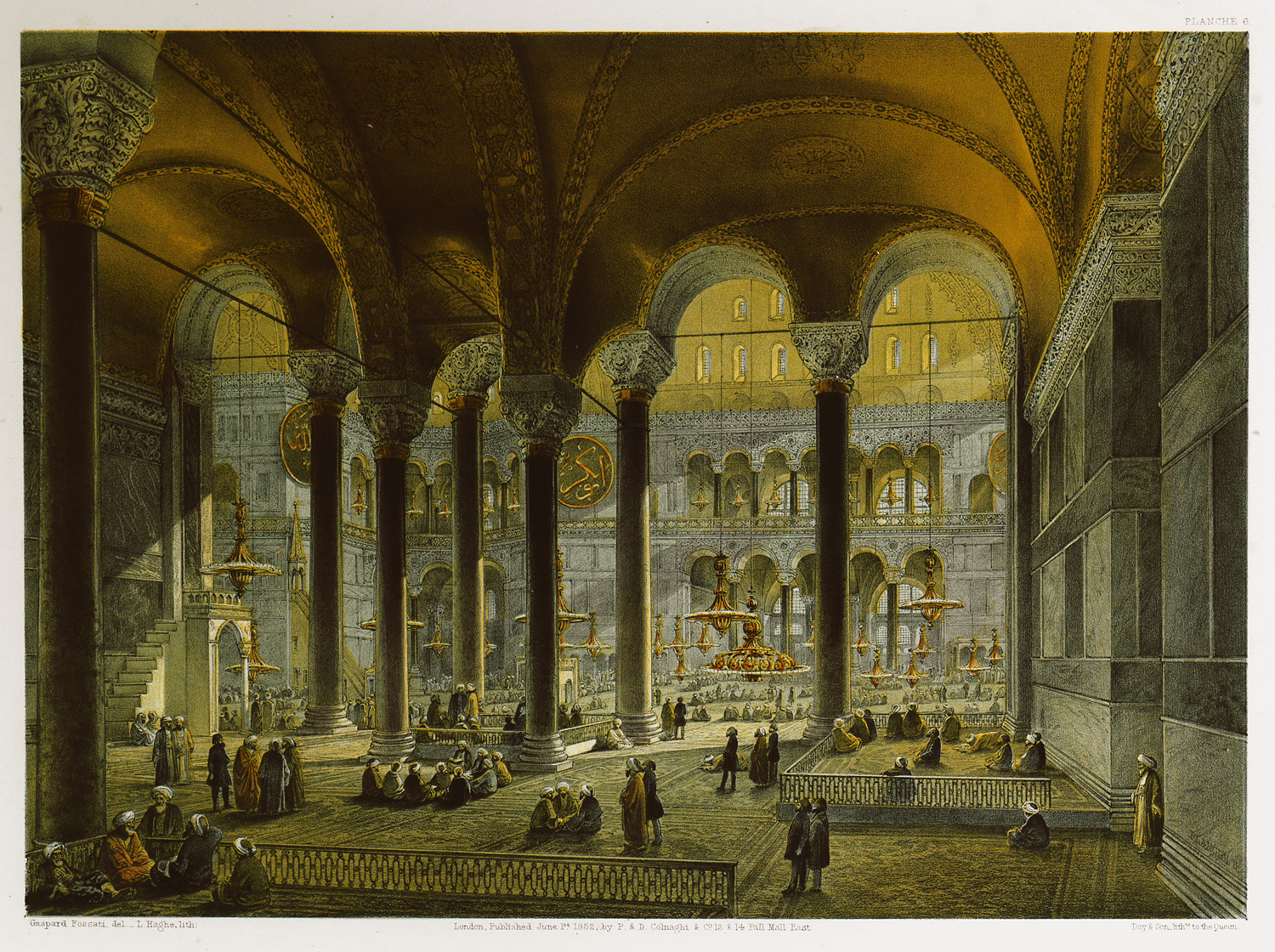
الصحن والممر الجنوبي من الممر الشمالي.
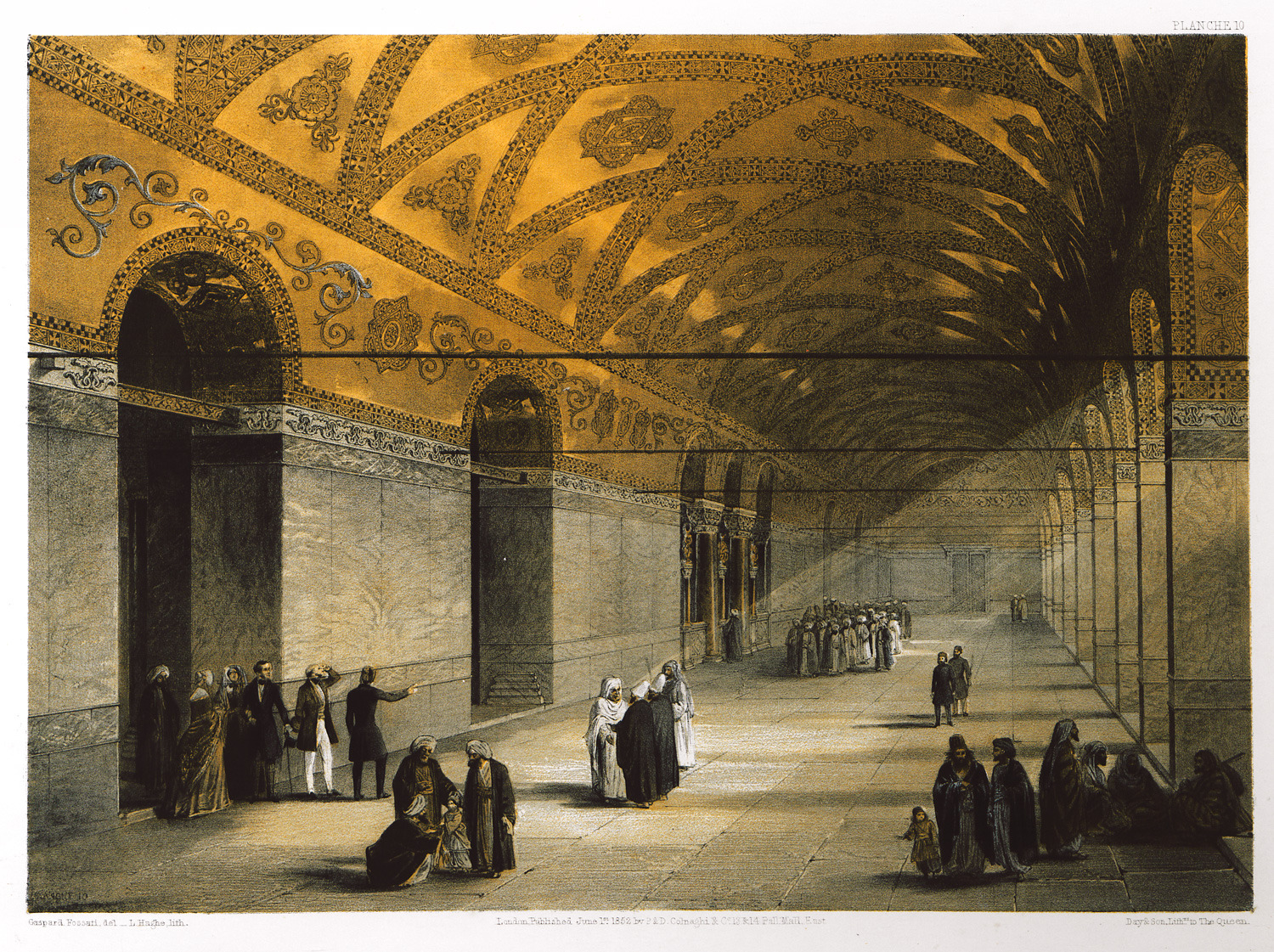
الرواق الشمالي من الشمال الغربي.
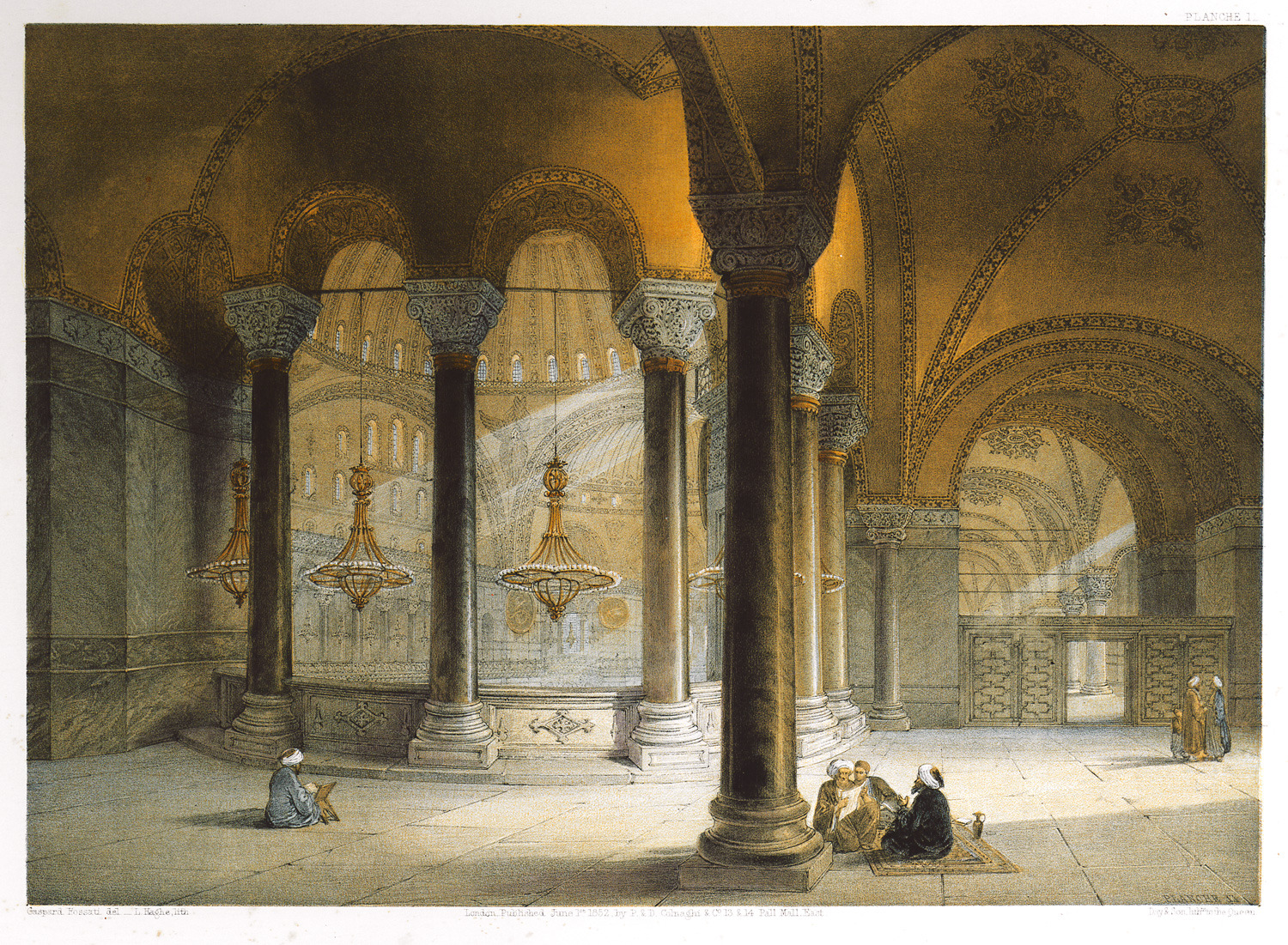
المعرض الجنوبي من الجنوب الغربي
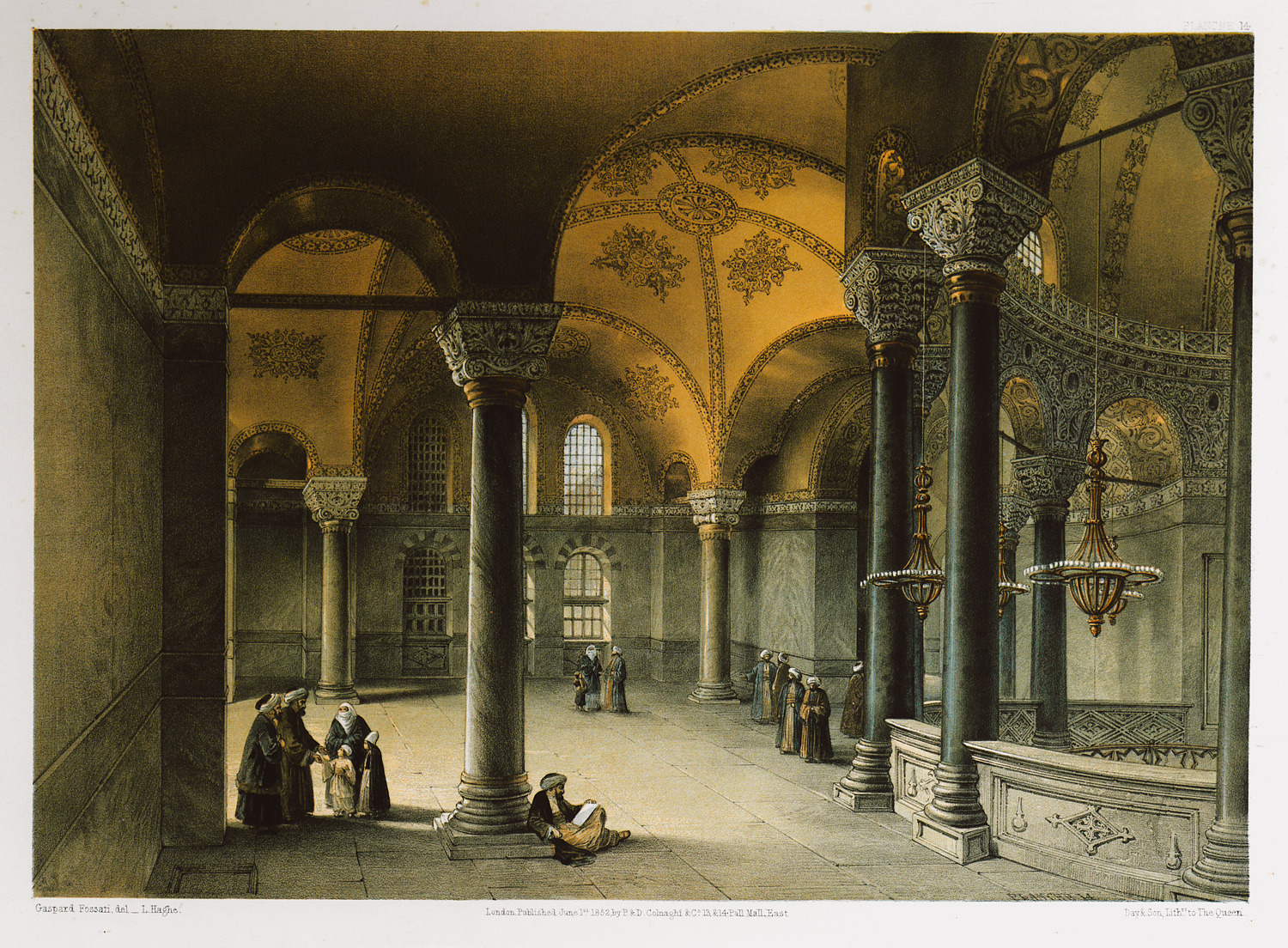
الرواق الجنوبي من الباب الرخامي باتجاه الغرب.
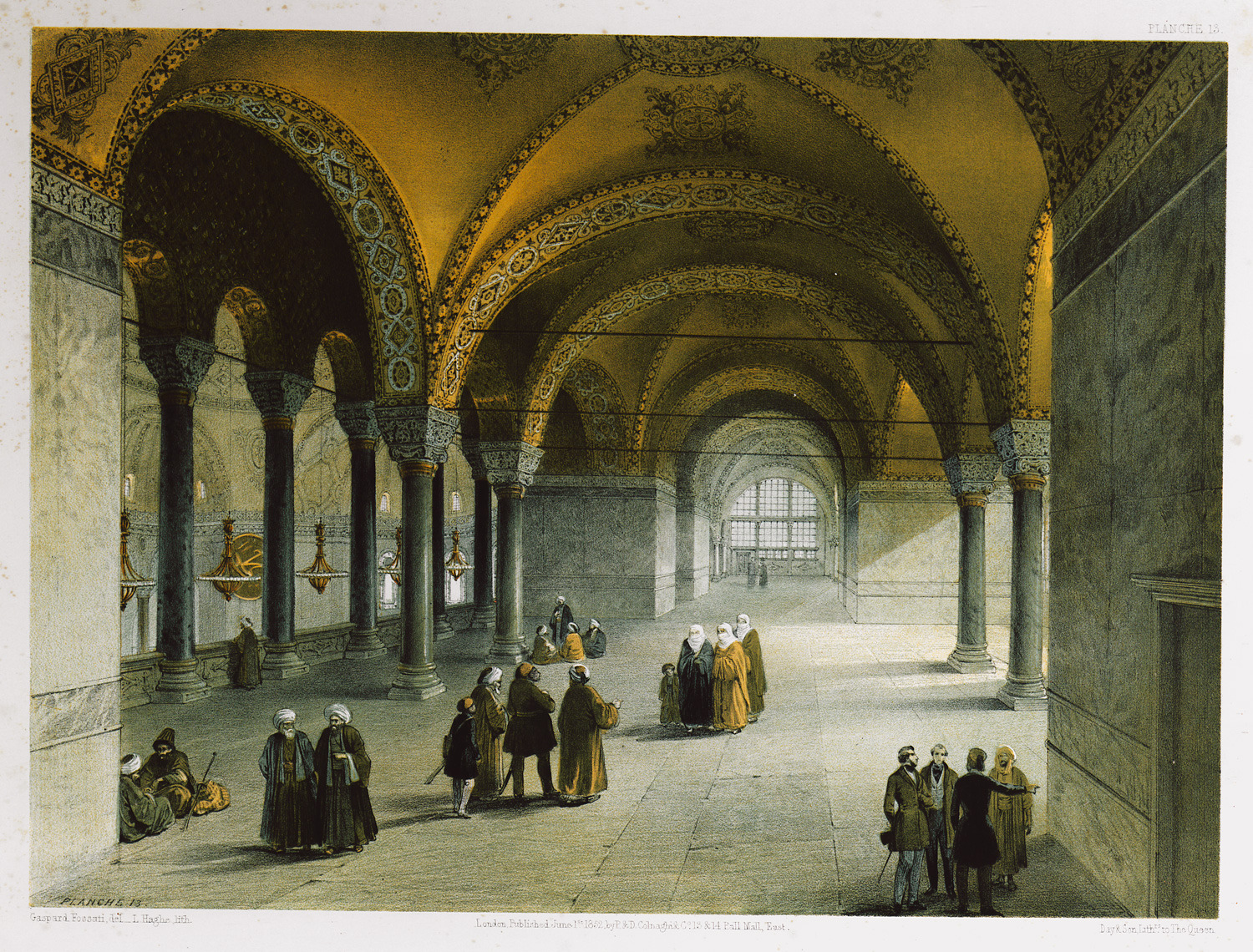
الرواق الجنوبي من الباب الرخامي باتجاه الشرق.

### تحويل آيا صوفيا إلى متحف (1935 - 2020)

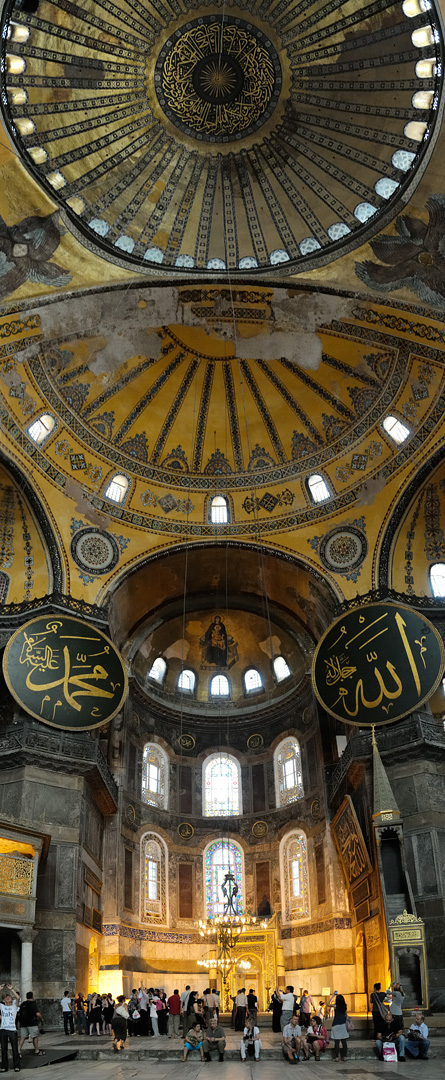
منظر داخلي لآيا صوفيا، يظهر فيه عناصر مسيحيَّة وإسلامية في الجزء العلوي من القبة الرئيسية.

في عام 1935 قام مؤسس الجمهورية التركية، مصطفى كمال أتاتورك، بتحويل المبنى إلى متحف. فأُزيل السجاد وظهرت الزخارف الأرضية الرخامية مثل الأومفيليون التي أُخفيت لقرون، كما أُزيل الجص الأبيض الذي كان يغطي العديد من الفسيفساء المسيحيَّة. ومع ذلك، تدهورت حالة المبنى، ووضع صندوق الآثار العالمي آيا صوفيا في عام 1996 ضمن قائمة مراقبة الآثار العالمية، ومرة أخرى في عام 1998. وكان السقف النحاسي للمبنى قد تصدع، مما تسبب في تسرب المياه فوق اللوحات الجدارية والفسيفساء الهشة. وأدّى ارتفاع المياه الجوفية لزيادة مستوى الرطوبة داخل المتحف، وخلق بيئة غير مستقرة للحجر والطلاء. حصلت مؤسسة صندوق الآثار العالمي على سلسلة من المنح من عام 1997 إلى عام 2002 لترميم القبة. تضمنت المرحلة الأولى من العمل التثبيت الهيكلي وإصلاح السقف المتصدع، والذي جرى بمشاركة وزارة الثقافة التركية. أتاحت المرحلة الثانية، الحفاظ على المناطق الداخلية للقبة، فرصة لتوظيف وتدريب المرممين الأتراك الشباب على رعاية الفسيفساء. بحلول عام 2006 كان مشروع صندوق الآثار العالمي قد اكتمل، على الرغم من أن العديد من مناطق آيا صوفيا الأخرى لا تزال تتطلب تحسيناً كبيراً في الاستقرار والترميم والحفظ.
رغم حظر استخدام المبنى للعبادة (مسجد أو كنيسة)، سمحت الحكومة التركية عام 1991 بتخصيص غرفة صغيرة في المتحف لاستخدامها «غرفة صلاة» لصلاة الموظفين المسيحيين والمسلمين العاملين في المتحف، ومنذ عام 2013 سُمح برفع الآذان من اثنتين من مآذن المتحف للدعوة للصلاة يوميًا.
في عام 2007 أسس السياسي الأمريكي اليوناني كريس سبيرو منظمة دولية سُميت «مجلس آيا صوفيا الحر» للدعوة لإعادة المبنى إلى حالته الأصلية أي كنيسة مسيحية. في حين ظهر منذ أوائل عام 2010 مطالبات من العديد من الحملات والمسؤولين الحكوميين الأتراك البارزين، ولا سيما نائب رئيس الوزراء التركي بلند أرينج في نوفمبر 2013، لإعادة آيا صوفيا إلى مسجد مرة أخرى.
في 31 مايو 2014م نظمت جمعية «شباب الأناضول» فعالية لأداء صلاة الفجر في ساحة المسجد تحت شعار «أحضر سجادتك وتعال»، وذلك في إطار حملة داعية إلى إعادة متحف آيا صوفيا إلى مسجد. وكانت الجمعية قد ذكرت أنها قامت بجمع 15 مليون توقيع للمطالبة بإعادة المتحف إلى مسجد. إلا أن مستشار رئيس الوزراء -آنذاك- قد صرح بأنه لا نية لتغيير الوضع الحالي لآيا صوفيا.
في عام 2015 ورداً على اعتراف البابا فرنسيس بالإبادة الجماعية للأرمن، صرَّح مفتي أنقرة، ميفيل هيزلي، أنه يعتقد أن على الحكومة التركية تسريع تحويل آيا صوفيا إلى مسجد.
في 1 يوليو 2016، أقام المُسلمون الصلاة في آيا صوفيا للمرة الأولى منذ 85 عاماً. وفي نوفمبر من نفس العام، رفعت المنظمة التركية غير الحكومية، جمعية حماية الآثار التاريخية والبيئة، دعوى قضائية لتحويل المتحف إلى مسجد. وقررت المحكمة آنذاك أن آيا صوفيا يجب أن يبقى «متحفًا تذكاريًا».
في 13 مايو 2017، اجتمعت مجموعة كبيرة من الناس، في وقفة نظمتها «جمعية شباب الأناضول» أمام آيا صوفيا، وأدوا صلاة الفجر في دعوة لتحويل المتحف إلى مسجد. وفي 21 يونيو عام 2017 نظمت رئاسة الشؤون الدينية التركية برنامجاً خاصاً، تضمن تلاوة القرآن والصلاة في آيا صوفيا، بمناسبة ليلة القدر، وبُثَّ البرنامج مباشرة عبر قناة تي آر تي الحكومية.

### إعادته مسجدًا (2018 - الآن)
منذ عام 2018 تحدث الرئيس التركي رجب طيب أردوغان عن إعادة وضع آيا صوفيا إلى مسجد، وهي خطوة يُنظر إليها على أنها تحظى بشعبية كبيرة من قبل الجمهور المتدين الذي يحاول أردوغان إقناعه للتصويت له. في 31 مارس عام 2019 قام أردوغان بتلاوة أول آية من القرآن في آيا صوفيا، ووجه الدعاء إلى «"أرواح جميع الذين تركوا لنا هذا العمل كميراث، وخاصةً الفاتح في إسطنبول"»، مما عزز الحركة السياسية لجعل آيا صوفيا مسجدًا مرة أخرى، الأمر الذي يعكس ما قام به أتاتورك بتحويل آيا صوفيا إلى متحف علماني. قال أردوغان أنه سيغير وضع آيا صوفيا من متحف إلى مسجد، مضيفاً أن تحويله إلى متحف «خطأ كبير جدًا». ولكونه ضمن مواقع التراث العالمي لليونسكو، يتطلب هذا التغيير موافقة لجنة التراث العالمي التابعة لليونسكو.
في مايو 2020 احتفلت الحكومة بمرور 567 عامًا على فتح القسطنطينية بالصلاة في آيا صوفيا، وأعلن أردوغان أنه سيجري قراءة الفاتحة والصلاة في آيا صوفيا ضمن الاحتفال بالفتح. أدانت اليونان هذا الإجراء، في حين اتهمت تركيا اليونان بالرد عبر «تصريحات عقيمة وغير فعالة». في يونيو، قال رئيس الشؤون الدينية التركية «سنكون سعداء للغاية بفتح آيا صوفيا للعبادة.. وإذا حدث ذلك فسوف نقدم خدماتنا الدينية كما نفعل في جميع مساجدنا». في 25 يونيو، كتب جون هالدون، رئيس الجمعية الدولية للدراسات البيزنطية، رسالة مفتوحة إلى أردوغان يطلب فيها منه «التفكير في قيمة الحفاظ على آيا صوفيا كمتحف».
وفي 10 يوليو 2020 وافقت المحكمة الإدارية العليا التركية على قرار تحويل آيا صوفيا إلى مسجد وبهذا ألغي قرار تحويله إلى متحف وأصبح مسجدًا بشكل رسمي. وبذلك تعتبر آيا صوفيا هي رابع كنيسة بيزنطية تحولت من متحف إلى مسجد أثناء حكم أردوغان. على الرغم من الانتقادات العلمانية التركية والعالمية، وقَّعَ أردوغان مرسومًا بإنفاذ قرار المحكمة وإبطال حالة متحف آيا صوفيا وفتحه مسجدًا.
في 17 يوليو، أعلن أردوغان أن الصلاة الأولى في آيا صوفيا ستكون مفتوحة لما بين 1000 و1500 مصلي، وكرر أن هذا الأمر مسألة سيادة تركيا وأن رد الفعل الدولي لن يثنيه. دعت تركيا قادة ومسؤولين أجانب، بمن فيهم البابا فرنسيس، لحضور الصلاة الأولى التي أقيمت يوم الجمعة 24 يوليو 2020، في آيا صوفيا.
عندما أعلن الرئيس أردوغان أن الصلاة ستقام داخل المبنى في 24 يوليو، أضاف أنه «مثل جميع مساجدنا، ستفتح أبواب آيا صوفيا على مصراعيها للسكان المحليين والأجانب، المسلمين وغير المسلمين». وقال المتحدث باسم الرئاسة، إبراهيم قالين، إنه سيتم الحفاظ على أيقونات وفسيفساء المبنى، وأنه «فيما يتعلق بحجج العلمانية والتسامح الديني والتعايش، فهناك أكثر من أربعمائة كنيسة ومعبد يهودي مفتوح في تركيا اليوم». وقال عمر جيليك، المتحدث باسم حزب العدالة والتنمية الحاكم، في 13 يوليو أن الدخول إلى آيا صوفيا سيكون مجانيًا ومفتوحًا لجميع الزوار خارج أوقات الصلاة، حيث سيتم عرض الصور المسيحية في فسيفساء المبنى التي تُغطى بستائر أو أشعة الليزر أثناء الصلاة فقط. ورداً على انتقادات البابا فرانسيس، قال جيليك إن البابوية كانت مسؤولة عن أكبر قدر من عدم الاحترام للموقع، فخلال الحملة الصليبية الرابعة للروم الكاثوليك في القرن الثالث عشر للقسطنطينية والإمبراطورية اللاتينية، قد نُهبت خلالها الكاتدرائية. صرح وزير الخارجية التركي مولود جاويش أوغلو لـ TRT Haber في 13 يوليو أن الحكومة فوجئت برد فعل اليونسكو، قائلاً: «علينا حماية تراث أسلافنا. يمكن أن تكون ذلك بهذه الطريقة أو بهذه الطريقة - لا يهم».
قال المتحدث باسم الرئاسة التركية أن المبنى سيصبح مسجداً عاملاً مفتوحًا لأي شخص كالكنائس الباريسية مثل كنيسة الساكري كور في مونمارتر وكاتدرائية نوتردام دو باري، وقال المتحدث أيضاً أن التغيير لن يؤثر على وضع آيا صوفيا كموقع للتراث العالمي لليونسكو، وأن «الرموز المسيحية» بداخله ستكون في حماية. وفي وقت سابق من اليوم نفسه، وقبل القرار النهائي، أعرب وزير المالية التركي بيرات البيرق ووزير العدل عبد الحميد جول عن توقعاتهما بفتح آيا صوفيا للعبادة للمسلمين. وقال مصطفى شنطوب رئيس الجمعية الوطنية الكبرى لتركيا «لقد انتهى الشوق في قلب أمتنا». وقال متحدث رئاسي أن جميع الأحزاب السياسية في تركيا أيدت قرار أردوغان؛ في حين أن حزب الشعوب الديمقراطي كان قد أصدر سابقاً بياناً يدين القرار، قائلاً «لا يمكن اتخاذ القرارات المتعلقة بالتراث البشري على أساس الألعاب السياسية التي تلعبها الحكومة». قال عمدة إسطنبول أكرم إمام أوغلي، إنه يؤيد التحويل «طالما أنه يُفيد تركيا»، مضيفاً أنه قال دائماً أنَّ آيا صوفيا هو مسجد منذ 1453. هاجم وزير الاقتصاد السابق علي باباجان سياسة حليفه السابق أردوغان، قائلاً إن قضية آيا صوفيا «لم توضع على جدول الأعمال الآن إلا للتغطية على مشاكل أخرى». استنكر أورهان باموك، الروائي التركي الحائز على جائزة نوبل في الأدب، هذه الخطوة قائلًا: «لقد غيّر كمال أتاتورك... آيا صوفيا من مسجد إلى متحف، لتكريم جميع الروم الأرثوذكس والتاريخ الروماني الكاثوليكي السابق، مما يجعلها علامة على العلمانية التركية الحديثة».
في 22 يوليو 2020، فُرشت سجادة باللون الفيروزي لتجهيز المسجد للمصلين. وحضر الشيخ علي أرباش، رئيس الشؤون الدينية التركية تركيبها. وتركت «السرة» مكشوفة. وبسبب جائحة كورونا، قال أرباش إن آيا صوفيا سيستوعب ما يصل إلى 1000 مصلٍ في وقت واحد وطلب منهم إحضار «أقنعة وسجادة صلاة والصبر والتفاهم». افتتح المسجد لأداء صلاة الجمعة في 24 يوليو، وهو اليوم الذي يوافق الذكرى 97 لتوقيع معاهدة لوزان، والتي عكست بعد انتصار الجمهورية في حرب الاستقلال التركية الخسائر الإقليمية في الحرب العالمية الأولى ومعاهدة سيفر. غُطيت فسيفساء العذراء والطفل في الحنية بالستائر البيضاء. وألقى أرباش خطبة الجمعة، مستندًا على سيف الفاتح، مُعلنًا أن «السلطان محمد الفاتح قد أوقف هذا البناء الرائع للمؤمنين ليظل مسجدًا حتى يوم القيامة». حضر أردوغان وبعض وزراء الحكومة صلاة الجمعة حيث صلى العديد من المصلين في الخارج.

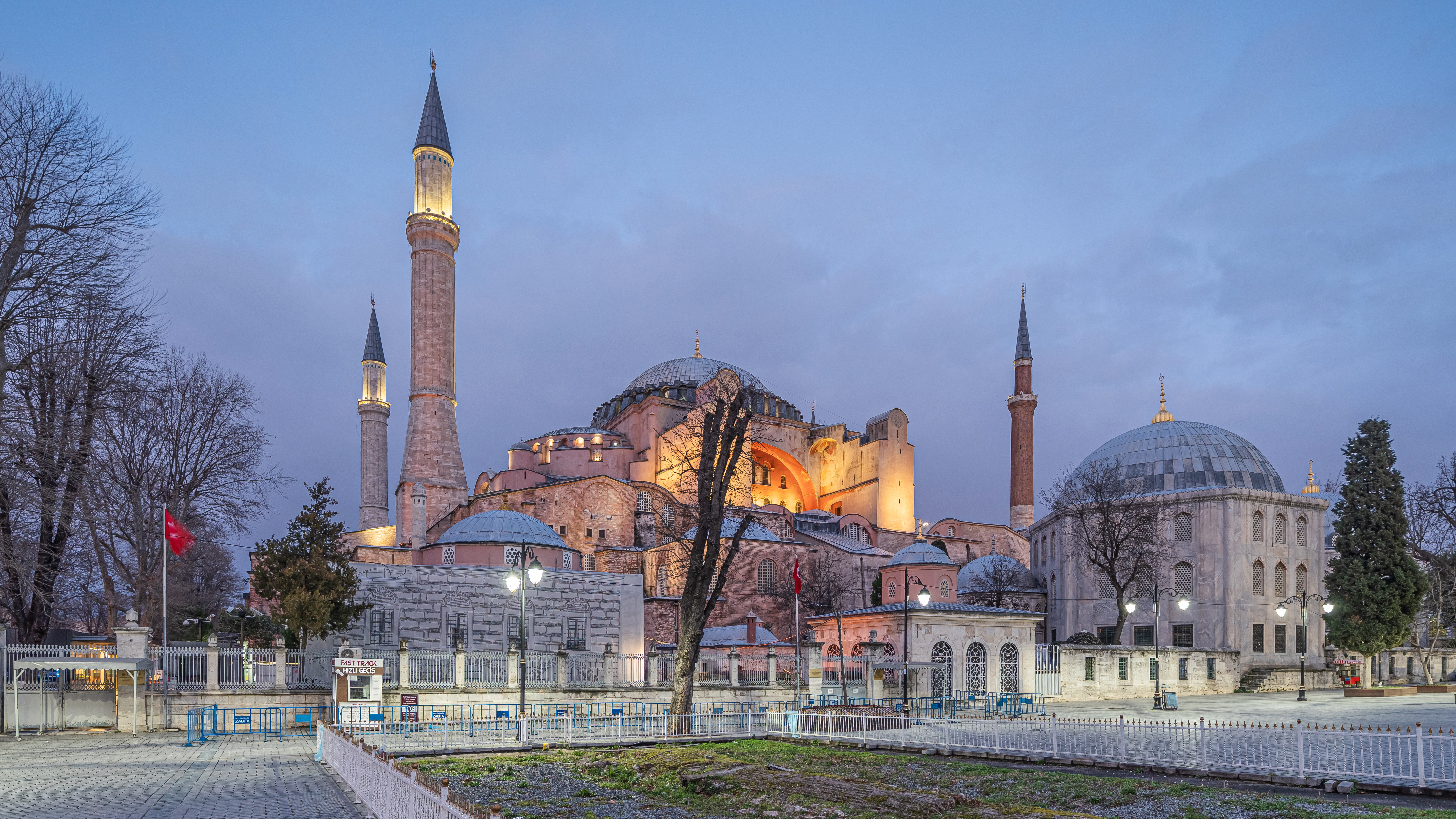
آيا صوفيا في فبراير 2020

جاء افتتاح المبنى مجددًا للصلاة، وإقامة صلاة الجمعة لأول مرة منذ 86 سنة، وسط إجراءات وتدابير وقائية للحيلولة دون تفشي وباء كورونا، فأُنشأت 17 نقطة صحية تضم كادرًا طبيًا مكونا من 736 شخصًا، و100 سيارة إسعاف ومروحية، في الوقت الذي اكتظت فيه ساحة المسجد بالمصلين والصحفيين.

#### ردود الفعل الدولية
وفقاً لصحيفة وول ستريت جورنال تعرضت الخطوة التركية في تحول آيا صوفيا إلى مسجد لانتقادات واسعة من قبل المؤرخين والباحثين. وأعلنت الرابطة الدولية للدراسات البيزنطية أن المؤتمر الدولي الحادي والعشرين، المقرر عقده في إسطنبول عام 2021، لن يُعقد هناك بعد الآن، وسيؤجل إلى عام 2022. في القدس الشرقية، نُظّمَ احتجاج خارج القنصلية التركية في 13 يوليو، مع حرق العلم التركي وعرض العلم اليوناني والبيزنطي للكنيسة اليونانية الأرثوذكسية. وأدانت وزارة الخارجية التركية في بيان حرق العلم قائلة «لا أحد يستطيع أن يحرق علمنا المجيد أو يتعداه». وفي سوريا بدأت أعمال لبناء نسخة مصغرة من كنيسة آيا صوفيا في مدينة السقيلبية بمحافظة حماة، بإشراف من بطريركية أنطاكية وسائر المشرق للروم الأرثوذكس ودعم من الحكومة والكنيسة الأرثوذكسية في روسيا، وذلك بمثابة رد رمزي على قرار تركيا بتحويل آيا صوفيا لمسجد.
- يونسكو: عقب قرار الحكومة التركية، أعلنت منظمة الأمم المتحدة للتربية والعلم والثقافة (يونسكو) أنها «تأسف بشدة» للتحويل «الذي تم بدون مناقشة مسبقة»، وطلبت من تركيا «فتح حوار دون تأخير»، مشيرة إلى أن عدم التفاوض «مؤسف».[172] كما حذرت المنظمة من عواقب تغيير حالة متحف آيا صوفيا المسجّل على قائمة التراث العالمي وأشارت إلى وجوب أن يخضع ذلك لمراجعة من لجنة التراث العالمي التابعة للمنظمة لما يترتب عليه من التزامات قانونية. وقد دعَت المنظمة تركيا للدخول في حوار قبل اتخاذ قرارها وأن تبلغها بأي تغيير لوضع آيا صوفيا وأضافت أن «الدولة يجب أن تضمن عدم تقويض القيمة العالمية الفريدة للمعالم المسجلة الموجودة على أراضيها».[173] قال إرنستو أوتوني، مساعد المدير العام للثقافة في اليونسكو «من المهم تجنب أي إجراء تنفيذي، دون مناقشة مسبقة مع اليونسكو، من شأنه أن يؤثر على الوصول المادي إلى الموقع، أو هيكل المباني، أو الممتلكات المنقولة للموقع، أو الموقع الإدارة».[172] وقال بيان اليونسكو الصادر في 10 يوليو «تم تقاسم هذه المخاوف مع جمهورية تركيا في عدة رسائل، ومساء أمس مع ممثل الوفد التركي دون رد».[172]

##### الكنائس المسيحية
- بطريركية القسطنطينية المسكونية: قبل أيام من اتخاذ القرار النهائي بشأن التحويل، ذكر بطريرك القسطنطينية المسكوني برثلماوس الأول في خطبة أن «تحويل آيا صوفيا إلى مسجد سيخيب آمال ملايين المسيحيين حول العالم»، كما قال أنَّ آيا صوفيا والتي كانت «مركزاً حيوياً حيث يحتضن الشرق مع الغرب»، «سوف يكسر هذين العالمين» في حالة التحول.[174][175] ووفقاً لصحيفة وول ستريت جورنال فقد نأت النخب التركية المسيحيَّة والطوائف المسيحية في تركيا نفسها عن التصريح حول تحول آيا صوفيا إلى مسجد - باستثناء البطريرك برثلماوس الأول -، بسبب إرث وذاكرة الإبادة الجماعيَّة والتهجير الذي حصل بحقهم خلال القرن العشرين، وبسبب الخوف من معاداة المسيحية المتصاعدة في المجتمع التركي في العقود الأخيرة.[168]
- الكنيسة الروسية الأرثوذكسية: انتقد بطريرك الكنيسة الروسية الأرثوذكسية كيريل الأول تحويل آيا صوفيا لمسجد قائلًا «تهديد آيا صوفيا [هو] تهديد لكل الحضارة المسيحية».[176][177][178]

- مجلس الكنائس العالمي: أدان المجلس الذي يقول أنه يمثل 500 مليون مسيحي من 350 طائفة، قرار تحويل المبنى إلى مسجد، واصفًا القرار بأنه «دليل على الانقسام والتفرد في اتخاذ القرار، وهو ما يقوض الجهود المبذولة لتقريب أتباع الأديان المختلفة من بعضها البعض»؛[179] كما حث مجلس الكنائس العالمي رئيس تركيا أردوغان على «إعادة النظر في» قراره و«عكسه من أجل تعزيز التفاهم المتبادل والاحترام والحوار والتعاون وتجنب تنمية العداوات والانقسامات القديمة».[180][181]
- الفاتيكان في تلاوة صلاة الأحد في ميدان القديس بطرس في 12 يوليو انتقدَ البابا فرنسيس إعادة آيا صوفيا إلى مسجد قائلًا: «يتجه فكري إلى إسطنبول وأفكر في آيا صوفيا وأشعر بالألم البالغ».[182]
- الكنيسة المارونية: قال البطريرك الماروني بشارة بطرس الراعي «لقد صدمَنَا مرسوم رئيس جمهوريَّة تركيا بتحويل متحف آيا صوفيا في إسطنبول إلى مسجد، بعد أن كان متحفًا افتتحه الرَّئيس أتاتورك في تشرين الثاني 1934»، وأضاف «هذا القرار الذي واجهَتْه انتقاداتٌ عالميَّةٌ يؤكّد بالمقابل قيمة لبنان - العيش المشترك حيث الاحترام المتبادل بين المسيحيِّين والمسلمين في الدِّين والثَّقافة والعقائد ودور العبادة».[183]

##### العالم الغربي
- الاتحاد الأوروبي: أدان الممثل الأعلى للأمن والسياسة الخارجية في الاتحاد الأوروبي جوزيب بوريل قرار تركيا ودعاها للحفاظ على المعلم الأثري،[184] وقال إن «حكم مجلس الدولة التركي بإبطال أحد القرارات التاريخية لتركيا الحديثة، وقرار الرئيس أردوغان بوضع هذا الأثر تحت إدارة رئاسة الشؤون الدينية، مؤسفان».[185] وأصدر بياناً وصف فيه قرارات مجلس الدولة التركية وإردوغان بأنها "مؤسفة" وأشار إلى أنه "كعضو مؤسس لتحالف الحضارات "لقد التزمت تركيا بتعزيز الحوار بين الأديان والثقافات وتعزيز التسامح والتعايش".[186] وفقًا لبوريل أدان وزراء خارجية الدول الأعضاء السبع والعشرين في الاتحاد الأوروبي القرار التركي لتحويل مثل هذا النصب التذكاري مثل آيا صوفيا إلى مسجد في اجتماع يوم 13 يوليو. قائلًا أنه "سيغذي حتمًا انعدام الثقة، ويشجع على تجدد الانقسام بين الطوائف الدينية ويقوض جهودنا في الحوار والتعاون" و" كان هناك دعم واسع لدعوة السلطات التركية إلى إعادة النظر على وجه السرعة وإلغاء هذا القرار".[187][188]
- الولايات المتحدة: أفادت وزارة الخارجية الأمريكية بأنها تشعر «بخيبة أمل» إثر قرار أنقرة تحويل معلم آيا صوفيا إلى مسجد مفتوح للصلاة.[189]
- فرنسا: أعلن وزير الخارجية الفرنسي جان إيف لودريان أن فرنسا تأسف للقرار التركي بتحويل متحف «آيا صوفيا» إلى مسجد.[190]
- اليونان: انتقدت اليونان قرار تغيير متحف وكنيسة آيا صوفيا إلى مسجد واعتبرت ذلك استفزازاً علنياً للمجتمع الدولي.[191] ووصفت وزيرة الثقافة اليونانية لينا ميندوني الخطوة التركية بأنها «استفزاز مفتوح للعالم المتحضر» والذي «يؤكد تماماً عدم وجود عدالة مستقلة» في تركيا أردوغان، وأنها «تعيد بلاده إلى الوراء ستة قرون».[144] وطالبت اليونان وقبرص بفرض عقوبات من الاتحاد الأوروبي على تركيا.[192]
- ألمانيا: قال المتحدث باسم الحكومة الألمانية شتيفن زايبرت: «آيا صوفيا لها أهمية تاريخية ثقافية كبيرة، ولها أهمية دينية كبيرة، سواء بالنسبة للمسيحية أو الإسلام، ونحن نضع أهمية كبيرة على هذا الحوار بين الأديان» وأشار إلى أنه «كان يجب التشاور مع منظمة الأمم المتحدة للتربية والعلم والثقافة (يونسكو) حول تغيير وضع موقع مدرج على قائمة التراث الثقافي العالمي».[193]
- النمسا: دعا وزير الخارجية النمساوي الاتحاد الأوروبي لتغيير سياساته تجاه تركيا واتخاذ مواقف حازمة تجاهها قائلًا إنها «لم تعد شريكًا موثوقًا به» ووصف تحويل آيا صوفيا إلى مسجد بأنه «أحدث حلقة في سلسلة من الاستفزازات» التي تنتهجها الحكومة التركية.[194]
- روسيا قال فلاديمير دزاباروف، نائب رئيس لجنة الشؤون الخارجية لمجلس الاتحاد الروسي، أنَّ الخطوة «لن تفعل أي شيء للعالم الإسلامي. فهي لا تجمع الدول، بل على العكس تصطدم بها»، ووصف الخطوة بأنها «خطأ».[195] بينما أشار سيرغي فيشينين نائب وزير الخارجية الروسية إلى أن تحويل آيا صوفيا لمسجد «شأن تركي داخلي» قائلًا «ننطلق من حقيقة أننا نتحدث عن الشؤون الداخلية لتركيا، والتي بطبيعة الحال لا ينبغي لنا ولا الآخرين التدخل فيها، لكن في الوقت نفسه نلفت الانتباه إلى أهمية هذا المعلم بالنسبة للثقافة والحضارة العالمية».[40]
- إيطاليا: نظم نائب رئيس الوزراء الإيطالي السابق، ماتيو سالفيني، مظاهرة احتجاجية خارج القنصلية التركية في ميلانو، داعياً إلى إنهاء جميع خطط انضمام تركيا إلى الاتحاد الأوروبي «إلى الأبد».[157]

##### العالم الإسلامي
- مصر: قال مفتي دار الإفتاء المصرية أن تحويل آيا صوفيا إلى مسجد «لا يجوز شرعًا» وأضاف أن «الرسول عليه السلام كان دائمًا يوصي في الحروب بعدم هدم المعابد أو قتل الرهبان.. ودور العبادة خصوصية من خصوصيات العقيدة التي يتبناها الإنسان، ولابد من احترامها والحفاظ عليها».[196]
- قبرص الشمالية: رحب إرسين تاتار، رئيس وزراء الجمهورية التركية لشمال قبرص المعترف بها فقط من قبل تركيا، بالقرار ووصفه بأنه «سليم» و«مرضي».[34][195] كما انتقد حكومة قبرص، قائلًا أن «الإدارة القبرصية اليونانية، التي أحرقت مساجدنا، لا ينبغي أن يكون لها رأي في ذلك».[34]
- إيران: رحبت وزارة الخارجية الإيرانية من خلال المتحدث باسمها بالتغيير، قائلة إن القرار «قضية يجب اعتبارها جزءاً من السيادة الوطنية لتركيا» و«شأن تركيا الداخلي».[33]
- اتحاد المغرب العربي: أعرب اتحاد المغرب العربي عن دعمه للخطوة التركية.[35]
- الإخوان المسلمون: أعلنت جماعة الإخوان المسلمين تأييدها للخطوة.[35]
- حركة حماس: وصف متحدث باسم حركة المقاومة الإسلامية الفلسطينية (حماس) الحكم بأنه «لحظة فخر لجميع المسلمين».[36]
- باكستان: رحب السياسي الباكستاني تشودري برويز إلاهي من الرابطة الإسلامية الباكستانية بالحكم، قائلًا أنه «لا يتوافق فقط مع رغبات شعب تركيا ولكن مع العالم الإسلامي بأسره».[37]
- جنوب أفريقيا: أشادت مجموعة مجلس القضاء الإسلامي في جنوب أفريقيا بهذه الخطوة ووصفتها بأنها «نقطة تحول تاريخية».[38]
- موريتانيا: كانت هناك صلوات واحتفالات شملت ذبح جمل في نواكشوط عاصمة موريتانيا.[39]
- عمان: هنأ مُفتي سلطنة عمان أحمد الخليلي الشعب التركي ورئيسها رجب طيب أردوغان بتحويل آيا صوفيا إلى مسجد، ووصفها بالخطوة المُوفقة والشجاعة، وأضاف «بأن تمضي إلى الأمام وأن لا تلتفت إلى المُتآمرين على الإسلام».[32]
- ماليزيا انتقد عبد الهادي أوانج مواقف الدول الغربية حول قرار تركيا، قائلًا أنها «لا تزال غارقة في الإسلاموفوبيا التي اختلقتها»، وأضاف «هذه الدول التزمت الصمت حيال مخططات إسرائيل لهدم المسجد الأقصى في القدس».[197]
- لبنان انتقد عدد من الإعلاميين والسياسيين وأعضاء مجلس النواب اللبناني قرار تحويل آيا صوفيا لمسجد، وقال النائب وهبي قاطيشا «تركيا ليست بحاجة إلى إضافة مسجد (آيا صوفيا) إلى عشرات الآلاف من المساجد فوق أراضيها؛ هي بحاجة إلى انفتاح رئيسها على حضارات العالم».[198]

##### الرد التركي
عندما أعلن الرئيس أردوغان أن صلاة المسلمين الأولى ستقام داخل المبنى في 24 يوليو، أضاف أنه «مثل جميع مساجدنا، ستكون أبواب آيا صوفيا مفتوحة على نطاق واسع للسكان المحليين والأجانب والمسلمين وغير المسلمين». قال المتحدث الرئاسي إبراهيم قالين إنه سيتم الحفاظ على أيقونات وفسيفساء المبنى المسيحيَّة، وأنه «فيما يتعلق بحجج العلمانية والتسامح الديني والتعايش، هناك أكثر من أربعمائة كنيسة ومعبد مفتوح في تركيا اليوم». وأعلن عمر جيليك، المتحدث باسم حزب العدالة والتنمية الحاكم، في 13 يوليو أن الدخول إلى آيا صوفيا سيكون مجانيًا ومفتوحًا لجميع الزوار خارج أوقات الصلاة، حيث سيتم تغطية الصور المسيحية والفسيفساء بالستائر أو أشعة الليزر خلال تأدية الصلوات الإسلامية فقط. ورداً على انتقادات البابا فرنسيس، قال جليك أن البابوية الكاثوليكية كانت مسؤولة عن أكبر عدم احترام للموقع، خلال الحملة الصليبية الرابعة على القسطنطينية والإمبراطورية اللاتينية، حيث نُهِبَت الكاتدرائية. قال وزير الخارجية التركي مولود جاويش أوغلو في 13 يوليو لقناة تلفازية تركية أن الحكومة فوجئت التركية برد فعل اليونسكو، قائلاً «علينا حماية تراث أجدادنا. يُمكن أن تكون الوظيفة بهذه الطريقة أو بطريقة أخرى - لا يهم».

##### الرد اليوناني
في 14 يوليو، قال رئيس وزراء اليونان، كيرياكوس ميتسوتاكيس أن حكومته «تدرس ردها على جميع المستويات» على ما أسماه «المبادرة الصغيرة غير الضرورية» لتركيا، وأنه «بهذا الإجراء المتخلف، تختار تركيا قطع الروابط مع العالم الغربي وقيمه». وفيما يتعلق بكل من آيا صوفيا والمناطق البحرية بين قبرص وتركيا المتنازع عليها، دعى كيرياكوس ميتسوتاكيس إلى فرض عقوبات أوروبية ضد تركيا، مشيراً إليها على أنها «مثيرة مشاكل إقليمية، والتي تتطور إلى تهديد لاستقرار منطقة جنوب شرق البحر الأبيض المتوسط بأكملها». قالت دورا باكويانيس، وزيرة الخارجية اليونانية السابقة، إن تصرفات تركيا «تخطت الحدود»، وأنها نأت بنفسها عن الغرب. في يوم إعادة افتتاح المبنى كمسجد، وصف كيرياكوس ميتسوتاكيس الحدث بأنه ليس عرضاً للقوة بل دليل على ضعف تركيا.

## الهندسة المعمارية

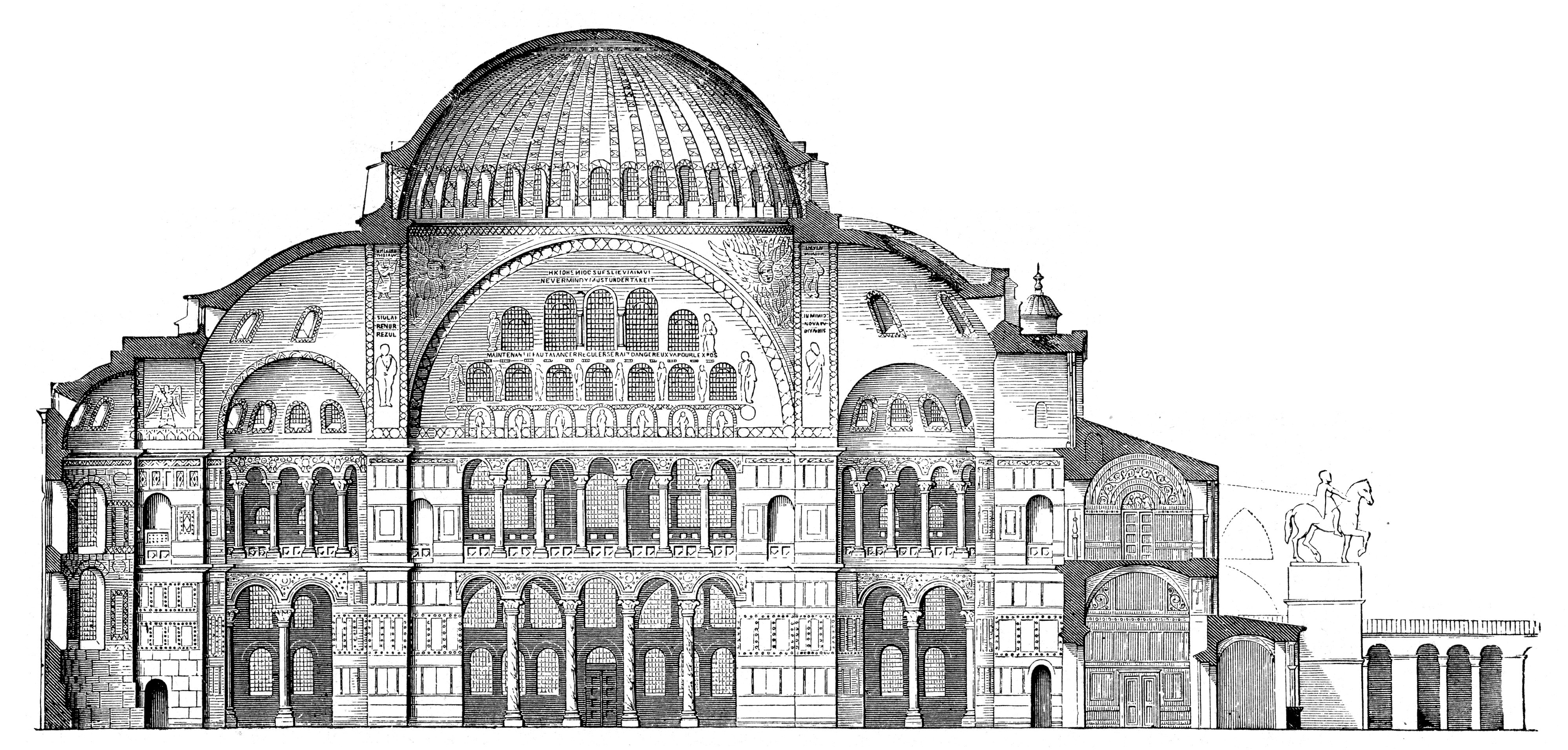
قسم من التصميم "المستعاد"

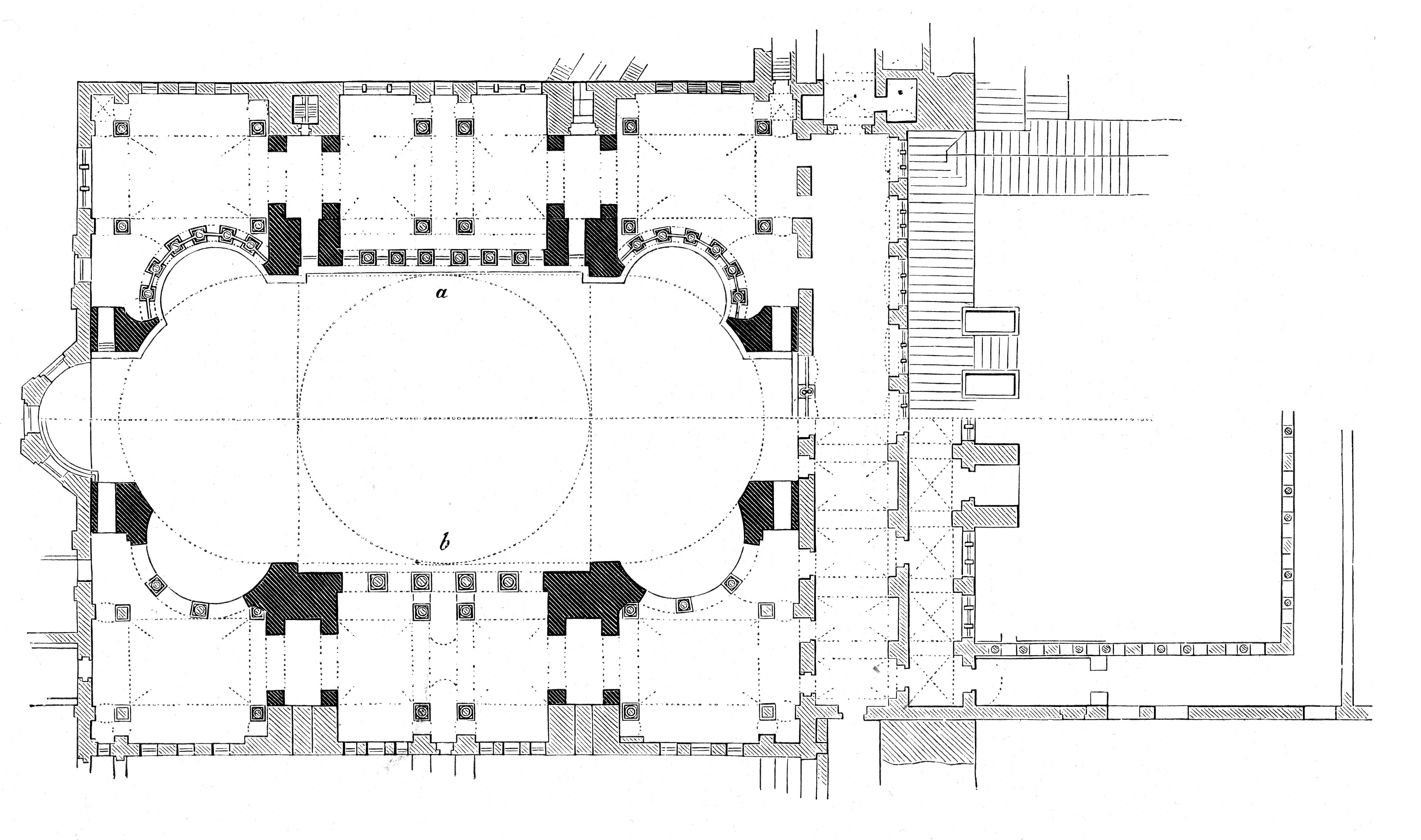
أ) مخطط الرواق (النصف العلوي)
ب) مخطط الطابق الأرضي (النصف السفلي)

يُعد مبنى آيا صوفيا واحدًا من أعظم الأمثلة الباقية على العمارة البيزنطية. زُيّنَ الجزء الداخلي من المبنى بالفسيفساء وأعمدة الرخام والأغطية ذات القيمة الفنية الكبيرة. زُيّنَ المبنى نفسه بشكل غني وفني لدرجة أنه وفقًا للأسطورة المتداولة، قال جستنيان: «سليمان، لقد تفوقت عليك!». أشرف جستنيان بنفسه على الانتهاء من أعظم كاتدرائية شُيدت حتى ذلك الوقت، وكان من المقرر أن تظل أكبر كاتدرائية لمدة 1000 عام، حتى فاقتها الكاتدرائية في إشبيلية في إسبانيا.
مبنى آيا صوفيا هو بناء حجري. يحتوي على مفاصل من الطوب والملاط. تتكون فواصل الملاط من مزيج من قطع الرمل والخزف الدقيقة موزعة بالتساوي في جميع أنحاء الفواصل. غالبًا ما كان هذا المزيج من الرمل وشظايا الفخار يستخدم في الخرسانة الرومانية، وهي التي سبقت الخرسانة الحديثة.
كانت آيا صوفيا تُمثل ذروة الإنجاز المعماري في العصور القديمة المتأخرة وأول تحفة معمارية بيزنطية. كان تأثيرها من الناحية المعمارية، واسع الانتشار ودائمًا في المسيحية الشرقية والمسيحية الغربية والإسلامية على حد سواء.
البناء الداخلي الواسع له هيكل معقد. فالصحن مغطى بقبة مركزية يبلغ ارتفاع أقصى نقطة فيها 55.6 متر (182 قدم 5 بوصة) من مستوى الأرض وتستند على رواق من 40 نافذة مقوسة. أدت الإصلاحات التي أجريت على هيكلها إلى ترك القبة بيضاوية الشكل إلى حد ما، حيث يتراوح قطرها بين 31.24 و 30.86 متر (102 قدم 6 بوصة و 101 قدم 3 بوصة).
عند المدخل الغربي والجانب الشرقي، توجد فتحات معقودة ممتدة بنصف قباب متماثلة القطر إلى القبة المركزية، محمولة على "شرقية" أصغر على شكل نصف قبة؛ تم إنشاء تسلسل هرمي لعناصر على شكل قبة لإنشاء مساحة داخلية مستطيلة واسعة تتوجها القبة المركزية، مع امتداد يبلغ 76.2 متر (250 قدم).

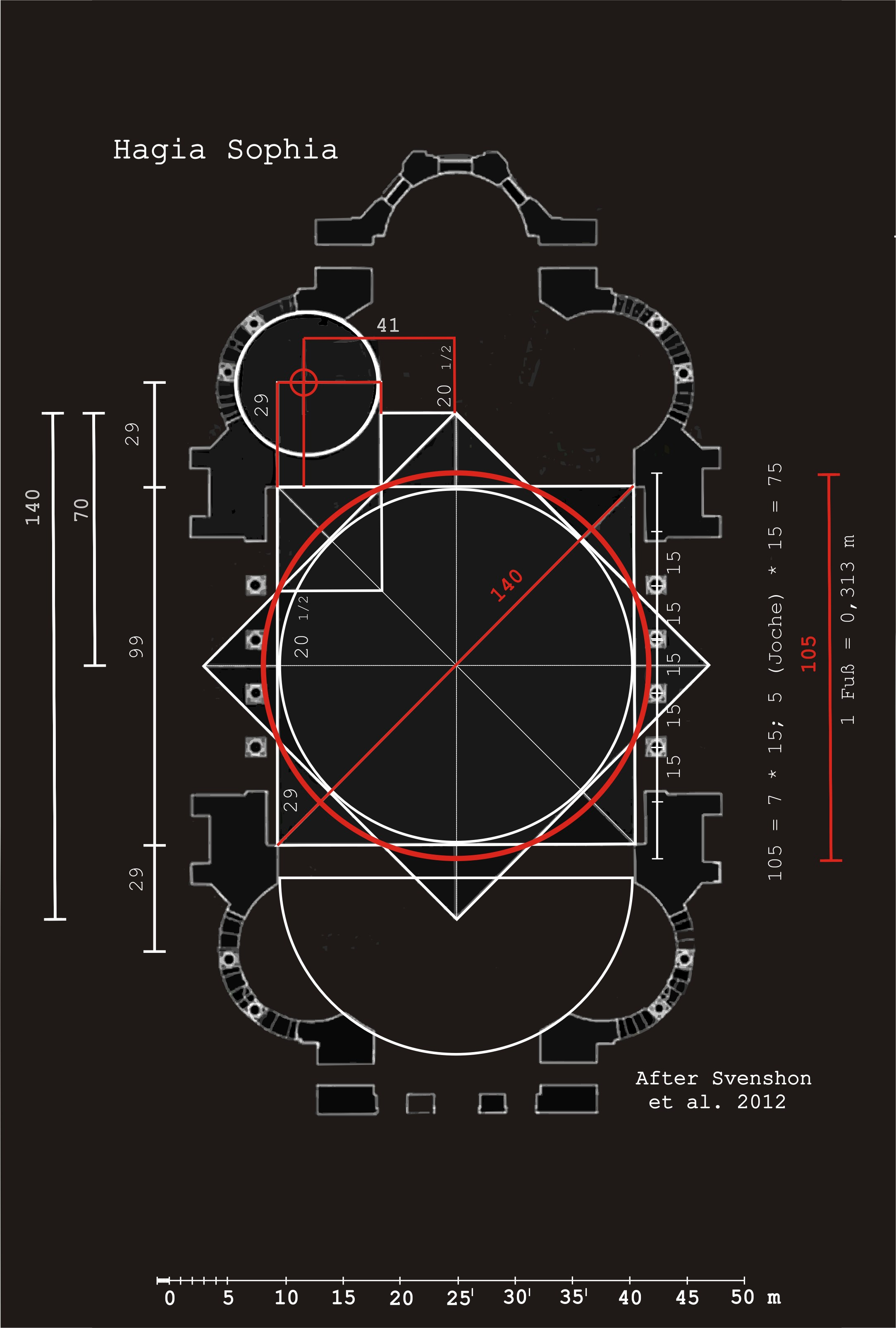
يعتمد المفهوم الهندسي على الصيغ الرياضية لهيرو السكندري. الذي يتجنب استخدام الأرقام غير المنطقية في البناء

ربما تم استخدام نظريات هيرو السكندري، عالم الرياضيات الهلنستي في القرن الأول الميلادي، لمواجهة التحديات التي يمثلها بناء مثل هذه القبة الشاسعة على مساحة كبيرة جدًا. الفكرة هي أن الرقم ط أو {\displaystyle \pi }، الذي لا يمكن التعبير عنه كرقم نسبي، تم تقريبه واستخدامه عمداً كقيمة نسبية أقل دقة تقارب الرقم غير النسبي {\displaystyle \pi }. وتُستخدم النسبة {\displaystyle 7/22} لحل مشاكل الدائرة في البناء. عندما يتم التأكد من أن محيط الدائرة هو "القُطر * {\displaystyle 7/22}"، يتم إنتاج العديد من الحلول السهلة عندما نستخدم قطرًا يلغي المقام. هكذا اقترح Svenshon وStiffel أن المهندسين المعماريين استخدموا قيم هيرو المقترحة لبناء المبنى.
حيث يبلغ طول الساحة الكبيرة في آيا صوفيا 31 مترًا، وكان يُعتقد سابقًا، دون أي تأكيد، أن هذا الطول يتوافق مع 100 قدم بيزنطية.

### الأرضية
يعود تاريخ الأرضية الحجرية لآيا صوفيا إلى القرن السادس. بعد الانهيار الأول للقبو، تُركت القبة المكسورة «في مكانها» على أرضية جستنيان الأصلية ووضعت أرضية جديدة فوق الأنقاض عندما أعيد بناء القبة عام 558. من تركيب أرضية جستنيان الثانية، أصبحت الأرضية جزءًا من الشعائر الدينية(الليتورجيا)، وما بها من مواقع ومساحات مميزة محددة بطرق مختلفة بالحجارة الملونة والرخام.
تتكون الأرضية في الغالب من رخام بروكونيزي، محفور في جزيرة مرمرة (بروكونيز) في بحر مرمرة (بروبونتيس). كان هذا هو الرخام الأبيض الرئيسي المستخدم في آثار القسطنطينية. تم جلب أجزاء أخرى من الأرضية من ثيساليا في اليونان الرومانية: «الرخام» الأخضر الثيسالي العتيق. غالبًا ما كانت النطاقات العتيقة بالرخام الثيسالي الأخضر عبر أرضية الصحن تشبه الأنهار.
أشاد العديد من المؤلفين بالأرضية وتمت مقارنتها بشكل متكرر بالبحر. ووُصفت في Narratio في القرن التاسع بأنها «مثل البحر أو المياه المتدفقة من نهر». وصف ميخائيل الشماس في القرن الثاني عشر الأرضية أيضًا بأنها بحر يقف فيه المنبر والأثاث الليتورجي الآخر كجزر. وفي القرن الخامس عشر أثناء فتح القسطنطينية، قيل إن الخليفة العثماني محمد الفاتح صعد إلى القبة والأروقة لمشاهدة الأرضية، التي كانت تشبه، بحسب طورسون بيك، «بحرًا في عاصفة» أو «بحر متحجر». وأشاد مؤلفون آخرون من العهد العثماني بالأرضية؛ وقارنها Tâcîzâde Cafer Çelebi بموجات الرخام.

### الأروقة والبوابات
كانت البوابة الإمبراطورية هي المدخل الرئيسي بين الـرواق الداخلي والخارجي. كانت مخصصة حصريا للإمبراطور. تُظهر الفسيفساء البيزنطية فوق البوابة المسيح وإمبراطورًا لم يذكر اسمه. وهناك منحدر طويل بين الجزء الشمالي من الرواق الخارجي إلى الرواق العلوي.

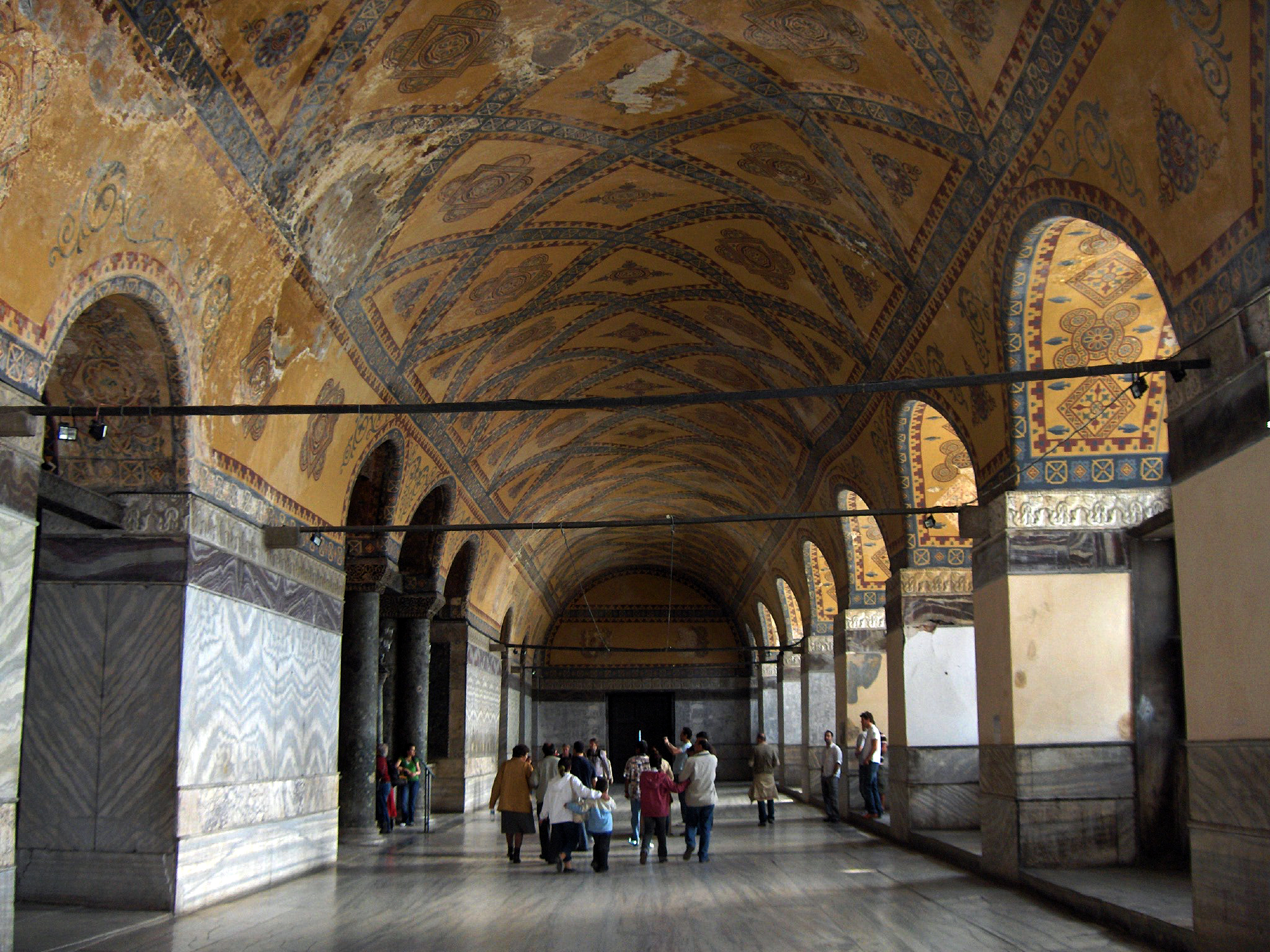
الجانب الغربي من الرواق العلوي

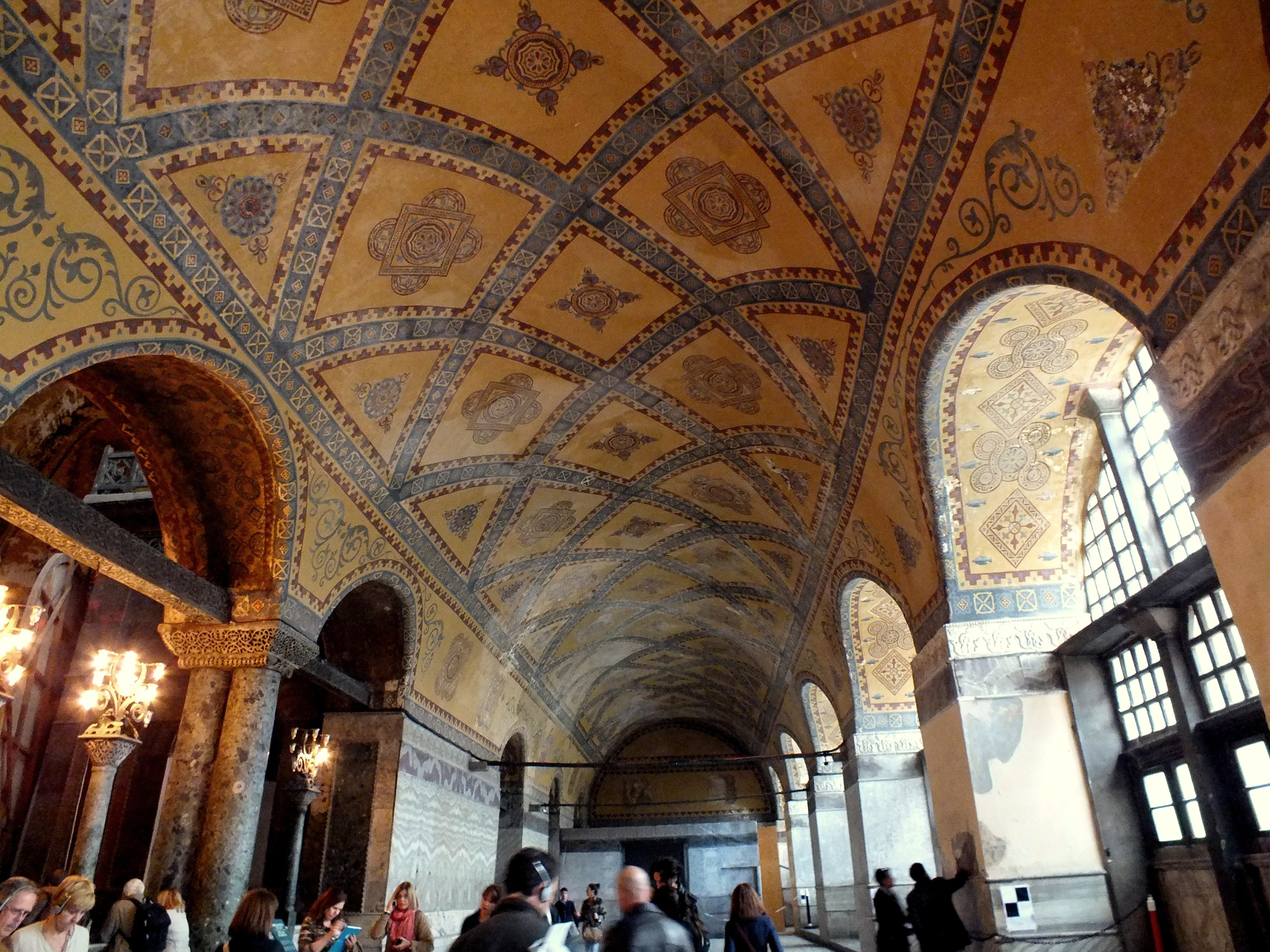
جناح الإمبراطورة. الأعمدة مصنوعة من حجر ثيساليان الأخضر

### الرواق العلوي
صُمم الرواق العلوي على شكل حدوة حصان يحيط بالصحن من ثلاثة جوانب وتقطعه الحنية. هناك العديد من الفسيفساء في الرواق العلوي، وكانت منطقة مخصصة تقليديا للإمبراطورة وبلاطها. توجد أفضل الفسيفساء المحفوظة في الجزء الجنوبي من الرواق.
يحتوي الرواق العلوي على كتابات رونية يُفترض أن أعضاء الحرس الفاراني تركوها.
على مر التاريخ، حدث الكثير من الكوارث الطبيعية لآيا صوفيا، مثل الزلازل، كما أنها خضعت للتخريب. يمكن بسهولة معاينة الأضرار على سطحها الخارجي. أُجريت دراسات باستخدام رادار اختراق الأرض (GPR) داخل رواق آيا صوفيا لضمان عدم تعرض المبنى لأي ضرر على الجزء الداخلي من المبنى، اكتشفت الفِرَق البحثية مناطق ضعيفة داخل رواق آيا صوفيا وخلصت أيضًا إلى أن انحناء قبة القبو قد تم تغييره بشكل غير متناسب، مقارنةً بالتوجه الزاوي الأصلي.

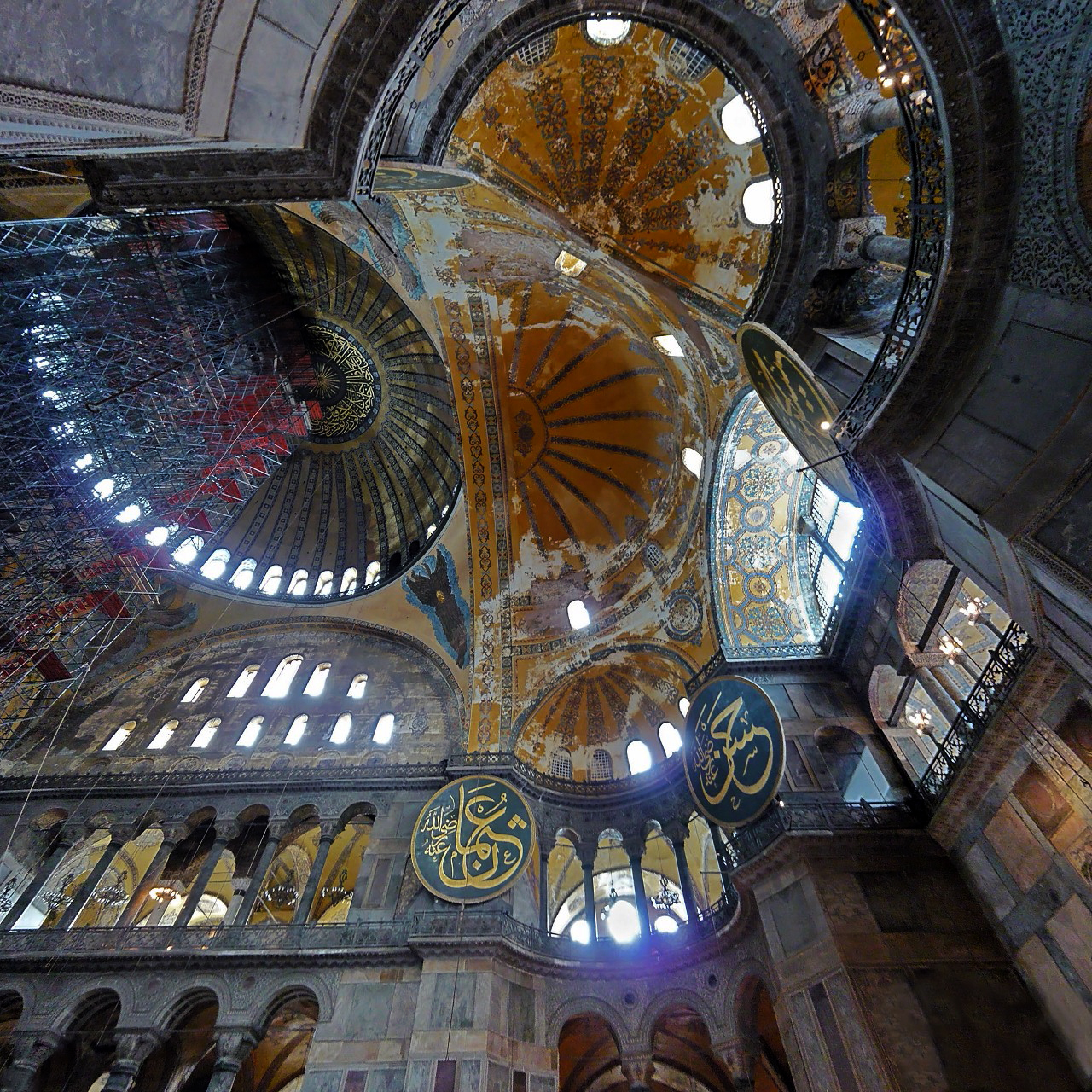
منظر لأعلى إلى القباب

### القبة
أثارت قبة آيا صوفيا اهتمامًا خاصًا للعديد من مؤرخي الفن والمهندسين المعماريين والمهندسين بسبب الطريقة المبتكرة التي تصورها المعماريون الأصليون. وتقوم القبة على أربعة حنيات مثلثية كروية ويُعد ذلك من أوائل الاستخدامات واسعة النطاق للحنيات. الدعامات هي زوايا القاعدة المربعة للقبة، والتي تنحني لأعلى تجاه القبة لدعمها، مما يقلل من القوى الجانبية للقبة ويسمح لوزنها بالتدفق إلى أسفل. كانت تلك القبة هي أكبر قبة مُعلقة في العالم حتى فاقتها قبة كاتدرائية القديس بطرس، وارتفاعها أقل قليلا من أي قبة أخرى بهذا القطر الكبير.
يبلغ قطر القبة الكبرى في آيا صوفيا مائة وسبعة أقدام ويبلغ سمكها قدمين فقط. تتكون مادة البناء الرئيسية لآيا صوفيا من الطوب والملاط. استُخدِم ركام الطوب لجعل الأسطح أسهل في البناء. يزن الركام مائة وخمسين رطلاً لكل قدم مكعب، وهو وزن متوسط للبناء الحجري في ذلك الوقت. وفقًا لـ Rowland Mainstone، «من غير المحتمل أن يكون سمك القبو في أي مكان أكثر من لبنة عادية واحدة».
يمثل وزن القبة مشكلة بالنسبة لوجود معظم المبنى. انهارت القبة الأصلية بالكامل بعد زلزال عام 558؛ وفي عام 563 بُنيت قبة جديدة بواسطة Isidore الأصغر. وعلى خلاف القبة الأصلية، تضمنت 40 ضلعًا وارتفعت 20 قدمًا من أجل خفض القوى الجانبية على الجدران. انهار قسم كبير من القبة الثانية أيضًا على مرحلتين، بحيث بقي قسمين فقط من القبة الحالية، في الجانب الشمالي والجنوبي، لا يزالان يعودان إلى 562. من بين الأضلاع الأربعين للقبة الكاملة، يحتوي الجزء الشمالي الباقي على ثمانية أضلاع، بينما يحتوي القسم الجنوبي على ستة أضلاع.
على الرغم من أن هذا التصميم يثبت القبة والجدران والأقواس المحيطة بها، إلا أن البناء الفعلي لجدران آيا صوفيا جعل الهيكل العام ضعيفًا. استخدم عمال البناء الملاط أكثر من الطوب، وهو أكثر فاعلية إذا تم السماح للملاط بالاستقرار لأن المبنى كان سيكون أكثر مرونة، ولكن تسابق البناؤن لإكمال المبنى ولم يتركوا وقتًا للملاط ليجف قبل بدء الطبقة التالية. وعندما أقيمت القبة، تسبب وزنها في انحناء الجدران إلى الخارج بسبب الملاط الرطب تحتها. وعندما أعاد إيزيدور الأصغر بناء القبة الساقطة، كان عليه أولاً بناء الجدران الداخلية لجعلها عمودية مرة أخرى. بالإضافة إلى ذلك، رفع المهندس ارتفاع القبة المعاد بناؤها بحوالي 6 متر (20 قدم) حتى لا تكون القوى الجانبية بنفس القوة وينتقل وزنها بشكل أكثر فاعلية إلى الجدران. علاوة على ذلك، قام بتشكيل القبة الجديدة كصدفة مروحيّة أو تشبه داخل المظلة، مع أضلاع تمتد من الأعلى إلى القاعدة. تسمح هذه الأضلاع لوزن القبة بالتدفق بين النوافذ إلى أسفل الدعامات ثم إلى الأساس.
تشتهر آيا صوفيا بالضوء الذي ينعكس في كل مكان داخل الصحن، مما يعطي القبة مظهر القبة المُعلَّقة. جرى تحقيق هذا التأثير من خلال إدخال أربعين نافذة حول قاعدة الهيكل الأصلي. علاوة على ذلك، أدى إدخال النوافذ في هيكل القبة إلى تقليل وزنها.

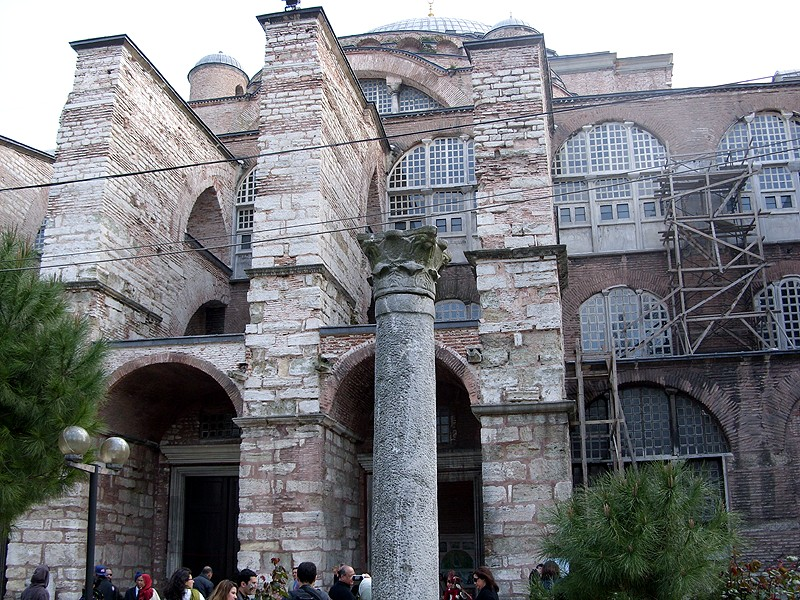
تفاصيل الدعامات

### الدعامات
أُضيفت العديد من الدعامات للمبنى على مر القرون. حيث بُنيت الدعامات الطائرة إلى الغرب من المبنى، على الرغم من الاعتقاد بأن الصليبيين قد شيدوها عند سيطرتهم على القسطنطينية، إلا أنها في الواقع شُيدت خلال العصر البيزنطي. وهذا يدل على أن الرومان لديهم معرفة مسبقة بالدعامات الطائرة التي يمكن رؤيتها أيضًا في اليونان، في Rotunda of Galerius في سالونيك وفي دير Hosios Loukas في بيوتيا، وفي إيطاليا في كاتدرائية فيتالي في رافينا. بُنيت دعامات أخرى في العهد العثماني بتوجيه من المهندس المعماري سنان، حيث أُضيف ما مجموعه 24 دعامة.

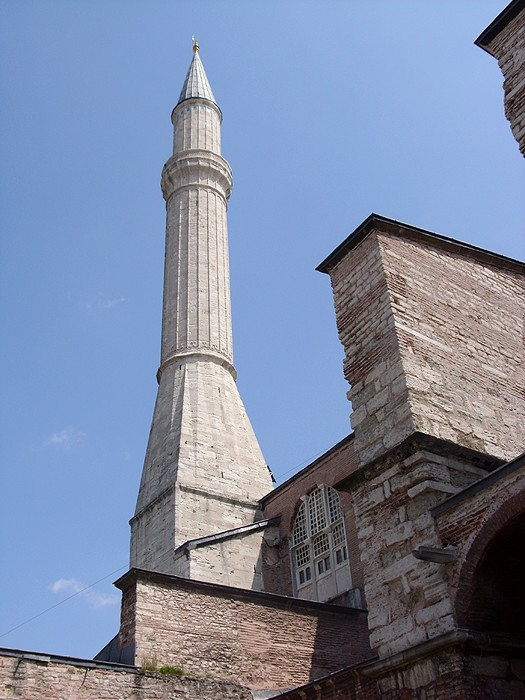
إحدى المآذن

### المآذن
كانت المآذن إضافة عثمانية وليست جزءًا من التصميم البيزنطي الأصلي للمبنى. وهي طراز إسلامي يُستخدم للدعوة للصلاة عبر الأذان. بنى محمد الفاتح مئذنة خشبية فوق إحدى القباب النصفية بعد فترة وجيزة من تحويل آيا صوفيا إلى مسجد. هذه المئذنة غير موجودة اليوم. بُنيت إحدى المآذن (في الجنوب الشرقي) من الطوب الأحمر ويمكن تأريخها من عهد محمد الفاتح أو خليفته بايزيد الثاني. بينما بُنيت الثلاثة الأخرى من الحجر الجيري الأبيض والحجر الرملي، حيث أقام بايزيد الثاني المئذنة الرفيعة في الشمالي الشرقي، وأقام سليم الثاني المئذنتين الأكبر حجمًا إلى الغرب وصممهما المهندس المعماري العثماني الشهير سنان. ويبلغ طول كلا منهما 60 متر (200 قدم)، وتكمل أنماطها السميكة والهائلة الهيكل الرئيسي لآيا صوفيا. أُضيفت العديد من الزخارف والتفاصيل إلى هذه المآذن أثناء الإصلاحات خلال القرنين الخامس عشر والسادس عشر والتاسع عشر، والتي تعكس خصائص كل عصر.

## عناصر وزخارف بارزة
في عهد جستنيان، كانت الزخارف الداخلية تتكون من تصميمات مجردة على ألواح رخامية على الجدران والأرضيات، وكذلك الفسيفساء على الأقبية المنحنية. من بين هذه الفسيفساء، لا يزال بإمكان المرء رؤية اثنين من رؤساء الملائكة غابرييل وميخائيل في ركني (زوايا) البيما. كان هناك بالفعل عدد قليل من الزخارف التصويرية، كما تشهد على ذلك بول سيلانتري في ekphrasis في أواخر القرن السادس الميلادي، وصف آيا صوفيا. واجهات ركنات الرواق مغطاة بألواح رقيقة مطعمة (Opus Sectile)، تُظهر أنماطًا وأشكالًا من الزهور والطيور في قطع دقيقة من الرخام الأبيض موضوعة على خلفية من الرخام الأسود. أُضيفت الفسيفساء التصويرية في مراحل لاحقة، ولكنها دُمِّرت خلال الجدل حول تحطيم الأيقونات (726-843). الفسيفساء الحالية تعود إلى فترة ما بعد تحطيم الأيقونات.
أُضيفت العديد من الزخارف التصويرية خلال النصف الثاني من القرن التاسع مثل: صورة للمسيح في القبة المركزية؛ وصور القديسين الأرثوذكس والأنبياء وآباء الكنيسة الأرثوذكسية الشرقية في الطبل أدناه؛ وصور لشخصيات تاريخية مرتبطة بهذه الكنيسة، مثل البطريرك اغناطيوس؛ وبعض المناظر من الأناجيل في الأروقة. سمح باسيل الثاني للفنانين برسم سارافيم عملاق بستة أجنحة على كل من المثلثات الأربعة. غطى العثمانيون -لاحقًا- وجوههم بنجمة ذهبية، ولكن في عام 2009 أُعيد أحدهم إلى حالته الأصلية.

### جناح الإمبراطورة

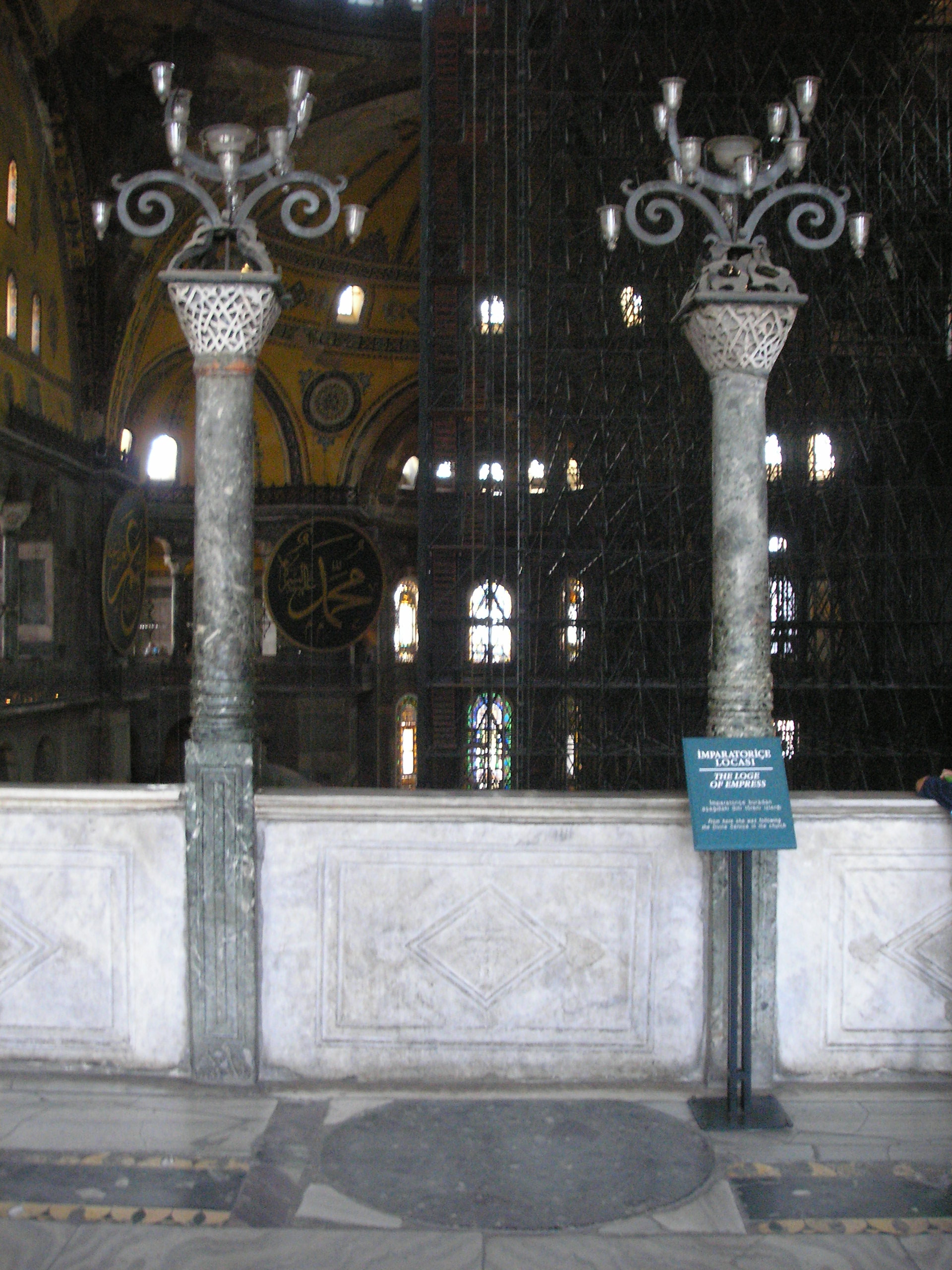
الأعمدة العتيقة والقرص الأخضر في جناح الإمبراطورة.

يقع جناح الإمبراطورة في وسط رواق آيا صوفيا، فوق الباب الإمبراطوري وقبالة الحنية مباشرة. وكانت الإمبراطورة وسيدات البلاط يشاهدن الإجراءات أدناه. يشير قرص حجري أخضر من قطعة أثرية خضراء إلى المكان الذي وقف فيه عرش الإمبراطورة.

### جرتي التطهير

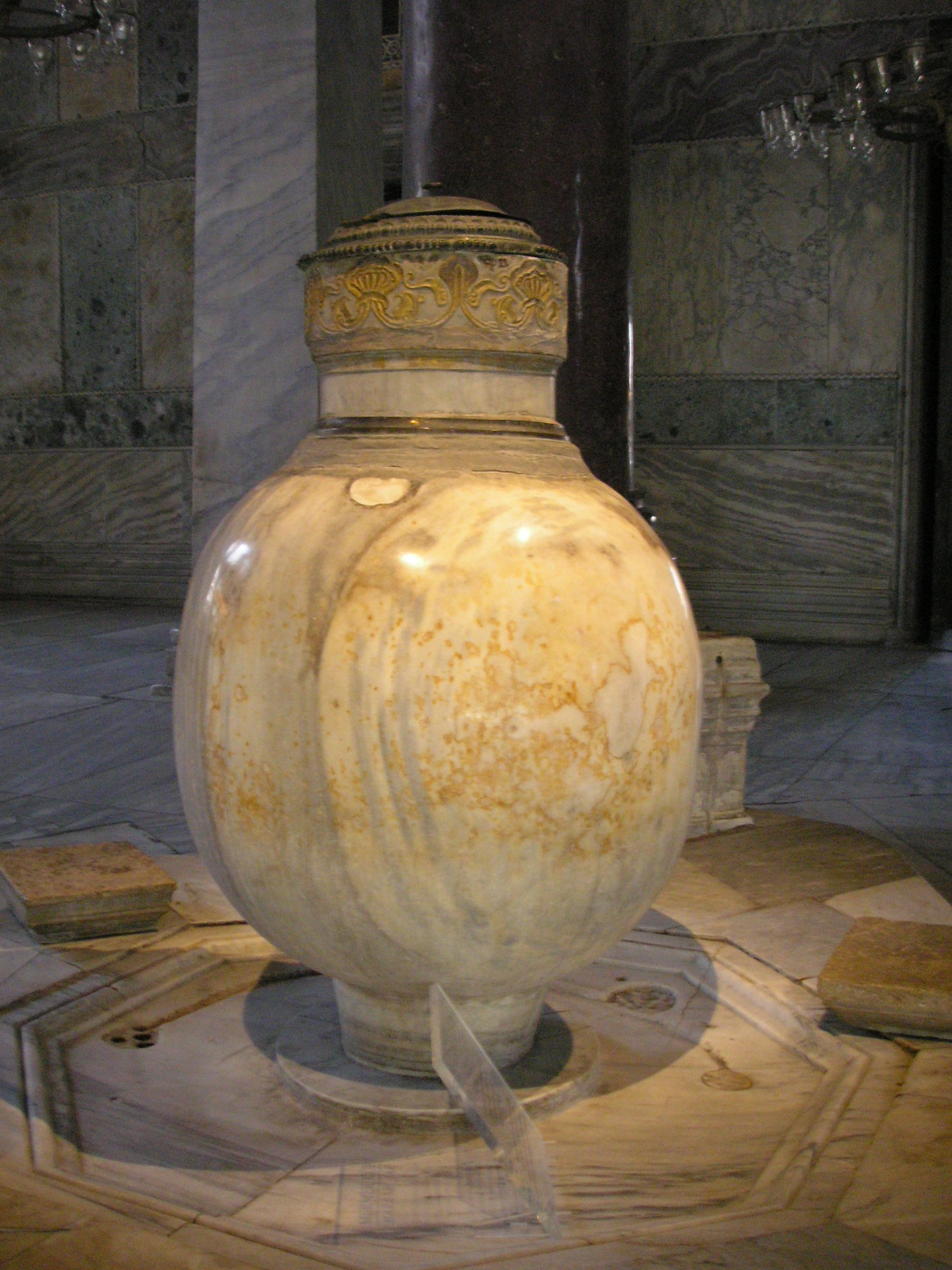
جرة التطهير جلبها مراد الثالث من بيرغامون. منحوتة من كتلة واحدة من الرخام في القرن الثاني قبل الميلاد.

هما جرتان ضخمتان من الرخام أُحضرتا من بيرغامون في عهد السلطان مراد الثالث. وتعودان إلى الفترة الهلنستية، وقد نُحتتا من كتل واحدة من الرخام.

### الباب الرخامي

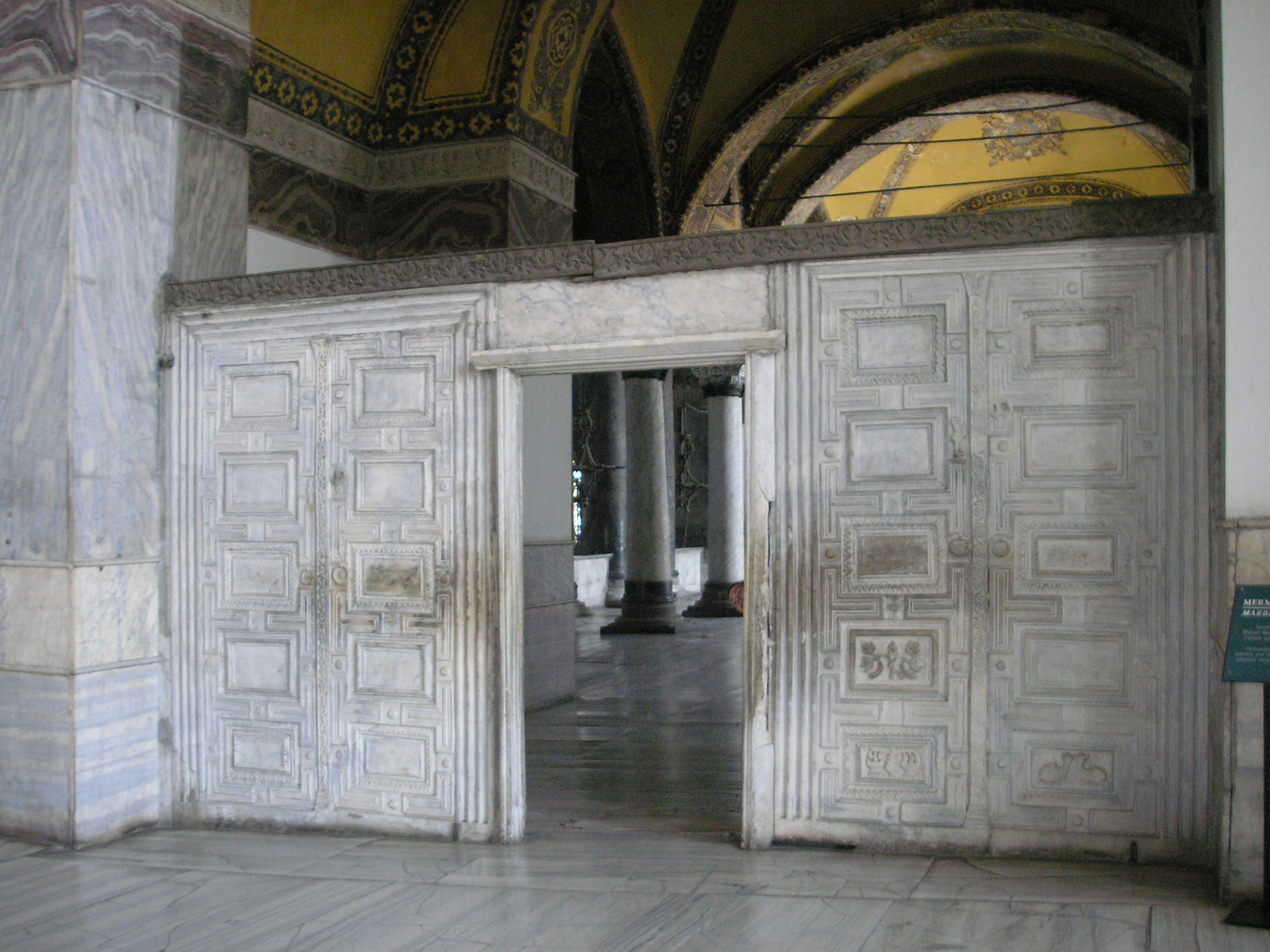
الباب الرخامي.

يقع الباب الرخامي داخل آيا صوفيا في الرواق الجنوبي العلوي. كان يُستخدم من قِبل المشاركين في المجامع، للدخول والخروج من غرفة الاجتماع. يقال أن كل جانب من جانبي الباب يُمثل رمزًا، وأن أحد الجانبين يمثل الجنة والآخر يمثل الجحيم. ألواحه مغطاة بزخارف بأشكال الفواكه والأسماك. يُفتح الباب على مساحة كانت تُستخدم لعقد الاجتماعات الرسمية والقرارات المهمة لمسؤولي البطريركية.

### الباب الجميل
الباب الجميل (The Nice Door) هو أقدم عنصر معماري موجود في آيا صوفيا، ويعود تاريخه إلى القرن الثاني قبل الميلاد. تتكون الزخارف من نقوش بأشكال هندسية ونباتات يعتقد أنها أتت من معبد وثني في طرسوس في كيليكيا، وهي جزء من موضوع Cibyrrhaeot في مقاطعة مرسين الحديثة في جنوب شرق تركيا. أُضيف إلى المبنى من قِبل الإمبراطور ثيوفيلوس في عام 838 حيث وضَعَه في المخرج الجنوبي في الرواق الداخلي.

### الباب الامبراطوري

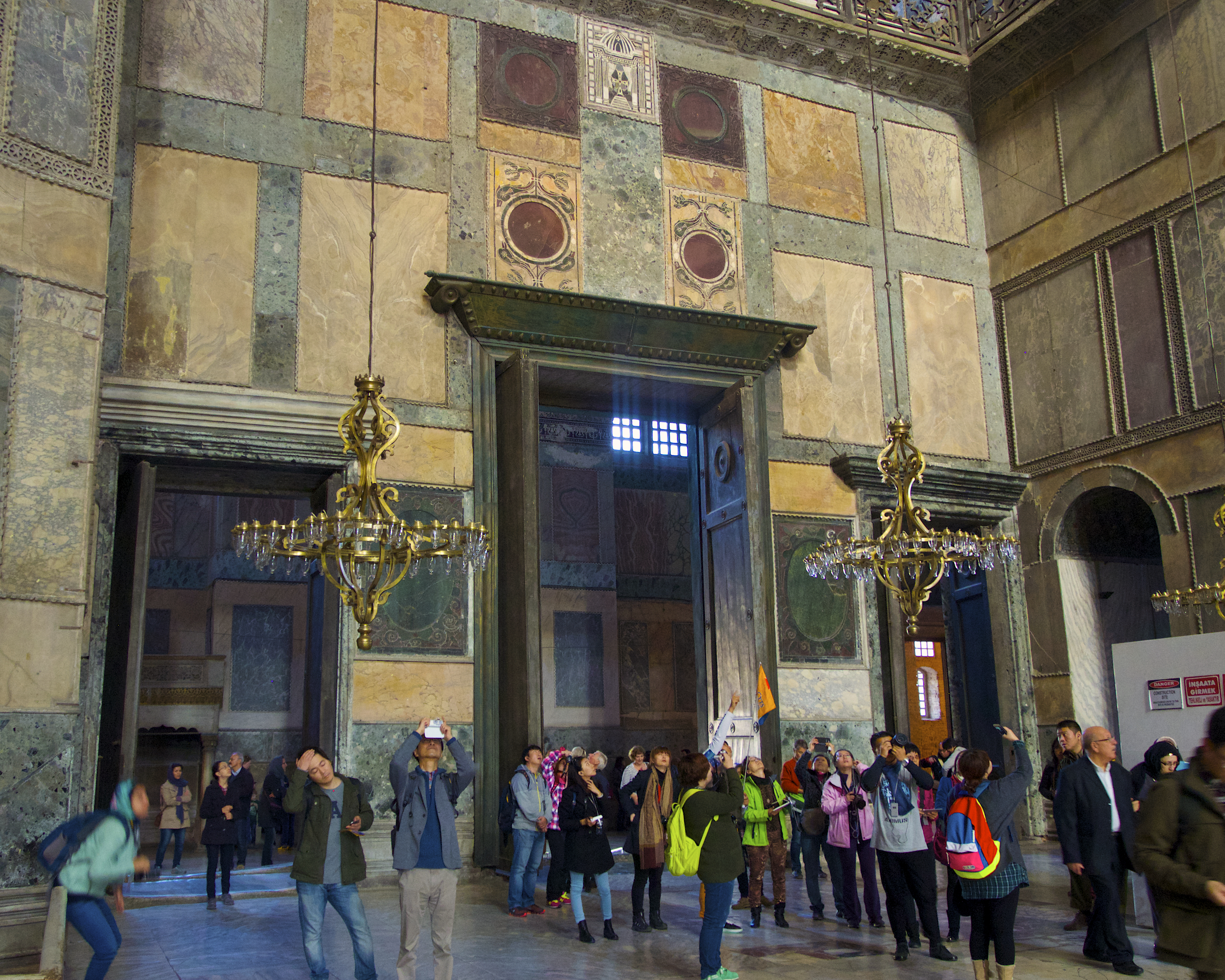
الباب الإمبراطوري.

الباب الإمبراطوري هو الباب الذي يستخدمه الإمبراطور وحده بالإضافة إلى حارسه الشخصي وحاشيته. وهو أكبر باب في آيا صوفيا ويرجع تاريخه إلى القرن السادس. يبلغ طوله حوالي 7 أمتار وتقول المصادر البيزنطية إنه مصنوع من خشب من سفينة نوح.

### عمود الأماني

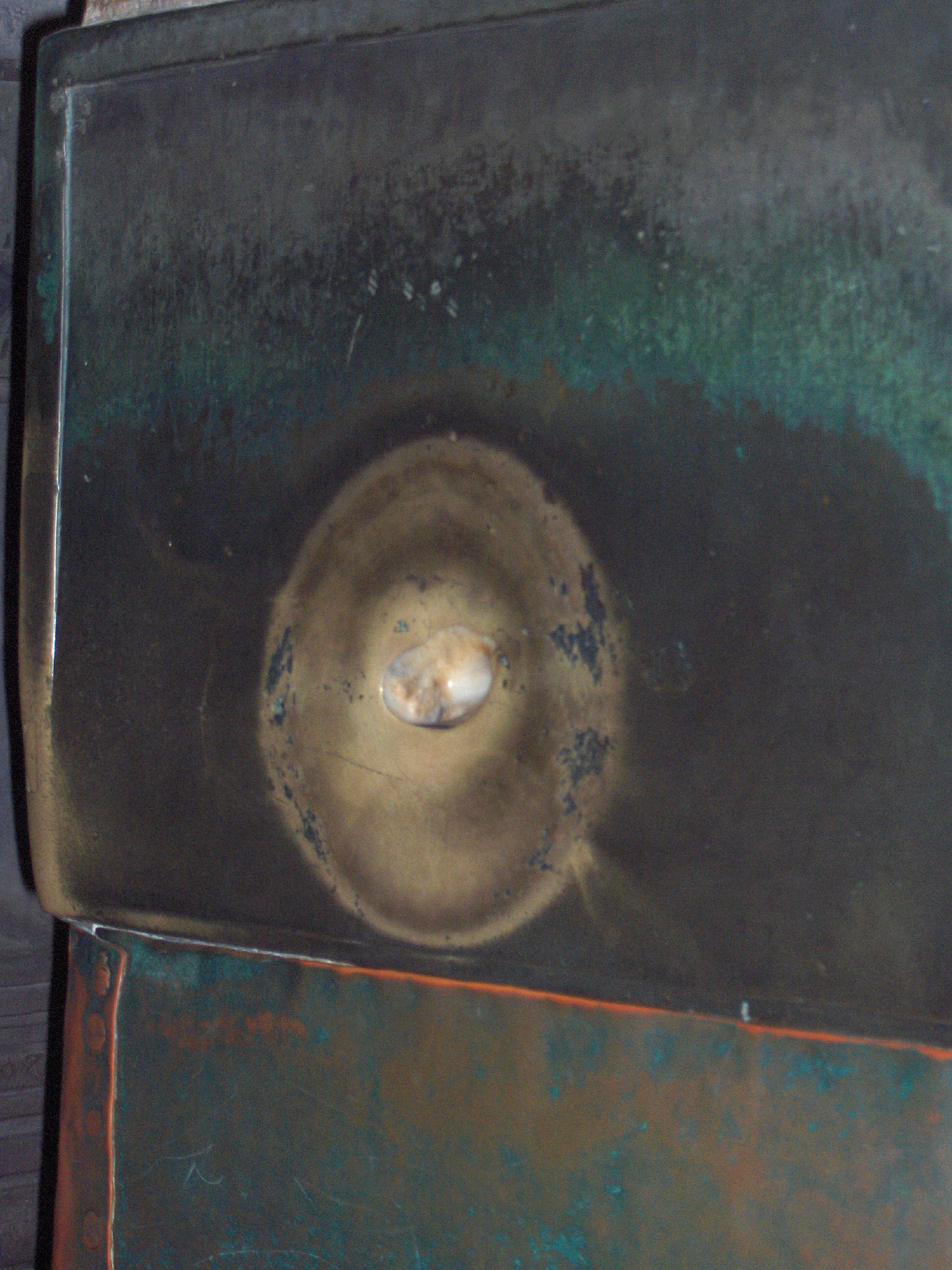
عمود الأماني.

يوجد في الشمال الغربي من المبنى عمود به فتحة في المنتصف مغطاة بصفائح من البرونز. ولهذا العمود أسماء مختلفة منها: «عمود التعرق» أو «عمود البكاء» أو «عمود الأماني». يُقال أن العمود يكون رطبًا عند لمسه وله قوى خارقة للطبيعة. تقول الأسطورة أنه منذ ظهور غريغوري العجائب بالقرب من العمود في عام 1200، كان رطبًا. ويُعتقد أن لمس الرطوبة يشفي من العديد من الأمراض.

## الفسيفساء

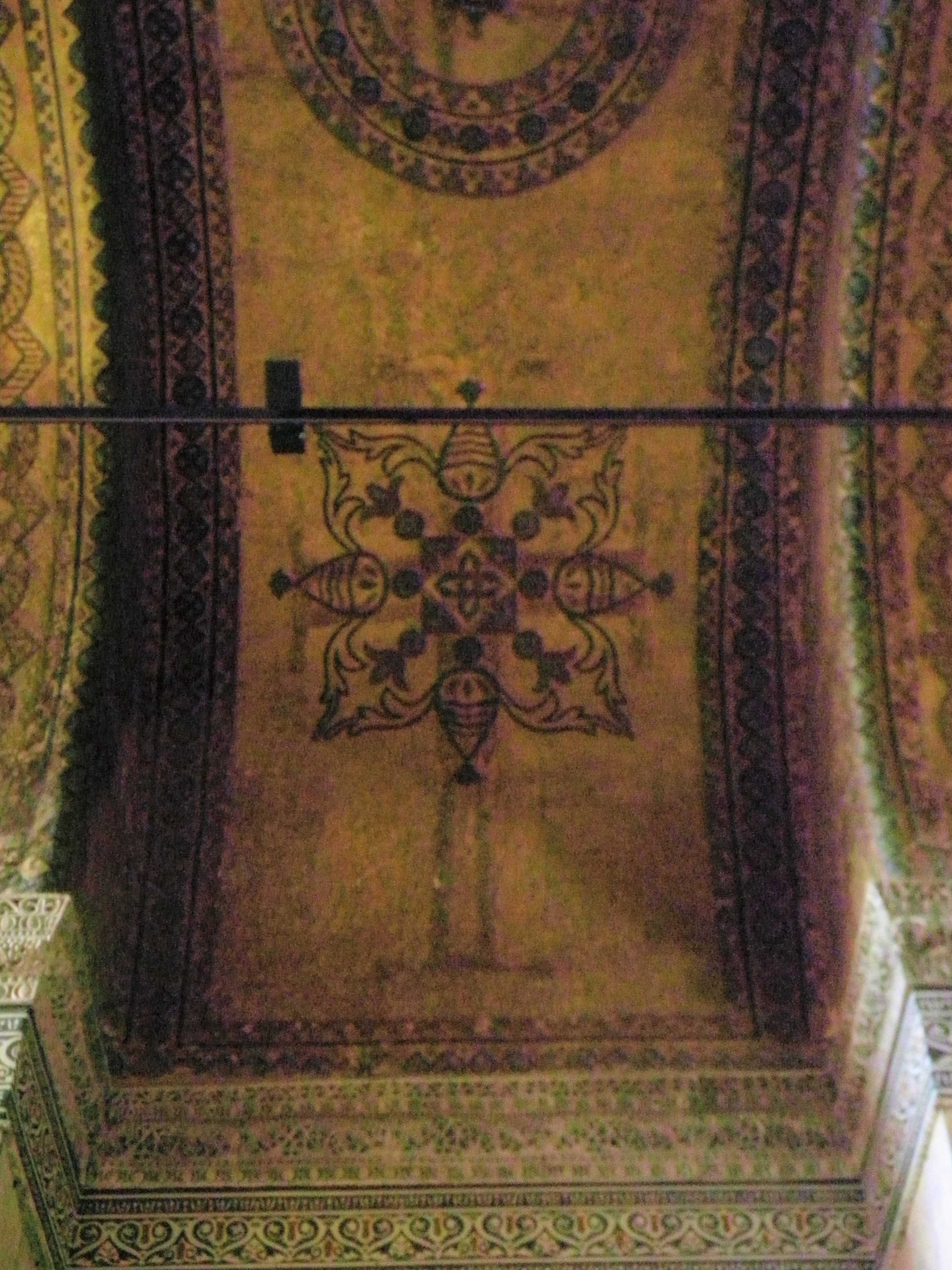
زخرفة السقف التي تظهر صليب مسيحي أصلي لا تزال موجودة

تعود الفسيفساء الأولى التي تزين الكنيسة إلى عهد جاستن الثاني. حيث تعود العديد من الفسيفساء غير التصويرية في الكنيسة لتلك الفترة. ومع ذلك، فمعظم الفسيفساء الحالية تعود إلى القرنين العاشر والثاني عشر، عقب فترات تحطيم الأيقونات البيزنطية.
أثناء نهب القسطنطينية في عام 1204، قام الصليبيون اللاتينيون بتخريب أشياء ثمينة في كل مبنى بيزنطي مهم في المدينة، بما في ذلك الفسيفساء الذهبية لآيا صوفيا. حيث سلبوا العديد من هذه العناصر وشحنوها إلى البندقية، حيث نظم دوق البندقية إنريكو داندولو غزوًا ونهبًا للقسطنطينية بعد الاتفاق مع الأمير أليكسيوس أنجيلوس، نجل الإمبراطور البيزنطي المخلوع.

### ترميم القرن التاسع عشر
بعد تحويل آيا صوفيا إلى مسجد قام العثمانيون بتغطية الصور بالجص، ولذلك فقد بقيت موجودة إلى الآن. إحدى الفسيفساء التي جرى توثيقها على صورة المسيح في دائرة، مما يشير إلى أنها فسيفساء في السقف، وربما حتى القبة الرئيسية التي جرى تغطيتها ورسمها لاحقًا بخط إسلامي بعبارة «الله نور السماوات والأرض». رسومات فوساتيس لفسيفساء آيا صوفيا محفوظة اليوم في أرشيف كانتون تيتشينو.

### ترميم القرن العشرين
اكتُشفت العديد من الفسيفساء في الثلاثينيات من قِبل فريق من المعهد البيزنطي الأمريكي بقيادة توماس ويتيمور. اختار الفريق ترك عدد من صور الصلبان البسيطة مغطاة بالجص ولكنهم كشفوا جميع الفسيفساء الرئيسية التي عثروا عليها.
بسبب تاريخها الطويل ككنيسة ومسجد على حد سواء، نشأ تحدٍ خاص في عملية الترميم. يمكن الكشف عن الفسيفساء الأيقونية المسيحية، ولكن غالبًا على حساب الفن الإسلامي التاريخي المهم. حاول المرممون الحفاظ على التوازن بين الثقافات المسيحية والإسلامية. على وجه الخصوص، يدور الكثير من الجدل حول ما إذا كان يجب إزالة الخط الإسلامي على القبة للسماح بعرض فسيفساء المسيح (على افتراض أن الفسيفساء لا تزال موجودة).
تعرض مبنى آيا صوفيا لكوارث طبيعية تسببت في تدهور هيكل المباني وجدرانها. يمكن أن يكون تدهور جدران آيا صوفيا مرتبطًا بشكل مباشر بتبلور الملح. يرجع تبلور الملح إلى تسرب مياه الأمطار الذي تسبب في تدهور الجدران الداخلية والخارجية لآيا صوفيا. تحويل مياه الأمطار الزائدة هو الحل الرئيسي لحل تدهور الجدران في آيا صوفيا.
بُني بين عامي 532-537 هيكلًا تحت السطح تحت آيا صوفيا يجري التحقق منه، باستخدام مقاييس الجاذبية LaCoste-Romberg لتحديد عمق البنية تحت السطحية واكتشاف التجاويف المخفية الأخرى تحت آيا صوفيا. تعمل التجاويف المخفية أيضًا كنظام دعم ضد الزلازل. باستخدام هذه النتائج باستخدام أجهزة قياس الجاذبية LaCoste-Romberg، اكتُشف أن أساسات آيا صوفيا مبنية على منحدر من الصخور الطبيعية.

### فسيفساء البوابة الإمبراطورية

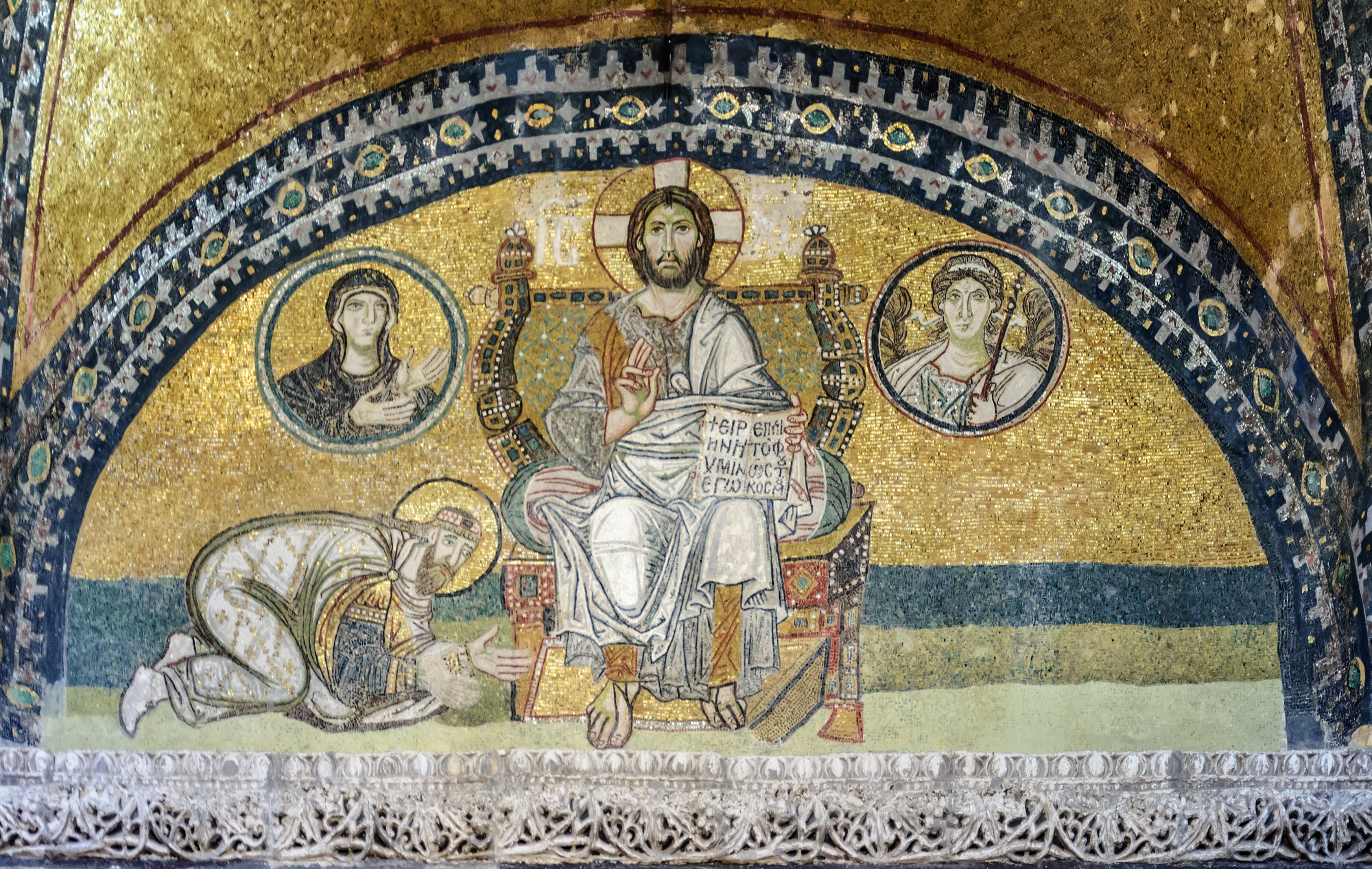
فسيفساء البوابة الإمبراطورية

توجد فسيفساء البوابة الإمبراطورية في الطبلة فوق تلك البوابة، والتي كانت تستخدم فقط من قِبل الأباطرة عند دخول الكنيسة. بناءً على تحليل الأسلوب، أمكن تأريخها إلى أواخر القرن التاسع أو أوائل القرن العاشر. يمكن أن يمثل الإمبراطور بهالة الإمبراطور ليو السادس الحكيم أو ابنه قسطنطين السابع بورفيروجنيتوس ينحني أمام المسيح، جالسًا على عرش مرصع بالجواهر، ويمنحه مباركته ويمسك بيده اليسرى كتابًا مفتوحًا. ومكتوب على الكتاب: «السلام عليكم» (يوحنا 20:19)، و«أنا نور العالم» (يوحنا 8:12). على كل جانب من كتفي المسيح رصيعة دائرية عليها تمثال نصفي: على يساره رئيس الملائكة جبرائيل حاملاً عصا، وعلى يمينه والدته مريم.

### فسيفساء المدخل الجنوبي الغربي

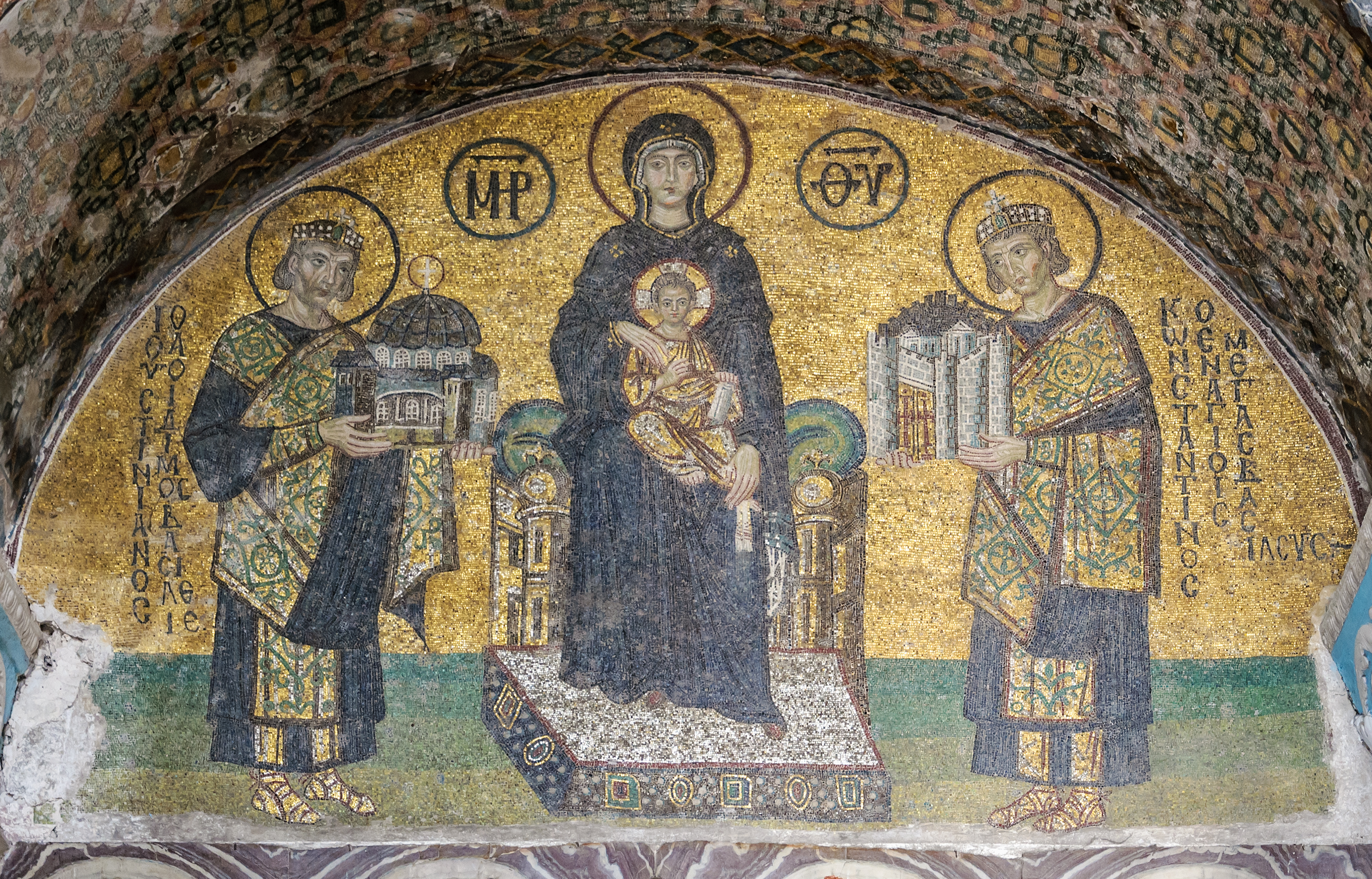
فسيفساء المدخل الجنوبي الغربي

يعود تاريخ فسيفساء المدخل الجنوبي الغربي، الموجود في طبلة المدخل الجنوبي الغربي، إلى عهد باسيل الثاني. جرى اكتشافها خلال ترميمات عام 1849 من قبل Fossatis. وتُمثل السيدة العذراء جالسة على عرش بلا ظهر، وقدماها ترتكزان على قاعدة مزينة بالأحجار الكريمة. والطفل المسيح يجلس على حجرها، ويحمل لفافة في يده اليسرى. على جانبها الأيسر يقف الإمبراطور قسطنطين بزي احتفالي، مقدماً نموذجاً للمدينة لمريم. يقول النقش بجانبه: «الإمبراطور العظيم قسطنطين للقديسين». على جانبها الأيمن يقف الإمبراطور جستنيان الأول يعرض نموذجًا لآيا صوفيا.

### فسيفساء الحنية

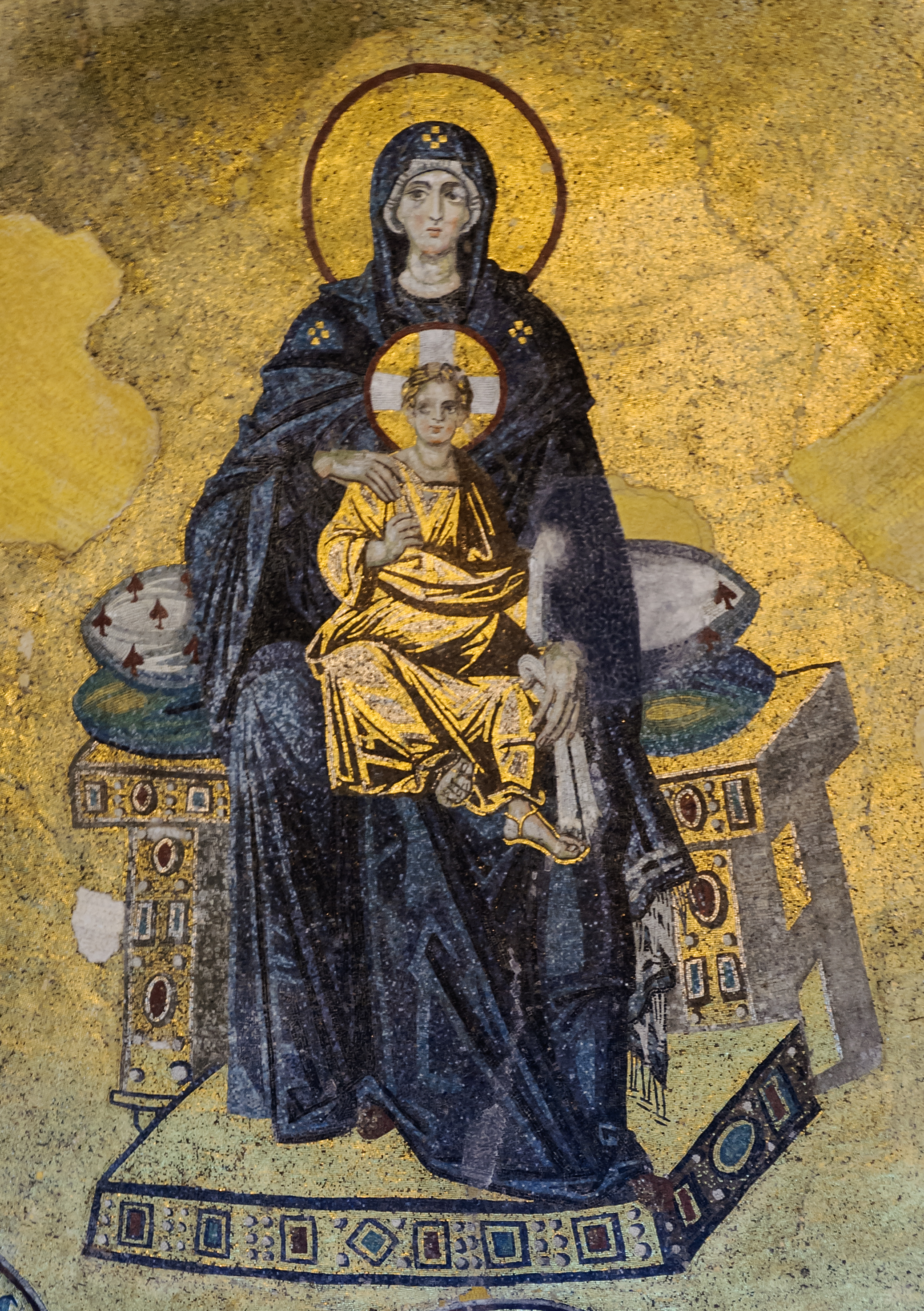
فسيفساء حنية العذراء والطفل

كانت فسيفساء العذراء والطفل هي الأولى من فسيفساء ما بعد تحطيم الأيقونات. تعود إلى 29 مارس 867 من قِبل البطريرك فوتيوس والأباطرة ميخائيل الثالث وباسل الأول. تقع هذه الفسيفساء في مكان مرتفع على نصف قبة الحنية. وتُصور مريم جالسة على عرش بلا ظهر، تحمل الطفل يسوع في حجرها. ترتكز قدميها على قاعدة. وتُزين القاعدة والعرش بالأحجار الكريمة. يعود تاريخ صور رؤساء الملائكة غابرييل ومايكل (المدمرون إلى حد كبير) إلى القرن التاسع. وُضعت الفسيفساء على الخلفية الذهبية الأصلية للقرن السادس. يُعتقد أن هذه الفسيفساء عبارة عن إعادة بناء لفسيفساء القرن السادس التي دُمرت سابقًا خلال عصر تحطيم الأيقونات من قبل البيزنطيين في ذلك الوقت، كما تم تمثيلها في خطبة الافتتاح من قبل البطريرك فوتوس. ومع ذلك، لا يوجد سجل للزخرفة التصويرية لآيا صوفيا قبل هذا الوقت.

### فسيفساء الإمبراطور الكسندر
ليس من السهل على الزائر لأول مرة العثور على فسيفساء الإمبراطور ألكساندر، وتقع في الطابق الثاني في زاوية مظلمة من السقف. يصور الإمبراطور الإسكندر بملابس رسمية كاملة ممسكًا بلفافة في يده اليمنى وصليب كروي في يساره. أظهر رسم من قِبل Fossatis أن الفسيفساء موجودة حتى عام 1849 وأن توماس ويتيمور، مؤسس المعهد البيزنطي الأمريكي الذي مُنح الإذن بالحفاظ على الفسيفساء، افترض أنها دمرت في زلزال عام 1894. بعد ثماني سنوات من وفاته، اكتُشفت الفسيفساء في عام 1958 إلى حد كبير من خلال أبحاث روبرت فان نيس. على عكس معظم الفسيفساء الأخرى في آيا صوفيا، والتي كانت مغطاة بالجص العادي، رُسمت فسيفساء ألكساندر ببساطة وعكس أنماط الفسيفساء المحيطة وبالتالي كانت مخفية جيدًا. جرى تنظيفها على النحو الواجب من قبل مسؤول المعهد البيزنطي التالي لـ Whittemore، Paul A. Underwood.

### فسيفساء الإمبراطورة زوي

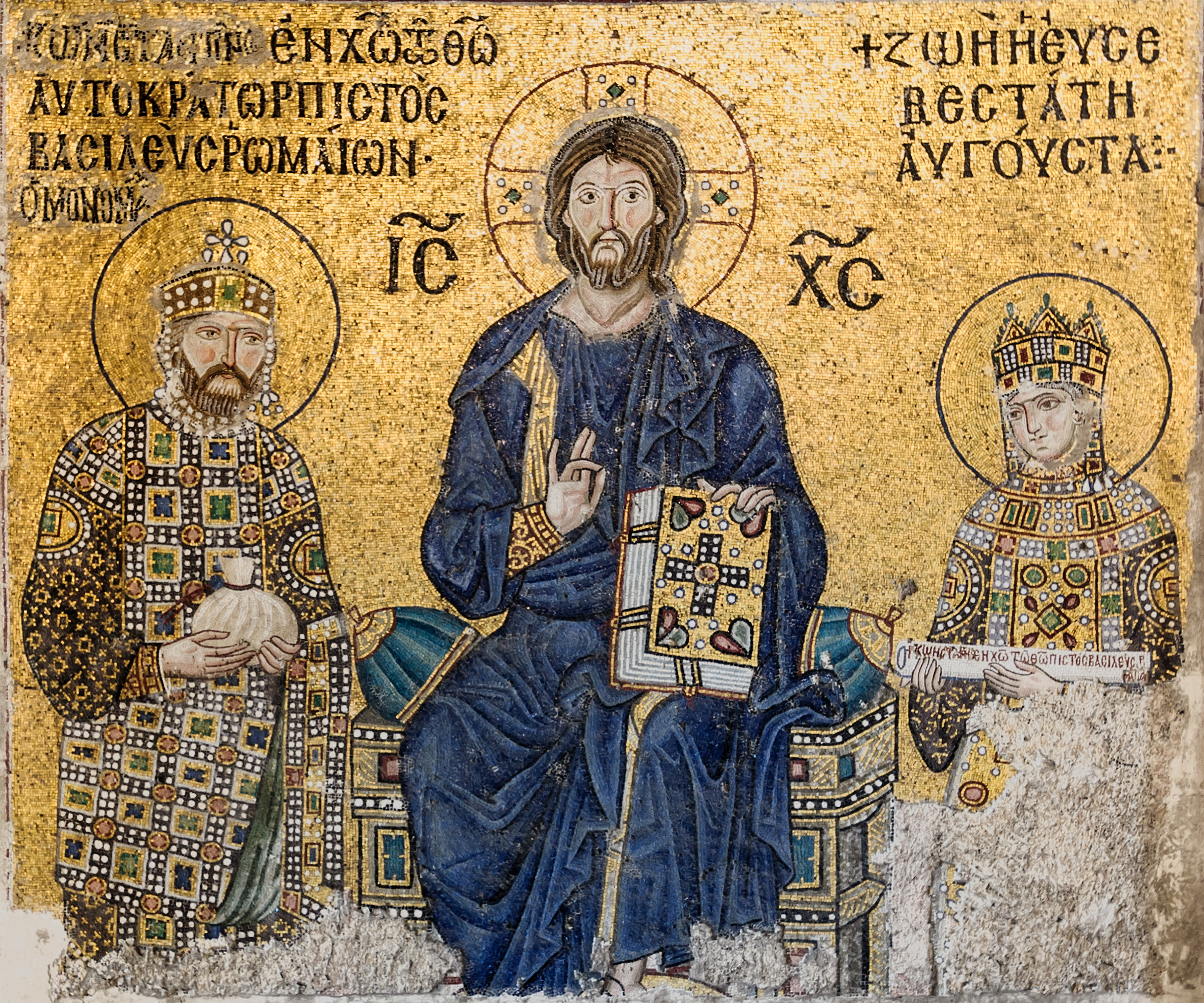
فسيفساء الإمبراطورة زوي

يعود تاريخ فسيفساء الإمبراطورة زوي الموجودة على الجدار الشرقي للرواق الجنوبي إلى القرن الحادي عشر. وفيها يجلس المسيح، مرتديًا رداء أزرق داكن (كما هو معتاد في الفن البيزنطي)، في المنتصف على خلفية ذهبية، مباركًا بيده اليمنى وممسكًا الكتاب المقدس بيده اليسرى. على جانبي رأسه يوجد نومينا sacra IC وXC، مما يعني Iēsous Christos. يحيط به قسطنطين التاسع مونوماخوس والإمبراطورة زوي، وكلاهما يرتديان أزياء احتفالية. وهو يقدم حقيبة، كرمز للتبرع، قدمها للكنيسة، بينما كانت تحمل لفافة، رمزًا للتبرعات التي قدمتها. يقول النقش على رأس الإمبراطور: «قسطنطين، إمبراطور تقي في المسيح الإله، ملك الرومان، مونوماخوس». ونص النقش على رأس الإمبراطورة على النحو التالي: «زوي، أوغستا التقية». كُشطت الرؤوس السابقة واستُبدلت بالرؤوس الثلاثة الحالية. ربما أظهرت الفسيفساء السابقة زوجها الأول رومانوس الثالث أرجيروس أو زوجها الثاني مايكل الرابع. هناك نظرية أخرى هي أن هذه الفسيفساء صُنعت لإمبراطور وإمبراطورة سابقين، وجرى تغيير رؤوسهم إلى الرؤوس الحالية.

### فسيفساء كومنينوس

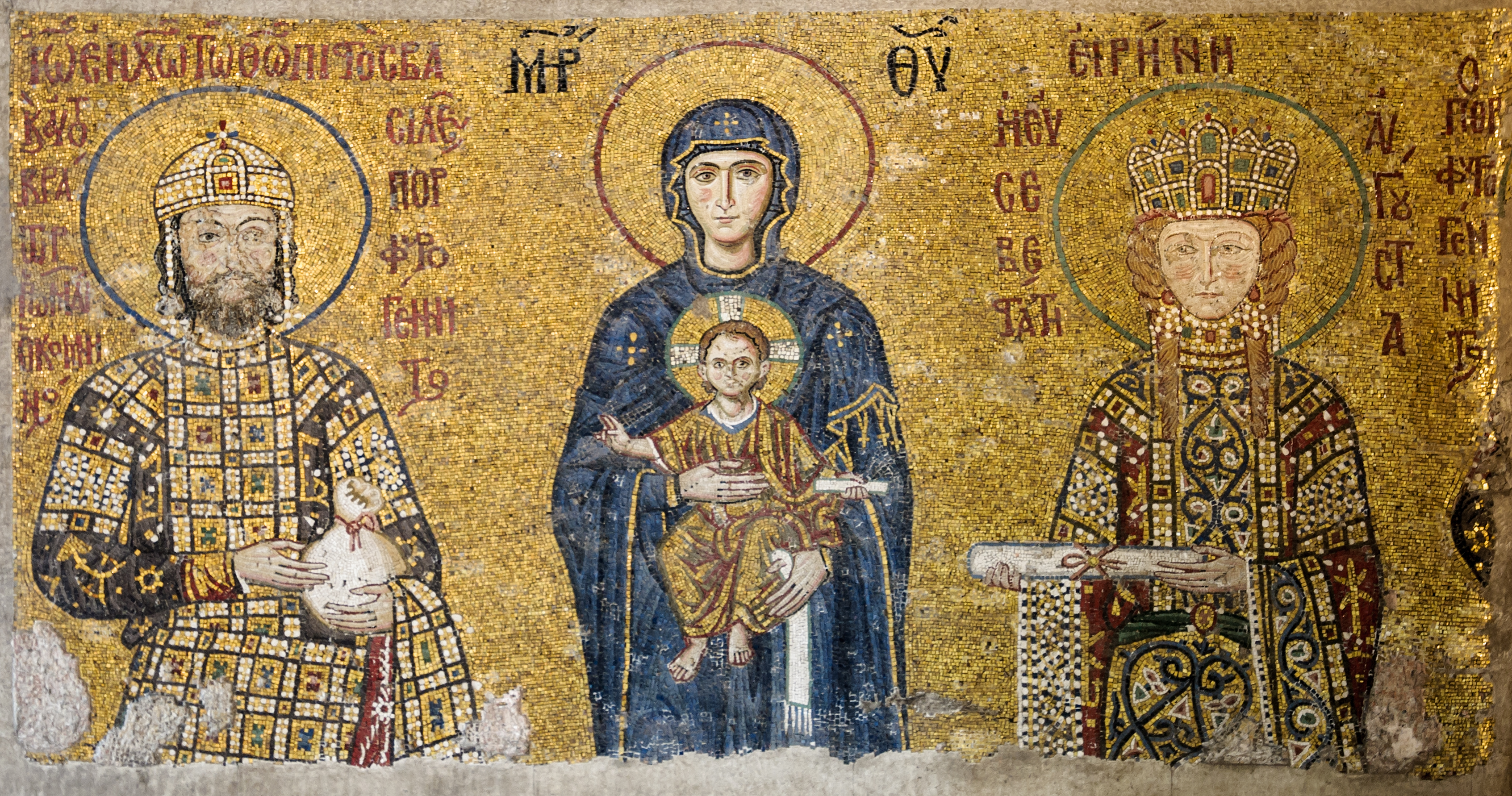
فسيفساء كومنينوس

يعود تاريخ فسيفساء كومنينوس، الواقعة أيضًا على الجدار الشرقي للرواق الجنوبي، إلى عام 1122. وفيها تقف السيدة العذراء في الوسط، مصورة كالعادة في الفن البيزنطي بثوب أزرق غامق. تحمل المسيح الطفل في حجرها. يبارك بيده اليمنى بينما يمسك لفافة في يده اليسرى. على جانبها الأيمن يقف الإمبراطور يوحنا الثاني كومنينوس، ممثلاً في ثوب مزين بالأحجار الكريمة. يحمل حقيبة، رمزًا للتبرع الإمبراطوري للكنيسة. زوجته، إمبراطورة المجر، إيرين، تقف على الجانب الأيسر من السيدة العذراء، مرتدية ملابس احتفالية وتقدم وثيقة. وجرى تمثيل ابنهم الأكبر أليكسيوس كومنينوس على عمود مجاور. يظهر على أنه شاب بلا لحية، وربما يمثل ظهوره في تتويجه وهو في السابعة عشرة من عمره. في هذه اللوحة، يمكن للمرء أن يرى بالفعل اختلافًا مع فسيفساء الإمبراطورة زوي التي مضى عليها قرن واحد. هناك تعبير أكثر واقعية في الصور بدلاً من التمثيل المثالي. تظهر الإمبراطورة إيرين، ابنة لاديسلاوس الأول ملك المجر، بشعر أشقر مضفر وخدود وردية وعينين رمادية، كاشفة عن أصلها المجري. يصور الإمبراطور بطريقة كريمة.

### فسيفساء الديسيس

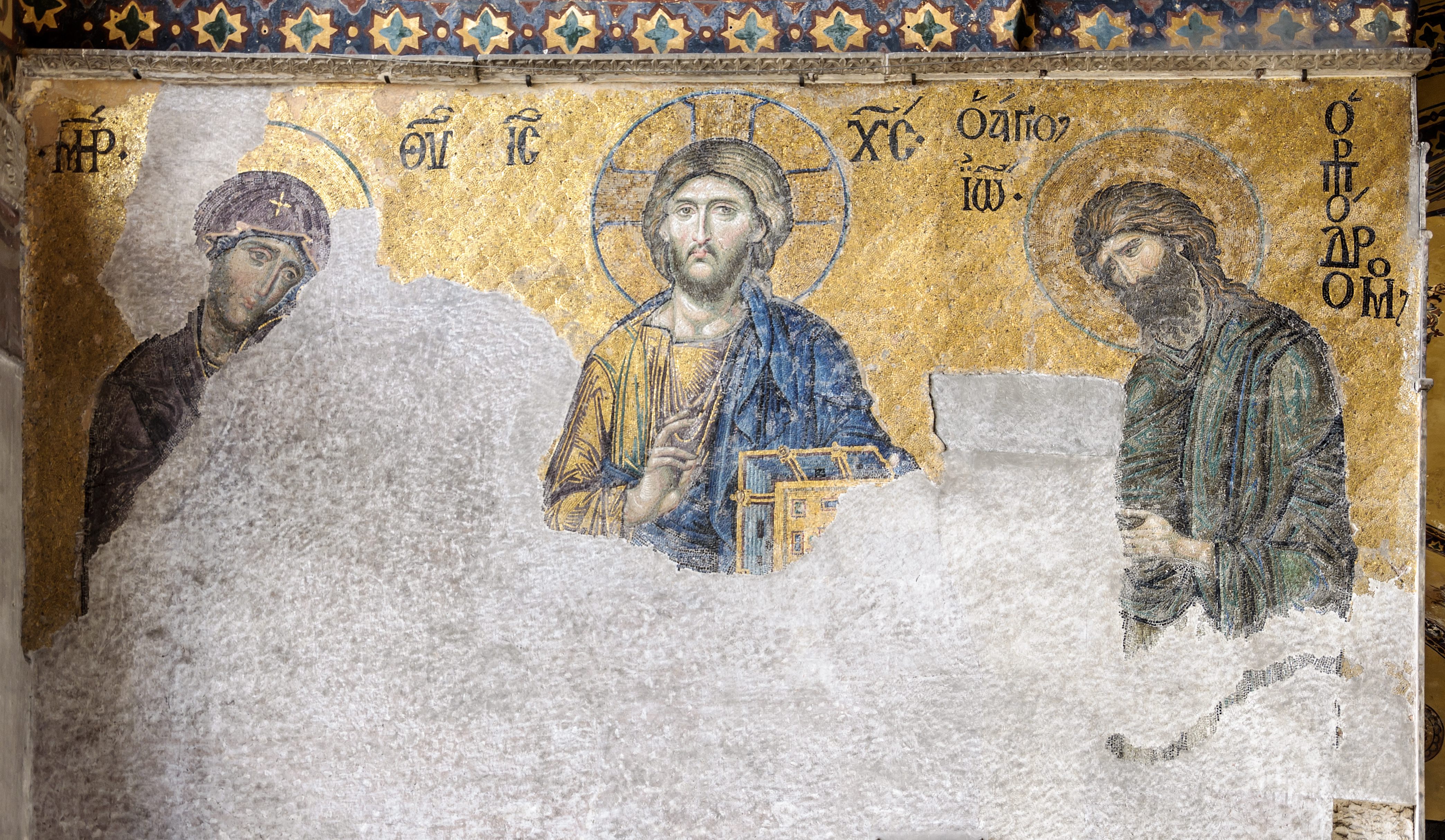
فسيفساء الديسيس

فسيفساء الديسيس ربما تعود إلى عام 1261. صُنعت بمناسبة نهاية 57 عامًا من استخدام الروم الكاثوليك والعودة إلى الإيمان الأرثوذكسي الشرقي. إنها اللوحة الثالثة الموجودة في الجناح الإمبراطوري للرواقات العلوية. وتعتبر على نطاق واسع من أرقى الفسيفساء في آيا صوفيا، بسبب نعومة الميزات والتعبيرات الإنسانية ونغمات الفسيفساء. النمط قريب من أسلوب الرسامين الإيطاليين في أواخر القرن الثالث عشر أو أوائل القرن الرابع عشر، مثل Duccio. في هذه اللوحة، تتوسل مريم العذراء ويوحنا المعمدان (إيوانس برودروموس)، وكلاهما يظهران في حجم ثلاثة أرباع، شفاعة المسيح من أجل الإنسانية في يوم القيامة. الجزء السفلي من هذه الفسيفساء متضرر بشدة. تعتبر هذه الفسيفساء بداية نهضة في الفن التصويري البيزنطي.

### فسيفساء الطبلة الشمالية
تتميز فسيفساء الطبلة الشمالية بوجود قديسين مختلفين. لقد بقيت بسبب موقعها المرتفع والذي يصعب الوصول إليه. تصور بطاركة القسطنطينية يوحنا الذهبي الفم وإغناطيوس واقفين، مرتدين أردية بيضاء مع صلبان، ويحملان أناجيلًا غنية بالجواهر. يمكن التعرف على شخصيات كل بطريرك، حيث يجري تطويبه كقديس، من خلال ملصقات باللغة اليونانية. لم تنج الفسيفساء الأخرى في الطبلية الأخرى على الأرجح بسبب الزلازل المتكررة.

### فسيفساء القبة
زينت القبة بأربعة أشكال غير متطابقة للملائكة ذات الأجنحة الستة التي تحمي العرش. لا يُعرف على وجه اليقين هل هم سيرافيم أم كروبيم. بقيت الفسيفساء في الجزء الشرقي من القبة، ولكن منذ أن تضررت تلك الموجودة على الجانب الغربي خلال الفترة البيزنطية، جرى تجديدها كجداريات. خلال الفترة العثمانية، كان وجه كل ملاك مغطى بأغطية معدنية على شكل نجوم، ولكن تمت إزالتها لتكشف عن الوجوه أثناء التجديدات في عام 2009.

## مدافن أخرى
- مصطفى الأول في الفناء.
- إنريكو داندولو، في الرواق الشرقي.

## أعمال على غرار آيا صوفيا

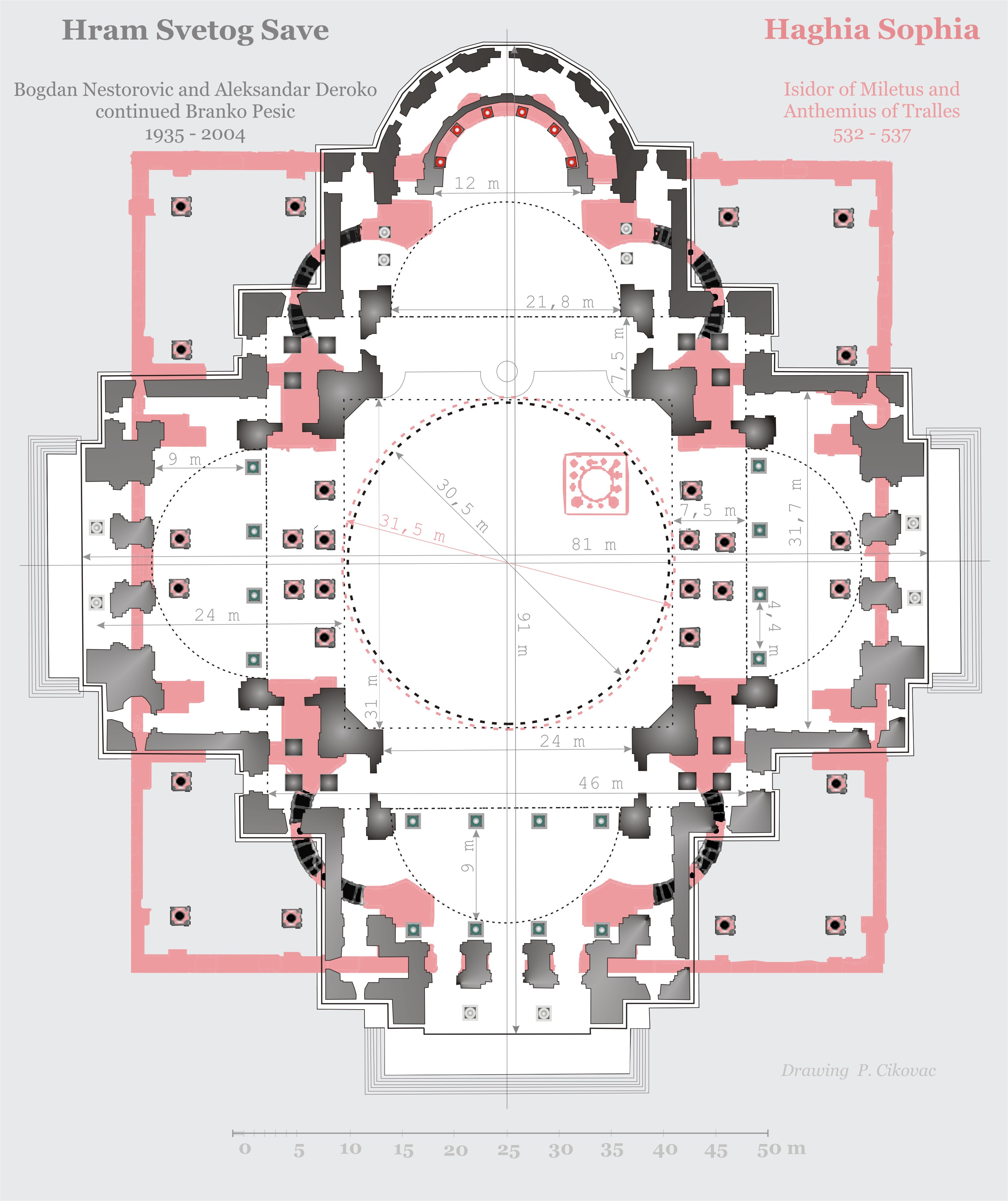
صُمِّمَت كاتدرائية القديس سافا على غرار آيا صوفيا، باستخدام مربعها الأساسي وحجم القبة.

صُمِّم العديد من المباني الدينية على غرار الهيكل الأساسي لآيا صوفيا بقبة مركزية كبيرة ترتكز على مثلثات ومدعومة بقبتين.
فهناك العديد من الكنائس البيزنطية التي صُممت على غرار آيا صوفيا بما في ذلك الاسم التي تحمل نفسه «آيا صوفيا» في سالونيك، اليونان. تحت حكم جستنيان، أعيد تصميم آيا إيرين ليكون لها قبة تشبه آيا صوفيا. من المرجح أن كاتدرائية القديس مارك في البندقية تأثرت في هندستها المعمارية وتصميمها بآيا صوفيا.
وهناك العديد من المساجد التي بناها العثمانيون تُحاكي عن كثب هندسة آيا صوفيا، بما في ذلك مسجد سليمان القانوني ومسجد بايزيد الثاني. في كثير من الحالات، فضل المعماريون العثمانيون إحاطة القبة المركزية بأربعة أنصاف قباب بدلاً من اثنين. يظهر ذلك في مسجد السلطان أحمد والمسجد الجديد (إسطنبول) ومسجد الفاتح. فعلى غرار المخطط الأصلي لآيا صوفيا، يوجد في العديد من هذه المساجد فناء ذي أعمدة يؤدي إلى المسجد. ولكن ليس بها ساحة مثل آيا صوفيا.
تشمل الكنائس البيزنطية الجديدة المصممة على طراز آيا صوفيا كاتدرائية كرونشتادت البحرية وكاتدرائية بوتي التي تُكرر عن كثب الهندسة الداخلية لآيا صوفيا. يُعد الجزء الداخلي من كاتدرائية كرونشتاد البحرية نسخة 1 إلى 1 تقريبًا من آيا صوفيا. كما تحاكي إعادة تشكيل الرخام عن كثب العمل الأصلي. ومثل المساجد العثمانية، تشتمل العديد من الكنائس القائمة على غرار آيا صوفيا على أربعة أنصاف قباب بدلاً من اثنين، مثل كنيسة سانت سافا في بلغراد.
تجمع العديد من الكنائس بين تصميم آيا صوفيا مع مسقط أفقي يشبه الصليب اللاتيني. على سبيل المثال، كاتدرائية بازيليك سانت لويس (سانت لويس)، حيث يتكون الجناح من شبه قبتين تحيطان بالقبة الرئيسية. تحاكي هذه الكنيسة أيضًا عن كثب تيجان الأعمدة وأنماط الفسيفساء في آيا صوفيا. ومن الأمثلة المشابهة الأخرى كاتدرائية ألكسندر نيفيسكي (صوفيا) وكاتدرائية القديسة صوفيا بلندن، وكنيسة سانت كليمنت الكاثوليكية بشيكاغو، وكاتدرائية الضريح الوطني لعيد الحبل بلا دنس.
تتبع كاتدرائية متروبوليتانا أورتودوكسا في ساو باولو وÉglise du Saint-Esprit (باريس) عن كثب التصميم الداخلي لآيا صوفيا. فكلاهما يشتمل على أربعة أنصاف قباب، لكن القبتين الجانبيتين ضحلتان للغاية. من حيث الحجم، يبلغ حجم Église du Saint-Esprit حوالي ثلثي حجم آيا صوفيا.
تشمل المعابد التي تشبه آيا صوفيا مجمع إيمانو-إل (سان فرانسيسكو) والمعبد اليهودي الكبير في فلورنسا وكنيس هورفا.

## معرض الصور

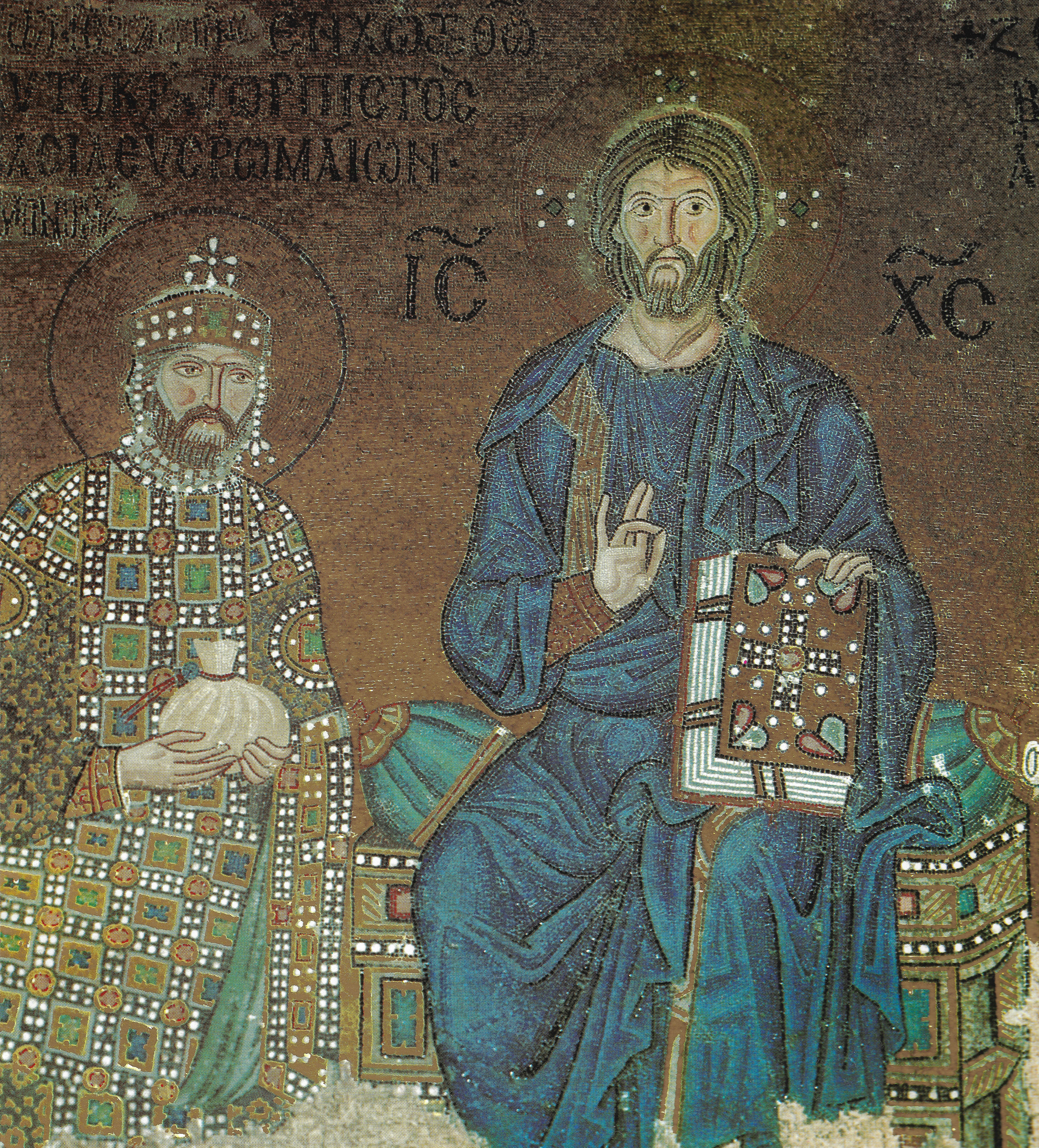
قسطنطين التاسع ويسوع المسيح على العرش.
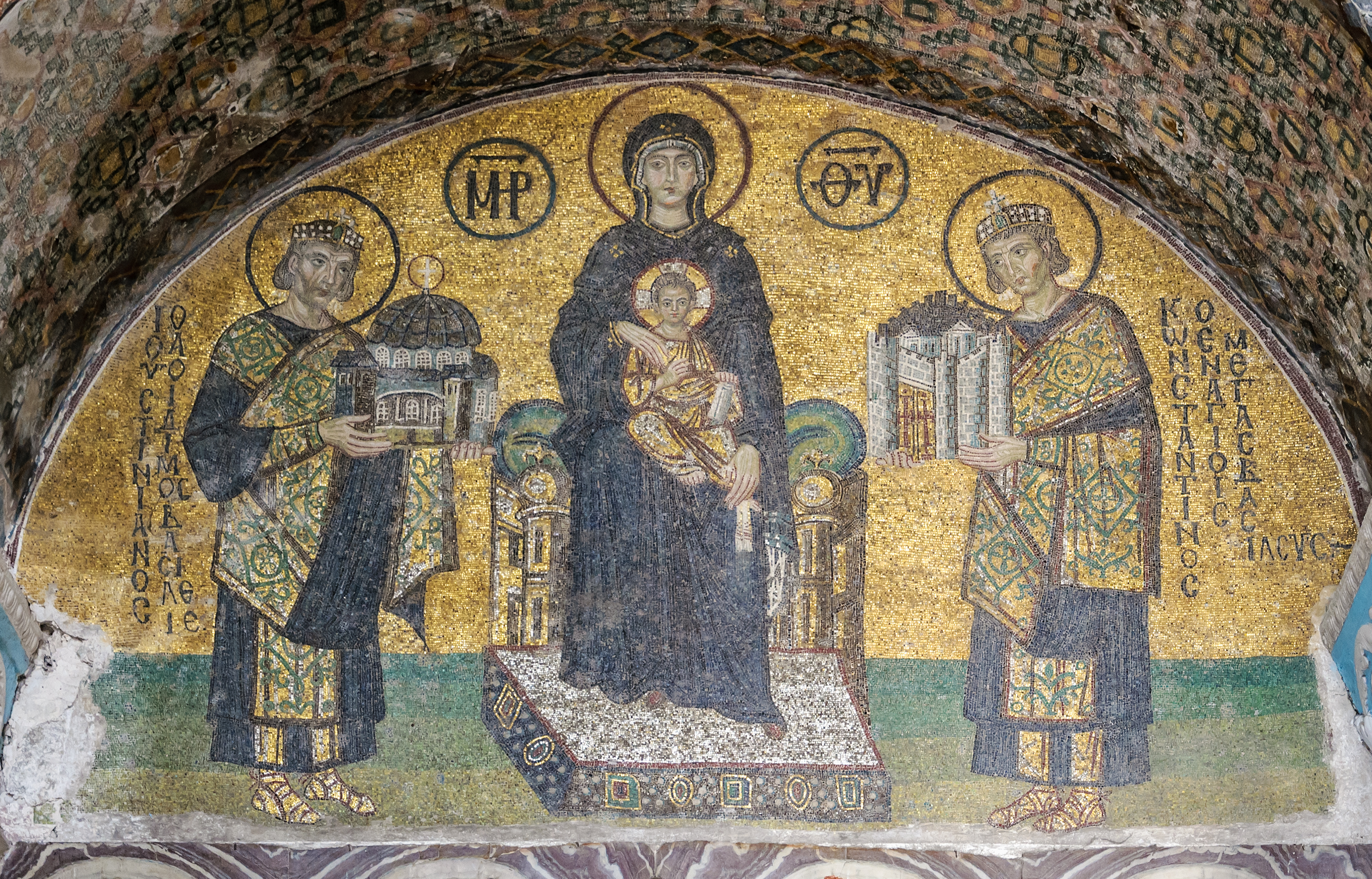
أيقونة مريم العذراء تتوسط قسطنطين الأول وجستينيان الأول
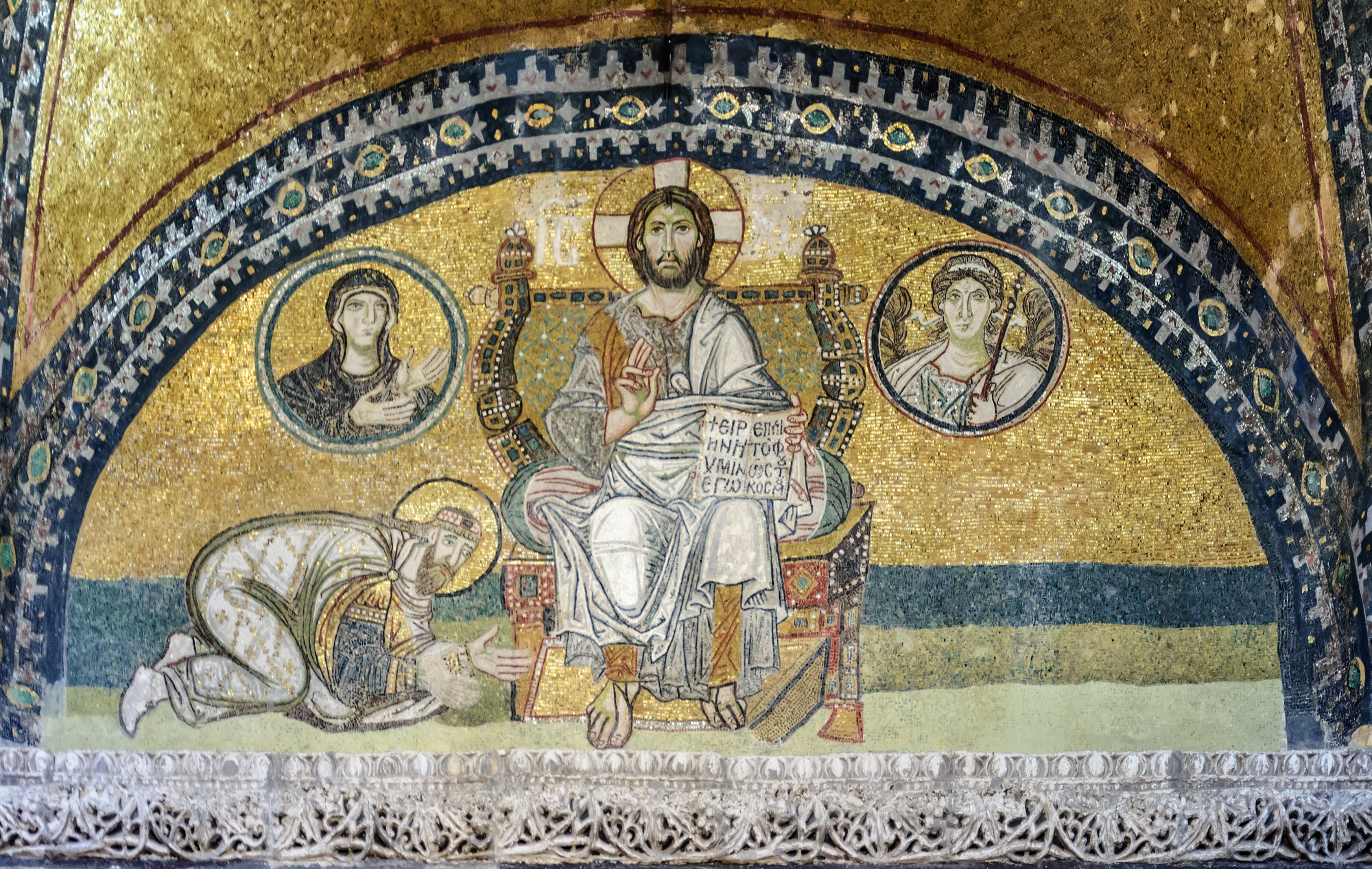
أيقونة البلاط الإمبراطوري
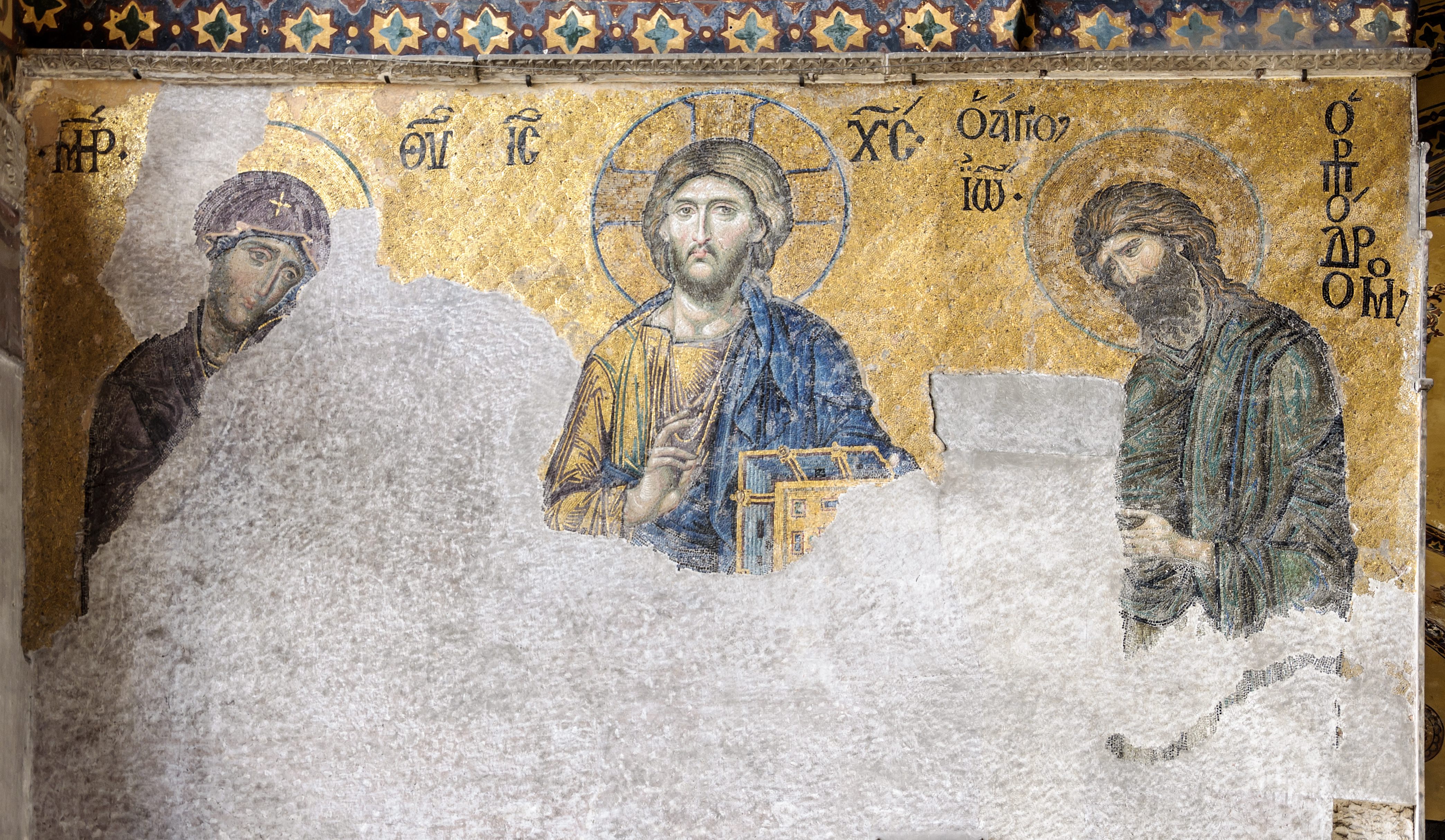
أيقونة يسوع المسيح يتوسط مريم العذراء ويوحنا المعمدان
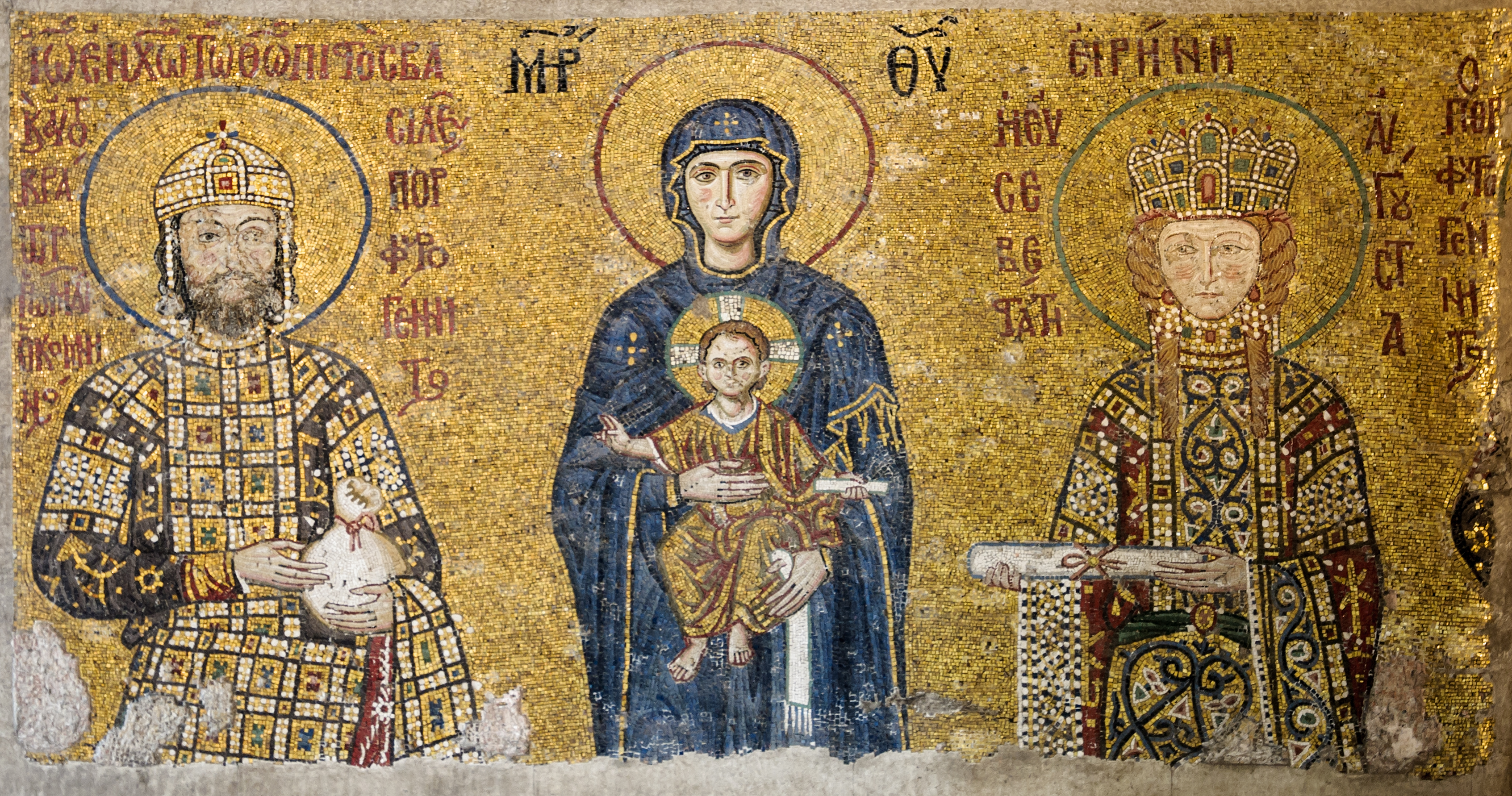
فسيفساء من الفن البيزنطي
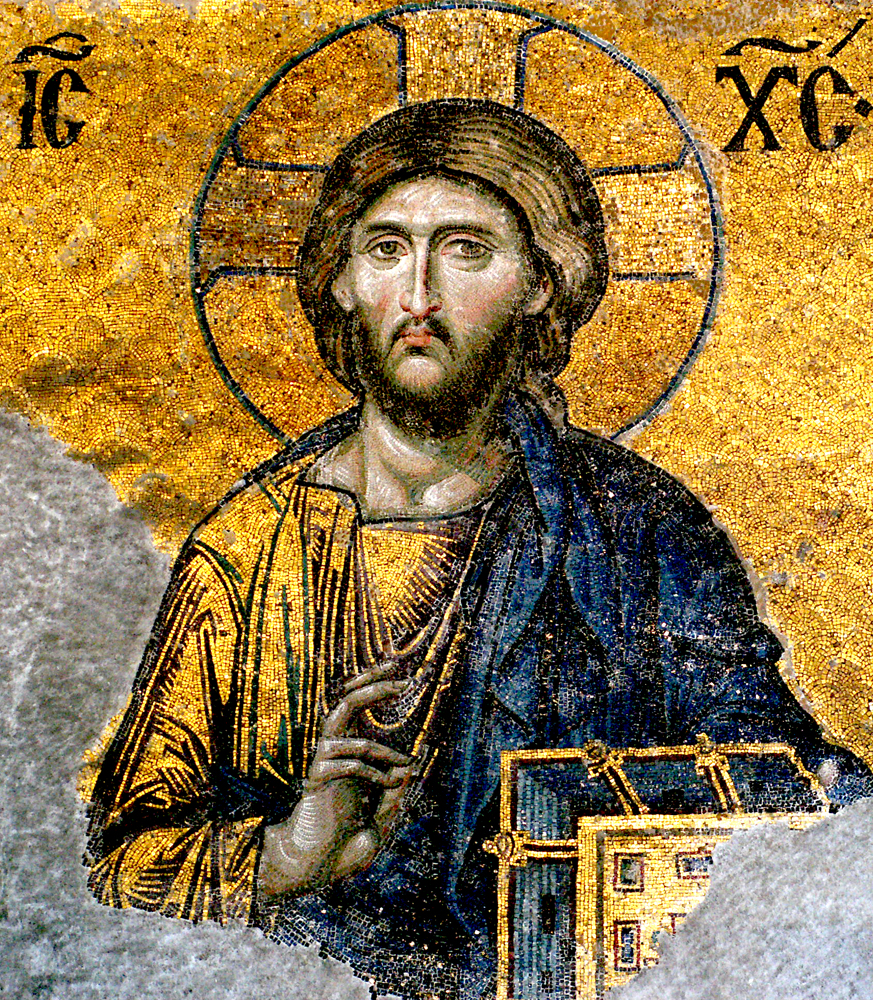
فسيفساء من الفن البيزنطي
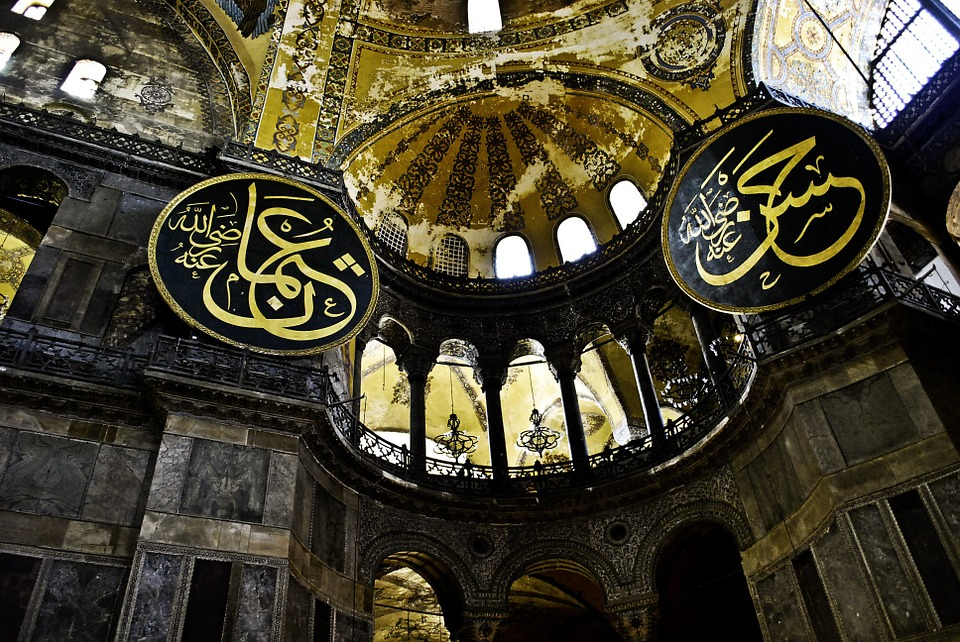
زخارف إسلامية
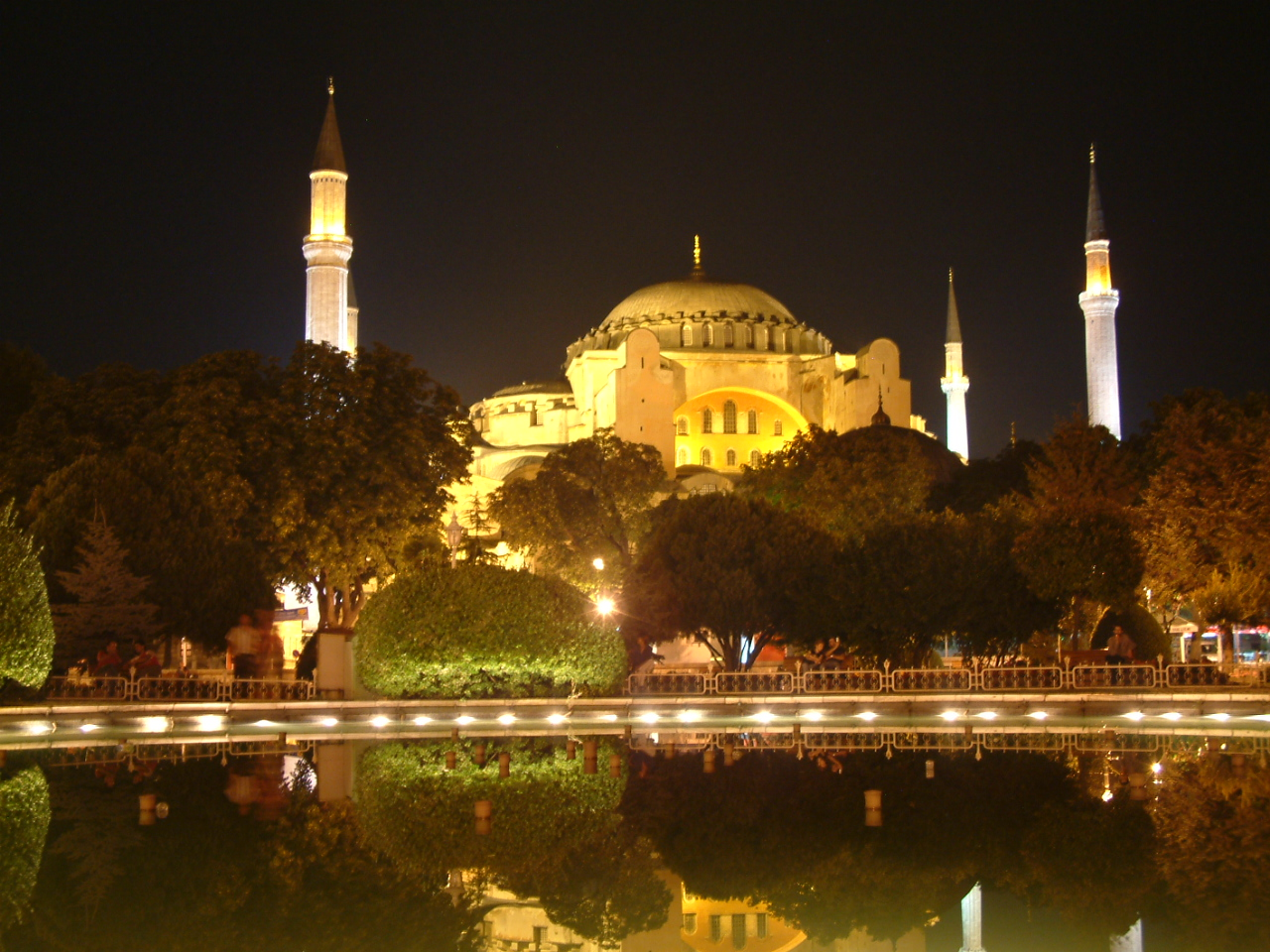
آيا صوفيا
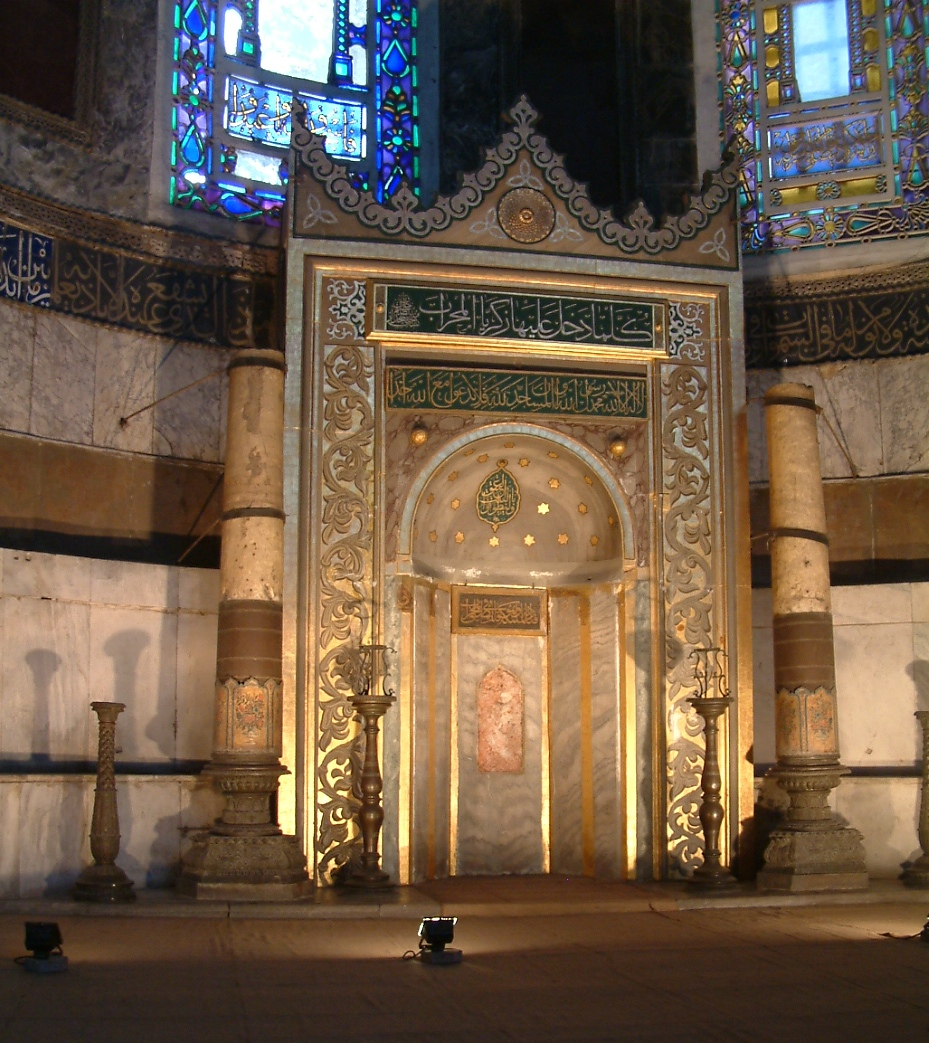
محراب آيا صوفيا
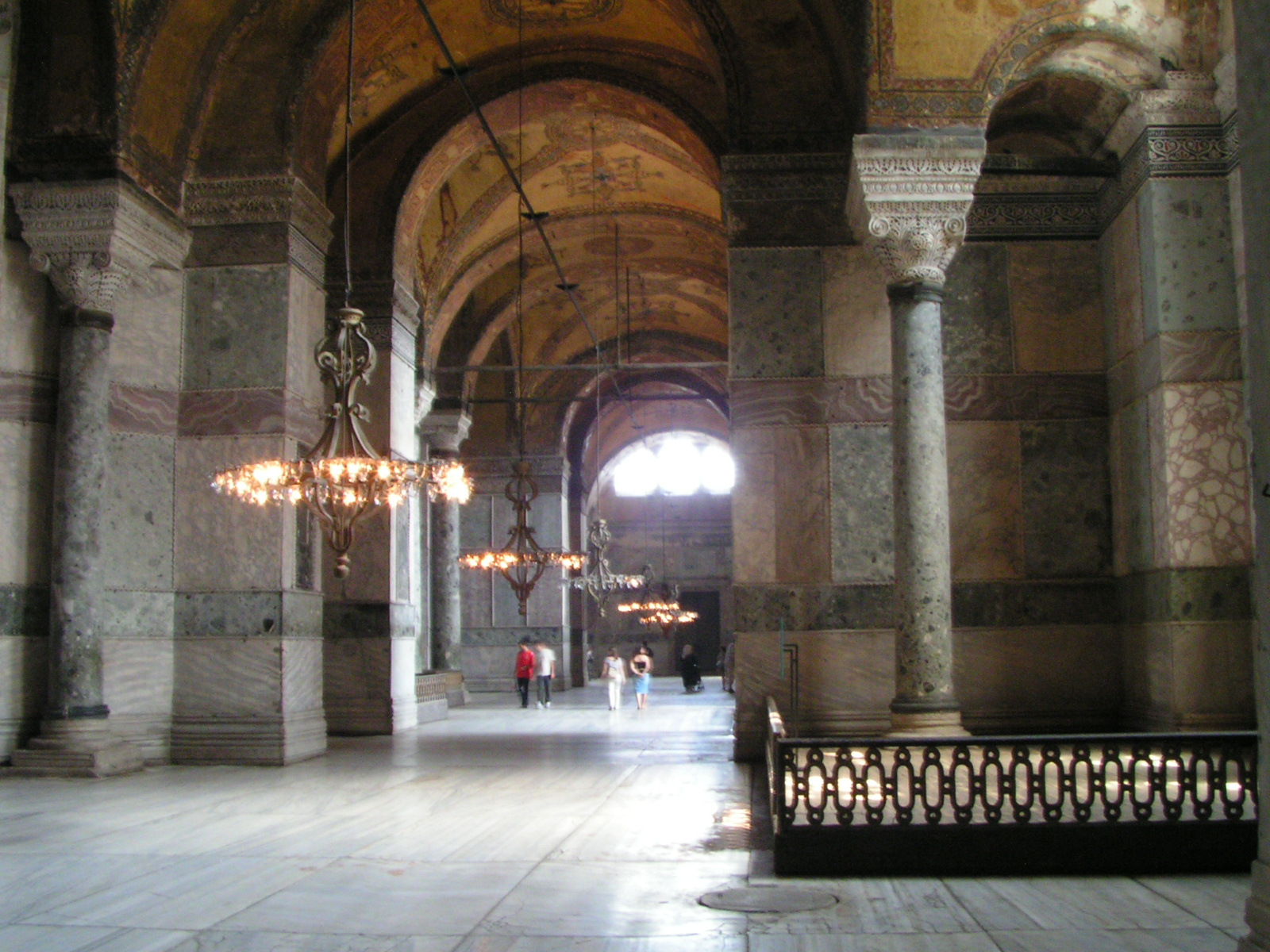
آيا صوفيا
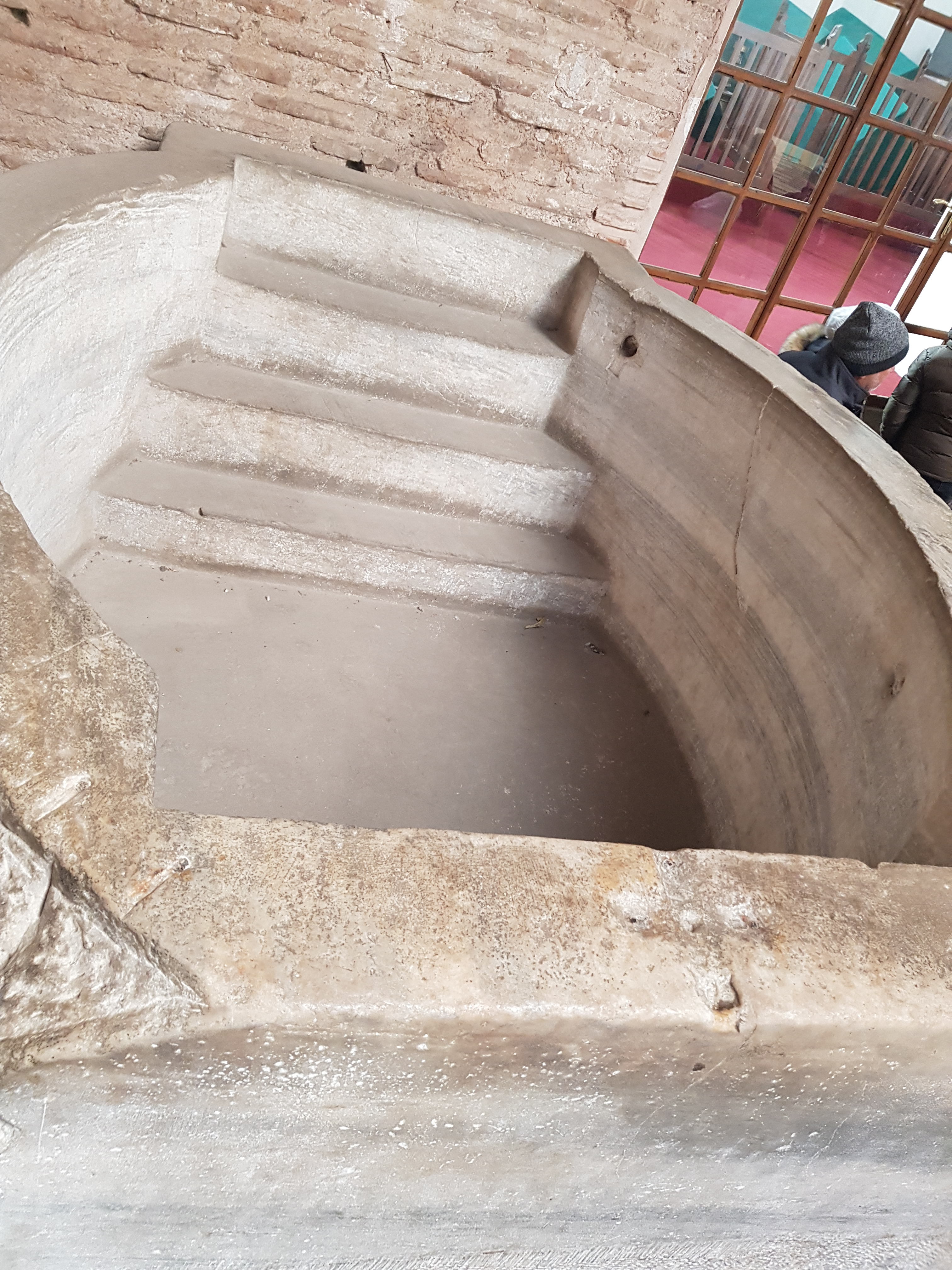
حوض تعميد تاريخي في أحد جوانب مبنى آيا صوفيا
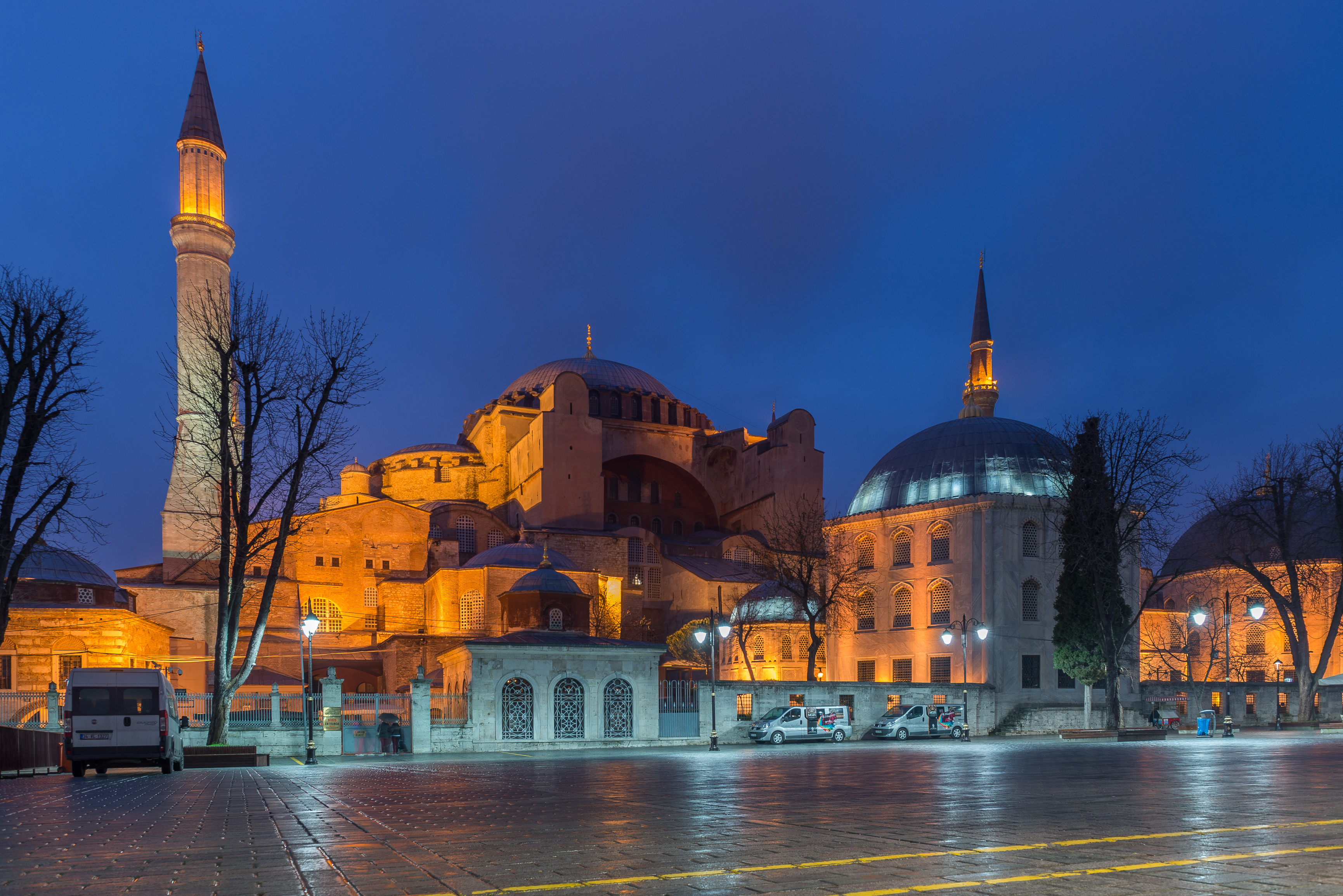
آيا صوفيا ليلاً
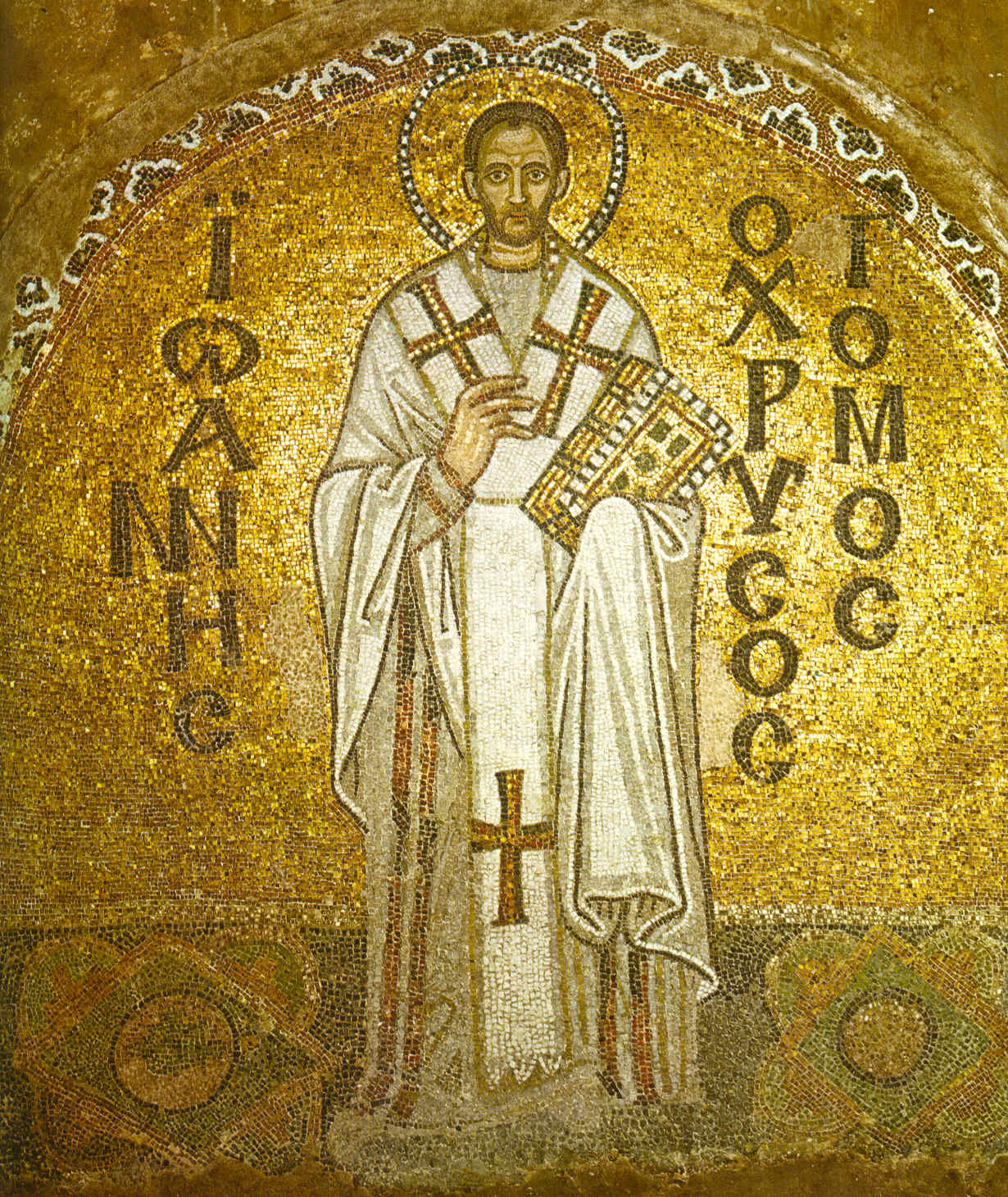
فسيفساء في الطبلة الشمالية تصور القديس يوحنا الذهبي الفم
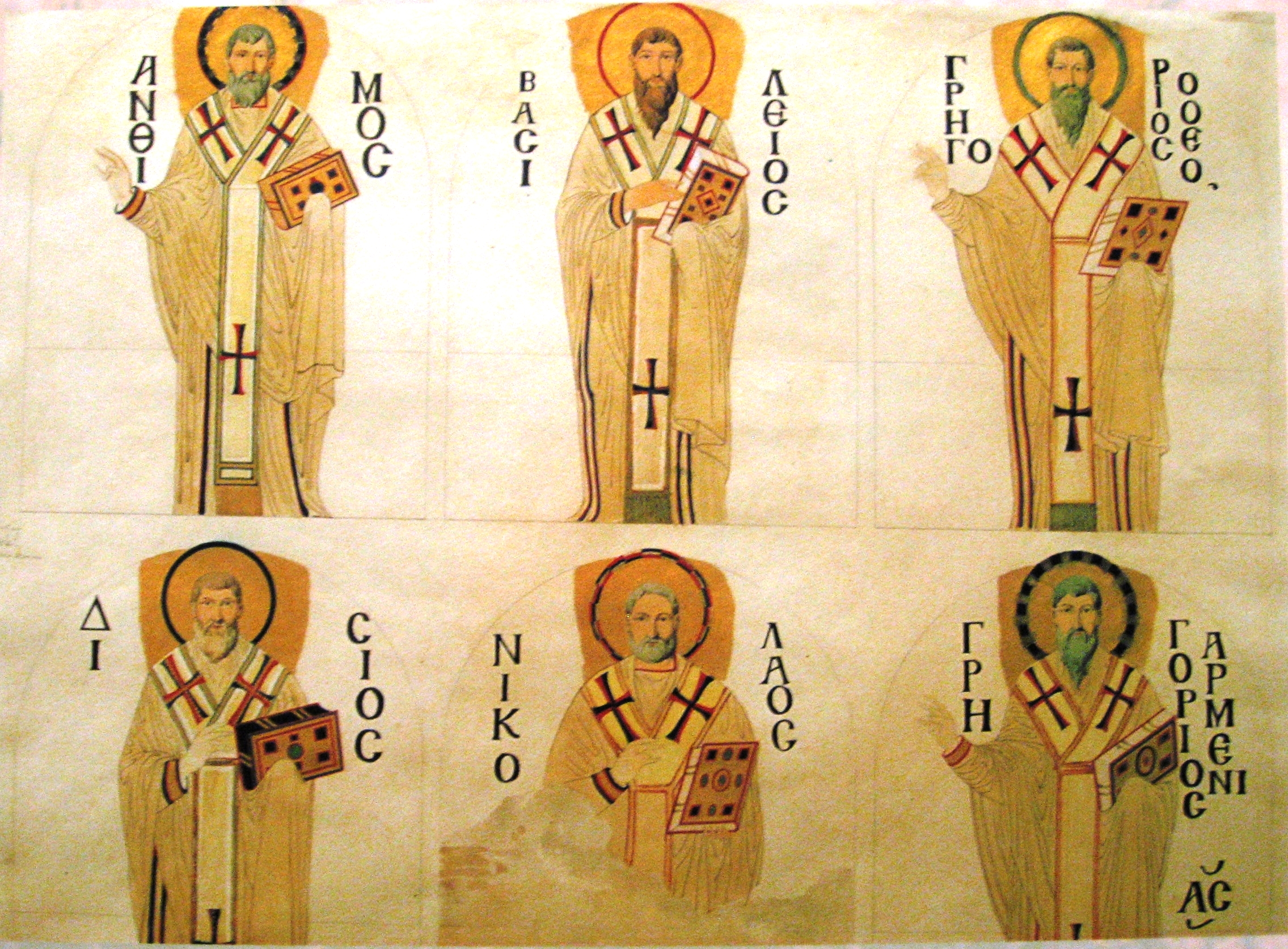
ستة بطاركة، فسيفساء في الطبلة الجنوبية كما رسمها الأخوان فوساتي
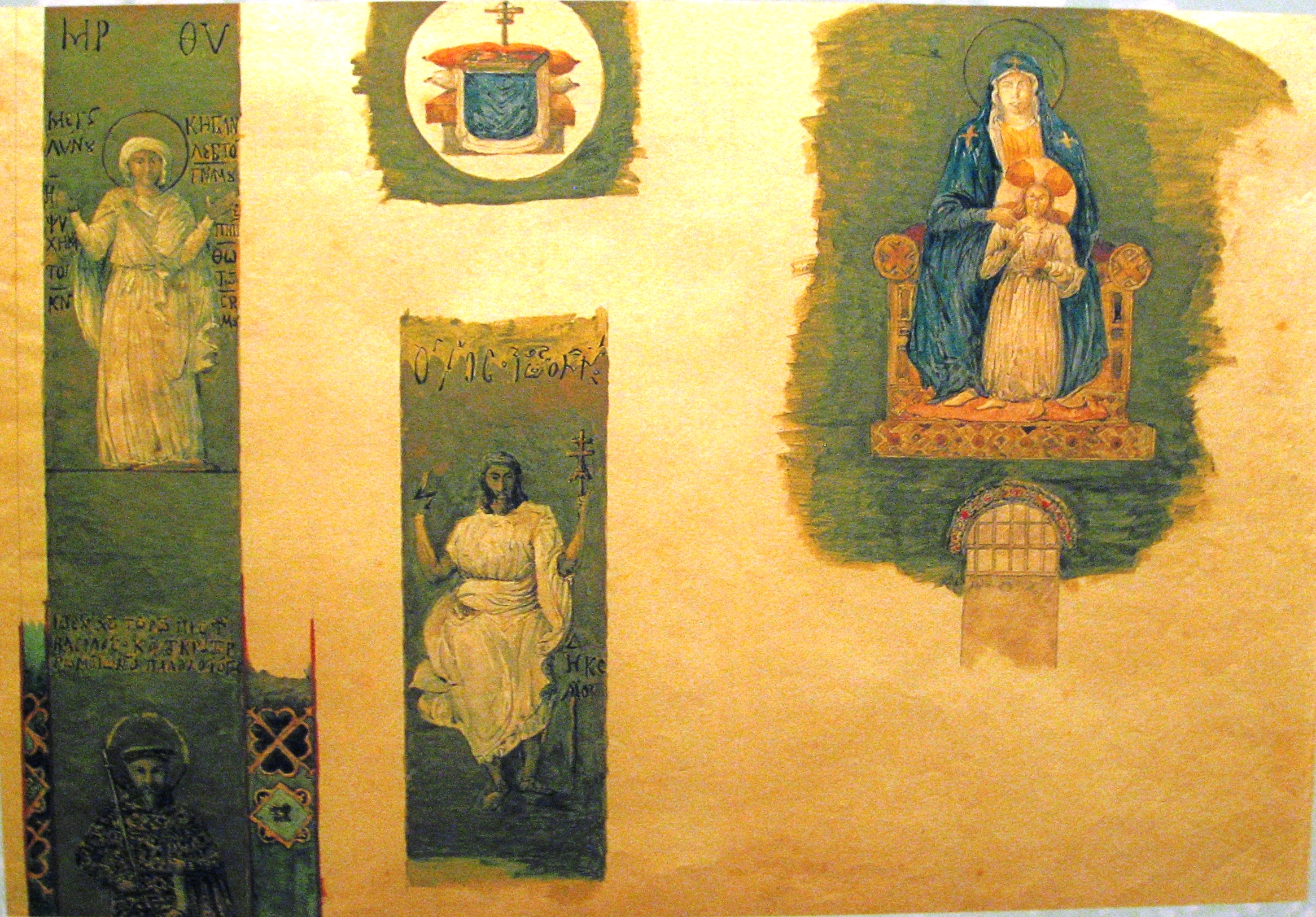
فسيفساء رسمها الأخوان فوساتي
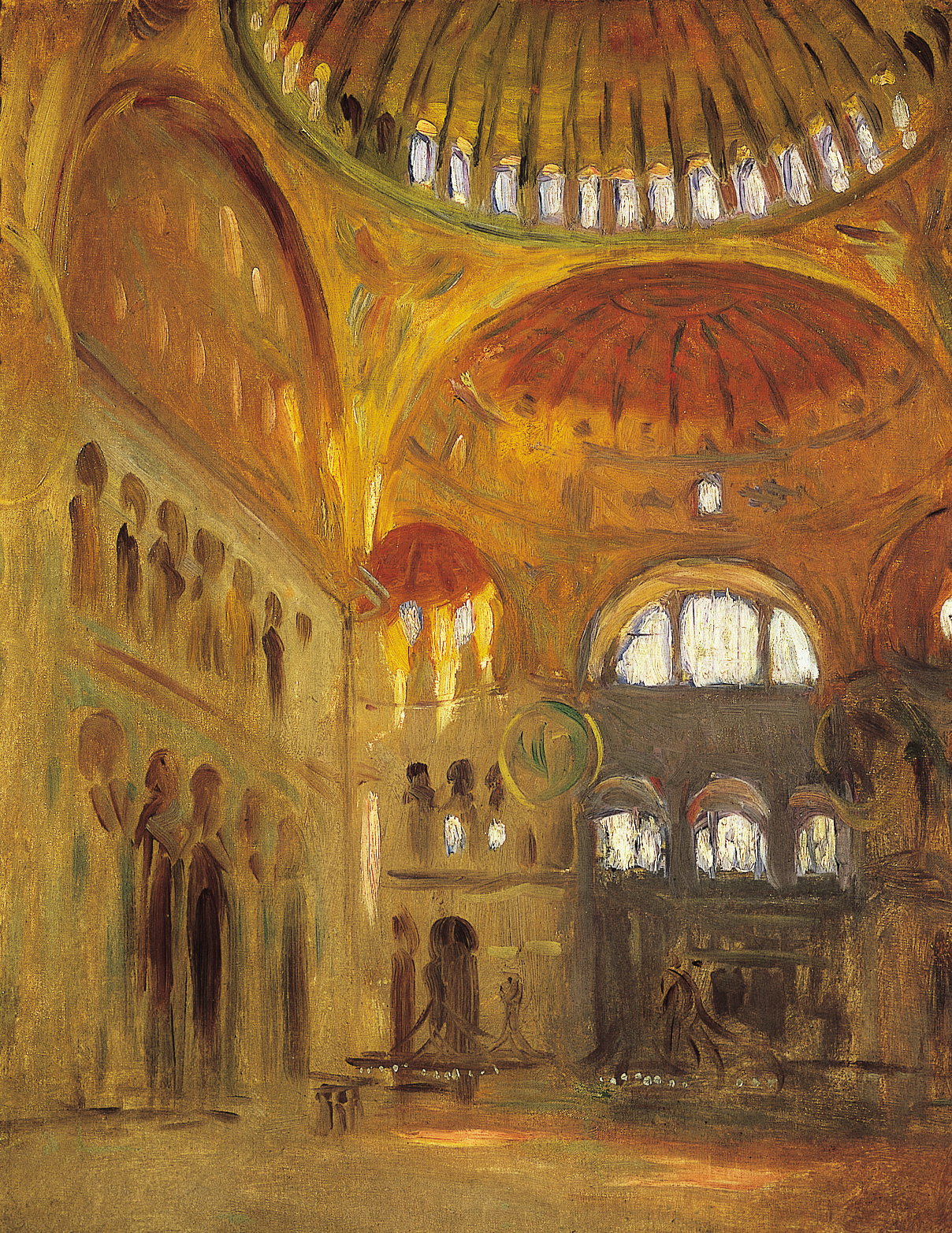
الجزء الداخلي من آيا صوفيا بواسطة جون سنغر سارغنت، 1891
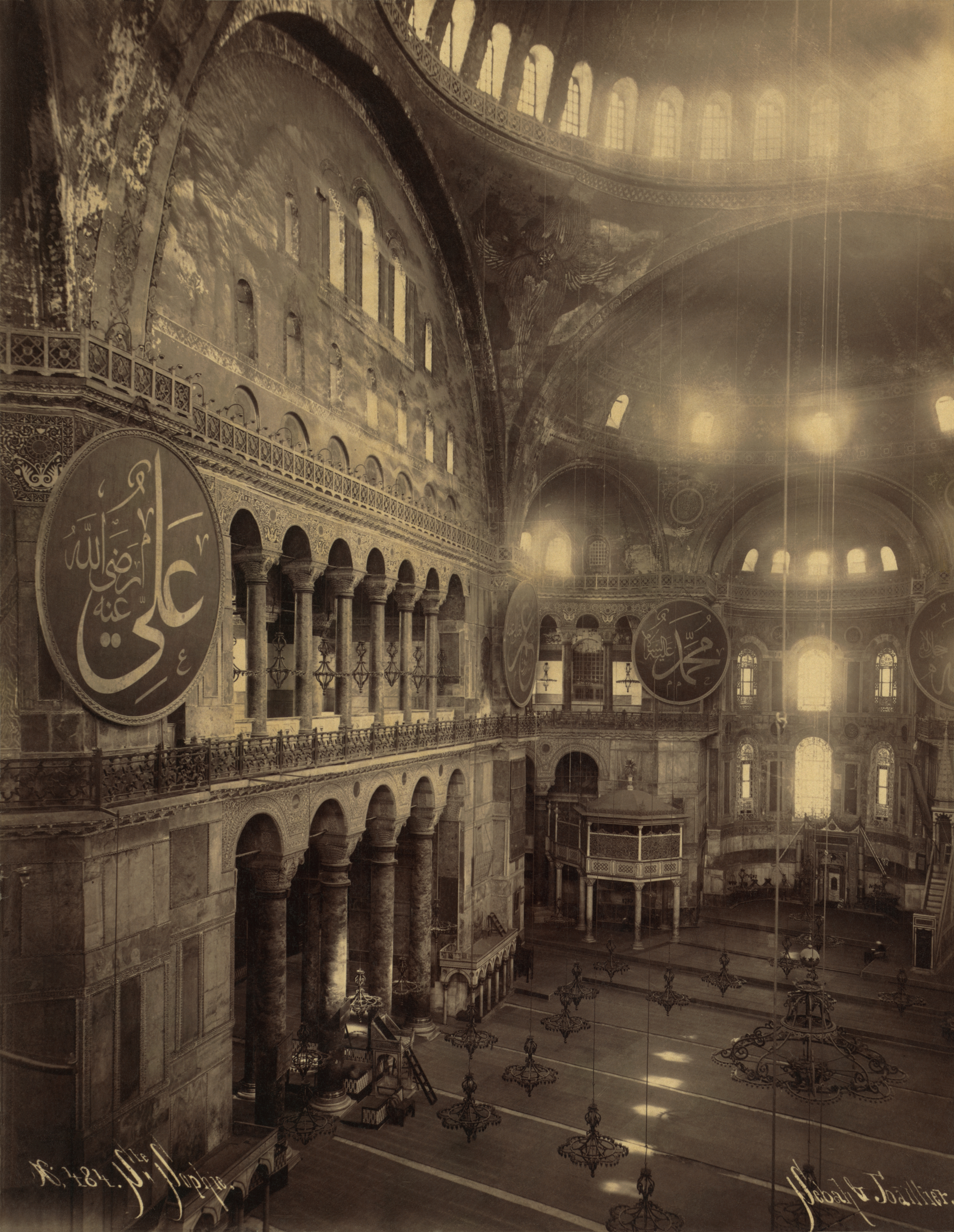
تصوير جان باسكال سيباه[الإنجليزية] حوالي الفترة 1900–10
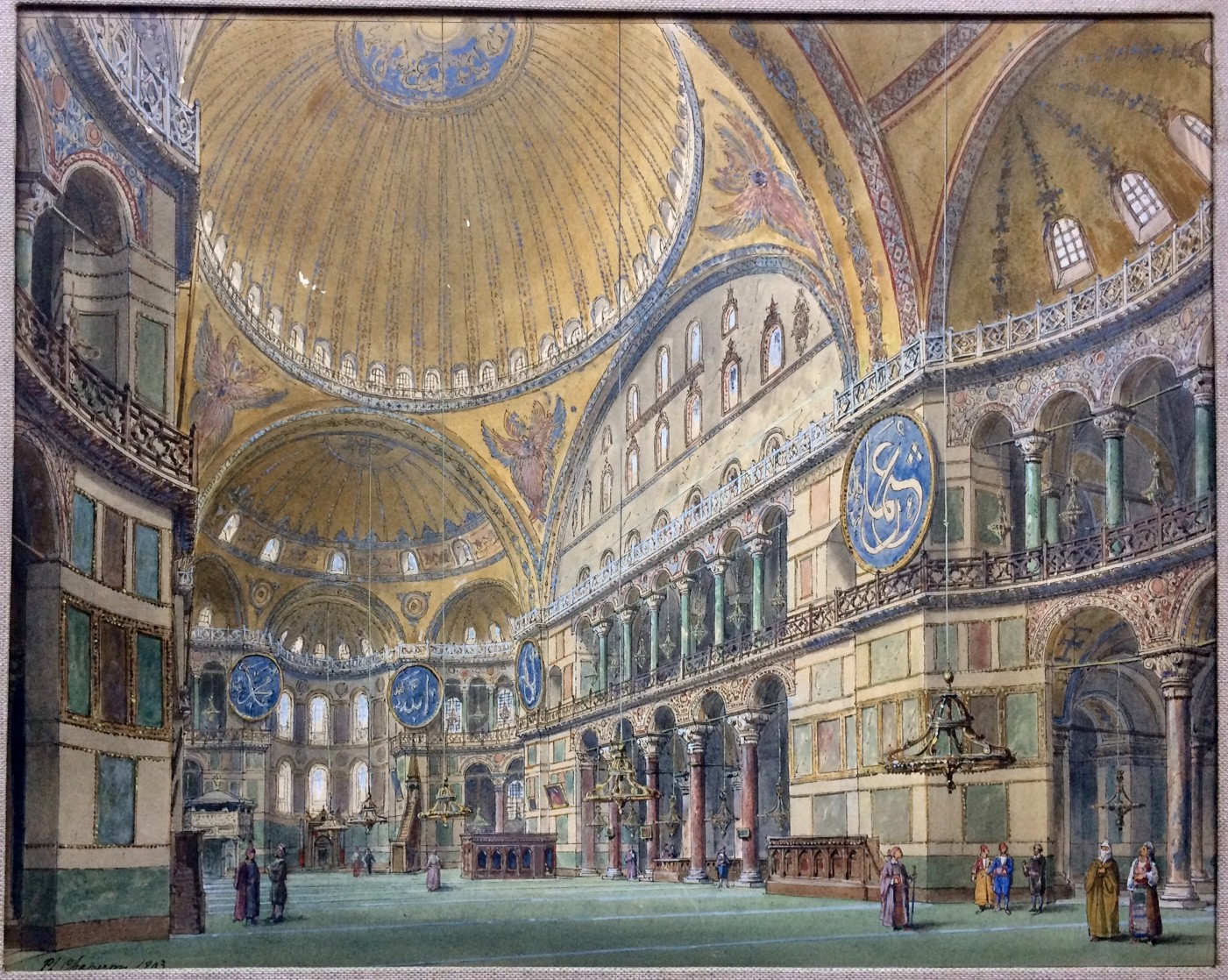
لوحة مائية تصور المبنى من الداخل، رسمها فيليب تشابيرون[الإنجليزية]، 1893
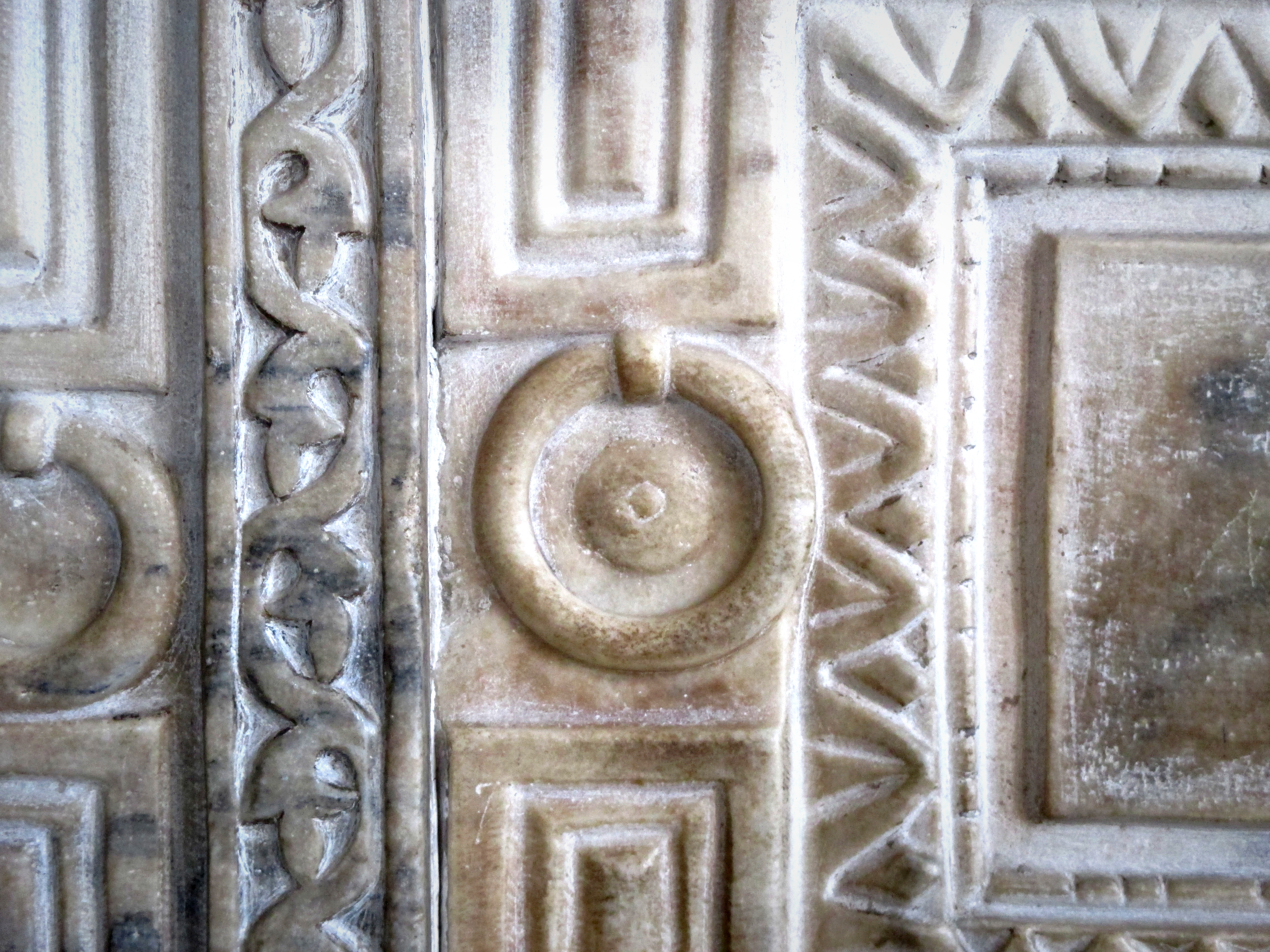
تفاصيل نقش بارز على الباب الرخامي.
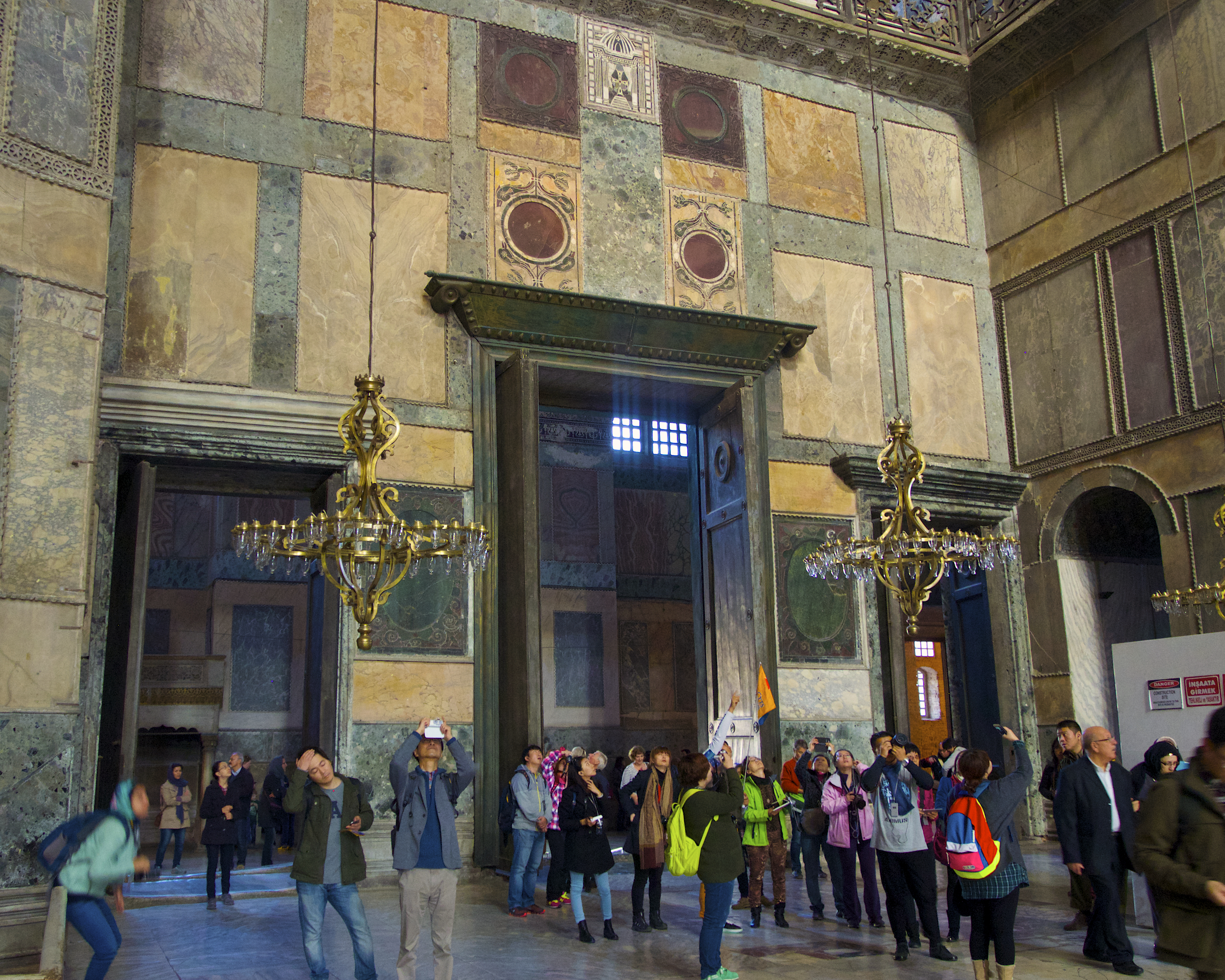
البوابة الإمبراطورية من الصحن
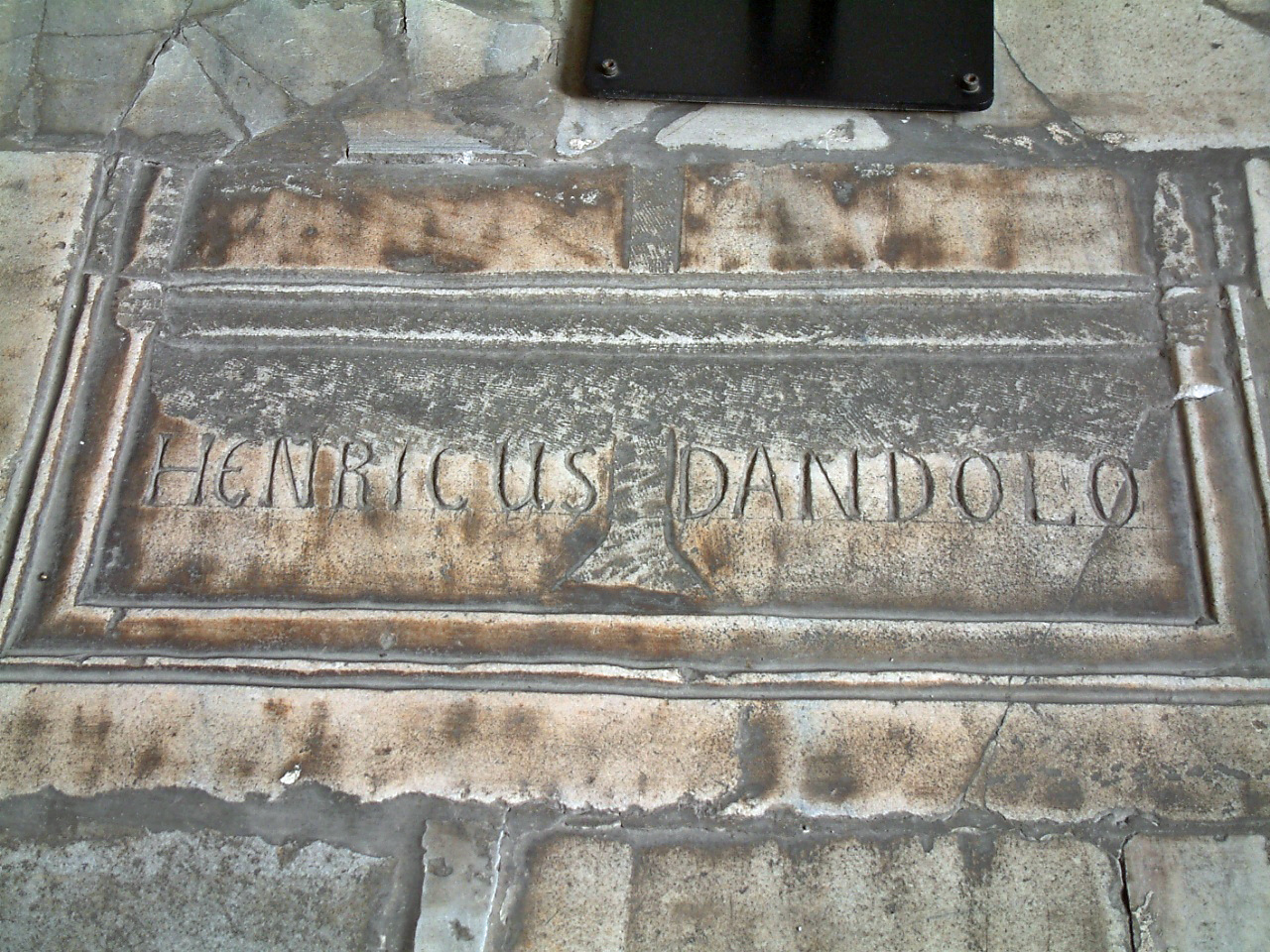
تمثال نصفي من القرن التاسع عشر لـ إنريكو داندولو، دوق البندقية، وقائد الحملة الصليبية الرابعة عام 1204
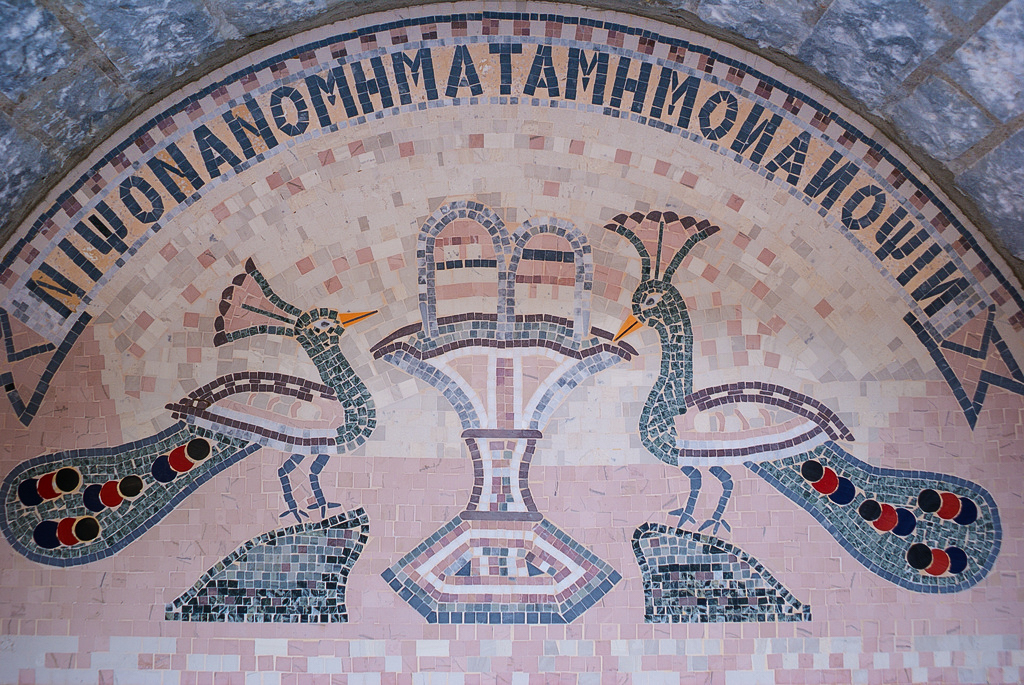
كتابة تناظرية لعبارة «ΝΙΨΟΝΑΝΟΜΗΜΑΤΑΜΗΜΟΝΑΝΟΨΙΝ» ("اغسل خطاياك، ليس فقط الوجه") منقوش على جرن ماء مقدس.
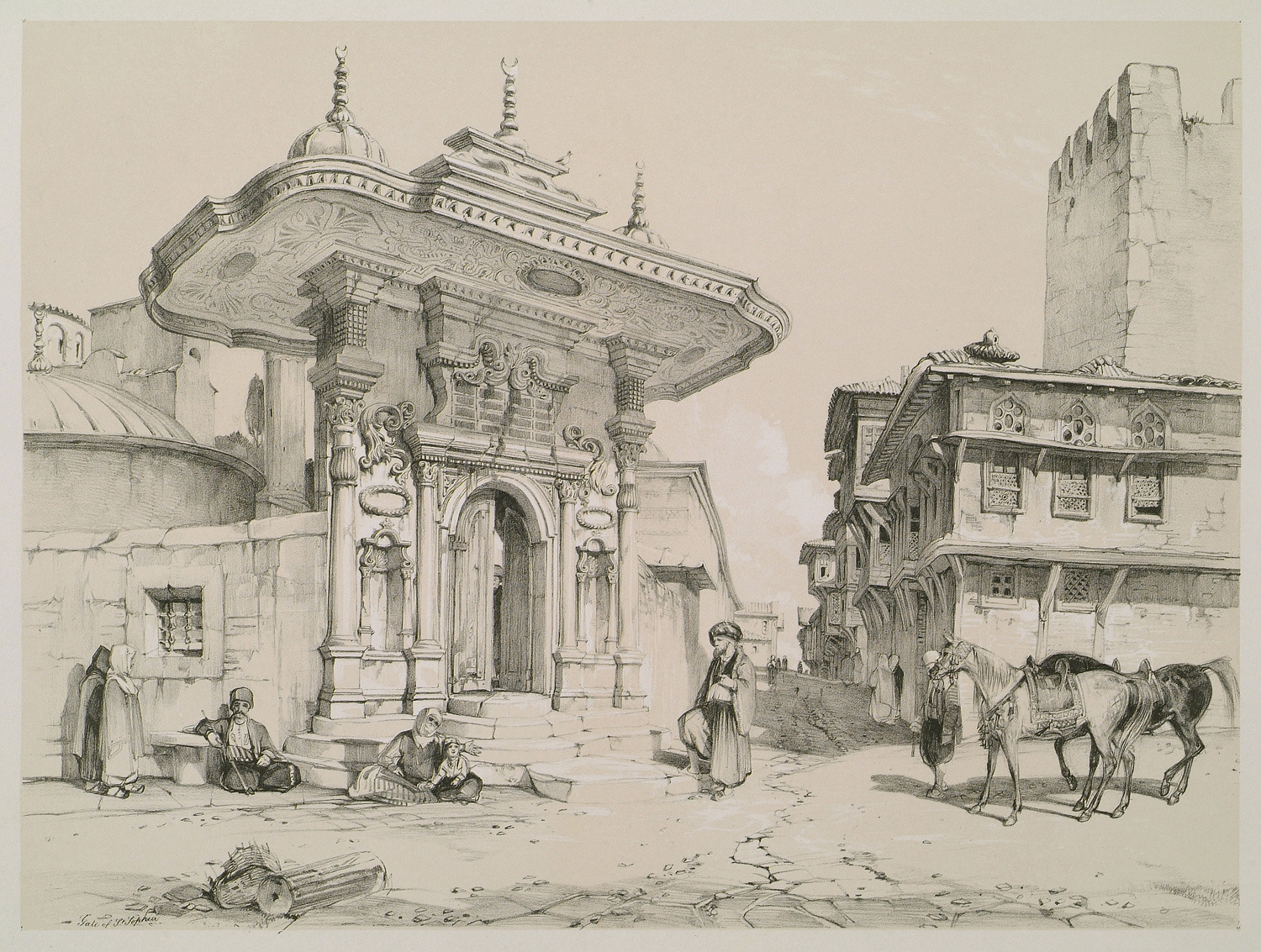
بوابة مجمّع آيا صوفيا، بواسطة جون فردريك لويس، 1838
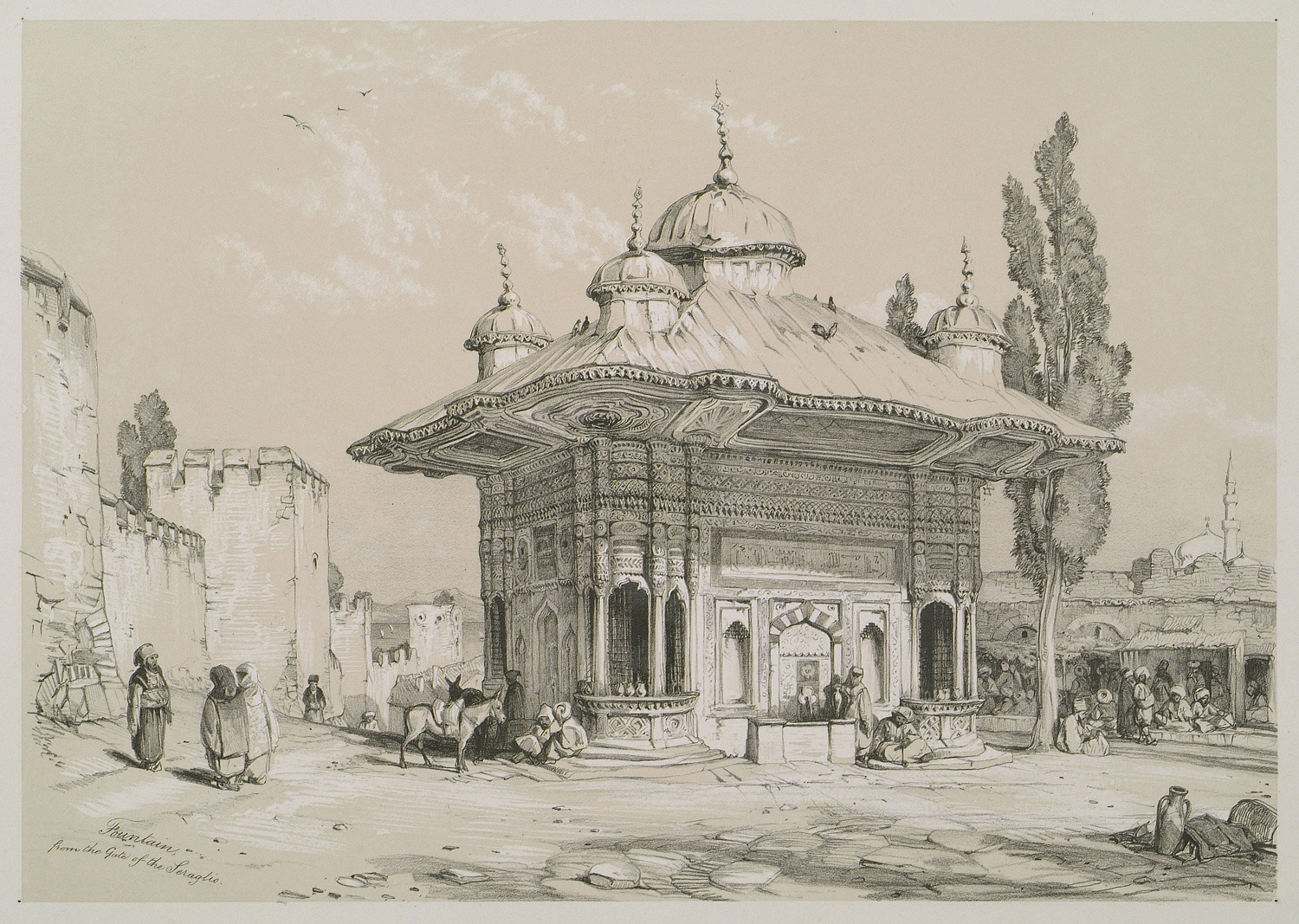
ينبوع أحمد الثالث من بوابة المجمع بواسطة جون فريدريك لويس 1838
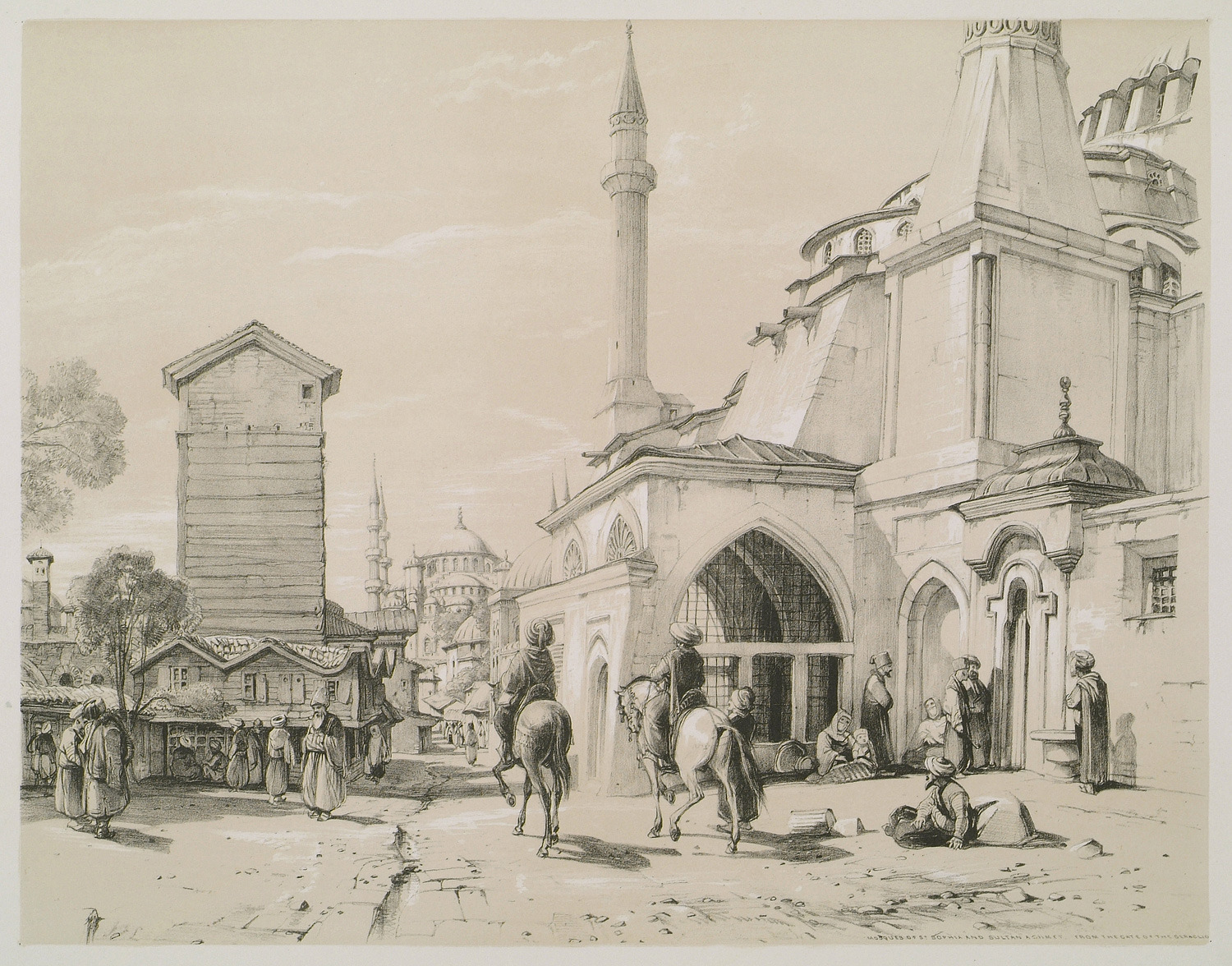
الجانب الجنوبي من آيا صوفيا، باتجاه الشرق، جون فردريك لويس، 1838
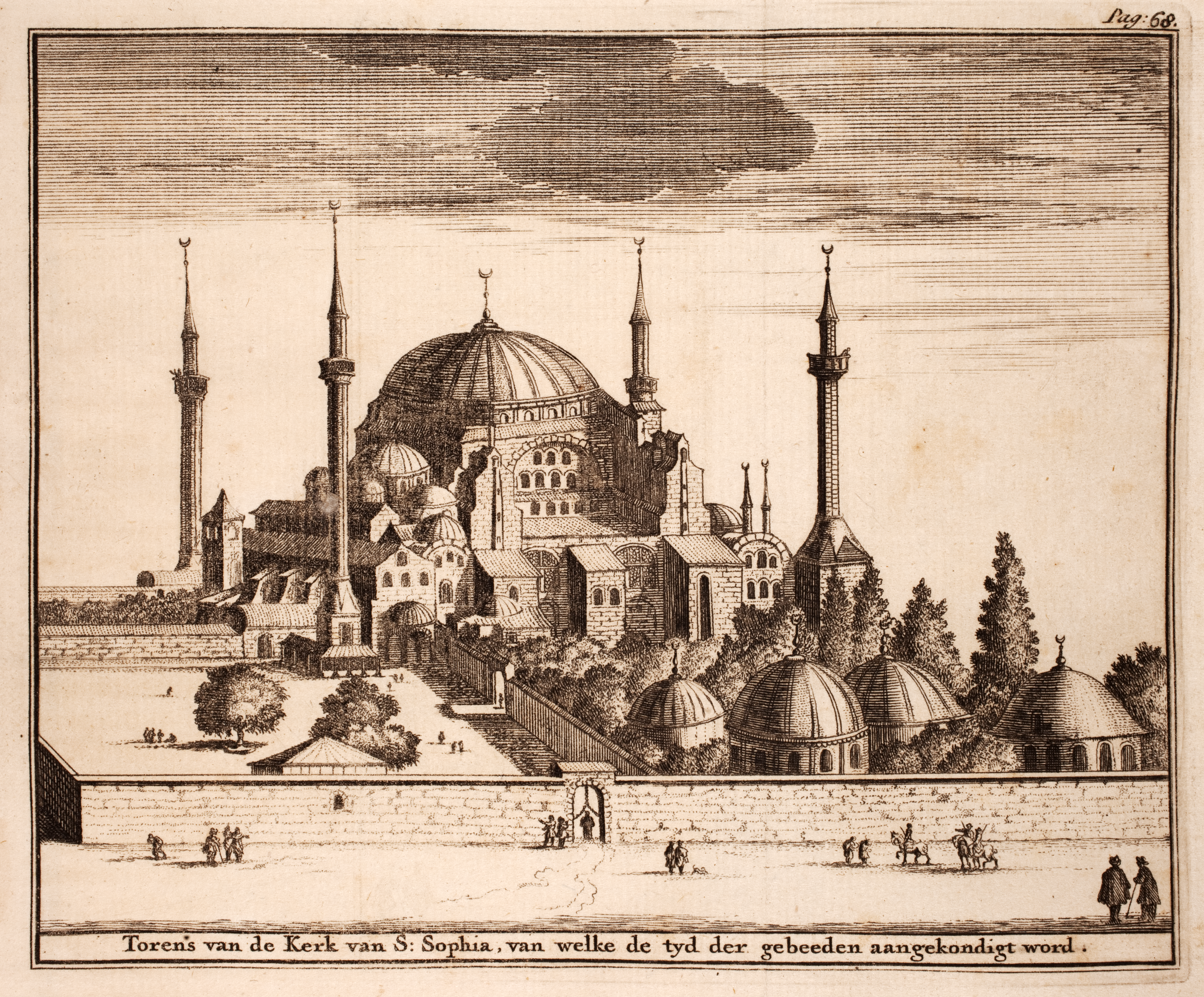
صورة لآيا صوفيا من كتاب Verhandeling van de godsdienst der Mahometaanen، ريلند، 1719
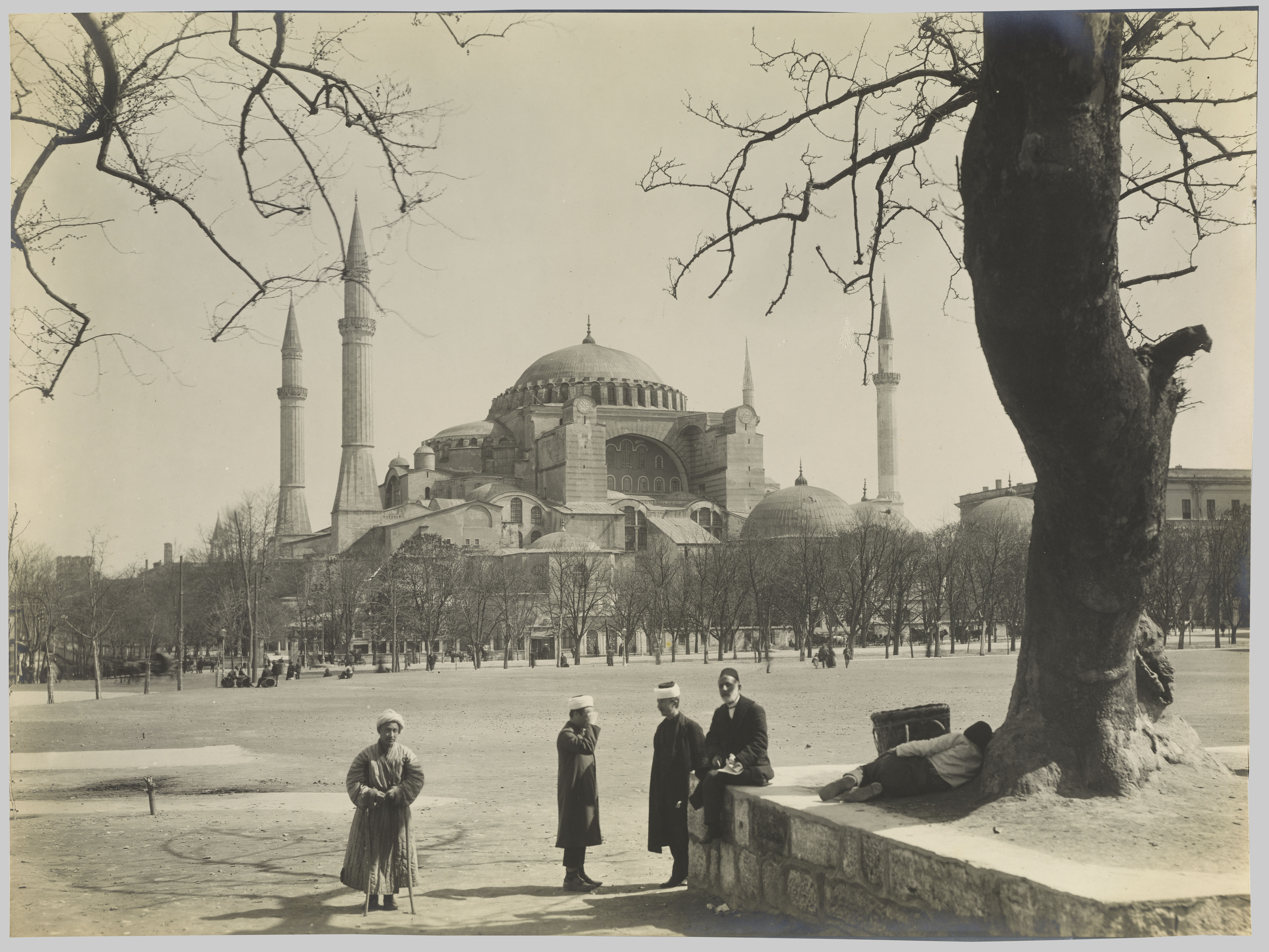
آيا صوفيا من الجنوب الغربي، 1914
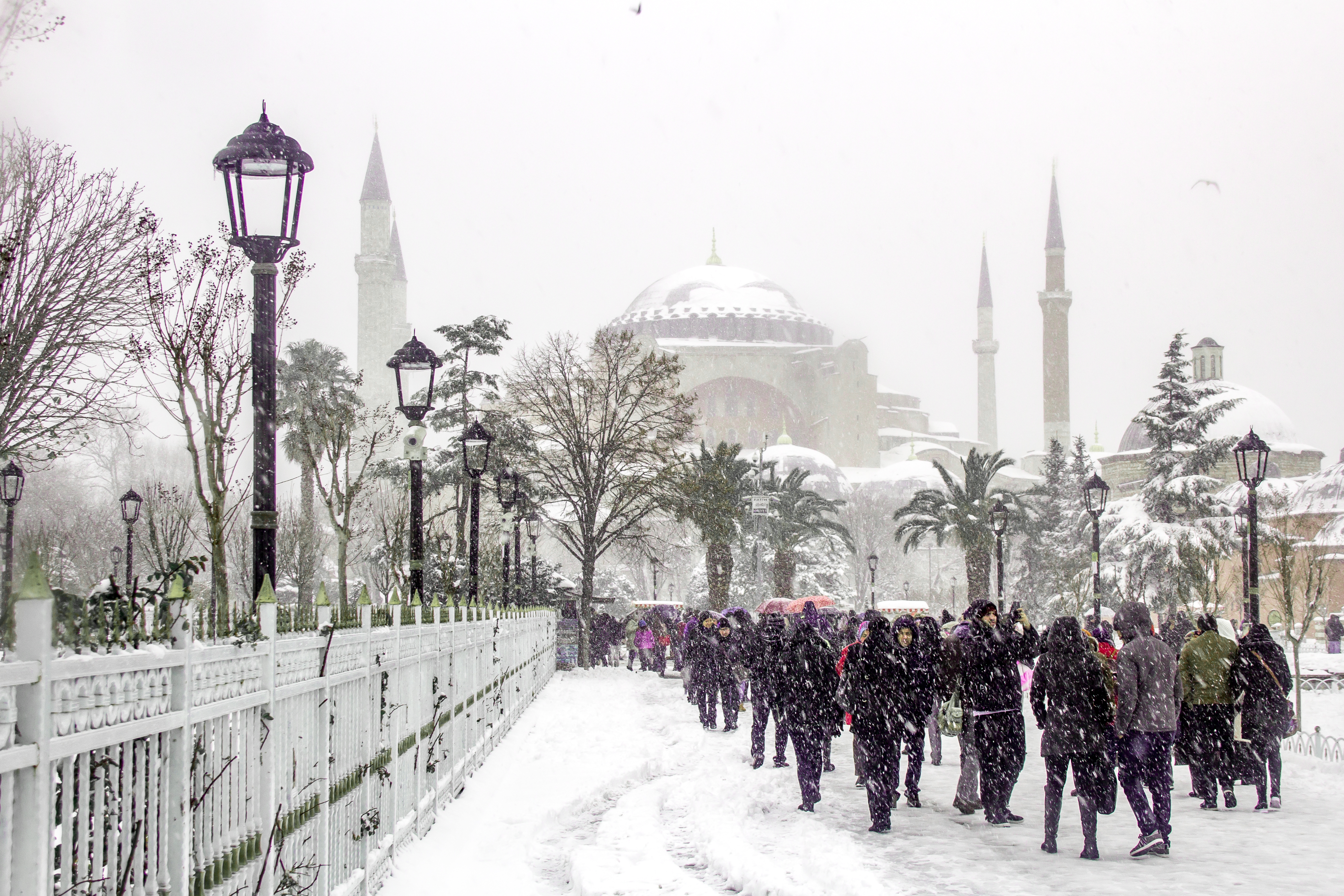
آيا صوفيا في الثلج، ديسمبر 2015
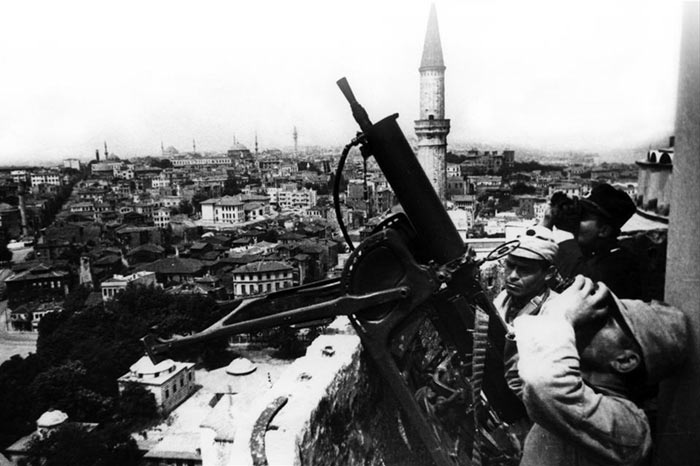
رشاش MG 08 رُكّبَ على المئذنة خلال الحرب العالمية الثانية
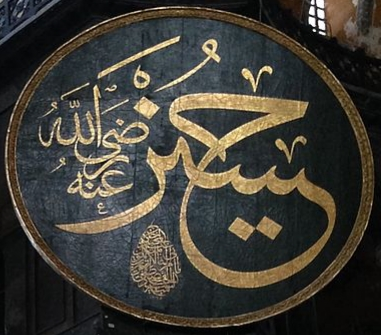
نقش لاسم الحسين بخط الثلث في آيا صوفيا
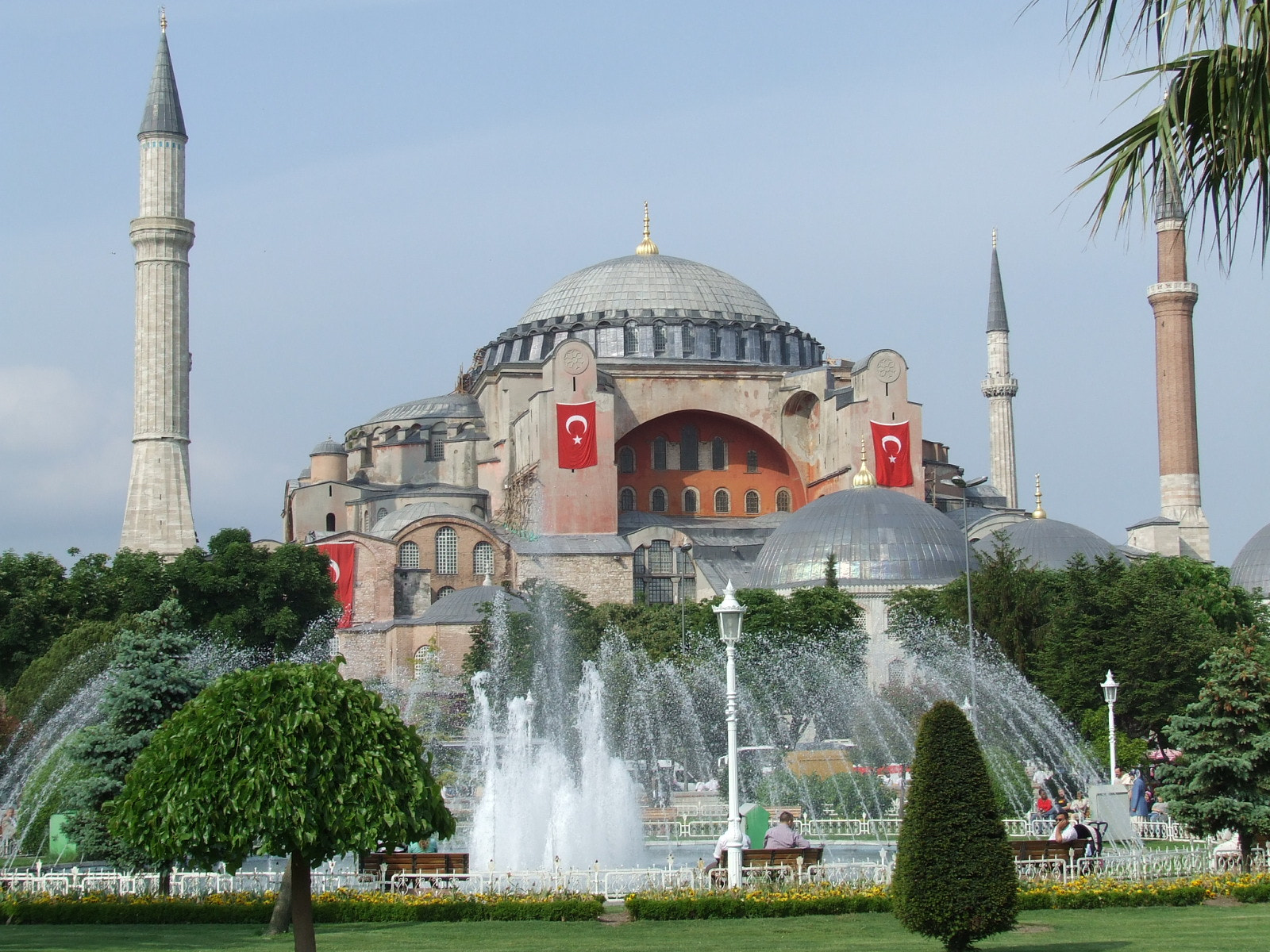
صورة خارجية لآيا صوفيا من منتزه السلطان أحمد عام 2007
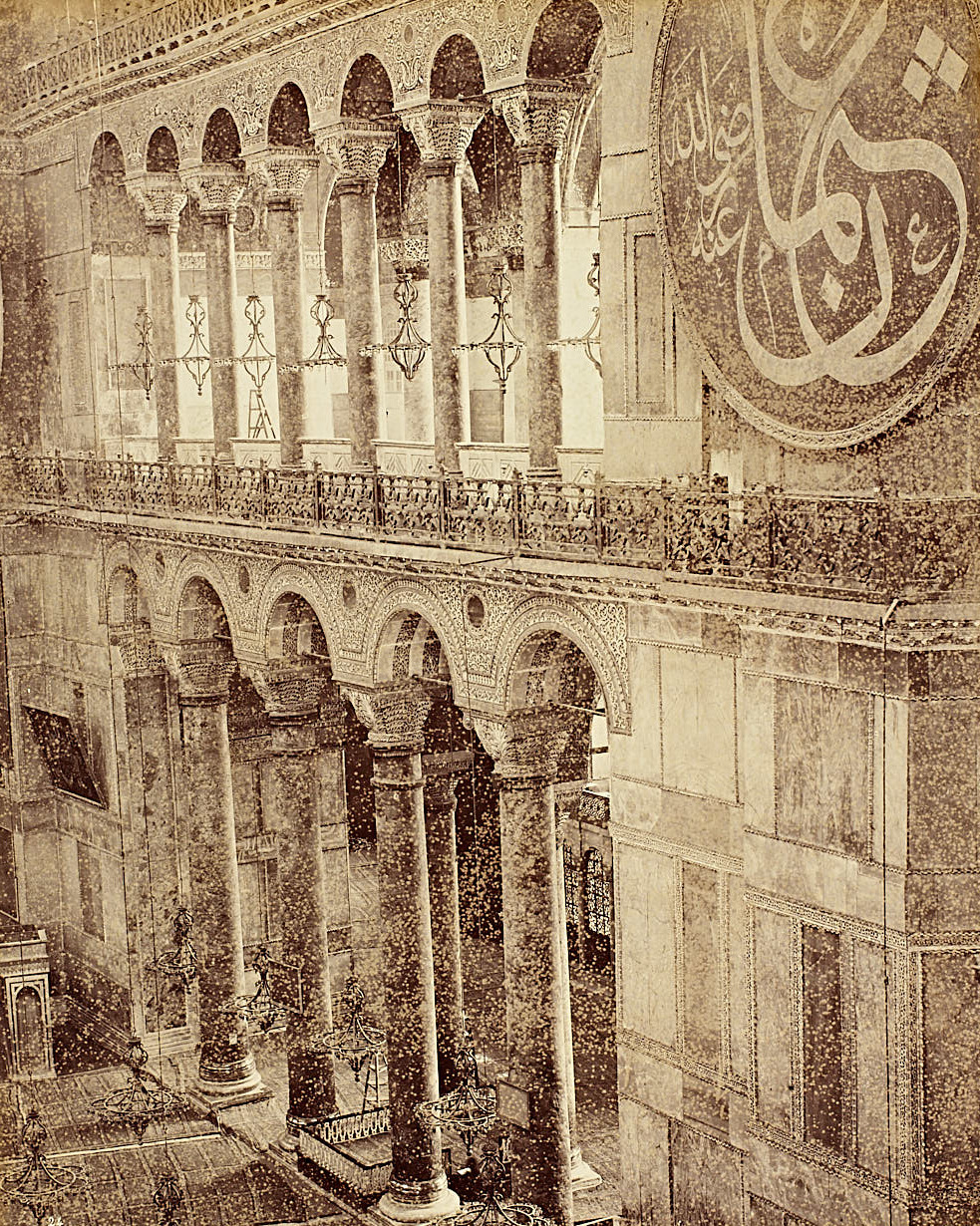
آيا صوفيا من الداخل في 1 يناير 1894، ويظهر في الصورة تخطيط اسم عثمان بن عفان
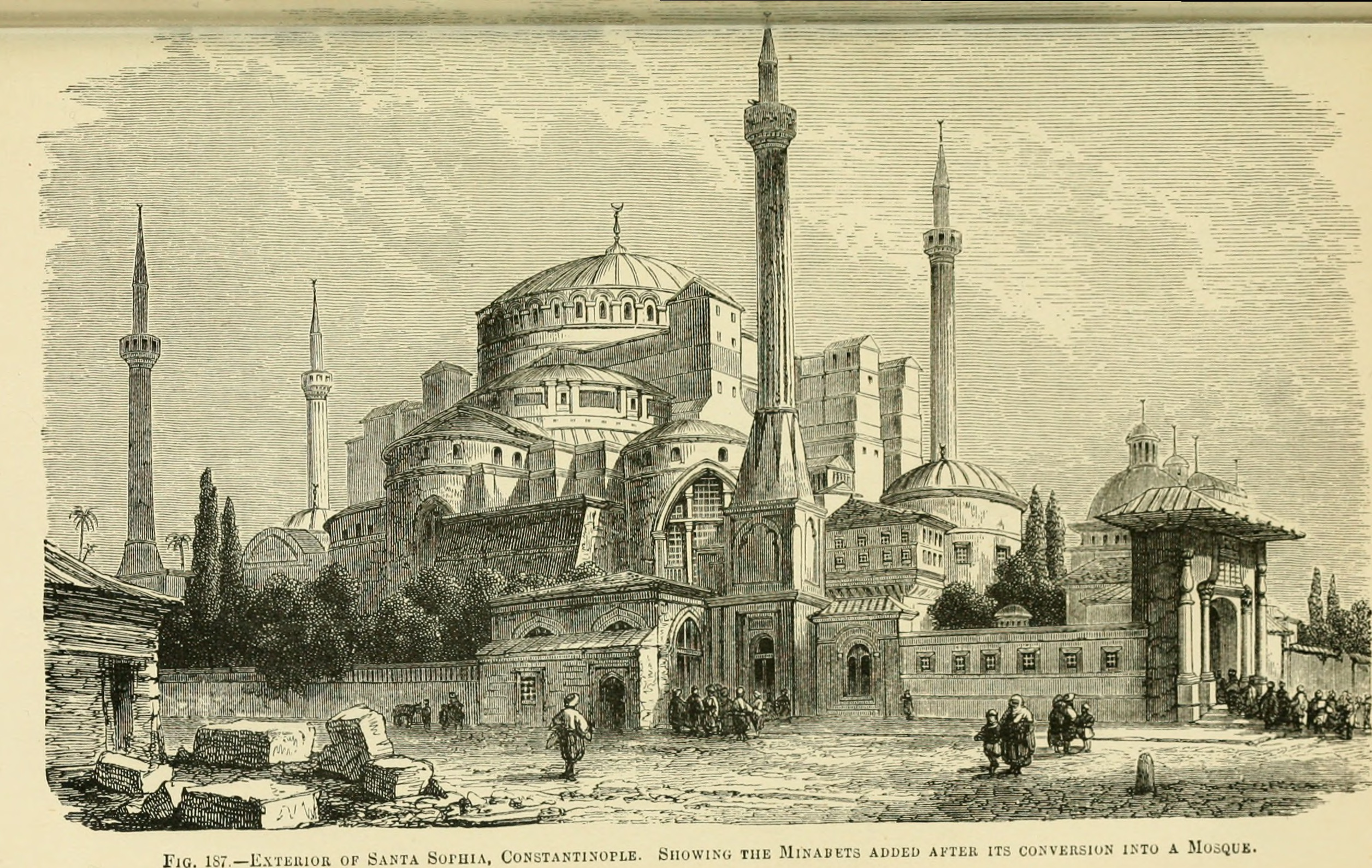
رسمة لمسجد آيا صوفيا تعود لعام 1888
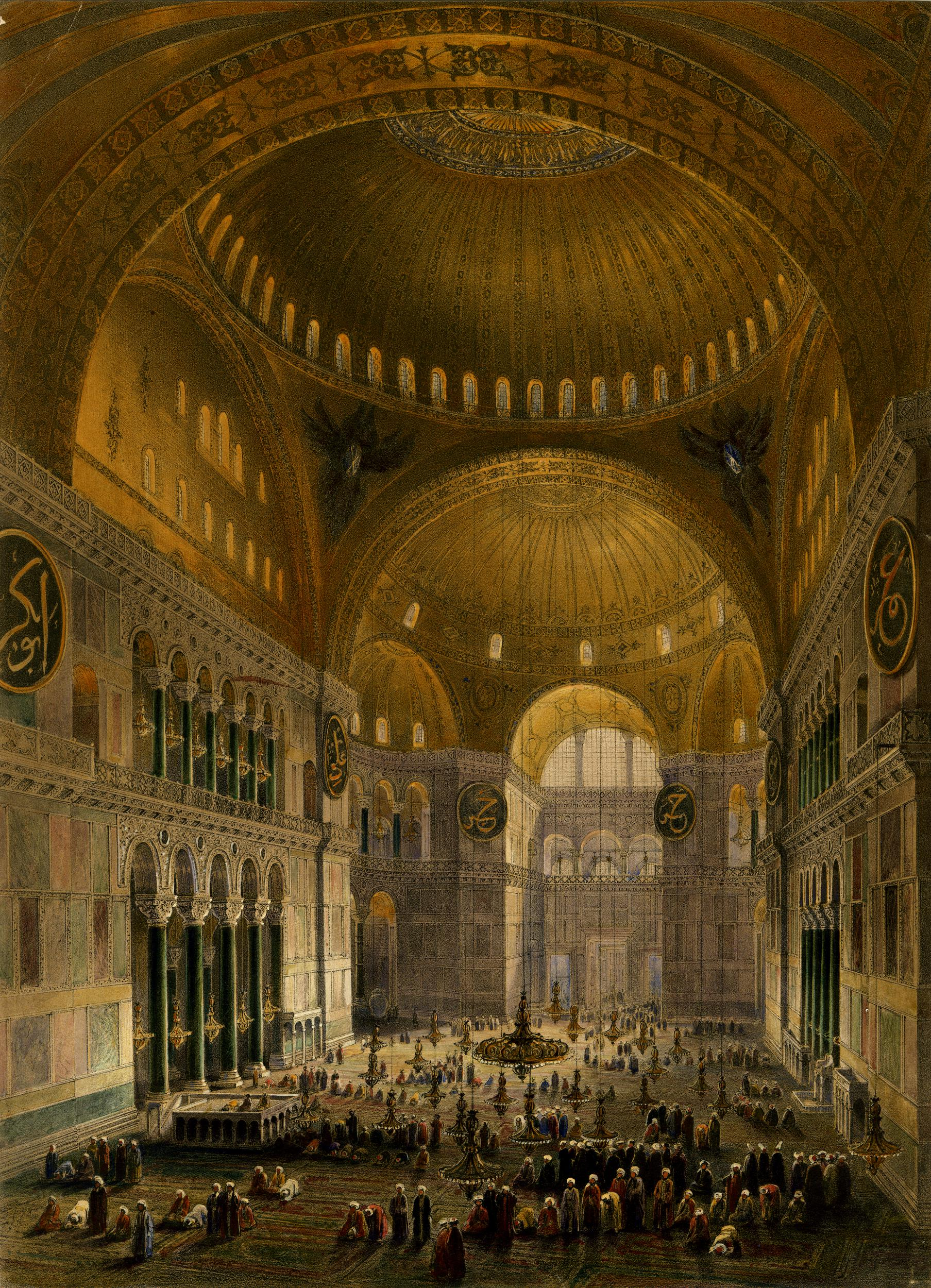
تصوير لآيا صوفيا؛ بريشة جاسبر فوساتي عام 1852.

## الهوامش
- 1 يقدر المؤرخ مايكل كريتوبولوس عدد القتلى من الروم بحوالي 4,000 وحوالي 50,000 مدني أُخذوا كأسرى ومنهم 400 جندي، ويُقدر كل من ليونارد من خيوس ونقولا باربارو عدد الأسرى الروم بحوالي 60,000 شخص، ويضع المؤرخ دوكاس عدد القتلى الروم المدنيين بحوالي 2,000 شخص.[247]
- 2 يُشير فيليب مانسيل في الصفحة 24 من كتابه القسطنطينية - المدينة التي اشتهاها العالم:

«وبينما كان السلطان يدخل الكاتدرائية، كان الجنود الأتراك يجمعون مئات اليونانيين الذي لجؤوا إليها انتظارًا لمعجزة إلهية لإنقاذهم، ويسوقونهم أسرى خارج الكنيسة. أوقف السلطان واحدًا من جنوده كان يقطع رخام الأرضية وقال له بزهو الفاتح: «اشبعوا بالغنائم والأسرى، أما بنايات المدينة فهي لي».»
وفي الصفحة 29: «بعد سقوط المدينة، وبموجب القانون الإسلامي الذي يحكم معاملة المدينة التي ترفض الاستسلام، أعطي جنود السلطان الحق في استعباد نحو ثلاثين ألف ساکن مسيحي وإبعادهم، وأُعملَ السيف في آلاف غيرهم.»

## وصلات خارجية
- وصف معاصر
- مقدمة مع مساقط أفقية وواجهات.
- تقرير مصور مختصر عن عملية إعادة رونق المبنى